# Difesa olandese
La difesa olandese è un'apertura del gioco degli scacchi contro l'apertura di donna, sulla falsariga della siciliana contro l'apertura di re.
Il nome deriva dall'olandese di origine alsaziana Elias Stein (1748-1811), che nel suo libro del 1789 Nouvel essai sur le Jeu des échecs, avec des réflexions militaires relatives à ce jeu la raccomandava come la miglior difesa contro l'apertura di donna.

## Analisi
Da un punto di vista strategico 1…f5, così come 1…d5, impedisce al bianco di effettuare l'affiancamento d4-e4 che porterebbe il primo giocatore a controllare completamente il centro. Il maggiore inconveniente della spinta f7-f5 è dato dal fatto che l'Alfiere campochiaro del Nero rimane bloccato dal proprio pedone in f5, inoltre si apre la diagonale h5-e8, minacciando direttamente il Re. È vero che l'Alfiere potrebbe essere collocato in fianchetto in b7 e proprio per questo il miglior antidoto alla difesa olandese è considerato l'immediato fianchetto dell'alfiere campochiaro del bianco con 2. g3 seguito da 3. Ag2. C'è anche un lato positivo per il Nero: una volta che avrà arroccato corto, la sua Torre si troverà già con un pedone avanzato. 
La difesa olandese porta solitamente a partite chiuse, caratterizzate da lunghe manovre per linee interne. Il nero deve stare attento soprattutto a non finire in posizione passiva o in posizione eccessivamente ristretta.
Tra le varianti più comuni della difesa olandese ci sono:
- 2.g3 Cf6 3.Ag2 e6 4.c4 d5 Stonewall
- 2.g3 Cf6 3.Ag2 g6 Variante di Leningrado
- 2.e4 Gambetto Staunton

La difesa olandese per anni è stata poco considerata come fattibile per il nero per una presunta debolezza del lato di re. In realtà, se ben giocata, si tratta di una difesa senza dubbio interessante. La sua rinascita c'è stata intorno alla metà degli anni ottanta, quando diversi grandi giocatori hanno mostrato che la variante Leningrado e lo Stonewall moderno offrivano buone possibilità di gioco per il nero.

## Varianti principali

### Stonewall
|   | a | b | c | d | e | f | g | h |   |
| 8 | a8 torre del nero · b8 cavallo del nero · c8 alfiere del nero · d8 donna del nero · e8 re del nero · f8 alfiere del nero · h8 torre del nero · a7 pedone del nero · b7 pedone del nero · c7 pedone del nero · g7 pedone del nero · h7 pedone del nero · e6 pedone del nero · f6 cavallo del nero · d5 pedone del nero · f5 pedone del nero · c4 pedone del bianco · d4 pedone del bianco · g3 pedone del bianco · a2 pedone del bianco · b2 pedone del bianco · e2 pedone del bianco · f2 pedone del bianco · g2 alfiere del bianco · h2 pedone del bianco · a1 torre del bianco · b1 cavallo del bianco · c1 alfiere del bianco · d1 donna del bianco · e1 re del bianco · g1 cavallo del bianco · h1 torre del bianco | a8 torre del nero · b8 cavallo del nero · c8 alfiere del nero · d8 donna del nero · e8 re del nero · f8 alfiere del nero · h8 torre del nero · a7 pedone del nero · b7 pedone del nero · c7 pedone del nero · g7 pedone del nero · h7 pedone del nero · e6 pedone del nero · f6 cavallo del nero · d5 pedone del nero · f5 pedone del nero · c4 pedone del bianco · d4 pedone del bianco · g3 pedone del bianco · a2 pedone del bianco · b2 pedone del bianco · e2 pedone del bianco · f2 pedone del bianco · g2 alfiere del bianco · h2 pedone del bianco · a1 torre del bianco · b1 cavallo del bianco · c1 alfiere del bianco · d1 donna del bianco · e1 re del bianco · g1 cavallo del bianco · h1 torre del bianco | a8 torre del nero · b8 cavallo del nero · c8 alfiere del nero · d8 donna del nero · e8 re del nero · f8 alfiere del nero · h8 torre del nero · a7 pedone del nero · b7 pedone del nero · c7 pedone del nero · g7 pedone del nero · h7 pedone del nero · e6 pedone del nero · f6 cavallo del nero · d5 pedone del nero · f5 pedone del nero · c4 pedone del bianco · d4 pedone del bianco · g3 pedone del bianco · a2 pedone del bianco · b2 pedone del bianco · e2 pedone del bianco · f2 pedone del bianco · g2 alfiere del bianco · h2 pedone del bianco · a1 torre del bianco · b1 cavallo del bianco · c1 alfiere del bianco · d1 donna del bianco · e1 re del bianco · g1 cavallo del bianco · h1 torre del bianco | a8 torre del nero · b8 cavallo del nero · c8 alfiere del nero · d8 donna del nero · e8 re del nero · f8 alfiere del nero · h8 torre del nero · a7 pedone del nero · b7 pedone del nero · c7 pedone del nero · g7 pedone del nero · h7 pedone del nero · e6 pedone del nero · f6 cavallo del nero · d5 pedone del nero · f5 pedone del nero · c4 pedone del bianco · d4 pedone del bianco · g3 pedone del bianco · a2 pedone del bianco · b2 pedone del bianco · e2 pedone del bianco · f2 pedone del bianco · g2 alfiere del bianco · h2 pedone del bianco · a1 torre del bianco · b1 cavallo del bianco · c1 alfiere del bianco · d1 donna del bianco · e1 re del bianco · g1 cavallo del bianco · h1 torre del bianco | a8 torre del nero · b8 cavallo del nero · c8 alfiere del nero · d8 donna del nero · e8 re del nero · f8 alfiere del nero · h8 torre del nero · a7 pedone del nero · b7 pedone del nero · c7 pedone del nero · g7 pedone del nero · h7 pedone del nero · e6 pedone del nero · f6 cavallo del nero · d5 pedone del nero · f5 pedone del nero · c4 pedone del bianco · d4 pedone del bianco · g3 pedone del bianco · a2 pedone del bianco · b2 pedone del bianco · e2 pedone del bianco · f2 pedone del bianco · g2 alfiere del bianco · h2 pedone del bianco · a1 torre del bianco · b1 cavallo del bianco · c1 alfiere del bianco · d1 donna del bianco · e1 re del bianco · g1 cavallo del bianco · h1 torre del bianco | a8 torre del nero · b8 cavallo del nero · c8 alfiere del nero · d8 donna del nero · e8 re del nero · f8 alfiere del nero · h8 torre del nero · a7 pedone del nero · b7 pedone del nero · c7 pedone del nero · g7 pedone del nero · h7 pedone del nero · e6 pedone del nero · f6 cavallo del nero · d5 pedone del nero · f5 pedone del nero · c4 pedone del bianco · d4 pedone del bianco · g3 pedone del bianco · a2 pedone del bianco · b2 pedone del bianco · e2 pedone del bianco · f2 pedone del bianco · g2 alfiere del bianco · h2 pedone del bianco · a1 torre del bianco · b1 cavallo del bianco · c1 alfiere del bianco · d1 donna del bianco · e1 re del bianco · g1 cavallo del bianco · h1 torre del bianco | a8 torre del nero · b8 cavallo del nero · c8 alfiere del nero · d8 donna del nero · e8 re del nero · f8 alfiere del nero · h8 torre del nero · a7 pedone del nero · b7 pedone del nero · c7 pedone del nero · g7 pedone del nero · h7 pedone del nero · e6 pedone del nero · f6 cavallo del nero · d5 pedone del nero · f5 pedone del nero · c4 pedone del bianco · d4 pedone del bianco · g3 pedone del bianco · a2 pedone del bianco · b2 pedone del bianco · e2 pedone del bianco · f2 pedone del bianco · g2 alfiere del bianco · h2 pedone del bianco · a1 torre del bianco · b1 cavallo del bianco · c1 alfiere del bianco · d1 donna del bianco · e1 re del bianco · g1 cavallo del bianco · h1 torre del bianco | a8 torre del nero · b8 cavallo del nero · c8 alfiere del nero · d8 donna del nero · e8 re del nero · f8 alfiere del nero · h8 torre del nero · a7 pedone del nero · b7 pedone del nero · c7 pedone del nero · g7 pedone del nero · h7 pedone del nero · e6 pedone del nero · f6 cavallo del nero · d5 pedone del nero · f5 pedone del nero · c4 pedone del bianco · d4 pedone del bianco · g3 pedone del bianco · a2 pedone del bianco · b2 pedone del bianco · e2 pedone del bianco · f2 pedone del bianco · g2 alfiere del bianco · h2 pedone del bianco · a1 torre del bianco · b1 cavallo del bianco · c1 alfiere del bianco · d1 donna del bianco · e1 re del bianco · g1 cavallo del bianco · h1 torre del bianco | 8 |
| 7 | a8 torre del nero · b8 cavallo del nero · c8 alfiere del nero · d8 donna del nero · e8 re del nero · f8 alfiere del nero · h8 torre del nero · a7 pedone del nero · b7 pedone del nero · c7 pedone del nero · g7 pedone del nero · h7 pedone del nero · e6 pedone del nero · f6 cavallo del nero · d5 pedone del nero · f5 pedone del nero · c4 pedone del bianco · d4 pedone del bianco · g3 pedone del bianco · a2 pedone del bianco · b2 pedone del bianco · e2 pedone del bianco · f2 pedone del bianco · g2 alfiere del bianco · h2 pedone del bianco · a1 torre del bianco · b1 cavallo del bianco · c1 alfiere del bianco · d1 donna del bianco · e1 re del bianco · g1 cavallo del bianco · h1 torre del bianco | a8 torre del nero · b8 cavallo del nero · c8 alfiere del nero · d8 donna del nero · e8 re del nero · f8 alfiere del nero · h8 torre del nero · a7 pedone del nero · b7 pedone del nero · c7 pedone del nero · g7 pedone del nero · h7 pedone del nero · e6 pedone del nero · f6 cavallo del nero · d5 pedone del nero · f5 pedone del nero · c4 pedone del bianco · d4 pedone del bianco · g3 pedone del bianco · a2 pedone del bianco · b2 pedone del bianco · e2 pedone del bianco · f2 pedone del bianco · g2 alfiere del bianco · h2 pedone del bianco · a1 torre del bianco · b1 cavallo del bianco · c1 alfiere del bianco · d1 donna del bianco · e1 re del bianco · g1 cavallo del bianco · h1 torre del bianco | a8 torre del nero · b8 cavallo del nero · c8 alfiere del nero · d8 donna del nero · e8 re del nero · f8 alfiere del nero · h8 torre del nero · a7 pedone del nero · b7 pedone del nero · c7 pedone del nero · g7 pedone del nero · h7 pedone del nero · e6 pedone del nero · f6 cavallo del nero · d5 pedone del nero · f5 pedone del nero · c4 pedone del bianco · d4 pedone del bianco · g3 pedone del bianco · a2 pedone del bianco · b2 pedone del bianco · e2 pedone del bianco · f2 pedone del bianco · g2 alfiere del bianco · h2 pedone del bianco · a1 torre del bianco · b1 cavallo del bianco · c1 alfiere del bianco · d1 donna del bianco · e1 re del bianco · g1 cavallo del bianco · h1 torre del bianco | a8 torre del nero · b8 cavallo del nero · c8 alfiere del nero · d8 donna del nero · e8 re del nero · f8 alfiere del nero · h8 torre del nero · a7 pedone del nero · b7 pedone del nero · c7 pedone del nero · g7 pedone del nero · h7 pedone del nero · e6 pedone del nero · f6 cavallo del nero · d5 pedone del nero · f5 pedone del nero · c4 pedone del bianco · d4 pedone del bianco · g3 pedone del bianco · a2 pedone del bianco · b2 pedone del bianco · e2 pedone del bianco · f2 pedone del bianco · g2 alfiere del bianco · h2 pedone del bianco · a1 torre del bianco · b1 cavallo del bianco · c1 alfiere del bianco · d1 donna del bianco · e1 re del bianco · g1 cavallo del bianco · h1 torre del bianco | a8 torre del nero · b8 cavallo del nero · c8 alfiere del nero · d8 donna del nero · e8 re del nero · f8 alfiere del nero · h8 torre del nero · a7 pedone del nero · b7 pedone del nero · c7 pedone del nero · g7 pedone del nero · h7 pedone del nero · e6 pedone del nero · f6 cavallo del nero · d5 pedone del nero · f5 pedone del nero · c4 pedone del bianco · d4 pedone del bianco · g3 pedone del bianco · a2 pedone del bianco · b2 pedone del bianco · e2 pedone del bianco · f2 pedone del bianco · g2 alfiere del bianco · h2 pedone del bianco · a1 torre del bianco · b1 cavallo del bianco · c1 alfiere del bianco · d1 donna del bianco · e1 re del bianco · g1 cavallo del bianco · h1 torre del bianco | a8 torre del nero · b8 cavallo del nero · c8 alfiere del nero · d8 donna del nero · e8 re del nero · f8 alfiere del nero · h8 torre del nero · a7 pedone del nero · b7 pedone del nero · c7 pedone del nero · g7 pedone del nero · h7 pedone del nero · e6 pedone del nero · f6 cavallo del nero · d5 pedone del nero · f5 pedone del nero · c4 pedone del bianco · d4 pedone del bianco · g3 pedone del bianco · a2 pedone del bianco · b2 pedone del bianco · e2 pedone del bianco · f2 pedone del bianco · g2 alfiere del bianco · h2 pedone del bianco · a1 torre del bianco · b1 cavallo del bianco · c1 alfiere del bianco · d1 donna del bianco · e1 re del bianco · g1 cavallo del bianco · h1 torre del bianco | a8 torre del nero · b8 cavallo del nero · c8 alfiere del nero · d8 donna del nero · e8 re del nero · f8 alfiere del nero · h8 torre del nero · a7 pedone del nero · b7 pedone del nero · c7 pedone del nero · g7 pedone del nero · h7 pedone del nero · e6 pedone del nero · f6 cavallo del nero · d5 pedone del nero · f5 pedone del nero · c4 pedone del bianco · d4 pedone del bianco · g3 pedone del bianco · a2 pedone del bianco · b2 pedone del bianco · e2 pedone del bianco · f2 pedone del bianco · g2 alfiere del bianco · h2 pedone del bianco · a1 torre del bianco · b1 cavallo del bianco · c1 alfiere del bianco · d1 donna del bianco · e1 re del bianco · g1 cavallo del bianco · h1 torre del bianco | a8 torre del nero · b8 cavallo del nero · c8 alfiere del nero · d8 donna del nero · e8 re del nero · f8 alfiere del nero · h8 torre del nero · a7 pedone del nero · b7 pedone del nero · c7 pedone del nero · g7 pedone del nero · h7 pedone del nero · e6 pedone del nero · f6 cavallo del nero · d5 pedone del nero · f5 pedone del nero · c4 pedone del bianco · d4 pedone del bianco · g3 pedone del bianco · a2 pedone del bianco · b2 pedone del bianco · e2 pedone del bianco · f2 pedone del bianco · g2 alfiere del bianco · h2 pedone del bianco · a1 torre del bianco · b1 cavallo del bianco · c1 alfiere del bianco · d1 donna del bianco · e1 re del bianco · g1 cavallo del bianco · h1 torre del bianco | 7 |
| 6 | a8 torre del nero · b8 cavallo del nero · c8 alfiere del nero · d8 donna del nero · e8 re del nero · f8 alfiere del nero · h8 torre del nero · a7 pedone del nero · b7 pedone del nero · c7 pedone del nero · g7 pedone del nero · h7 pedone del nero · e6 pedone del nero · f6 cavallo del nero · d5 pedone del nero · f5 pedone del nero · c4 pedone del bianco · d4 pedone del bianco · g3 pedone del bianco · a2 pedone del bianco · b2 pedone del bianco · e2 pedone del bianco · f2 pedone del bianco · g2 alfiere del bianco · h2 pedone del bianco · a1 torre del bianco · b1 cavallo del bianco · c1 alfiere del bianco · d1 donna del bianco · e1 re del bianco · g1 cavallo del bianco · h1 torre del bianco | a8 torre del nero · b8 cavallo del nero · c8 alfiere del nero · d8 donna del nero · e8 re del nero · f8 alfiere del nero · h8 torre del nero · a7 pedone del nero · b7 pedone del nero · c7 pedone del nero · g7 pedone del nero · h7 pedone del nero · e6 pedone del nero · f6 cavallo del nero · d5 pedone del nero · f5 pedone del nero · c4 pedone del bianco · d4 pedone del bianco · g3 pedone del bianco · a2 pedone del bianco · b2 pedone del bianco · e2 pedone del bianco · f2 pedone del bianco · g2 alfiere del bianco · h2 pedone del bianco · a1 torre del bianco · b1 cavallo del bianco · c1 alfiere del bianco · d1 donna del bianco · e1 re del bianco · g1 cavallo del bianco · h1 torre del bianco | a8 torre del nero · b8 cavallo del nero · c8 alfiere del nero · d8 donna del nero · e8 re del nero · f8 alfiere del nero · h8 torre del nero · a7 pedone del nero · b7 pedone del nero · c7 pedone del nero · g7 pedone del nero · h7 pedone del nero · e6 pedone del nero · f6 cavallo del nero · d5 pedone del nero · f5 pedone del nero · c4 pedone del bianco · d4 pedone del bianco · g3 pedone del bianco · a2 pedone del bianco · b2 pedone del bianco · e2 pedone del bianco · f2 pedone del bianco · g2 alfiere del bianco · h2 pedone del bianco · a1 torre del bianco · b1 cavallo del bianco · c1 alfiere del bianco · d1 donna del bianco · e1 re del bianco · g1 cavallo del bianco · h1 torre del bianco | a8 torre del nero · b8 cavallo del nero · c8 alfiere del nero · d8 donna del nero · e8 re del nero · f8 alfiere del nero · h8 torre del nero · a7 pedone del nero · b7 pedone del nero · c7 pedone del nero · g7 pedone del nero · h7 pedone del nero · e6 pedone del nero · f6 cavallo del nero · d5 pedone del nero · f5 pedone del nero · c4 pedone del bianco · d4 pedone del bianco · g3 pedone del bianco · a2 pedone del bianco · b2 pedone del bianco · e2 pedone del bianco · f2 pedone del bianco · g2 alfiere del bianco · h2 pedone del bianco · a1 torre del bianco · b1 cavallo del bianco · c1 alfiere del bianco · d1 donna del bianco · e1 re del bianco · g1 cavallo del bianco · h1 torre del bianco | a8 torre del nero · b8 cavallo del nero · c8 alfiere del nero · d8 donna del nero · e8 re del nero · f8 alfiere del nero · h8 torre del nero · a7 pedone del nero · b7 pedone del nero · c7 pedone del nero · g7 pedone del nero · h7 pedone del nero · e6 pedone del nero · f6 cavallo del nero · d5 pedone del nero · f5 pedone del nero · c4 pedone del bianco · d4 pedone del bianco · g3 pedone del bianco · a2 pedone del bianco · b2 pedone del bianco · e2 pedone del bianco · f2 pedone del bianco · g2 alfiere del bianco · h2 pedone del bianco · a1 torre del bianco · b1 cavallo del bianco · c1 alfiere del bianco · d1 donna del bianco · e1 re del bianco · g1 cavallo del bianco · h1 torre del bianco | a8 torre del nero · b8 cavallo del nero · c8 alfiere del nero · d8 donna del nero · e8 re del nero · f8 alfiere del nero · h8 torre del nero · a7 pedone del nero · b7 pedone del nero · c7 pedone del nero · g7 pedone del nero · h7 pedone del nero · e6 pedone del nero · f6 cavallo del nero · d5 pedone del nero · f5 pedone del nero · c4 pedone del bianco · d4 pedone del bianco · g3 pedone del bianco · a2 pedone del bianco · b2 pedone del bianco · e2 pedone del bianco · f2 pedone del bianco · g2 alfiere del bianco · h2 pedone del bianco · a1 torre del bianco · b1 cavallo del bianco · c1 alfiere del bianco · d1 donna del bianco · e1 re del bianco · g1 cavallo del bianco · h1 torre del bianco | a8 torre del nero · b8 cavallo del nero · c8 alfiere del nero · d8 donna del nero · e8 re del nero · f8 alfiere del nero · h8 torre del nero · a7 pedone del nero · b7 pedone del nero · c7 pedone del nero · g7 pedone del nero · h7 pedone del nero · e6 pedone del nero · f6 cavallo del nero · d5 pedone del nero · f5 pedone del nero · c4 pedone del bianco · d4 pedone del bianco · g3 pedone del bianco · a2 pedone del bianco · b2 pedone del bianco · e2 pedone del bianco · f2 pedone del bianco · g2 alfiere del bianco · h2 pedone del bianco · a1 torre del bianco · b1 cavallo del bianco · c1 alfiere del bianco · d1 donna del bianco · e1 re del bianco · g1 cavallo del bianco · h1 torre del bianco | a8 torre del nero · b8 cavallo del nero · c8 alfiere del nero · d8 donna del nero · e8 re del nero · f8 alfiere del nero · h8 torre del nero · a7 pedone del nero · b7 pedone del nero · c7 pedone del nero · g7 pedone del nero · h7 pedone del nero · e6 pedone del nero · f6 cavallo del nero · d5 pedone del nero · f5 pedone del nero · c4 pedone del bianco · d4 pedone del bianco · g3 pedone del bianco · a2 pedone del bianco · b2 pedone del bianco · e2 pedone del bianco · f2 pedone del bianco · g2 alfiere del bianco · h2 pedone del bianco · a1 torre del bianco · b1 cavallo del bianco · c1 alfiere del bianco · d1 donna del bianco · e1 re del bianco · g1 cavallo del bianco · h1 torre del bianco | 6 |
| 5 | a8 torre del nero · b8 cavallo del nero · c8 alfiere del nero · d8 donna del nero · e8 re del nero · f8 alfiere del nero · h8 torre del nero · a7 pedone del nero · b7 pedone del nero · c7 pedone del nero · g7 pedone del nero · h7 pedone del nero · e6 pedone del nero · f6 cavallo del nero · d5 pedone del nero · f5 pedone del nero · c4 pedone del bianco · d4 pedone del bianco · g3 pedone del bianco · a2 pedone del bianco · b2 pedone del bianco · e2 pedone del bianco · f2 pedone del bianco · g2 alfiere del bianco · h2 pedone del bianco · a1 torre del bianco · b1 cavallo del bianco · c1 alfiere del bianco · d1 donna del bianco · e1 re del bianco · g1 cavallo del bianco · h1 torre del bianco | a8 torre del nero · b8 cavallo del nero · c8 alfiere del nero · d8 donna del nero · e8 re del nero · f8 alfiere del nero · h8 torre del nero · a7 pedone del nero · b7 pedone del nero · c7 pedone del nero · g7 pedone del nero · h7 pedone del nero · e6 pedone del nero · f6 cavallo del nero · d5 pedone del nero · f5 pedone del nero · c4 pedone del bianco · d4 pedone del bianco · g3 pedone del bianco · a2 pedone del bianco · b2 pedone del bianco · e2 pedone del bianco · f2 pedone del bianco · g2 alfiere del bianco · h2 pedone del bianco · a1 torre del bianco · b1 cavallo del bianco · c1 alfiere del bianco · d1 donna del bianco · e1 re del bianco · g1 cavallo del bianco · h1 torre del bianco | a8 torre del nero · b8 cavallo del nero · c8 alfiere del nero · d8 donna del nero · e8 re del nero · f8 alfiere del nero · h8 torre del nero · a7 pedone del nero · b7 pedone del nero · c7 pedone del nero · g7 pedone del nero · h7 pedone del nero · e6 pedone del nero · f6 cavallo del nero · d5 pedone del nero · f5 pedone del nero · c4 pedone del bianco · d4 pedone del bianco · g3 pedone del bianco · a2 pedone del bianco · b2 pedone del bianco · e2 pedone del bianco · f2 pedone del bianco · g2 alfiere del bianco · h2 pedone del bianco · a1 torre del bianco · b1 cavallo del bianco · c1 alfiere del bianco · d1 donna del bianco · e1 re del bianco · g1 cavallo del bianco · h1 torre del bianco | a8 torre del nero · b8 cavallo del nero · c8 alfiere del nero · d8 donna del nero · e8 re del nero · f8 alfiere del nero · h8 torre del nero · a7 pedone del nero · b7 pedone del nero · c7 pedone del nero · g7 pedone del nero · h7 pedone del nero · e6 pedone del nero · f6 cavallo del nero · d5 pedone del nero · f5 pedone del nero · c4 pedone del bianco · d4 pedone del bianco · g3 pedone del bianco · a2 pedone del bianco · b2 pedone del bianco · e2 pedone del bianco · f2 pedone del bianco · g2 alfiere del bianco · h2 pedone del bianco · a1 torre del bianco · b1 cavallo del bianco · c1 alfiere del bianco · d1 donna del bianco · e1 re del bianco · g1 cavallo del bianco · h1 torre del bianco | a8 torre del nero · b8 cavallo del nero · c8 alfiere del nero · d8 donna del nero · e8 re del nero · f8 alfiere del nero · h8 torre del nero · a7 pedone del nero · b7 pedone del nero · c7 pedone del nero · g7 pedone del nero · h7 pedone del nero · e6 pedone del nero · f6 cavallo del nero · d5 pedone del nero · f5 pedone del nero · c4 pedone del bianco · d4 pedone del bianco · g3 pedone del bianco · a2 pedone del bianco · b2 pedone del bianco · e2 pedone del bianco · f2 pedone del bianco · g2 alfiere del bianco · h2 pedone del bianco · a1 torre del bianco · b1 cavallo del bianco · c1 alfiere del bianco · d1 donna del bianco · e1 re del bianco · g1 cavallo del bianco · h1 torre del bianco | a8 torre del nero · b8 cavallo del nero · c8 alfiere del nero · d8 donna del nero · e8 re del nero · f8 alfiere del nero · h8 torre del nero · a7 pedone del nero · b7 pedone del nero · c7 pedone del nero · g7 pedone del nero · h7 pedone del nero · e6 pedone del nero · f6 cavallo del nero · d5 pedone del nero · f5 pedone del nero · c4 pedone del bianco · d4 pedone del bianco · g3 pedone del bianco · a2 pedone del bianco · b2 pedone del bianco · e2 pedone del bianco · f2 pedone del bianco · g2 alfiere del bianco · h2 pedone del bianco · a1 torre del bianco · b1 cavallo del bianco · c1 alfiere del bianco · d1 donna del bianco · e1 re del bianco · g1 cavallo del bianco · h1 torre del bianco | a8 torre del nero · b8 cavallo del nero · c8 alfiere del nero · d8 donna del nero · e8 re del nero · f8 alfiere del nero · h8 torre del nero · a7 pedone del nero · b7 pedone del nero · c7 pedone del nero · g7 pedone del nero · h7 pedone del nero · e6 pedone del nero · f6 cavallo del nero · d5 pedone del nero · f5 pedone del nero · c4 pedone del bianco · d4 pedone del bianco · g3 pedone del bianco · a2 pedone del bianco · b2 pedone del bianco · e2 pedone del bianco · f2 pedone del bianco · g2 alfiere del bianco · h2 pedone del bianco · a1 torre del bianco · b1 cavallo del bianco · c1 alfiere del bianco · d1 donna del bianco · e1 re del bianco · g1 cavallo del bianco · h1 torre del bianco | a8 torre del nero · b8 cavallo del nero · c8 alfiere del nero · d8 donna del nero · e8 re del nero · f8 alfiere del nero · h8 torre del nero · a7 pedone del nero · b7 pedone del nero · c7 pedone del nero · g7 pedone del nero · h7 pedone del nero · e6 pedone del nero · f6 cavallo del nero · d5 pedone del nero · f5 pedone del nero · c4 pedone del bianco · d4 pedone del bianco · g3 pedone del bianco · a2 pedone del bianco · b2 pedone del bianco · e2 pedone del bianco · f2 pedone del bianco · g2 alfiere del bianco · h2 pedone del bianco · a1 torre del bianco · b1 cavallo del bianco · c1 alfiere del bianco · d1 donna del bianco · e1 re del bianco · g1 cavallo del bianco · h1 torre del bianco | 5 |
| 4 | a8 torre del nero · b8 cavallo del nero · c8 alfiere del nero · d8 donna del nero · e8 re del nero · f8 alfiere del nero · h8 torre del nero · a7 pedone del nero · b7 pedone del nero · c7 pedone del nero · g7 pedone del nero · h7 pedone del nero · e6 pedone del nero · f6 cavallo del nero · d5 pedone del nero · f5 pedone del nero · c4 pedone del bianco · d4 pedone del bianco · g3 pedone del bianco · a2 pedone del bianco · b2 pedone del bianco · e2 pedone del bianco · f2 pedone del bianco · g2 alfiere del bianco · h2 pedone del bianco · a1 torre del bianco · b1 cavallo del bianco · c1 alfiere del bianco · d1 donna del bianco · e1 re del bianco · g1 cavallo del bianco · h1 torre del bianco | a8 torre del nero · b8 cavallo del nero · c8 alfiere del nero · d8 donna del nero · e8 re del nero · f8 alfiere del nero · h8 torre del nero · a7 pedone del nero · b7 pedone del nero · c7 pedone del nero · g7 pedone del nero · h7 pedone del nero · e6 pedone del nero · f6 cavallo del nero · d5 pedone del nero · f5 pedone del nero · c4 pedone del bianco · d4 pedone del bianco · g3 pedone del bianco · a2 pedone del bianco · b2 pedone del bianco · e2 pedone del bianco · f2 pedone del bianco · g2 alfiere del bianco · h2 pedone del bianco · a1 torre del bianco · b1 cavallo del bianco · c1 alfiere del bianco · d1 donna del bianco · e1 re del bianco · g1 cavallo del bianco · h1 torre del bianco | a8 torre del nero · b8 cavallo del nero · c8 alfiere del nero · d8 donna del nero · e8 re del nero · f8 alfiere del nero · h8 torre del nero · a7 pedone del nero · b7 pedone del nero · c7 pedone del nero · g7 pedone del nero · h7 pedone del nero · e6 pedone del nero · f6 cavallo del nero · d5 pedone del nero · f5 pedone del nero · c4 pedone del bianco · d4 pedone del bianco · g3 pedone del bianco · a2 pedone del bianco · b2 pedone del bianco · e2 pedone del bianco · f2 pedone del bianco · g2 alfiere del bianco · h2 pedone del bianco · a1 torre del bianco · b1 cavallo del bianco · c1 alfiere del bianco · d1 donna del bianco · e1 re del bianco · g1 cavallo del bianco · h1 torre del bianco | a8 torre del nero · b8 cavallo del nero · c8 alfiere del nero · d8 donna del nero · e8 re del nero · f8 alfiere del nero · h8 torre del nero · a7 pedone del nero · b7 pedone del nero · c7 pedone del nero · g7 pedone del nero · h7 pedone del nero · e6 pedone del nero · f6 cavallo del nero · d5 pedone del nero · f5 pedone del nero · c4 pedone del bianco · d4 pedone del bianco · g3 pedone del bianco · a2 pedone del bianco · b2 pedone del bianco · e2 pedone del bianco · f2 pedone del bianco · g2 alfiere del bianco · h2 pedone del bianco · a1 torre del bianco · b1 cavallo del bianco · c1 alfiere del bianco · d1 donna del bianco · e1 re del bianco · g1 cavallo del bianco · h1 torre del bianco | a8 torre del nero · b8 cavallo del nero · c8 alfiere del nero · d8 donna del nero · e8 re del nero · f8 alfiere del nero · h8 torre del nero · a7 pedone del nero · b7 pedone del nero · c7 pedone del nero · g7 pedone del nero · h7 pedone del nero · e6 pedone del nero · f6 cavallo del nero · d5 pedone del nero · f5 pedone del nero · c4 pedone del bianco · d4 pedone del bianco · g3 pedone del bianco · a2 pedone del bianco · b2 pedone del bianco · e2 pedone del bianco · f2 pedone del bianco · g2 alfiere del bianco · h2 pedone del bianco · a1 torre del bianco · b1 cavallo del bianco · c1 alfiere del bianco · d1 donna del bianco · e1 re del bianco · g1 cavallo del bianco · h1 torre del bianco | a8 torre del nero · b8 cavallo del nero · c8 alfiere del nero · d8 donna del nero · e8 re del nero · f8 alfiere del nero · h8 torre del nero · a7 pedone del nero · b7 pedone del nero · c7 pedone del nero · g7 pedone del nero · h7 pedone del nero · e6 pedone del nero · f6 cavallo del nero · d5 pedone del nero · f5 pedone del nero · c4 pedone del bianco · d4 pedone del bianco · g3 pedone del bianco · a2 pedone del bianco · b2 pedone del bianco · e2 pedone del bianco · f2 pedone del bianco · g2 alfiere del bianco · h2 pedone del bianco · a1 torre del bianco · b1 cavallo del bianco · c1 alfiere del bianco · d1 donna del bianco · e1 re del bianco · g1 cavallo del bianco · h1 torre del bianco | a8 torre del nero · b8 cavallo del nero · c8 alfiere del nero · d8 donna del nero · e8 re del nero · f8 alfiere del nero · h8 torre del nero · a7 pedone del nero · b7 pedone del nero · c7 pedone del nero · g7 pedone del nero · h7 pedone del nero · e6 pedone del nero · f6 cavallo del nero · d5 pedone del nero · f5 pedone del nero · c4 pedone del bianco · d4 pedone del bianco · g3 pedone del bianco · a2 pedone del bianco · b2 pedone del bianco · e2 pedone del bianco · f2 pedone del bianco · g2 alfiere del bianco · h2 pedone del bianco · a1 torre del bianco · b1 cavallo del bianco · c1 alfiere del bianco · d1 donna del bianco · e1 re del bianco · g1 cavallo del bianco · h1 torre del bianco | a8 torre del nero · b8 cavallo del nero · c8 alfiere del nero · d8 donna del nero · e8 re del nero · f8 alfiere del nero · h8 torre del nero · a7 pedone del nero · b7 pedone del nero · c7 pedone del nero · g7 pedone del nero · h7 pedone del nero · e6 pedone del nero · f6 cavallo del nero · d5 pedone del nero · f5 pedone del nero · c4 pedone del bianco · d4 pedone del bianco · g3 pedone del bianco · a2 pedone del bianco · b2 pedone del bianco · e2 pedone del bianco · f2 pedone del bianco · g2 alfiere del bianco · h2 pedone del bianco · a1 torre del bianco · b1 cavallo del bianco · c1 alfiere del bianco · d1 donna del bianco · e1 re del bianco · g1 cavallo del bianco · h1 torre del bianco | 4 |
| 3 | a8 torre del nero · b8 cavallo del nero · c8 alfiere del nero · d8 donna del nero · e8 re del nero · f8 alfiere del nero · h8 torre del nero · a7 pedone del nero · b7 pedone del nero · c7 pedone del nero · g7 pedone del nero · h7 pedone del nero · e6 pedone del nero · f6 cavallo del nero · d5 pedone del nero · f5 pedone del nero · c4 pedone del bianco · d4 pedone del bianco · g3 pedone del bianco · a2 pedone del bianco · b2 pedone del bianco · e2 pedone del bianco · f2 pedone del bianco · g2 alfiere del bianco · h2 pedone del bianco · a1 torre del bianco · b1 cavallo del bianco · c1 alfiere del bianco · d1 donna del bianco · e1 re del bianco · g1 cavallo del bianco · h1 torre del bianco | a8 torre del nero · b8 cavallo del nero · c8 alfiere del nero · d8 donna del nero · e8 re del nero · f8 alfiere del nero · h8 torre del nero · a7 pedone del nero · b7 pedone del nero · c7 pedone del nero · g7 pedone del nero · h7 pedone del nero · e6 pedone del nero · f6 cavallo del nero · d5 pedone del nero · f5 pedone del nero · c4 pedone del bianco · d4 pedone del bianco · g3 pedone del bianco · a2 pedone del bianco · b2 pedone del bianco · e2 pedone del bianco · f2 pedone del bianco · g2 alfiere del bianco · h2 pedone del bianco · a1 torre del bianco · b1 cavallo del bianco · c1 alfiere del bianco · d1 donna del bianco · e1 re del bianco · g1 cavallo del bianco · h1 torre del bianco | a8 torre del nero · b8 cavallo del nero · c8 alfiere del nero · d8 donna del nero · e8 re del nero · f8 alfiere del nero · h8 torre del nero · a7 pedone del nero · b7 pedone del nero · c7 pedone del nero · g7 pedone del nero · h7 pedone del nero · e6 pedone del nero · f6 cavallo del nero · d5 pedone del nero · f5 pedone del nero · c4 pedone del bianco · d4 pedone del bianco · g3 pedone del bianco · a2 pedone del bianco · b2 pedone del bianco · e2 pedone del bianco · f2 pedone del bianco · g2 alfiere del bianco · h2 pedone del bianco · a1 torre del bianco · b1 cavallo del bianco · c1 alfiere del bianco · d1 donna del bianco · e1 re del bianco · g1 cavallo del bianco · h1 torre del bianco | a8 torre del nero · b8 cavallo del nero · c8 alfiere del nero · d8 donna del nero · e8 re del nero · f8 alfiere del nero · h8 torre del nero · a7 pedone del nero · b7 pedone del nero · c7 pedone del nero · g7 pedone del nero · h7 pedone del nero · e6 pedone del nero · f6 cavallo del nero · d5 pedone del nero · f5 pedone del nero · c4 pedone del bianco · d4 pedone del bianco · g3 pedone del bianco · a2 pedone del bianco · b2 pedone del bianco · e2 pedone del bianco · f2 pedone del bianco · g2 alfiere del bianco · h2 pedone del bianco · a1 torre del bianco · b1 cavallo del bianco · c1 alfiere del bianco · d1 donna del bianco · e1 re del bianco · g1 cavallo del bianco · h1 torre del bianco | a8 torre del nero · b8 cavallo del nero · c8 alfiere del nero · d8 donna del nero · e8 re del nero · f8 alfiere del nero · h8 torre del nero · a7 pedone del nero · b7 pedone del nero · c7 pedone del nero · g7 pedone del nero · h7 pedone del nero · e6 pedone del nero · f6 cavallo del nero · d5 pedone del nero · f5 pedone del nero · c4 pedone del bianco · d4 pedone del bianco · g3 pedone del bianco · a2 pedone del bianco · b2 pedone del bianco · e2 pedone del bianco · f2 pedone del bianco · g2 alfiere del bianco · h2 pedone del bianco · a1 torre del bianco · b1 cavallo del bianco · c1 alfiere del bianco · d1 donna del bianco · e1 re del bianco · g1 cavallo del bianco · h1 torre del bianco | a8 torre del nero · b8 cavallo del nero · c8 alfiere del nero · d8 donna del nero · e8 re del nero · f8 alfiere del nero · h8 torre del nero · a7 pedone del nero · b7 pedone del nero · c7 pedone del nero · g7 pedone del nero · h7 pedone del nero · e6 pedone del nero · f6 cavallo del nero · d5 pedone del nero · f5 pedone del nero · c4 pedone del bianco · d4 pedone del bianco · g3 pedone del bianco · a2 pedone del bianco · b2 pedone del bianco · e2 pedone del bianco · f2 pedone del bianco · g2 alfiere del bianco · h2 pedone del bianco · a1 torre del bianco · b1 cavallo del bianco · c1 alfiere del bianco · d1 donna del bianco · e1 re del bianco · g1 cavallo del bianco · h1 torre del bianco | a8 torre del nero · b8 cavallo del nero · c8 alfiere del nero · d8 donna del nero · e8 re del nero · f8 alfiere del nero · h8 torre del nero · a7 pedone del nero · b7 pedone del nero · c7 pedone del nero · g7 pedone del nero · h7 pedone del nero · e6 pedone del nero · f6 cavallo del nero · d5 pedone del nero · f5 pedone del nero · c4 pedone del bianco · d4 pedone del bianco · g3 pedone del bianco · a2 pedone del bianco · b2 pedone del bianco · e2 pedone del bianco · f2 pedone del bianco · g2 alfiere del bianco · h2 pedone del bianco · a1 torre del bianco · b1 cavallo del bianco · c1 alfiere del bianco · d1 donna del bianco · e1 re del bianco · g1 cavallo del bianco · h1 torre del bianco | a8 torre del nero · b8 cavallo del nero · c8 alfiere del nero · d8 donna del nero · e8 re del nero · f8 alfiere del nero · h8 torre del nero · a7 pedone del nero · b7 pedone del nero · c7 pedone del nero · g7 pedone del nero · h7 pedone del nero · e6 pedone del nero · f6 cavallo del nero · d5 pedone del nero · f5 pedone del nero · c4 pedone del bianco · d4 pedone del bianco · g3 pedone del bianco · a2 pedone del bianco · b2 pedone del bianco · e2 pedone del bianco · f2 pedone del bianco · g2 alfiere del bianco · h2 pedone del bianco · a1 torre del bianco · b1 cavallo del bianco · c1 alfiere del bianco · d1 donna del bianco · e1 re del bianco · g1 cavallo del bianco · h1 torre del bianco | 3 |
| 2 | a8 torre del nero · b8 cavallo del nero · c8 alfiere del nero · d8 donna del nero · e8 re del nero · f8 alfiere del nero · h8 torre del nero · a7 pedone del nero · b7 pedone del nero · c7 pedone del nero · g7 pedone del nero · h7 pedone del nero · e6 pedone del nero · f6 cavallo del nero · d5 pedone del nero · f5 pedone del nero · c4 pedone del bianco · d4 pedone del bianco · g3 pedone del bianco · a2 pedone del bianco · b2 pedone del bianco · e2 pedone del bianco · f2 pedone del bianco · g2 alfiere del bianco · h2 pedone del bianco · a1 torre del bianco · b1 cavallo del bianco · c1 alfiere del bianco · d1 donna del bianco · e1 re del bianco · g1 cavallo del bianco · h1 torre del bianco | a8 torre del nero · b8 cavallo del nero · c8 alfiere del nero · d8 donna del nero · e8 re del nero · f8 alfiere del nero · h8 torre del nero · a7 pedone del nero · b7 pedone del nero · c7 pedone del nero · g7 pedone del nero · h7 pedone del nero · e6 pedone del nero · f6 cavallo del nero · d5 pedone del nero · f5 pedone del nero · c4 pedone del bianco · d4 pedone del bianco · g3 pedone del bianco · a2 pedone del bianco · b2 pedone del bianco · e2 pedone del bianco · f2 pedone del bianco · g2 alfiere del bianco · h2 pedone del bianco · a1 torre del bianco · b1 cavallo del bianco · c1 alfiere del bianco · d1 donna del bianco · e1 re del bianco · g1 cavallo del bianco · h1 torre del bianco | a8 torre del nero · b8 cavallo del nero · c8 alfiere del nero · d8 donna del nero · e8 re del nero · f8 alfiere del nero · h8 torre del nero · a7 pedone del nero · b7 pedone del nero · c7 pedone del nero · g7 pedone del nero · h7 pedone del nero · e6 pedone del nero · f6 cavallo del nero · d5 pedone del nero · f5 pedone del nero · c4 pedone del bianco · d4 pedone del bianco · g3 pedone del bianco · a2 pedone del bianco · b2 pedone del bianco · e2 pedone del bianco · f2 pedone del bianco · g2 alfiere del bianco · h2 pedone del bianco · a1 torre del bianco · b1 cavallo del bianco · c1 alfiere del bianco · d1 donna del bianco · e1 re del bianco · g1 cavallo del bianco · h1 torre del bianco | a8 torre del nero · b8 cavallo del nero · c8 alfiere del nero · d8 donna del nero · e8 re del nero · f8 alfiere del nero · h8 torre del nero · a7 pedone del nero · b7 pedone del nero · c7 pedone del nero · g7 pedone del nero · h7 pedone del nero · e6 pedone del nero · f6 cavallo del nero · d5 pedone del nero · f5 pedone del nero · c4 pedone del bianco · d4 pedone del bianco · g3 pedone del bianco · a2 pedone del bianco · b2 pedone del bianco · e2 pedone del bianco · f2 pedone del bianco · g2 alfiere del bianco · h2 pedone del bianco · a1 torre del bianco · b1 cavallo del bianco · c1 alfiere del bianco · d1 donna del bianco · e1 re del bianco · g1 cavallo del bianco · h1 torre del bianco | a8 torre del nero · b8 cavallo del nero · c8 alfiere del nero · d8 donna del nero · e8 re del nero · f8 alfiere del nero · h8 torre del nero · a7 pedone del nero · b7 pedone del nero · c7 pedone del nero · g7 pedone del nero · h7 pedone del nero · e6 pedone del nero · f6 cavallo del nero · d5 pedone del nero · f5 pedone del nero · c4 pedone del bianco · d4 pedone del bianco · g3 pedone del bianco · a2 pedone del bianco · b2 pedone del bianco · e2 pedone del bianco · f2 pedone del bianco · g2 alfiere del bianco · h2 pedone del bianco · a1 torre del bianco · b1 cavallo del bianco · c1 alfiere del bianco · d1 donna del bianco · e1 re del bianco · g1 cavallo del bianco · h1 torre del bianco | a8 torre del nero · b8 cavallo del nero · c8 alfiere del nero · d8 donna del nero · e8 re del nero · f8 alfiere del nero · h8 torre del nero · a7 pedone del nero · b7 pedone del nero · c7 pedone del nero · g7 pedone del nero · h7 pedone del nero · e6 pedone del nero · f6 cavallo del nero · d5 pedone del nero · f5 pedone del nero · c4 pedone del bianco · d4 pedone del bianco · g3 pedone del bianco · a2 pedone del bianco · b2 pedone del bianco · e2 pedone del bianco · f2 pedone del bianco · g2 alfiere del bianco · h2 pedone del bianco · a1 torre del bianco · b1 cavallo del bianco · c1 alfiere del bianco · d1 donna del bianco · e1 re del bianco · g1 cavallo del bianco · h1 torre del bianco | a8 torre del nero · b8 cavallo del nero · c8 alfiere del nero · d8 donna del nero · e8 re del nero · f8 alfiere del nero · h8 torre del nero · a7 pedone del nero · b7 pedone del nero · c7 pedone del nero · g7 pedone del nero · h7 pedone del nero · e6 pedone del nero · f6 cavallo del nero · d5 pedone del nero · f5 pedone del nero · c4 pedone del bianco · d4 pedone del bianco · g3 pedone del bianco · a2 pedone del bianco · b2 pedone del bianco · e2 pedone del bianco · f2 pedone del bianco · g2 alfiere del bianco · h2 pedone del bianco · a1 torre del bianco · b1 cavallo del bianco · c1 alfiere del bianco · d1 donna del bianco · e1 re del bianco · g1 cavallo del bianco · h1 torre del bianco | a8 torre del nero · b8 cavallo del nero · c8 alfiere del nero · d8 donna del nero · e8 re del nero · f8 alfiere del nero · h8 torre del nero · a7 pedone del nero · b7 pedone del nero · c7 pedone del nero · g7 pedone del nero · h7 pedone del nero · e6 pedone del nero · f6 cavallo del nero · d5 pedone del nero · f5 pedone del nero · c4 pedone del bianco · d4 pedone del bianco · g3 pedone del bianco · a2 pedone del bianco · b2 pedone del bianco · e2 pedone del bianco · f2 pedone del bianco · g2 alfiere del bianco · h2 pedone del bianco · a1 torre del bianco · b1 cavallo del bianco · c1 alfiere del bianco · d1 donna del bianco · e1 re del bianco · g1 cavallo del bianco · h1 torre del bianco | 2 |
| 1 | a8 torre del nero · b8 cavallo del nero · c8 alfiere del nero · d8 donna del nero · e8 re del nero · f8 alfiere del nero · h8 torre del nero · a7 pedone del nero · b7 pedone del nero · c7 pedone del nero · g7 pedone del nero · h7 pedone del nero · e6 pedone del nero · f6 cavallo del nero · d5 pedone del nero · f5 pedone del nero · c4 pedone del bianco · d4 pedone del bianco · g3 pedone del bianco · a2 pedone del bianco · b2 pedone del bianco · e2 pedone del bianco · f2 pedone del bianco · g2 alfiere del bianco · h2 pedone del bianco · a1 torre del bianco · b1 cavallo del bianco · c1 alfiere del bianco · d1 donna del bianco · e1 re del bianco · g1 cavallo del bianco · h1 torre del bianco | a8 torre del nero · b8 cavallo del nero · c8 alfiere del nero · d8 donna del nero · e8 re del nero · f8 alfiere del nero · h8 torre del nero · a7 pedone del nero · b7 pedone del nero · c7 pedone del nero · g7 pedone del nero · h7 pedone del nero · e6 pedone del nero · f6 cavallo del nero · d5 pedone del nero · f5 pedone del nero · c4 pedone del bianco · d4 pedone del bianco · g3 pedone del bianco · a2 pedone del bianco · b2 pedone del bianco · e2 pedone del bianco · f2 pedone del bianco · g2 alfiere del bianco · h2 pedone del bianco · a1 torre del bianco · b1 cavallo del bianco · c1 alfiere del bianco · d1 donna del bianco · e1 re del bianco · g1 cavallo del bianco · h1 torre del bianco | a8 torre del nero · b8 cavallo del nero · c8 alfiere del nero · d8 donna del nero · e8 re del nero · f8 alfiere del nero · h8 torre del nero · a7 pedone del nero · b7 pedone del nero · c7 pedone del nero · g7 pedone del nero · h7 pedone del nero · e6 pedone del nero · f6 cavallo del nero · d5 pedone del nero · f5 pedone del nero · c4 pedone del bianco · d4 pedone del bianco · g3 pedone del bianco · a2 pedone del bianco · b2 pedone del bianco · e2 pedone del bianco · f2 pedone del bianco · g2 alfiere del bianco · h2 pedone del bianco · a1 torre del bianco · b1 cavallo del bianco · c1 alfiere del bianco · d1 donna del bianco · e1 re del bianco · g1 cavallo del bianco · h1 torre del bianco | a8 torre del nero · b8 cavallo del nero · c8 alfiere del nero · d8 donna del nero · e8 re del nero · f8 alfiere del nero · h8 torre del nero · a7 pedone del nero · b7 pedone del nero · c7 pedone del nero · g7 pedone del nero · h7 pedone del nero · e6 pedone del nero · f6 cavallo del nero · d5 pedone del nero · f5 pedone del nero · c4 pedone del bianco · d4 pedone del bianco · g3 pedone del bianco · a2 pedone del bianco · b2 pedone del bianco · e2 pedone del bianco · f2 pedone del bianco · g2 alfiere del bianco · h2 pedone del bianco · a1 torre del bianco · b1 cavallo del bianco · c1 alfiere del bianco · d1 donna del bianco · e1 re del bianco · g1 cavallo del bianco · h1 torre del bianco | a8 torre del nero · b8 cavallo del nero · c8 alfiere del nero · d8 donna del nero · e8 re del nero · f8 alfiere del nero · h8 torre del nero · a7 pedone del nero · b7 pedone del nero · c7 pedone del nero · g7 pedone del nero · h7 pedone del nero · e6 pedone del nero · f6 cavallo del nero · d5 pedone del nero · f5 pedone del nero · c4 pedone del bianco · d4 pedone del bianco · g3 pedone del bianco · a2 pedone del bianco · b2 pedone del bianco · e2 pedone del bianco · f2 pedone del bianco · g2 alfiere del bianco · h2 pedone del bianco · a1 torre del bianco · b1 cavallo del bianco · c1 alfiere del bianco · d1 donna del bianco · e1 re del bianco · g1 cavallo del bianco · h1 torre del bianco | a8 torre del nero · b8 cavallo del nero · c8 alfiere del nero · d8 donna del nero · e8 re del nero · f8 alfiere del nero · h8 torre del nero · a7 pedone del nero · b7 pedone del nero · c7 pedone del nero · g7 pedone del nero · h7 pedone del nero · e6 pedone del nero · f6 cavallo del nero · d5 pedone del nero · f5 pedone del nero · c4 pedone del bianco · d4 pedone del bianco · g3 pedone del bianco · a2 pedone del bianco · b2 pedone del bianco · e2 pedone del bianco · f2 pedone del bianco · g2 alfiere del bianco · h2 pedone del bianco · a1 torre del bianco · b1 cavallo del bianco · c1 alfiere del bianco · d1 donna del bianco · e1 re del bianco · g1 cavallo del bianco · h1 torre del bianco | a8 torre del nero · b8 cavallo del nero · c8 alfiere del nero · d8 donna del nero · e8 re del nero · f8 alfiere del nero · h8 torre del nero · a7 pedone del nero · b7 pedone del nero · c7 pedone del nero · g7 pedone del nero · h7 pedone del nero · e6 pedone del nero · f6 cavallo del nero · d5 pedone del nero · f5 pedone del nero · c4 pedone del bianco · d4 pedone del bianco · g3 pedone del bianco · a2 pedone del bianco · b2 pedone del bianco · e2 pedone del bianco · f2 pedone del bianco · g2 alfiere del bianco · h2 pedone del bianco · a1 torre del bianco · b1 cavallo del bianco · c1 alfiere del bianco · d1 donna del bianco · e1 re del bianco · g1 cavallo del bianco · h1 torre del bianco | a8 torre del nero · b8 cavallo del nero · c8 alfiere del nero · d8 donna del nero · e8 re del nero · f8 alfiere del nero · h8 torre del nero · a7 pedone del nero · b7 pedone del nero · c7 pedone del nero · g7 pedone del nero · h7 pedone del nero · e6 pedone del nero · f6 cavallo del nero · d5 pedone del nero · f5 pedone del nero · c4 pedone del bianco · d4 pedone del bianco · g3 pedone del bianco · a2 pedone del bianco · b2 pedone del bianco · e2 pedone del bianco · f2 pedone del bianco · g2 alfiere del bianco · h2 pedone del bianco · a1 torre del bianco · b1 cavallo del bianco · c1 alfiere del bianco · d1 donna del bianco · e1 re del bianco · g1 cavallo del bianco · h1 torre del bianco | 1 |
|   | a | b | c | d | e | f | g | h |   |

Lo schema più comune derivante dalla difesa olandese è lo Stonewall, una struttura pedonale su casa chiara che, quindi, rende l'alfiere campochiaro (c8) molto difficile da portare in gioco. Solitamente il nero cerca di realizzare la manovra Ac8-d7-e8-g6 o Ah5 che ha però il difetto di essere molto lenta. Anche per questo motivo il nero cerca di arrivare a una posizione chiusa in cui le lunghe manovre che richiedono molti tempi per essere eseguite hanno un impatto minore.
Le spinte d5 e f5 permettono un forte controllo sulla casa e4 che molto spesso viene occupata da un cavallo.

Oltre alla posizione dell'alfiere campochiaro un difetto rilevante dello Stonewall è dato dalla debolezza della casa e5 dove spesso il bianco riesce a portare un cavallo, controllando così con questo avamposto molte case della posizione nera. Il bianco cercherà di arrivare a sostenere il cavallo così posizionato con un altro cavallo (ad es. in f3).

### Variante di Leningrado
|   | a | b | c | d | e | f | g | h |   |
| 8 | a8 torre del nero · b8 cavallo del nero · c8 alfiere del nero · e8 donna del nero · f8 torre del nero · g8 re del nero · a7 pedone del nero · b7 pedone del nero · c7 pedone del nero · e7 pedone del nero · g7 alfiere del nero · h7 pedone del nero · d6 pedone del nero · f6 cavallo del nero · g6 pedone del nero · f5 pedone del nero · c4 pedone del bianco · d4 pedone del bianco · c3 cavallo del bianco · f3 cavallo del bianco · g3 pedone del bianco · a2 pedone del bianco · b2 pedone del bianco · e2 pedone del bianco · f2 pedone del bianco · g2 alfiere del bianco · h2 pedone del bianco · a1 torre del bianco · c1 alfiere del bianco · d1 donna del bianco · f1 torre del bianco · g1 re del bianco | a8 torre del nero · b8 cavallo del nero · c8 alfiere del nero · e8 donna del nero · f8 torre del nero · g8 re del nero · a7 pedone del nero · b7 pedone del nero · c7 pedone del nero · e7 pedone del nero · g7 alfiere del nero · h7 pedone del nero · d6 pedone del nero · f6 cavallo del nero · g6 pedone del nero · f5 pedone del nero · c4 pedone del bianco · d4 pedone del bianco · c3 cavallo del bianco · f3 cavallo del bianco · g3 pedone del bianco · a2 pedone del bianco · b2 pedone del bianco · e2 pedone del bianco · f2 pedone del bianco · g2 alfiere del bianco · h2 pedone del bianco · a1 torre del bianco · c1 alfiere del bianco · d1 donna del bianco · f1 torre del bianco · g1 re del bianco | a8 torre del nero · b8 cavallo del nero · c8 alfiere del nero · e8 donna del nero · f8 torre del nero · g8 re del nero · a7 pedone del nero · b7 pedone del nero · c7 pedone del nero · e7 pedone del nero · g7 alfiere del nero · h7 pedone del nero · d6 pedone del nero · f6 cavallo del nero · g6 pedone del nero · f5 pedone del nero · c4 pedone del bianco · d4 pedone del bianco · c3 cavallo del bianco · f3 cavallo del bianco · g3 pedone del bianco · a2 pedone del bianco · b2 pedone del bianco · e2 pedone del bianco · f2 pedone del bianco · g2 alfiere del bianco · h2 pedone del bianco · a1 torre del bianco · c1 alfiere del bianco · d1 donna del bianco · f1 torre del bianco · g1 re del bianco | a8 torre del nero · b8 cavallo del nero · c8 alfiere del nero · e8 donna del nero · f8 torre del nero · g8 re del nero · a7 pedone del nero · b7 pedone del nero · c7 pedone del nero · e7 pedone del nero · g7 alfiere del nero · h7 pedone del nero · d6 pedone del nero · f6 cavallo del nero · g6 pedone del nero · f5 pedone del nero · c4 pedone del bianco · d4 pedone del bianco · c3 cavallo del bianco · f3 cavallo del bianco · g3 pedone del bianco · a2 pedone del bianco · b2 pedone del bianco · e2 pedone del bianco · f2 pedone del bianco · g2 alfiere del bianco · h2 pedone del bianco · a1 torre del bianco · c1 alfiere del bianco · d1 donna del bianco · f1 torre del bianco · g1 re del bianco | a8 torre del nero · b8 cavallo del nero · c8 alfiere del nero · e8 donna del nero · f8 torre del nero · g8 re del nero · a7 pedone del nero · b7 pedone del nero · c7 pedone del nero · e7 pedone del nero · g7 alfiere del nero · h7 pedone del nero · d6 pedone del nero · f6 cavallo del nero · g6 pedone del nero · f5 pedone del nero · c4 pedone del bianco · d4 pedone del bianco · c3 cavallo del bianco · f3 cavallo del bianco · g3 pedone del bianco · a2 pedone del bianco · b2 pedone del bianco · e2 pedone del bianco · f2 pedone del bianco · g2 alfiere del bianco · h2 pedone del bianco · a1 torre del bianco · c1 alfiere del bianco · d1 donna del bianco · f1 torre del bianco · g1 re del bianco | a8 torre del nero · b8 cavallo del nero · c8 alfiere del nero · e8 donna del nero · f8 torre del nero · g8 re del nero · a7 pedone del nero · b7 pedone del nero · c7 pedone del nero · e7 pedone del nero · g7 alfiere del nero · h7 pedone del nero · d6 pedone del nero · f6 cavallo del nero · g6 pedone del nero · f5 pedone del nero · c4 pedone del bianco · d4 pedone del bianco · c3 cavallo del bianco · f3 cavallo del bianco · g3 pedone del bianco · a2 pedone del bianco · b2 pedone del bianco · e2 pedone del bianco · f2 pedone del bianco · g2 alfiere del bianco · h2 pedone del bianco · a1 torre del bianco · c1 alfiere del bianco · d1 donna del bianco · f1 torre del bianco · g1 re del bianco | a8 torre del nero · b8 cavallo del nero · c8 alfiere del nero · e8 donna del nero · f8 torre del nero · g8 re del nero · a7 pedone del nero · b7 pedone del nero · c7 pedone del nero · e7 pedone del nero · g7 alfiere del nero · h7 pedone del nero · d6 pedone del nero · f6 cavallo del nero · g6 pedone del nero · f5 pedone del nero · c4 pedone del bianco · d4 pedone del bianco · c3 cavallo del bianco · f3 cavallo del bianco · g3 pedone del bianco · a2 pedone del bianco · b2 pedone del bianco · e2 pedone del bianco · f2 pedone del bianco · g2 alfiere del bianco · h2 pedone del bianco · a1 torre del bianco · c1 alfiere del bianco · d1 donna del bianco · f1 torre del bianco · g1 re del bianco | a8 torre del nero · b8 cavallo del nero · c8 alfiere del nero · e8 donna del nero · f8 torre del nero · g8 re del nero · a7 pedone del nero · b7 pedone del nero · c7 pedone del nero · e7 pedone del nero · g7 alfiere del nero · h7 pedone del nero · d6 pedone del nero · f6 cavallo del nero · g6 pedone del nero · f5 pedone del nero · c4 pedone del bianco · d4 pedone del bianco · c3 cavallo del bianco · f3 cavallo del bianco · g3 pedone del bianco · a2 pedone del bianco · b2 pedone del bianco · e2 pedone del bianco · f2 pedone del bianco · g2 alfiere del bianco · h2 pedone del bianco · a1 torre del bianco · c1 alfiere del bianco · d1 donna del bianco · f1 torre del bianco · g1 re del bianco | 8 |
| 7 | a8 torre del nero · b8 cavallo del nero · c8 alfiere del nero · e8 donna del nero · f8 torre del nero · g8 re del nero · a7 pedone del nero · b7 pedone del nero · c7 pedone del nero · e7 pedone del nero · g7 alfiere del nero · h7 pedone del nero · d6 pedone del nero · f6 cavallo del nero · g6 pedone del nero · f5 pedone del nero · c4 pedone del bianco · d4 pedone del bianco · c3 cavallo del bianco · f3 cavallo del bianco · g3 pedone del bianco · a2 pedone del bianco · b2 pedone del bianco · e2 pedone del bianco · f2 pedone del bianco · g2 alfiere del bianco · h2 pedone del bianco · a1 torre del bianco · c1 alfiere del bianco · d1 donna del bianco · f1 torre del bianco · g1 re del bianco | a8 torre del nero · b8 cavallo del nero · c8 alfiere del nero · e8 donna del nero · f8 torre del nero · g8 re del nero · a7 pedone del nero · b7 pedone del nero · c7 pedone del nero · e7 pedone del nero · g7 alfiere del nero · h7 pedone del nero · d6 pedone del nero · f6 cavallo del nero · g6 pedone del nero · f5 pedone del nero · c4 pedone del bianco · d4 pedone del bianco · c3 cavallo del bianco · f3 cavallo del bianco · g3 pedone del bianco · a2 pedone del bianco · b2 pedone del bianco · e2 pedone del bianco · f2 pedone del bianco · g2 alfiere del bianco · h2 pedone del bianco · a1 torre del bianco · c1 alfiere del bianco · d1 donna del bianco · f1 torre del bianco · g1 re del bianco | a8 torre del nero · b8 cavallo del nero · c8 alfiere del nero · e8 donna del nero · f8 torre del nero · g8 re del nero · a7 pedone del nero · b7 pedone del nero · c7 pedone del nero · e7 pedone del nero · g7 alfiere del nero · h7 pedone del nero · d6 pedone del nero · f6 cavallo del nero · g6 pedone del nero · f5 pedone del nero · c4 pedone del bianco · d4 pedone del bianco · c3 cavallo del bianco · f3 cavallo del bianco · g3 pedone del bianco · a2 pedone del bianco · b2 pedone del bianco · e2 pedone del bianco · f2 pedone del bianco · g2 alfiere del bianco · h2 pedone del bianco · a1 torre del bianco · c1 alfiere del bianco · d1 donna del bianco · f1 torre del bianco · g1 re del bianco | a8 torre del nero · b8 cavallo del nero · c8 alfiere del nero · e8 donna del nero · f8 torre del nero · g8 re del nero · a7 pedone del nero · b7 pedone del nero · c7 pedone del nero · e7 pedone del nero · g7 alfiere del nero · h7 pedone del nero · d6 pedone del nero · f6 cavallo del nero · g6 pedone del nero · f5 pedone del nero · c4 pedone del bianco · d4 pedone del bianco · c3 cavallo del bianco · f3 cavallo del bianco · g3 pedone del bianco · a2 pedone del bianco · b2 pedone del bianco · e2 pedone del bianco · f2 pedone del bianco · g2 alfiere del bianco · h2 pedone del bianco · a1 torre del bianco · c1 alfiere del bianco · d1 donna del bianco · f1 torre del bianco · g1 re del bianco | a8 torre del nero · b8 cavallo del nero · c8 alfiere del nero · e8 donna del nero · f8 torre del nero · g8 re del nero · a7 pedone del nero · b7 pedone del nero · c7 pedone del nero · e7 pedone del nero · g7 alfiere del nero · h7 pedone del nero · d6 pedone del nero · f6 cavallo del nero · g6 pedone del nero · f5 pedone del nero · c4 pedone del bianco · d4 pedone del bianco · c3 cavallo del bianco · f3 cavallo del bianco · g3 pedone del bianco · a2 pedone del bianco · b2 pedone del bianco · e2 pedone del bianco · f2 pedone del bianco · g2 alfiere del bianco · h2 pedone del bianco · a1 torre del bianco · c1 alfiere del bianco · d1 donna del bianco · f1 torre del bianco · g1 re del bianco | a8 torre del nero · b8 cavallo del nero · c8 alfiere del nero · e8 donna del nero · f8 torre del nero · g8 re del nero · a7 pedone del nero · b7 pedone del nero · c7 pedone del nero · e7 pedone del nero · g7 alfiere del nero · h7 pedone del nero · d6 pedone del nero · f6 cavallo del nero · g6 pedone del nero · f5 pedone del nero · c4 pedone del bianco · d4 pedone del bianco · c3 cavallo del bianco · f3 cavallo del bianco · g3 pedone del bianco · a2 pedone del bianco · b2 pedone del bianco · e2 pedone del bianco · f2 pedone del bianco · g2 alfiere del bianco · h2 pedone del bianco · a1 torre del bianco · c1 alfiere del bianco · d1 donna del bianco · f1 torre del bianco · g1 re del bianco | a8 torre del nero · b8 cavallo del nero · c8 alfiere del nero · e8 donna del nero · f8 torre del nero · g8 re del nero · a7 pedone del nero · b7 pedone del nero · c7 pedone del nero · e7 pedone del nero · g7 alfiere del nero · h7 pedone del nero · d6 pedone del nero · f6 cavallo del nero · g6 pedone del nero · f5 pedone del nero · c4 pedone del bianco · d4 pedone del bianco · c3 cavallo del bianco · f3 cavallo del bianco · g3 pedone del bianco · a2 pedone del bianco · b2 pedone del bianco · e2 pedone del bianco · f2 pedone del bianco · g2 alfiere del bianco · h2 pedone del bianco · a1 torre del bianco · c1 alfiere del bianco · d1 donna del bianco · f1 torre del bianco · g1 re del bianco | a8 torre del nero · b8 cavallo del nero · c8 alfiere del nero · e8 donna del nero · f8 torre del nero · g8 re del nero · a7 pedone del nero · b7 pedone del nero · c7 pedone del nero · e7 pedone del nero · g7 alfiere del nero · h7 pedone del nero · d6 pedone del nero · f6 cavallo del nero · g6 pedone del nero · f5 pedone del nero · c4 pedone del bianco · d4 pedone del bianco · c3 cavallo del bianco · f3 cavallo del bianco · g3 pedone del bianco · a2 pedone del bianco · b2 pedone del bianco · e2 pedone del bianco · f2 pedone del bianco · g2 alfiere del bianco · h2 pedone del bianco · a1 torre del bianco · c1 alfiere del bianco · d1 donna del bianco · f1 torre del bianco · g1 re del bianco | 7 |
| 6 | a8 torre del nero · b8 cavallo del nero · c8 alfiere del nero · e8 donna del nero · f8 torre del nero · g8 re del nero · a7 pedone del nero · b7 pedone del nero · c7 pedone del nero · e7 pedone del nero · g7 alfiere del nero · h7 pedone del nero · d6 pedone del nero · f6 cavallo del nero · g6 pedone del nero · f5 pedone del nero · c4 pedone del bianco · d4 pedone del bianco · c3 cavallo del bianco · f3 cavallo del bianco · g3 pedone del bianco · a2 pedone del bianco · b2 pedone del bianco · e2 pedone del bianco · f2 pedone del bianco · g2 alfiere del bianco · h2 pedone del bianco · a1 torre del bianco · c1 alfiere del bianco · d1 donna del bianco · f1 torre del bianco · g1 re del bianco | a8 torre del nero · b8 cavallo del nero · c8 alfiere del nero · e8 donna del nero · f8 torre del nero · g8 re del nero · a7 pedone del nero · b7 pedone del nero · c7 pedone del nero · e7 pedone del nero · g7 alfiere del nero · h7 pedone del nero · d6 pedone del nero · f6 cavallo del nero · g6 pedone del nero · f5 pedone del nero · c4 pedone del bianco · d4 pedone del bianco · c3 cavallo del bianco · f3 cavallo del bianco · g3 pedone del bianco · a2 pedone del bianco · b2 pedone del bianco · e2 pedone del bianco · f2 pedone del bianco · g2 alfiere del bianco · h2 pedone del bianco · a1 torre del bianco · c1 alfiere del bianco · d1 donna del bianco · f1 torre del bianco · g1 re del bianco | a8 torre del nero · b8 cavallo del nero · c8 alfiere del nero · e8 donna del nero · f8 torre del nero · g8 re del nero · a7 pedone del nero · b7 pedone del nero · c7 pedone del nero · e7 pedone del nero · g7 alfiere del nero · h7 pedone del nero · d6 pedone del nero · f6 cavallo del nero · g6 pedone del nero · f5 pedone del nero · c4 pedone del bianco · d4 pedone del bianco · c3 cavallo del bianco · f3 cavallo del bianco · g3 pedone del bianco · a2 pedone del bianco · b2 pedone del bianco · e2 pedone del bianco · f2 pedone del bianco · g2 alfiere del bianco · h2 pedone del bianco · a1 torre del bianco · c1 alfiere del bianco · d1 donna del bianco · f1 torre del bianco · g1 re del bianco | a8 torre del nero · b8 cavallo del nero · c8 alfiere del nero · e8 donna del nero · f8 torre del nero · g8 re del nero · a7 pedone del nero · b7 pedone del nero · c7 pedone del nero · e7 pedone del nero · g7 alfiere del nero · h7 pedone del nero · d6 pedone del nero · f6 cavallo del nero · g6 pedone del nero · f5 pedone del nero · c4 pedone del bianco · d4 pedone del bianco · c3 cavallo del bianco · f3 cavallo del bianco · g3 pedone del bianco · a2 pedone del bianco · b2 pedone del bianco · e2 pedone del bianco · f2 pedone del bianco · g2 alfiere del bianco · h2 pedone del bianco · a1 torre del bianco · c1 alfiere del bianco · d1 donna del bianco · f1 torre del bianco · g1 re del bianco | a8 torre del nero · b8 cavallo del nero · c8 alfiere del nero · e8 donna del nero · f8 torre del nero · g8 re del nero · a7 pedone del nero · b7 pedone del nero · c7 pedone del nero · e7 pedone del nero · g7 alfiere del nero · h7 pedone del nero · d6 pedone del nero · f6 cavallo del nero · g6 pedone del nero · f5 pedone del nero · c4 pedone del bianco · d4 pedone del bianco · c3 cavallo del bianco · f3 cavallo del bianco · g3 pedone del bianco · a2 pedone del bianco · b2 pedone del bianco · e2 pedone del bianco · f2 pedone del bianco · g2 alfiere del bianco · h2 pedone del bianco · a1 torre del bianco · c1 alfiere del bianco · d1 donna del bianco · f1 torre del bianco · g1 re del bianco | a8 torre del nero · b8 cavallo del nero · c8 alfiere del nero · e8 donna del nero · f8 torre del nero · g8 re del nero · a7 pedone del nero · b7 pedone del nero · c7 pedone del nero · e7 pedone del nero · g7 alfiere del nero · h7 pedone del nero · d6 pedone del nero · f6 cavallo del nero · g6 pedone del nero · f5 pedone del nero · c4 pedone del bianco · d4 pedone del bianco · c3 cavallo del bianco · f3 cavallo del bianco · g3 pedone del bianco · a2 pedone del bianco · b2 pedone del bianco · e2 pedone del bianco · f2 pedone del bianco · g2 alfiere del bianco · h2 pedone del bianco · a1 torre del bianco · c1 alfiere del bianco · d1 donna del bianco · f1 torre del bianco · g1 re del bianco | a8 torre del nero · b8 cavallo del nero · c8 alfiere del nero · e8 donna del nero · f8 torre del nero · g8 re del nero · a7 pedone del nero · b7 pedone del nero · c7 pedone del nero · e7 pedone del nero · g7 alfiere del nero · h7 pedone del nero · d6 pedone del nero · f6 cavallo del nero · g6 pedone del nero · f5 pedone del nero · c4 pedone del bianco · d4 pedone del bianco · c3 cavallo del bianco · f3 cavallo del bianco · g3 pedone del bianco · a2 pedone del bianco · b2 pedone del bianco · e2 pedone del bianco · f2 pedone del bianco · g2 alfiere del bianco · h2 pedone del bianco · a1 torre del bianco · c1 alfiere del bianco · d1 donna del bianco · f1 torre del bianco · g1 re del bianco | a8 torre del nero · b8 cavallo del nero · c8 alfiere del nero · e8 donna del nero · f8 torre del nero · g8 re del nero · a7 pedone del nero · b7 pedone del nero · c7 pedone del nero · e7 pedone del nero · g7 alfiere del nero · h7 pedone del nero · d6 pedone del nero · f6 cavallo del nero · g6 pedone del nero · f5 pedone del nero · c4 pedone del bianco · d4 pedone del bianco · c3 cavallo del bianco · f3 cavallo del bianco · g3 pedone del bianco · a2 pedone del bianco · b2 pedone del bianco · e2 pedone del bianco · f2 pedone del bianco · g2 alfiere del bianco · h2 pedone del bianco · a1 torre del bianco · c1 alfiere del bianco · d1 donna del bianco · f1 torre del bianco · g1 re del bianco | 6 |
| 5 | a8 torre del nero · b8 cavallo del nero · c8 alfiere del nero · e8 donna del nero · f8 torre del nero · g8 re del nero · a7 pedone del nero · b7 pedone del nero · c7 pedone del nero · e7 pedone del nero · g7 alfiere del nero · h7 pedone del nero · d6 pedone del nero · f6 cavallo del nero · g6 pedone del nero · f5 pedone del nero · c4 pedone del bianco · d4 pedone del bianco · c3 cavallo del bianco · f3 cavallo del bianco · g3 pedone del bianco · a2 pedone del bianco · b2 pedone del bianco · e2 pedone del bianco · f2 pedone del bianco · g2 alfiere del bianco · h2 pedone del bianco · a1 torre del bianco · c1 alfiere del bianco · d1 donna del bianco · f1 torre del bianco · g1 re del bianco | a8 torre del nero · b8 cavallo del nero · c8 alfiere del nero · e8 donna del nero · f8 torre del nero · g8 re del nero · a7 pedone del nero · b7 pedone del nero · c7 pedone del nero · e7 pedone del nero · g7 alfiere del nero · h7 pedone del nero · d6 pedone del nero · f6 cavallo del nero · g6 pedone del nero · f5 pedone del nero · c4 pedone del bianco · d4 pedone del bianco · c3 cavallo del bianco · f3 cavallo del bianco · g3 pedone del bianco · a2 pedone del bianco · b2 pedone del bianco · e2 pedone del bianco · f2 pedone del bianco · g2 alfiere del bianco · h2 pedone del bianco · a1 torre del bianco · c1 alfiere del bianco · d1 donna del bianco · f1 torre del bianco · g1 re del bianco | a8 torre del nero · b8 cavallo del nero · c8 alfiere del nero · e8 donna del nero · f8 torre del nero · g8 re del nero · a7 pedone del nero · b7 pedone del nero · c7 pedone del nero · e7 pedone del nero · g7 alfiere del nero · h7 pedone del nero · d6 pedone del nero · f6 cavallo del nero · g6 pedone del nero · f5 pedone del nero · c4 pedone del bianco · d4 pedone del bianco · c3 cavallo del bianco · f3 cavallo del bianco · g3 pedone del bianco · a2 pedone del bianco · b2 pedone del bianco · e2 pedone del bianco · f2 pedone del bianco · g2 alfiere del bianco · h2 pedone del bianco · a1 torre del bianco · c1 alfiere del bianco · d1 donna del bianco · f1 torre del bianco · g1 re del bianco | a8 torre del nero · b8 cavallo del nero · c8 alfiere del nero · e8 donna del nero · f8 torre del nero · g8 re del nero · a7 pedone del nero · b7 pedone del nero · c7 pedone del nero · e7 pedone del nero · g7 alfiere del nero · h7 pedone del nero · d6 pedone del nero · f6 cavallo del nero · g6 pedone del nero · f5 pedone del nero · c4 pedone del bianco · d4 pedone del bianco · c3 cavallo del bianco · f3 cavallo del bianco · g3 pedone del bianco · a2 pedone del bianco · b2 pedone del bianco · e2 pedone del bianco · f2 pedone del bianco · g2 alfiere del bianco · h2 pedone del bianco · a1 torre del bianco · c1 alfiere del bianco · d1 donna del bianco · f1 torre del bianco · g1 re del bianco | a8 torre del nero · b8 cavallo del nero · c8 alfiere del nero · e8 donna del nero · f8 torre del nero · g8 re del nero · a7 pedone del nero · b7 pedone del nero · c7 pedone del nero · e7 pedone del nero · g7 alfiere del nero · h7 pedone del nero · d6 pedone del nero · f6 cavallo del nero · g6 pedone del nero · f5 pedone del nero · c4 pedone del bianco · d4 pedone del bianco · c3 cavallo del bianco · f3 cavallo del bianco · g3 pedone del bianco · a2 pedone del bianco · b2 pedone del bianco · e2 pedone del bianco · f2 pedone del bianco · g2 alfiere del bianco · h2 pedone del bianco · a1 torre del bianco · c1 alfiere del bianco · d1 donna del bianco · f1 torre del bianco · g1 re del bianco | a8 torre del nero · b8 cavallo del nero · c8 alfiere del nero · e8 donna del nero · f8 torre del nero · g8 re del nero · a7 pedone del nero · b7 pedone del nero · c7 pedone del nero · e7 pedone del nero · g7 alfiere del nero · h7 pedone del nero · d6 pedone del nero · f6 cavallo del nero · g6 pedone del nero · f5 pedone del nero · c4 pedone del bianco · d4 pedone del bianco · c3 cavallo del bianco · f3 cavallo del bianco · g3 pedone del bianco · a2 pedone del bianco · b2 pedone del bianco · e2 pedone del bianco · f2 pedone del bianco · g2 alfiere del bianco · h2 pedone del bianco · a1 torre del bianco · c1 alfiere del bianco · d1 donna del bianco · f1 torre del bianco · g1 re del bianco | a8 torre del nero · b8 cavallo del nero · c8 alfiere del nero · e8 donna del nero · f8 torre del nero · g8 re del nero · a7 pedone del nero · b7 pedone del nero · c7 pedone del nero · e7 pedone del nero · g7 alfiere del nero · h7 pedone del nero · d6 pedone del nero · f6 cavallo del nero · g6 pedone del nero · f5 pedone del nero · c4 pedone del bianco · d4 pedone del bianco · c3 cavallo del bianco · f3 cavallo del bianco · g3 pedone del bianco · a2 pedone del bianco · b2 pedone del bianco · e2 pedone del bianco · f2 pedone del bianco · g2 alfiere del bianco · h2 pedone del bianco · a1 torre del bianco · c1 alfiere del bianco · d1 donna del bianco · f1 torre del bianco · g1 re del bianco | a8 torre del nero · b8 cavallo del nero · c8 alfiere del nero · e8 donna del nero · f8 torre del nero · g8 re del nero · a7 pedone del nero · b7 pedone del nero · c7 pedone del nero · e7 pedone del nero · g7 alfiere del nero · h7 pedone del nero · d6 pedone del nero · f6 cavallo del nero · g6 pedone del nero · f5 pedone del nero · c4 pedone del bianco · d4 pedone del bianco · c3 cavallo del bianco · f3 cavallo del bianco · g3 pedone del bianco · a2 pedone del bianco · b2 pedone del bianco · e2 pedone del bianco · f2 pedone del bianco · g2 alfiere del bianco · h2 pedone del bianco · a1 torre del bianco · c1 alfiere del bianco · d1 donna del bianco · f1 torre del bianco · g1 re del bianco | 5 |
| 4 | a8 torre del nero · b8 cavallo del nero · c8 alfiere del nero · e8 donna del nero · f8 torre del nero · g8 re del nero · a7 pedone del nero · b7 pedone del nero · c7 pedone del nero · e7 pedone del nero · g7 alfiere del nero · h7 pedone del nero · d6 pedone del nero · f6 cavallo del nero · g6 pedone del nero · f5 pedone del nero · c4 pedone del bianco · d4 pedone del bianco · c3 cavallo del bianco · f3 cavallo del bianco · g3 pedone del bianco · a2 pedone del bianco · b2 pedone del bianco · e2 pedone del bianco · f2 pedone del bianco · g2 alfiere del bianco · h2 pedone del bianco · a1 torre del bianco · c1 alfiere del bianco · d1 donna del bianco · f1 torre del bianco · g1 re del bianco | a8 torre del nero · b8 cavallo del nero · c8 alfiere del nero · e8 donna del nero · f8 torre del nero · g8 re del nero · a7 pedone del nero · b7 pedone del nero · c7 pedone del nero · e7 pedone del nero · g7 alfiere del nero · h7 pedone del nero · d6 pedone del nero · f6 cavallo del nero · g6 pedone del nero · f5 pedone del nero · c4 pedone del bianco · d4 pedone del bianco · c3 cavallo del bianco · f3 cavallo del bianco · g3 pedone del bianco · a2 pedone del bianco · b2 pedone del bianco · e2 pedone del bianco · f2 pedone del bianco · g2 alfiere del bianco · h2 pedone del bianco · a1 torre del bianco · c1 alfiere del bianco · d1 donna del bianco · f1 torre del bianco · g1 re del bianco | a8 torre del nero · b8 cavallo del nero · c8 alfiere del nero · e8 donna del nero · f8 torre del nero · g8 re del nero · a7 pedone del nero · b7 pedone del nero · c7 pedone del nero · e7 pedone del nero · g7 alfiere del nero · h7 pedone del nero · d6 pedone del nero · f6 cavallo del nero · g6 pedone del nero · f5 pedone del nero · c4 pedone del bianco · d4 pedone del bianco · c3 cavallo del bianco · f3 cavallo del bianco · g3 pedone del bianco · a2 pedone del bianco · b2 pedone del bianco · e2 pedone del bianco · f2 pedone del bianco · g2 alfiere del bianco · h2 pedone del bianco · a1 torre del bianco · c1 alfiere del bianco · d1 donna del bianco · f1 torre del bianco · g1 re del bianco | a8 torre del nero · b8 cavallo del nero · c8 alfiere del nero · e8 donna del nero · f8 torre del nero · g8 re del nero · a7 pedone del nero · b7 pedone del nero · c7 pedone del nero · e7 pedone del nero · g7 alfiere del nero · h7 pedone del nero · d6 pedone del nero · f6 cavallo del nero · g6 pedone del nero · f5 pedone del nero · c4 pedone del bianco · d4 pedone del bianco · c3 cavallo del bianco · f3 cavallo del bianco · g3 pedone del bianco · a2 pedone del bianco · b2 pedone del bianco · e2 pedone del bianco · f2 pedone del bianco · g2 alfiere del bianco · h2 pedone del bianco · a1 torre del bianco · c1 alfiere del bianco · d1 donna del bianco · f1 torre del bianco · g1 re del bianco | a8 torre del nero · b8 cavallo del nero · c8 alfiere del nero · e8 donna del nero · f8 torre del nero · g8 re del nero · a7 pedone del nero · b7 pedone del nero · c7 pedone del nero · e7 pedone del nero · g7 alfiere del nero · h7 pedone del nero · d6 pedone del nero · f6 cavallo del nero · g6 pedone del nero · f5 pedone del nero · c4 pedone del bianco · d4 pedone del bianco · c3 cavallo del bianco · f3 cavallo del bianco · g3 pedone del bianco · a2 pedone del bianco · b2 pedone del bianco · e2 pedone del bianco · f2 pedone del bianco · g2 alfiere del bianco · h2 pedone del bianco · a1 torre del bianco · c1 alfiere del bianco · d1 donna del bianco · f1 torre del bianco · g1 re del bianco | a8 torre del nero · b8 cavallo del nero · c8 alfiere del nero · e8 donna del nero · f8 torre del nero · g8 re del nero · a7 pedone del nero · b7 pedone del nero · c7 pedone del nero · e7 pedone del nero · g7 alfiere del nero · h7 pedone del nero · d6 pedone del nero · f6 cavallo del nero · g6 pedone del nero · f5 pedone del nero · c4 pedone del bianco · d4 pedone del bianco · c3 cavallo del bianco · f3 cavallo del bianco · g3 pedone del bianco · a2 pedone del bianco · b2 pedone del bianco · e2 pedone del bianco · f2 pedone del bianco · g2 alfiere del bianco · h2 pedone del bianco · a1 torre del bianco · c1 alfiere del bianco · d1 donna del bianco · f1 torre del bianco · g1 re del bianco | a8 torre del nero · b8 cavallo del nero · c8 alfiere del nero · e8 donna del nero · f8 torre del nero · g8 re del nero · a7 pedone del nero · b7 pedone del nero · c7 pedone del nero · e7 pedone del nero · g7 alfiere del nero · h7 pedone del nero · d6 pedone del nero · f6 cavallo del nero · g6 pedone del nero · f5 pedone del nero · c4 pedone del bianco · d4 pedone del bianco · c3 cavallo del bianco · f3 cavallo del bianco · g3 pedone del bianco · a2 pedone del bianco · b2 pedone del bianco · e2 pedone del bianco · f2 pedone del bianco · g2 alfiere del bianco · h2 pedone del bianco · a1 torre del bianco · c1 alfiere del bianco · d1 donna del bianco · f1 torre del bianco · g1 re del bianco | a8 torre del nero · b8 cavallo del nero · c8 alfiere del nero · e8 donna del nero · f8 torre del nero · g8 re del nero · a7 pedone del nero · b7 pedone del nero · c7 pedone del nero · e7 pedone del nero · g7 alfiere del nero · h7 pedone del nero · d6 pedone del nero · f6 cavallo del nero · g6 pedone del nero · f5 pedone del nero · c4 pedone del bianco · d4 pedone del bianco · c3 cavallo del bianco · f3 cavallo del bianco · g3 pedone del bianco · a2 pedone del bianco · b2 pedone del bianco · e2 pedone del bianco · f2 pedone del bianco · g2 alfiere del bianco · h2 pedone del bianco · a1 torre del bianco · c1 alfiere del bianco · d1 donna del bianco · f1 torre del bianco · g1 re del bianco | 4 |
| 3 | a8 torre del nero · b8 cavallo del nero · c8 alfiere del nero · e8 donna del nero · f8 torre del nero · g8 re del nero · a7 pedone del nero · b7 pedone del nero · c7 pedone del nero · e7 pedone del nero · g7 alfiere del nero · h7 pedone del nero · d6 pedone del nero · f6 cavallo del nero · g6 pedone del nero · f5 pedone del nero · c4 pedone del bianco · d4 pedone del bianco · c3 cavallo del bianco · f3 cavallo del bianco · g3 pedone del bianco · a2 pedone del bianco · b2 pedone del bianco · e2 pedone del bianco · f2 pedone del bianco · g2 alfiere del bianco · h2 pedone del bianco · a1 torre del bianco · c1 alfiere del bianco · d1 donna del bianco · f1 torre del bianco · g1 re del bianco | a8 torre del nero · b8 cavallo del nero · c8 alfiere del nero · e8 donna del nero · f8 torre del nero · g8 re del nero · a7 pedone del nero · b7 pedone del nero · c7 pedone del nero · e7 pedone del nero · g7 alfiere del nero · h7 pedone del nero · d6 pedone del nero · f6 cavallo del nero · g6 pedone del nero · f5 pedone del nero · c4 pedone del bianco · d4 pedone del bianco · c3 cavallo del bianco · f3 cavallo del bianco · g3 pedone del bianco · a2 pedone del bianco · b2 pedone del bianco · e2 pedone del bianco · f2 pedone del bianco · g2 alfiere del bianco · h2 pedone del bianco · a1 torre del bianco · c1 alfiere del bianco · d1 donna del bianco · f1 torre del bianco · g1 re del bianco | a8 torre del nero · b8 cavallo del nero · c8 alfiere del nero · e8 donna del nero · f8 torre del nero · g8 re del nero · a7 pedone del nero · b7 pedone del nero · c7 pedone del nero · e7 pedone del nero · g7 alfiere del nero · h7 pedone del nero · d6 pedone del nero · f6 cavallo del nero · g6 pedone del nero · f5 pedone del nero · c4 pedone del bianco · d4 pedone del bianco · c3 cavallo del bianco · f3 cavallo del bianco · g3 pedone del bianco · a2 pedone del bianco · b2 pedone del bianco · e2 pedone del bianco · f2 pedone del bianco · g2 alfiere del bianco · h2 pedone del bianco · a1 torre del bianco · c1 alfiere del bianco · d1 donna del bianco · f1 torre del bianco · g1 re del bianco | a8 torre del nero · b8 cavallo del nero · c8 alfiere del nero · e8 donna del nero · f8 torre del nero · g8 re del nero · a7 pedone del nero · b7 pedone del nero · c7 pedone del nero · e7 pedone del nero · g7 alfiere del nero · h7 pedone del nero · d6 pedone del nero · f6 cavallo del nero · g6 pedone del nero · f5 pedone del nero · c4 pedone del bianco · d4 pedone del bianco · c3 cavallo del bianco · f3 cavallo del bianco · g3 pedone del bianco · a2 pedone del bianco · b2 pedone del bianco · e2 pedone del bianco · f2 pedone del bianco · g2 alfiere del bianco · h2 pedone del bianco · a1 torre del bianco · c1 alfiere del bianco · d1 donna del bianco · f1 torre del bianco · g1 re del bianco | a8 torre del nero · b8 cavallo del nero · c8 alfiere del nero · e8 donna del nero · f8 torre del nero · g8 re del nero · a7 pedone del nero · b7 pedone del nero · c7 pedone del nero · e7 pedone del nero · g7 alfiere del nero · h7 pedone del nero · d6 pedone del nero · f6 cavallo del nero · g6 pedone del nero · f5 pedone del nero · c4 pedone del bianco · d4 pedone del bianco · c3 cavallo del bianco · f3 cavallo del bianco · g3 pedone del bianco · a2 pedone del bianco · b2 pedone del bianco · e2 pedone del bianco · f2 pedone del bianco · g2 alfiere del bianco · h2 pedone del bianco · a1 torre del bianco · c1 alfiere del bianco · d1 donna del bianco · f1 torre del bianco · g1 re del bianco | a8 torre del nero · b8 cavallo del nero · c8 alfiere del nero · e8 donna del nero · f8 torre del nero · g8 re del nero · a7 pedone del nero · b7 pedone del nero · c7 pedone del nero · e7 pedone del nero · g7 alfiere del nero · h7 pedone del nero · d6 pedone del nero · f6 cavallo del nero · g6 pedone del nero · f5 pedone del nero · c4 pedone del bianco · d4 pedone del bianco · c3 cavallo del bianco · f3 cavallo del bianco · g3 pedone del bianco · a2 pedone del bianco · b2 pedone del bianco · e2 pedone del bianco · f2 pedone del bianco · g2 alfiere del bianco · h2 pedone del bianco · a1 torre del bianco · c1 alfiere del bianco · d1 donna del bianco · f1 torre del bianco · g1 re del bianco | a8 torre del nero · b8 cavallo del nero · c8 alfiere del nero · e8 donna del nero · f8 torre del nero · g8 re del nero · a7 pedone del nero · b7 pedone del nero · c7 pedone del nero · e7 pedone del nero · g7 alfiere del nero · h7 pedone del nero · d6 pedone del nero · f6 cavallo del nero · g6 pedone del nero · f5 pedone del nero · c4 pedone del bianco · d4 pedone del bianco · c3 cavallo del bianco · f3 cavallo del bianco · g3 pedone del bianco · a2 pedone del bianco · b2 pedone del bianco · e2 pedone del bianco · f2 pedone del bianco · g2 alfiere del bianco · h2 pedone del bianco · a1 torre del bianco · c1 alfiere del bianco · d1 donna del bianco · f1 torre del bianco · g1 re del bianco | a8 torre del nero · b8 cavallo del nero · c8 alfiere del nero · e8 donna del nero · f8 torre del nero · g8 re del nero · a7 pedone del nero · b7 pedone del nero · c7 pedone del nero · e7 pedone del nero · g7 alfiere del nero · h7 pedone del nero · d6 pedone del nero · f6 cavallo del nero · g6 pedone del nero · f5 pedone del nero · c4 pedone del bianco · d4 pedone del bianco · c3 cavallo del bianco · f3 cavallo del bianco · g3 pedone del bianco · a2 pedone del bianco · b2 pedone del bianco · e2 pedone del bianco · f2 pedone del bianco · g2 alfiere del bianco · h2 pedone del bianco · a1 torre del bianco · c1 alfiere del bianco · d1 donna del bianco · f1 torre del bianco · g1 re del bianco | 3 |
| 2 | a8 torre del nero · b8 cavallo del nero · c8 alfiere del nero · e8 donna del nero · f8 torre del nero · g8 re del nero · a7 pedone del nero · b7 pedone del nero · c7 pedone del nero · e7 pedone del nero · g7 alfiere del nero · h7 pedone del nero · d6 pedone del nero · f6 cavallo del nero · g6 pedone del nero · f5 pedone del nero · c4 pedone del bianco · d4 pedone del bianco · c3 cavallo del bianco · f3 cavallo del bianco · g3 pedone del bianco · a2 pedone del bianco · b2 pedone del bianco · e2 pedone del bianco · f2 pedone del bianco · g2 alfiere del bianco · h2 pedone del bianco · a1 torre del bianco · c1 alfiere del bianco · d1 donna del bianco · f1 torre del bianco · g1 re del bianco | a8 torre del nero · b8 cavallo del nero · c8 alfiere del nero · e8 donna del nero · f8 torre del nero · g8 re del nero · a7 pedone del nero · b7 pedone del nero · c7 pedone del nero · e7 pedone del nero · g7 alfiere del nero · h7 pedone del nero · d6 pedone del nero · f6 cavallo del nero · g6 pedone del nero · f5 pedone del nero · c4 pedone del bianco · d4 pedone del bianco · c3 cavallo del bianco · f3 cavallo del bianco · g3 pedone del bianco · a2 pedone del bianco · b2 pedone del bianco · e2 pedone del bianco · f2 pedone del bianco · g2 alfiere del bianco · h2 pedone del bianco · a1 torre del bianco · c1 alfiere del bianco · d1 donna del bianco · f1 torre del bianco · g1 re del bianco | a8 torre del nero · b8 cavallo del nero · c8 alfiere del nero · e8 donna del nero · f8 torre del nero · g8 re del nero · a7 pedone del nero · b7 pedone del nero · c7 pedone del nero · e7 pedone del nero · g7 alfiere del nero · h7 pedone del nero · d6 pedone del nero · f6 cavallo del nero · g6 pedone del nero · f5 pedone del nero · c4 pedone del bianco · d4 pedone del bianco · c3 cavallo del bianco · f3 cavallo del bianco · g3 pedone del bianco · a2 pedone del bianco · b2 pedone del bianco · e2 pedone del bianco · f2 pedone del bianco · g2 alfiere del bianco · h2 pedone del bianco · a1 torre del bianco · c1 alfiere del bianco · d1 donna del bianco · f1 torre del bianco · g1 re del bianco | a8 torre del nero · b8 cavallo del nero · c8 alfiere del nero · e8 donna del nero · f8 torre del nero · g8 re del nero · a7 pedone del nero · b7 pedone del nero · c7 pedone del nero · e7 pedone del nero · g7 alfiere del nero · h7 pedone del nero · d6 pedone del nero · f6 cavallo del nero · g6 pedone del nero · f5 pedone del nero · c4 pedone del bianco · d4 pedone del bianco · c3 cavallo del bianco · f3 cavallo del bianco · g3 pedone del bianco · a2 pedone del bianco · b2 pedone del bianco · e2 pedone del bianco · f2 pedone del bianco · g2 alfiere del bianco · h2 pedone del bianco · a1 torre del bianco · c1 alfiere del bianco · d1 donna del bianco · f1 torre del bianco · g1 re del bianco | a8 torre del nero · b8 cavallo del nero · c8 alfiere del nero · e8 donna del nero · f8 torre del nero · g8 re del nero · a7 pedone del nero · b7 pedone del nero · c7 pedone del nero · e7 pedone del nero · g7 alfiere del nero · h7 pedone del nero · d6 pedone del nero · f6 cavallo del nero · g6 pedone del nero · f5 pedone del nero · c4 pedone del bianco · d4 pedone del bianco · c3 cavallo del bianco · f3 cavallo del bianco · g3 pedone del bianco · a2 pedone del bianco · b2 pedone del bianco · e2 pedone del bianco · f2 pedone del bianco · g2 alfiere del bianco · h2 pedone del bianco · a1 torre del bianco · c1 alfiere del bianco · d1 donna del bianco · f1 torre del bianco · g1 re del bianco | a8 torre del nero · b8 cavallo del nero · c8 alfiere del nero · e8 donna del nero · f8 torre del nero · g8 re del nero · a7 pedone del nero · b7 pedone del nero · c7 pedone del nero · e7 pedone del nero · g7 alfiere del nero · h7 pedone del nero · d6 pedone del nero · f6 cavallo del nero · g6 pedone del nero · f5 pedone del nero · c4 pedone del bianco · d4 pedone del bianco · c3 cavallo del bianco · f3 cavallo del bianco · g3 pedone del bianco · a2 pedone del bianco · b2 pedone del bianco · e2 pedone del bianco · f2 pedone del bianco · g2 alfiere del bianco · h2 pedone del bianco · a1 torre del bianco · c1 alfiere del bianco · d1 donna del bianco · f1 torre del bianco · g1 re del bianco | a8 torre del nero · b8 cavallo del nero · c8 alfiere del nero · e8 donna del nero · f8 torre del nero · g8 re del nero · a7 pedone del nero · b7 pedone del nero · c7 pedone del nero · e7 pedone del nero · g7 alfiere del nero · h7 pedone del nero · d6 pedone del nero · f6 cavallo del nero · g6 pedone del nero · f5 pedone del nero · c4 pedone del bianco · d4 pedone del bianco · c3 cavallo del bianco · f3 cavallo del bianco · g3 pedone del bianco · a2 pedone del bianco · b2 pedone del bianco · e2 pedone del bianco · f2 pedone del bianco · g2 alfiere del bianco · h2 pedone del bianco · a1 torre del bianco · c1 alfiere del bianco · d1 donna del bianco · f1 torre del bianco · g1 re del bianco | a8 torre del nero · b8 cavallo del nero · c8 alfiere del nero · e8 donna del nero · f8 torre del nero · g8 re del nero · a7 pedone del nero · b7 pedone del nero · c7 pedone del nero · e7 pedone del nero · g7 alfiere del nero · h7 pedone del nero · d6 pedone del nero · f6 cavallo del nero · g6 pedone del nero · f5 pedone del nero · c4 pedone del bianco · d4 pedone del bianco · c3 cavallo del bianco · f3 cavallo del bianco · g3 pedone del bianco · a2 pedone del bianco · b2 pedone del bianco · e2 pedone del bianco · f2 pedone del bianco · g2 alfiere del bianco · h2 pedone del bianco · a1 torre del bianco · c1 alfiere del bianco · d1 donna del bianco · f1 torre del bianco · g1 re del bianco | 2 |
| 1 | a8 torre del nero · b8 cavallo del nero · c8 alfiere del nero · e8 donna del nero · f8 torre del nero · g8 re del nero · a7 pedone del nero · b7 pedone del nero · c7 pedone del nero · e7 pedone del nero · g7 alfiere del nero · h7 pedone del nero · d6 pedone del nero · f6 cavallo del nero · g6 pedone del nero · f5 pedone del nero · c4 pedone del bianco · d4 pedone del bianco · c3 cavallo del bianco · f3 cavallo del bianco · g3 pedone del bianco · a2 pedone del bianco · b2 pedone del bianco · e2 pedone del bianco · f2 pedone del bianco · g2 alfiere del bianco · h2 pedone del bianco · a1 torre del bianco · c1 alfiere del bianco · d1 donna del bianco · f1 torre del bianco · g1 re del bianco | a8 torre del nero · b8 cavallo del nero · c8 alfiere del nero · e8 donna del nero · f8 torre del nero · g8 re del nero · a7 pedone del nero · b7 pedone del nero · c7 pedone del nero · e7 pedone del nero · g7 alfiere del nero · h7 pedone del nero · d6 pedone del nero · f6 cavallo del nero · g6 pedone del nero · f5 pedone del nero · c4 pedone del bianco · d4 pedone del bianco · c3 cavallo del bianco · f3 cavallo del bianco · g3 pedone del bianco · a2 pedone del bianco · b2 pedone del bianco · e2 pedone del bianco · f2 pedone del bianco · g2 alfiere del bianco · h2 pedone del bianco · a1 torre del bianco · c1 alfiere del bianco · d1 donna del bianco · f1 torre del bianco · g1 re del bianco | a8 torre del nero · b8 cavallo del nero · c8 alfiere del nero · e8 donna del nero · f8 torre del nero · g8 re del nero · a7 pedone del nero · b7 pedone del nero · c7 pedone del nero · e7 pedone del nero · g7 alfiere del nero · h7 pedone del nero · d6 pedone del nero · f6 cavallo del nero · g6 pedone del nero · f5 pedone del nero · c4 pedone del bianco · d4 pedone del bianco · c3 cavallo del bianco · f3 cavallo del bianco · g3 pedone del bianco · a2 pedone del bianco · b2 pedone del bianco · e2 pedone del bianco · f2 pedone del bianco · g2 alfiere del bianco · h2 pedone del bianco · a1 torre del bianco · c1 alfiere del bianco · d1 donna del bianco · f1 torre del bianco · g1 re del bianco | a8 torre del nero · b8 cavallo del nero · c8 alfiere del nero · e8 donna del nero · f8 torre del nero · g8 re del nero · a7 pedone del nero · b7 pedone del nero · c7 pedone del nero · e7 pedone del nero · g7 alfiere del nero · h7 pedone del nero · d6 pedone del nero · f6 cavallo del nero · g6 pedone del nero · f5 pedone del nero · c4 pedone del bianco · d4 pedone del bianco · c3 cavallo del bianco · f3 cavallo del bianco · g3 pedone del bianco · a2 pedone del bianco · b2 pedone del bianco · e2 pedone del bianco · f2 pedone del bianco · g2 alfiere del bianco · h2 pedone del bianco · a1 torre del bianco · c1 alfiere del bianco · d1 donna del bianco · f1 torre del bianco · g1 re del bianco | a8 torre del nero · b8 cavallo del nero · c8 alfiere del nero · e8 donna del nero · f8 torre del nero · g8 re del nero · a7 pedone del nero · b7 pedone del nero · c7 pedone del nero · e7 pedone del nero · g7 alfiere del nero · h7 pedone del nero · d6 pedone del nero · f6 cavallo del nero · g6 pedone del nero · f5 pedone del nero · c4 pedone del bianco · d4 pedone del bianco · c3 cavallo del bianco · f3 cavallo del bianco · g3 pedone del bianco · a2 pedone del bianco · b2 pedone del bianco · e2 pedone del bianco · f2 pedone del bianco · g2 alfiere del bianco · h2 pedone del bianco · a1 torre del bianco · c1 alfiere del bianco · d1 donna del bianco · f1 torre del bianco · g1 re del bianco | a8 torre del nero · b8 cavallo del nero · c8 alfiere del nero · e8 donna del nero · f8 torre del nero · g8 re del nero · a7 pedone del nero · b7 pedone del nero · c7 pedone del nero · e7 pedone del nero · g7 alfiere del nero · h7 pedone del nero · d6 pedone del nero · f6 cavallo del nero · g6 pedone del nero · f5 pedone del nero · c4 pedone del bianco · d4 pedone del bianco · c3 cavallo del bianco · f3 cavallo del bianco · g3 pedone del bianco · a2 pedone del bianco · b2 pedone del bianco · e2 pedone del bianco · f2 pedone del bianco · g2 alfiere del bianco · h2 pedone del bianco · a1 torre del bianco · c1 alfiere del bianco · d1 donna del bianco · f1 torre del bianco · g1 re del bianco | a8 torre del nero · b8 cavallo del nero · c8 alfiere del nero · e8 donna del nero · f8 torre del nero · g8 re del nero · a7 pedone del nero · b7 pedone del nero · c7 pedone del nero · e7 pedone del nero · g7 alfiere del nero · h7 pedone del nero · d6 pedone del nero · f6 cavallo del nero · g6 pedone del nero · f5 pedone del nero · c4 pedone del bianco · d4 pedone del bianco · c3 cavallo del bianco · f3 cavallo del bianco · g3 pedone del bianco · a2 pedone del bianco · b2 pedone del bianco · e2 pedone del bianco · f2 pedone del bianco · g2 alfiere del bianco · h2 pedone del bianco · a1 torre del bianco · c1 alfiere del bianco · d1 donna del bianco · f1 torre del bianco · g1 re del bianco | a8 torre del nero · b8 cavallo del nero · c8 alfiere del nero · e8 donna del nero · f8 torre del nero · g8 re del nero · a7 pedone del nero · b7 pedone del nero · c7 pedone del nero · e7 pedone del nero · g7 alfiere del nero · h7 pedone del nero · d6 pedone del nero · f6 cavallo del nero · g6 pedone del nero · f5 pedone del nero · c4 pedone del bianco · d4 pedone del bianco · c3 cavallo del bianco · f3 cavallo del bianco · g3 pedone del bianco · a2 pedone del bianco · b2 pedone del bianco · e2 pedone del bianco · f2 pedone del bianco · g2 alfiere del bianco · h2 pedone del bianco · a1 torre del bianco · c1 alfiere del bianco · d1 donna del bianco · f1 torre del bianco · g1 re del bianco | 1 |
|   | a | b | c | d | e | f | g | h |   |

In questa variante il nero cerca di evitare i problemi derivanti dallo Stonewall con una struttura basata sul fianchetto di re e dalla spinta d7-d6 sulla falsariga della difesa est-indiana. Il gioco può continuare con:

2. g3 g6 3. Ag2 Ag7 4. Cf3 Cf6 5. 0-0 0-0 6. c4 d6 7. Cc3 De8 o 7. ... Cc6 con gioco pari.

### Gambetto Staunton
|   | a | b | c | d | e | f | g | h |   |
| 8 | a8 torre del nero · b8 cavallo del nero · c8 alfiere del nero · d8 donna del nero · e8 re del nero · f8 alfiere del nero · g8 cavallo del nero · h8 torre del nero · a7 pedone del nero · b7 pedone del nero · c7 pedone del nero · d7 pedone del nero · e7 pedone del nero · g7 pedone del nero · h7 pedone del nero · f5 pedone del nero · d4 pedone del bianco · e4 pedone del bianco · a2 pedone del bianco · b2 pedone del bianco · c2 pedone del bianco · f2 pedone del bianco · g2 pedone del bianco · h2 pedone del bianco · a1 torre del bianco · b1 cavallo del bianco · c1 alfiere del bianco · d1 donna del bianco · e1 re del bianco · f1 alfiere del bianco · g1 cavallo del bianco · h1 torre del bianco | a8 torre del nero · b8 cavallo del nero · c8 alfiere del nero · d8 donna del nero · e8 re del nero · f8 alfiere del nero · g8 cavallo del nero · h8 torre del nero · a7 pedone del nero · b7 pedone del nero · c7 pedone del nero · d7 pedone del nero · e7 pedone del nero · g7 pedone del nero · h7 pedone del nero · f5 pedone del nero · d4 pedone del bianco · e4 pedone del bianco · a2 pedone del bianco · b2 pedone del bianco · c2 pedone del bianco · f2 pedone del bianco · g2 pedone del bianco · h2 pedone del bianco · a1 torre del bianco · b1 cavallo del bianco · c1 alfiere del bianco · d1 donna del bianco · e1 re del bianco · f1 alfiere del bianco · g1 cavallo del bianco · h1 torre del bianco | a8 torre del nero · b8 cavallo del nero · c8 alfiere del nero · d8 donna del nero · e8 re del nero · f8 alfiere del nero · g8 cavallo del nero · h8 torre del nero · a7 pedone del nero · b7 pedone del nero · c7 pedone del nero · d7 pedone del nero · e7 pedone del nero · g7 pedone del nero · h7 pedone del nero · f5 pedone del nero · d4 pedone del bianco · e4 pedone del bianco · a2 pedone del bianco · b2 pedone del bianco · c2 pedone del bianco · f2 pedone del bianco · g2 pedone del bianco · h2 pedone del bianco · a1 torre del bianco · b1 cavallo del bianco · c1 alfiere del bianco · d1 donna del bianco · e1 re del bianco · f1 alfiere del bianco · g1 cavallo del bianco · h1 torre del bianco | a8 torre del nero · b8 cavallo del nero · c8 alfiere del nero · d8 donna del nero · e8 re del nero · f8 alfiere del nero · g8 cavallo del nero · h8 torre del nero · a7 pedone del nero · b7 pedone del nero · c7 pedone del nero · d7 pedone del nero · e7 pedone del nero · g7 pedone del nero · h7 pedone del nero · f5 pedone del nero · d4 pedone del bianco · e4 pedone del bianco · a2 pedone del bianco · b2 pedone del bianco · c2 pedone del bianco · f2 pedone del bianco · g2 pedone del bianco · h2 pedone del bianco · a1 torre del bianco · b1 cavallo del bianco · c1 alfiere del bianco · d1 donna del bianco · e1 re del bianco · f1 alfiere del bianco · g1 cavallo del bianco · h1 torre del bianco | a8 torre del nero · b8 cavallo del nero · c8 alfiere del nero · d8 donna del nero · e8 re del nero · f8 alfiere del nero · g8 cavallo del nero · h8 torre del nero · a7 pedone del nero · b7 pedone del nero · c7 pedone del nero · d7 pedone del nero · e7 pedone del nero · g7 pedone del nero · h7 pedone del nero · f5 pedone del nero · d4 pedone del bianco · e4 pedone del bianco · a2 pedone del bianco · b2 pedone del bianco · c2 pedone del bianco · f2 pedone del bianco · g2 pedone del bianco · h2 pedone del bianco · a1 torre del bianco · b1 cavallo del bianco · c1 alfiere del bianco · d1 donna del bianco · e1 re del bianco · f1 alfiere del bianco · g1 cavallo del bianco · h1 torre del bianco | a8 torre del nero · b8 cavallo del nero · c8 alfiere del nero · d8 donna del nero · e8 re del nero · f8 alfiere del nero · g8 cavallo del nero · h8 torre del nero · a7 pedone del nero · b7 pedone del nero · c7 pedone del nero · d7 pedone del nero · e7 pedone del nero · g7 pedone del nero · h7 pedone del nero · f5 pedone del nero · d4 pedone del bianco · e4 pedone del bianco · a2 pedone del bianco · b2 pedone del bianco · c2 pedone del bianco · f2 pedone del bianco · g2 pedone del bianco · h2 pedone del bianco · a1 torre del bianco · b1 cavallo del bianco · c1 alfiere del bianco · d1 donna del bianco · e1 re del bianco · f1 alfiere del bianco · g1 cavallo del bianco · h1 torre del bianco | a8 torre del nero · b8 cavallo del nero · c8 alfiere del nero · d8 donna del nero · e8 re del nero · f8 alfiere del nero · g8 cavallo del nero · h8 torre del nero · a7 pedone del nero · b7 pedone del nero · c7 pedone del nero · d7 pedone del nero · e7 pedone del nero · g7 pedone del nero · h7 pedone del nero · f5 pedone del nero · d4 pedone del bianco · e4 pedone del bianco · a2 pedone del bianco · b2 pedone del bianco · c2 pedone del bianco · f2 pedone del bianco · g2 pedone del bianco · h2 pedone del bianco · a1 torre del bianco · b1 cavallo del bianco · c1 alfiere del bianco · d1 donna del bianco · e1 re del bianco · f1 alfiere del bianco · g1 cavallo del bianco · h1 torre del bianco | a8 torre del nero · b8 cavallo del nero · c8 alfiere del nero · d8 donna del nero · e8 re del nero · f8 alfiere del nero · g8 cavallo del nero · h8 torre del nero · a7 pedone del nero · b7 pedone del nero · c7 pedone del nero · d7 pedone del nero · e7 pedone del nero · g7 pedone del nero · h7 pedone del nero · f5 pedone del nero · d4 pedone del bianco · e4 pedone del bianco · a2 pedone del bianco · b2 pedone del bianco · c2 pedone del bianco · f2 pedone del bianco · g2 pedone del bianco · h2 pedone del bianco · a1 torre del bianco · b1 cavallo del bianco · c1 alfiere del bianco · d1 donna del bianco · e1 re del bianco · f1 alfiere del bianco · g1 cavallo del bianco · h1 torre del bianco | 8 |
| 7 | a8 torre del nero · b8 cavallo del nero · c8 alfiere del nero · d8 donna del nero · e8 re del nero · f8 alfiere del nero · g8 cavallo del nero · h8 torre del nero · a7 pedone del nero · b7 pedone del nero · c7 pedone del nero · d7 pedone del nero · e7 pedone del nero · g7 pedone del nero · h7 pedone del nero · f5 pedone del nero · d4 pedone del bianco · e4 pedone del bianco · a2 pedone del bianco · b2 pedone del bianco · c2 pedone del bianco · f2 pedone del bianco · g2 pedone del bianco · h2 pedone del bianco · a1 torre del bianco · b1 cavallo del bianco · c1 alfiere del bianco · d1 donna del bianco · e1 re del bianco · f1 alfiere del bianco · g1 cavallo del bianco · h1 torre del bianco | a8 torre del nero · b8 cavallo del nero · c8 alfiere del nero · d8 donna del nero · e8 re del nero · f8 alfiere del nero · g8 cavallo del nero · h8 torre del nero · a7 pedone del nero · b7 pedone del nero · c7 pedone del nero · d7 pedone del nero · e7 pedone del nero · g7 pedone del nero · h7 pedone del nero · f5 pedone del nero · d4 pedone del bianco · e4 pedone del bianco · a2 pedone del bianco · b2 pedone del bianco · c2 pedone del bianco · f2 pedone del bianco · g2 pedone del bianco · h2 pedone del bianco · a1 torre del bianco · b1 cavallo del bianco · c1 alfiere del bianco · d1 donna del bianco · e1 re del bianco · f1 alfiere del bianco · g1 cavallo del bianco · h1 torre del bianco | a8 torre del nero · b8 cavallo del nero · c8 alfiere del nero · d8 donna del nero · e8 re del nero · f8 alfiere del nero · g8 cavallo del nero · h8 torre del nero · a7 pedone del nero · b7 pedone del nero · c7 pedone del nero · d7 pedone del nero · e7 pedone del nero · g7 pedone del nero · h7 pedone del nero · f5 pedone del nero · d4 pedone del bianco · e4 pedone del bianco · a2 pedone del bianco · b2 pedone del bianco · c2 pedone del bianco · f2 pedone del bianco · g2 pedone del bianco · h2 pedone del bianco · a1 torre del bianco · b1 cavallo del bianco · c1 alfiere del bianco · d1 donna del bianco · e1 re del bianco · f1 alfiere del bianco · g1 cavallo del bianco · h1 torre del bianco | a8 torre del nero · b8 cavallo del nero · c8 alfiere del nero · d8 donna del nero · e8 re del nero · f8 alfiere del nero · g8 cavallo del nero · h8 torre del nero · a7 pedone del nero · b7 pedone del nero · c7 pedone del nero · d7 pedone del nero · e7 pedone del nero · g7 pedone del nero · h7 pedone del nero · f5 pedone del nero · d4 pedone del bianco · e4 pedone del bianco · a2 pedone del bianco · b2 pedone del bianco · c2 pedone del bianco · f2 pedone del bianco · g2 pedone del bianco · h2 pedone del bianco · a1 torre del bianco · b1 cavallo del bianco · c1 alfiere del bianco · d1 donna del bianco · e1 re del bianco · f1 alfiere del bianco · g1 cavallo del bianco · h1 torre del bianco | a8 torre del nero · b8 cavallo del nero · c8 alfiere del nero · d8 donna del nero · e8 re del nero · f8 alfiere del nero · g8 cavallo del nero · h8 torre del nero · a7 pedone del nero · b7 pedone del nero · c7 pedone del nero · d7 pedone del nero · e7 pedone del nero · g7 pedone del nero · h7 pedone del nero · f5 pedone del nero · d4 pedone del bianco · e4 pedone del bianco · a2 pedone del bianco · b2 pedone del bianco · c2 pedone del bianco · f2 pedone del bianco · g2 pedone del bianco · h2 pedone del bianco · a1 torre del bianco · b1 cavallo del bianco · c1 alfiere del bianco · d1 donna del bianco · e1 re del bianco · f1 alfiere del bianco · g1 cavallo del bianco · h1 torre del bianco | a8 torre del nero · b8 cavallo del nero · c8 alfiere del nero · d8 donna del nero · e8 re del nero · f8 alfiere del nero · g8 cavallo del nero · h8 torre del nero · a7 pedone del nero · b7 pedone del nero · c7 pedone del nero · d7 pedone del nero · e7 pedone del nero · g7 pedone del nero · h7 pedone del nero · f5 pedone del nero · d4 pedone del bianco · e4 pedone del bianco · a2 pedone del bianco · b2 pedone del bianco · c2 pedone del bianco · f2 pedone del bianco · g2 pedone del bianco · h2 pedone del bianco · a1 torre del bianco · b1 cavallo del bianco · c1 alfiere del bianco · d1 donna del bianco · e1 re del bianco · f1 alfiere del bianco · g1 cavallo del bianco · h1 torre del bianco | a8 torre del nero · b8 cavallo del nero · c8 alfiere del nero · d8 donna del nero · e8 re del nero · f8 alfiere del nero · g8 cavallo del nero · h8 torre del nero · a7 pedone del nero · b7 pedone del nero · c7 pedone del nero · d7 pedone del nero · e7 pedone del nero · g7 pedone del nero · h7 pedone del nero · f5 pedone del nero · d4 pedone del bianco · e4 pedone del bianco · a2 pedone del bianco · b2 pedone del bianco · c2 pedone del bianco · f2 pedone del bianco · g2 pedone del bianco · h2 pedone del bianco · a1 torre del bianco · b1 cavallo del bianco · c1 alfiere del bianco · d1 donna del bianco · e1 re del bianco · f1 alfiere del bianco · g1 cavallo del bianco · h1 torre del bianco | a8 torre del nero · b8 cavallo del nero · c8 alfiere del nero · d8 donna del nero · e8 re del nero · f8 alfiere del nero · g8 cavallo del nero · h8 torre del nero · a7 pedone del nero · b7 pedone del nero · c7 pedone del nero · d7 pedone del nero · e7 pedone del nero · g7 pedone del nero · h7 pedone del nero · f5 pedone del nero · d4 pedone del bianco · e4 pedone del bianco · a2 pedone del bianco · b2 pedone del bianco · c2 pedone del bianco · f2 pedone del bianco · g2 pedone del bianco · h2 pedone del bianco · a1 torre del bianco · b1 cavallo del bianco · c1 alfiere del bianco · d1 donna del bianco · e1 re del bianco · f1 alfiere del bianco · g1 cavallo del bianco · h1 torre del bianco | 7 |
| 6 | a8 torre del nero · b8 cavallo del nero · c8 alfiere del nero · d8 donna del nero · e8 re del nero · f8 alfiere del nero · g8 cavallo del nero · h8 torre del nero · a7 pedone del nero · b7 pedone del nero · c7 pedone del nero · d7 pedone del nero · e7 pedone del nero · g7 pedone del nero · h7 pedone del nero · f5 pedone del nero · d4 pedone del bianco · e4 pedone del bianco · a2 pedone del bianco · b2 pedone del bianco · c2 pedone del bianco · f2 pedone del bianco · g2 pedone del bianco · h2 pedone del bianco · a1 torre del bianco · b1 cavallo del bianco · c1 alfiere del bianco · d1 donna del bianco · e1 re del bianco · f1 alfiere del bianco · g1 cavallo del bianco · h1 torre del bianco | a8 torre del nero · b8 cavallo del nero · c8 alfiere del nero · d8 donna del nero · e8 re del nero · f8 alfiere del nero · g8 cavallo del nero · h8 torre del nero · a7 pedone del nero · b7 pedone del nero · c7 pedone del nero · d7 pedone del nero · e7 pedone del nero · g7 pedone del nero · h7 pedone del nero · f5 pedone del nero · d4 pedone del bianco · e4 pedone del bianco · a2 pedone del bianco · b2 pedone del bianco · c2 pedone del bianco · f2 pedone del bianco · g2 pedone del bianco · h2 pedone del bianco · a1 torre del bianco · b1 cavallo del bianco · c1 alfiere del bianco · d1 donna del bianco · e1 re del bianco · f1 alfiere del bianco · g1 cavallo del bianco · h1 torre del bianco | a8 torre del nero · b8 cavallo del nero · c8 alfiere del nero · d8 donna del nero · e8 re del nero · f8 alfiere del nero · g8 cavallo del nero · h8 torre del nero · a7 pedone del nero · b7 pedone del nero · c7 pedone del nero · d7 pedone del nero · e7 pedone del nero · g7 pedone del nero · h7 pedone del nero · f5 pedone del nero · d4 pedone del bianco · e4 pedone del bianco · a2 pedone del bianco · b2 pedone del bianco · c2 pedone del bianco · f2 pedone del bianco · g2 pedone del bianco · h2 pedone del bianco · a1 torre del bianco · b1 cavallo del bianco · c1 alfiere del bianco · d1 donna del bianco · e1 re del bianco · f1 alfiere del bianco · g1 cavallo del bianco · h1 torre del bianco | a8 torre del nero · b8 cavallo del nero · c8 alfiere del nero · d8 donna del nero · e8 re del nero · f8 alfiere del nero · g8 cavallo del nero · h8 torre del nero · a7 pedone del nero · b7 pedone del nero · c7 pedone del nero · d7 pedone del nero · e7 pedone del nero · g7 pedone del nero · h7 pedone del nero · f5 pedone del nero · d4 pedone del bianco · e4 pedone del bianco · a2 pedone del bianco · b2 pedone del bianco · c2 pedone del bianco · f2 pedone del bianco · g2 pedone del bianco · h2 pedone del bianco · a1 torre del bianco · b1 cavallo del bianco · c1 alfiere del bianco · d1 donna del bianco · e1 re del bianco · f1 alfiere del bianco · g1 cavallo del bianco · h1 torre del bianco | a8 torre del nero · b8 cavallo del nero · c8 alfiere del nero · d8 donna del nero · e8 re del nero · f8 alfiere del nero · g8 cavallo del nero · h8 torre del nero · a7 pedone del nero · b7 pedone del nero · c7 pedone del nero · d7 pedone del nero · e7 pedone del nero · g7 pedone del nero · h7 pedone del nero · f5 pedone del nero · d4 pedone del bianco · e4 pedone del bianco · a2 pedone del bianco · b2 pedone del bianco · c2 pedone del bianco · f2 pedone del bianco · g2 pedone del bianco · h2 pedone del bianco · a1 torre del bianco · b1 cavallo del bianco · c1 alfiere del bianco · d1 donna del bianco · e1 re del bianco · f1 alfiere del bianco · g1 cavallo del bianco · h1 torre del bianco | a8 torre del nero · b8 cavallo del nero · c8 alfiere del nero · d8 donna del nero · e8 re del nero · f8 alfiere del nero · g8 cavallo del nero · h8 torre del nero · a7 pedone del nero · b7 pedone del nero · c7 pedone del nero · d7 pedone del nero · e7 pedone del nero · g7 pedone del nero · h7 pedone del nero · f5 pedone del nero · d4 pedone del bianco · e4 pedone del bianco · a2 pedone del bianco · b2 pedone del bianco · c2 pedone del bianco · f2 pedone del bianco · g2 pedone del bianco · h2 pedone del bianco · a1 torre del bianco · b1 cavallo del bianco · c1 alfiere del bianco · d1 donna del bianco · e1 re del bianco · f1 alfiere del bianco · g1 cavallo del bianco · h1 torre del bianco | a8 torre del nero · b8 cavallo del nero · c8 alfiere del nero · d8 donna del nero · e8 re del nero · f8 alfiere del nero · g8 cavallo del nero · h8 torre del nero · a7 pedone del nero · b7 pedone del nero · c7 pedone del nero · d7 pedone del nero · e7 pedone del nero · g7 pedone del nero · h7 pedone del nero · f5 pedone del nero · d4 pedone del bianco · e4 pedone del bianco · a2 pedone del bianco · b2 pedone del bianco · c2 pedone del bianco · f2 pedone del bianco · g2 pedone del bianco · h2 pedone del bianco · a1 torre del bianco · b1 cavallo del bianco · c1 alfiere del bianco · d1 donna del bianco · e1 re del bianco · f1 alfiere del bianco · g1 cavallo del bianco · h1 torre del bianco | a8 torre del nero · b8 cavallo del nero · c8 alfiere del nero · d8 donna del nero · e8 re del nero · f8 alfiere del nero · g8 cavallo del nero · h8 torre del nero · a7 pedone del nero · b7 pedone del nero · c7 pedone del nero · d7 pedone del nero · e7 pedone del nero · g7 pedone del nero · h7 pedone del nero · f5 pedone del nero · d4 pedone del bianco · e4 pedone del bianco · a2 pedone del bianco · b2 pedone del bianco · c2 pedone del bianco · f2 pedone del bianco · g2 pedone del bianco · h2 pedone del bianco · a1 torre del bianco · b1 cavallo del bianco · c1 alfiere del bianco · d1 donna del bianco · e1 re del bianco · f1 alfiere del bianco · g1 cavallo del bianco · h1 torre del bianco | 6 |
| 5 | a8 torre del nero · b8 cavallo del nero · c8 alfiere del nero · d8 donna del nero · e8 re del nero · f8 alfiere del nero · g8 cavallo del nero · h8 torre del nero · a7 pedone del nero · b7 pedone del nero · c7 pedone del nero · d7 pedone del nero · e7 pedone del nero · g7 pedone del nero · h7 pedone del nero · f5 pedone del nero · d4 pedone del bianco · e4 pedone del bianco · a2 pedone del bianco · b2 pedone del bianco · c2 pedone del bianco · f2 pedone del bianco · g2 pedone del bianco · h2 pedone del bianco · a1 torre del bianco · b1 cavallo del bianco · c1 alfiere del bianco · d1 donna del bianco · e1 re del bianco · f1 alfiere del bianco · g1 cavallo del bianco · h1 torre del bianco | a8 torre del nero · b8 cavallo del nero · c8 alfiere del nero · d8 donna del nero · e8 re del nero · f8 alfiere del nero · g8 cavallo del nero · h8 torre del nero · a7 pedone del nero · b7 pedone del nero · c7 pedone del nero · d7 pedone del nero · e7 pedone del nero · g7 pedone del nero · h7 pedone del nero · f5 pedone del nero · d4 pedone del bianco · e4 pedone del bianco · a2 pedone del bianco · b2 pedone del bianco · c2 pedone del bianco · f2 pedone del bianco · g2 pedone del bianco · h2 pedone del bianco · a1 torre del bianco · b1 cavallo del bianco · c1 alfiere del bianco · d1 donna del bianco · e1 re del bianco · f1 alfiere del bianco · g1 cavallo del bianco · h1 torre del bianco | a8 torre del nero · b8 cavallo del nero · c8 alfiere del nero · d8 donna del nero · e8 re del nero · f8 alfiere del nero · g8 cavallo del nero · h8 torre del nero · a7 pedone del nero · b7 pedone del nero · c7 pedone del nero · d7 pedone del nero · e7 pedone del nero · g7 pedone del nero · h7 pedone del nero · f5 pedone del nero · d4 pedone del bianco · e4 pedone del bianco · a2 pedone del bianco · b2 pedone del bianco · c2 pedone del bianco · f2 pedone del bianco · g2 pedone del bianco · h2 pedone del bianco · a1 torre del bianco · b1 cavallo del bianco · c1 alfiere del bianco · d1 donna del bianco · e1 re del bianco · f1 alfiere del bianco · g1 cavallo del bianco · h1 torre del bianco | a8 torre del nero · b8 cavallo del nero · c8 alfiere del nero · d8 donna del nero · e8 re del nero · f8 alfiere del nero · g8 cavallo del nero · h8 torre del nero · a7 pedone del nero · b7 pedone del nero · c7 pedone del nero · d7 pedone del nero · e7 pedone del nero · g7 pedone del nero · h7 pedone del nero · f5 pedone del nero · d4 pedone del bianco · e4 pedone del bianco · a2 pedone del bianco · b2 pedone del bianco · c2 pedone del bianco · f2 pedone del bianco · g2 pedone del bianco · h2 pedone del bianco · a1 torre del bianco · b1 cavallo del bianco · c1 alfiere del bianco · d1 donna del bianco · e1 re del bianco · f1 alfiere del bianco · g1 cavallo del bianco · h1 torre del bianco | a8 torre del nero · b8 cavallo del nero · c8 alfiere del nero · d8 donna del nero · e8 re del nero · f8 alfiere del nero · g8 cavallo del nero · h8 torre del nero · a7 pedone del nero · b7 pedone del nero · c7 pedone del nero · d7 pedone del nero · e7 pedone del nero · g7 pedone del nero · h7 pedone del nero · f5 pedone del nero · d4 pedone del bianco · e4 pedone del bianco · a2 pedone del bianco · b2 pedone del bianco · c2 pedone del bianco · f2 pedone del bianco · g2 pedone del bianco · h2 pedone del bianco · a1 torre del bianco · b1 cavallo del bianco · c1 alfiere del bianco · d1 donna del bianco · e1 re del bianco · f1 alfiere del bianco · g1 cavallo del bianco · h1 torre del bianco | a8 torre del nero · b8 cavallo del nero · c8 alfiere del nero · d8 donna del nero · e8 re del nero · f8 alfiere del nero · g8 cavallo del nero · h8 torre del nero · a7 pedone del nero · b7 pedone del nero · c7 pedone del nero · d7 pedone del nero · e7 pedone del nero · g7 pedone del nero · h7 pedone del nero · f5 pedone del nero · d4 pedone del bianco · e4 pedone del bianco · a2 pedone del bianco · b2 pedone del bianco · c2 pedone del bianco · f2 pedone del bianco · g2 pedone del bianco · h2 pedone del bianco · a1 torre del bianco · b1 cavallo del bianco · c1 alfiere del bianco · d1 donna del bianco · e1 re del bianco · f1 alfiere del bianco · g1 cavallo del bianco · h1 torre del bianco | a8 torre del nero · b8 cavallo del nero · c8 alfiere del nero · d8 donna del nero · e8 re del nero · f8 alfiere del nero · g8 cavallo del nero · h8 torre del nero · a7 pedone del nero · b7 pedone del nero · c7 pedone del nero · d7 pedone del nero · e7 pedone del nero · g7 pedone del nero · h7 pedone del nero · f5 pedone del nero · d4 pedone del bianco · e4 pedone del bianco · a2 pedone del bianco · b2 pedone del bianco · c2 pedone del bianco · f2 pedone del bianco · g2 pedone del bianco · h2 pedone del bianco · a1 torre del bianco · b1 cavallo del bianco · c1 alfiere del bianco · d1 donna del bianco · e1 re del bianco · f1 alfiere del bianco · g1 cavallo del bianco · h1 torre del bianco | a8 torre del nero · b8 cavallo del nero · c8 alfiere del nero · d8 donna del nero · e8 re del nero · f8 alfiere del nero · g8 cavallo del nero · h8 torre del nero · a7 pedone del nero · b7 pedone del nero · c7 pedone del nero · d7 pedone del nero · e7 pedone del nero · g7 pedone del nero · h7 pedone del nero · f5 pedone del nero · d4 pedone del bianco · e4 pedone del bianco · a2 pedone del bianco · b2 pedone del bianco · c2 pedone del bianco · f2 pedone del bianco · g2 pedone del bianco · h2 pedone del bianco · a1 torre del bianco · b1 cavallo del bianco · c1 alfiere del bianco · d1 donna del bianco · e1 re del bianco · f1 alfiere del bianco · g1 cavallo del bianco · h1 torre del bianco | 5 |
| 4 | a8 torre del nero · b8 cavallo del nero · c8 alfiere del nero · d8 donna del nero · e8 re del nero · f8 alfiere del nero · g8 cavallo del nero · h8 torre del nero · a7 pedone del nero · b7 pedone del nero · c7 pedone del nero · d7 pedone del nero · e7 pedone del nero · g7 pedone del nero · h7 pedone del nero · f5 pedone del nero · d4 pedone del bianco · e4 pedone del bianco · a2 pedone del bianco · b2 pedone del bianco · c2 pedone del bianco · f2 pedone del bianco · g2 pedone del bianco · h2 pedone del bianco · a1 torre del bianco · b1 cavallo del bianco · c1 alfiere del bianco · d1 donna del bianco · e1 re del bianco · f1 alfiere del bianco · g1 cavallo del bianco · h1 torre del bianco | a8 torre del nero · b8 cavallo del nero · c8 alfiere del nero · d8 donna del nero · e8 re del nero · f8 alfiere del nero · g8 cavallo del nero · h8 torre del nero · a7 pedone del nero · b7 pedone del nero · c7 pedone del nero · d7 pedone del nero · e7 pedone del nero · g7 pedone del nero · h7 pedone del nero · f5 pedone del nero · d4 pedone del bianco · e4 pedone del bianco · a2 pedone del bianco · b2 pedone del bianco · c2 pedone del bianco · f2 pedone del bianco · g2 pedone del bianco · h2 pedone del bianco · a1 torre del bianco · b1 cavallo del bianco · c1 alfiere del bianco · d1 donna del bianco · e1 re del bianco · f1 alfiere del bianco · g1 cavallo del bianco · h1 torre del bianco | a8 torre del nero · b8 cavallo del nero · c8 alfiere del nero · d8 donna del nero · e8 re del nero · f8 alfiere del nero · g8 cavallo del nero · h8 torre del nero · a7 pedone del nero · b7 pedone del nero · c7 pedone del nero · d7 pedone del nero · e7 pedone del nero · g7 pedone del nero · h7 pedone del nero · f5 pedone del nero · d4 pedone del bianco · e4 pedone del bianco · a2 pedone del bianco · b2 pedone del bianco · c2 pedone del bianco · f2 pedone del bianco · g2 pedone del bianco · h2 pedone del bianco · a1 torre del bianco · b1 cavallo del bianco · c1 alfiere del bianco · d1 donna del bianco · e1 re del bianco · f1 alfiere del bianco · g1 cavallo del bianco · h1 torre del bianco | a8 torre del nero · b8 cavallo del nero · c8 alfiere del nero · d8 donna del nero · e8 re del nero · f8 alfiere del nero · g8 cavallo del nero · h8 torre del nero · a7 pedone del nero · b7 pedone del nero · c7 pedone del nero · d7 pedone del nero · e7 pedone del nero · g7 pedone del nero · h7 pedone del nero · f5 pedone del nero · d4 pedone del bianco · e4 pedone del bianco · a2 pedone del bianco · b2 pedone del bianco · c2 pedone del bianco · f2 pedone del bianco · g2 pedone del bianco · h2 pedone del bianco · a1 torre del bianco · b1 cavallo del bianco · c1 alfiere del bianco · d1 donna del bianco · e1 re del bianco · f1 alfiere del bianco · g1 cavallo del bianco · h1 torre del bianco | a8 torre del nero · b8 cavallo del nero · c8 alfiere del nero · d8 donna del nero · e8 re del nero · f8 alfiere del nero · g8 cavallo del nero · h8 torre del nero · a7 pedone del nero · b7 pedone del nero · c7 pedone del nero · d7 pedone del nero · e7 pedone del nero · g7 pedone del nero · h7 pedone del nero · f5 pedone del nero · d4 pedone del bianco · e4 pedone del bianco · a2 pedone del bianco · b2 pedone del bianco · c2 pedone del bianco · f2 pedone del bianco · g2 pedone del bianco · h2 pedone del bianco · a1 torre del bianco · b1 cavallo del bianco · c1 alfiere del bianco · d1 donna del bianco · e1 re del bianco · f1 alfiere del bianco · g1 cavallo del bianco · h1 torre del bianco | a8 torre del nero · b8 cavallo del nero · c8 alfiere del nero · d8 donna del nero · e8 re del nero · f8 alfiere del nero · g8 cavallo del nero · h8 torre del nero · a7 pedone del nero · b7 pedone del nero · c7 pedone del nero · d7 pedone del nero · e7 pedone del nero · g7 pedone del nero · h7 pedone del nero · f5 pedone del nero · d4 pedone del bianco · e4 pedone del bianco · a2 pedone del bianco · b2 pedone del bianco · c2 pedone del bianco · f2 pedone del bianco · g2 pedone del bianco · h2 pedone del bianco · a1 torre del bianco · b1 cavallo del bianco · c1 alfiere del bianco · d1 donna del bianco · e1 re del bianco · f1 alfiere del bianco · g1 cavallo del bianco · h1 torre del bianco | a8 torre del nero · b8 cavallo del nero · c8 alfiere del nero · d8 donna del nero · e8 re del nero · f8 alfiere del nero · g8 cavallo del nero · h8 torre del nero · a7 pedone del nero · b7 pedone del nero · c7 pedone del nero · d7 pedone del nero · e7 pedone del nero · g7 pedone del nero · h7 pedone del nero · f5 pedone del nero · d4 pedone del bianco · e4 pedone del bianco · a2 pedone del bianco · b2 pedone del bianco · c2 pedone del bianco · f2 pedone del bianco · g2 pedone del bianco · h2 pedone del bianco · a1 torre del bianco · b1 cavallo del bianco · c1 alfiere del bianco · d1 donna del bianco · e1 re del bianco · f1 alfiere del bianco · g1 cavallo del bianco · h1 torre del bianco | a8 torre del nero · b8 cavallo del nero · c8 alfiere del nero · d8 donna del nero · e8 re del nero · f8 alfiere del nero · g8 cavallo del nero · h8 torre del nero · a7 pedone del nero · b7 pedone del nero · c7 pedone del nero · d7 pedone del nero · e7 pedone del nero · g7 pedone del nero · h7 pedone del nero · f5 pedone del nero · d4 pedone del bianco · e4 pedone del bianco · a2 pedone del bianco · b2 pedone del bianco · c2 pedone del bianco · f2 pedone del bianco · g2 pedone del bianco · h2 pedone del bianco · a1 torre del bianco · b1 cavallo del bianco · c1 alfiere del bianco · d1 donna del bianco · e1 re del bianco · f1 alfiere del bianco · g1 cavallo del bianco · h1 torre del bianco | 4 |
| 3 | a8 torre del nero · b8 cavallo del nero · c8 alfiere del nero · d8 donna del nero · e8 re del nero · f8 alfiere del nero · g8 cavallo del nero · h8 torre del nero · a7 pedone del nero · b7 pedone del nero · c7 pedone del nero · d7 pedone del nero · e7 pedone del nero · g7 pedone del nero · h7 pedone del nero · f5 pedone del nero · d4 pedone del bianco · e4 pedone del bianco · a2 pedone del bianco · b2 pedone del bianco · c2 pedone del bianco · f2 pedone del bianco · g2 pedone del bianco · h2 pedone del bianco · a1 torre del bianco · b1 cavallo del bianco · c1 alfiere del bianco · d1 donna del bianco · e1 re del bianco · f1 alfiere del bianco · g1 cavallo del bianco · h1 torre del bianco | a8 torre del nero · b8 cavallo del nero · c8 alfiere del nero · d8 donna del nero · e8 re del nero · f8 alfiere del nero · g8 cavallo del nero · h8 torre del nero · a7 pedone del nero · b7 pedone del nero · c7 pedone del nero · d7 pedone del nero · e7 pedone del nero · g7 pedone del nero · h7 pedone del nero · f5 pedone del nero · d4 pedone del bianco · e4 pedone del bianco · a2 pedone del bianco · b2 pedone del bianco · c2 pedone del bianco · f2 pedone del bianco · g2 pedone del bianco · h2 pedone del bianco · a1 torre del bianco · b1 cavallo del bianco · c1 alfiere del bianco · d1 donna del bianco · e1 re del bianco · f1 alfiere del bianco · g1 cavallo del bianco · h1 torre del bianco | a8 torre del nero · b8 cavallo del nero · c8 alfiere del nero · d8 donna del nero · e8 re del nero · f8 alfiere del nero · g8 cavallo del nero · h8 torre del nero · a7 pedone del nero · b7 pedone del nero · c7 pedone del nero · d7 pedone del nero · e7 pedone del nero · g7 pedone del nero · h7 pedone del nero · f5 pedone del nero · d4 pedone del bianco · e4 pedone del bianco · a2 pedone del bianco · b2 pedone del bianco · c2 pedone del bianco · f2 pedone del bianco · g2 pedone del bianco · h2 pedone del bianco · a1 torre del bianco · b1 cavallo del bianco · c1 alfiere del bianco · d1 donna del bianco · e1 re del bianco · f1 alfiere del bianco · g1 cavallo del bianco · h1 torre del bianco | a8 torre del nero · b8 cavallo del nero · c8 alfiere del nero · d8 donna del nero · e8 re del nero · f8 alfiere del nero · g8 cavallo del nero · h8 torre del nero · a7 pedone del nero · b7 pedone del nero · c7 pedone del nero · d7 pedone del nero · e7 pedone del nero · g7 pedone del nero · h7 pedone del nero · f5 pedone del nero · d4 pedone del bianco · e4 pedone del bianco · a2 pedone del bianco · b2 pedone del bianco · c2 pedone del bianco · f2 pedone del bianco · g2 pedone del bianco · h2 pedone del bianco · a1 torre del bianco · b1 cavallo del bianco · c1 alfiere del bianco · d1 donna del bianco · e1 re del bianco · f1 alfiere del bianco · g1 cavallo del bianco · h1 torre del bianco | a8 torre del nero · b8 cavallo del nero · c8 alfiere del nero · d8 donna del nero · e8 re del nero · f8 alfiere del nero · g8 cavallo del nero · h8 torre del nero · a7 pedone del nero · b7 pedone del nero · c7 pedone del nero · d7 pedone del nero · e7 pedone del nero · g7 pedone del nero · h7 pedone del nero · f5 pedone del nero · d4 pedone del bianco · e4 pedone del bianco · a2 pedone del bianco · b2 pedone del bianco · c2 pedone del bianco · f2 pedone del bianco · g2 pedone del bianco · h2 pedone del bianco · a1 torre del bianco · b1 cavallo del bianco · c1 alfiere del bianco · d1 donna del bianco · e1 re del bianco · f1 alfiere del bianco · g1 cavallo del bianco · h1 torre del bianco | a8 torre del nero · b8 cavallo del nero · c8 alfiere del nero · d8 donna del nero · e8 re del nero · f8 alfiere del nero · g8 cavallo del nero · h8 torre del nero · a7 pedone del nero · b7 pedone del nero · c7 pedone del nero · d7 pedone del nero · e7 pedone del nero · g7 pedone del nero · h7 pedone del nero · f5 pedone del nero · d4 pedone del bianco · e4 pedone del bianco · a2 pedone del bianco · b2 pedone del bianco · c2 pedone del bianco · f2 pedone del bianco · g2 pedone del bianco · h2 pedone del bianco · a1 torre del bianco · b1 cavallo del bianco · c1 alfiere del bianco · d1 donna del bianco · e1 re del bianco · f1 alfiere del bianco · g1 cavallo del bianco · h1 torre del bianco | a8 torre del nero · b8 cavallo del nero · c8 alfiere del nero · d8 donna del nero · e8 re del nero · f8 alfiere del nero · g8 cavallo del nero · h8 torre del nero · a7 pedone del nero · b7 pedone del nero · c7 pedone del nero · d7 pedone del nero · e7 pedone del nero · g7 pedone del nero · h7 pedone del nero · f5 pedone del nero · d4 pedone del bianco · e4 pedone del bianco · a2 pedone del bianco · b2 pedone del bianco · c2 pedone del bianco · f2 pedone del bianco · g2 pedone del bianco · h2 pedone del bianco · a1 torre del bianco · b1 cavallo del bianco · c1 alfiere del bianco · d1 donna del bianco · e1 re del bianco · f1 alfiere del bianco · g1 cavallo del bianco · h1 torre del bianco | a8 torre del nero · b8 cavallo del nero · c8 alfiere del nero · d8 donna del nero · e8 re del nero · f8 alfiere del nero · g8 cavallo del nero · h8 torre del nero · a7 pedone del nero · b7 pedone del nero · c7 pedone del nero · d7 pedone del nero · e7 pedone del nero · g7 pedone del nero · h7 pedone del nero · f5 pedone del nero · d4 pedone del bianco · e4 pedone del bianco · a2 pedone del bianco · b2 pedone del bianco · c2 pedone del bianco · f2 pedone del bianco · g2 pedone del bianco · h2 pedone del bianco · a1 torre del bianco · b1 cavallo del bianco · c1 alfiere del bianco · d1 donna del bianco · e1 re del bianco · f1 alfiere del bianco · g1 cavallo del bianco · h1 torre del bianco | 3 |
| 2 | a8 torre del nero · b8 cavallo del nero · c8 alfiere del nero · d8 donna del nero · e8 re del nero · f8 alfiere del nero · g8 cavallo del nero · h8 torre del nero · a7 pedone del nero · b7 pedone del nero · c7 pedone del nero · d7 pedone del nero · e7 pedone del nero · g7 pedone del nero · h7 pedone del nero · f5 pedone del nero · d4 pedone del bianco · e4 pedone del bianco · a2 pedone del bianco · b2 pedone del bianco · c2 pedone del bianco · f2 pedone del bianco · g2 pedone del bianco · h2 pedone del bianco · a1 torre del bianco · b1 cavallo del bianco · c1 alfiere del bianco · d1 donna del bianco · e1 re del bianco · f1 alfiere del bianco · g1 cavallo del bianco · h1 torre del bianco | a8 torre del nero · b8 cavallo del nero · c8 alfiere del nero · d8 donna del nero · e8 re del nero · f8 alfiere del nero · g8 cavallo del nero · h8 torre del nero · a7 pedone del nero · b7 pedone del nero · c7 pedone del nero · d7 pedone del nero · e7 pedone del nero · g7 pedone del nero · h7 pedone del nero · f5 pedone del nero · d4 pedone del bianco · e4 pedone del bianco · a2 pedone del bianco · b2 pedone del bianco · c2 pedone del bianco · f2 pedone del bianco · g2 pedone del bianco · h2 pedone del bianco · a1 torre del bianco · b1 cavallo del bianco · c1 alfiere del bianco · d1 donna del bianco · e1 re del bianco · f1 alfiere del bianco · g1 cavallo del bianco · h1 torre del bianco | a8 torre del nero · b8 cavallo del nero · c8 alfiere del nero · d8 donna del nero · e8 re del nero · f8 alfiere del nero · g8 cavallo del nero · h8 torre del nero · a7 pedone del nero · b7 pedone del nero · c7 pedone del nero · d7 pedone del nero · e7 pedone del nero · g7 pedone del nero · h7 pedone del nero · f5 pedone del nero · d4 pedone del bianco · e4 pedone del bianco · a2 pedone del bianco · b2 pedone del bianco · c2 pedone del bianco · f2 pedone del bianco · g2 pedone del bianco · h2 pedone del bianco · a1 torre del bianco · b1 cavallo del bianco · c1 alfiere del bianco · d1 donna del bianco · e1 re del bianco · f1 alfiere del bianco · g1 cavallo del bianco · h1 torre del bianco | a8 torre del nero · b8 cavallo del nero · c8 alfiere del nero · d8 donna del nero · e8 re del nero · f8 alfiere del nero · g8 cavallo del nero · h8 torre del nero · a7 pedone del nero · b7 pedone del nero · c7 pedone del nero · d7 pedone del nero · e7 pedone del nero · g7 pedone del nero · h7 pedone del nero · f5 pedone del nero · d4 pedone del bianco · e4 pedone del bianco · a2 pedone del bianco · b2 pedone del bianco · c2 pedone del bianco · f2 pedone del bianco · g2 pedone del bianco · h2 pedone del bianco · a1 torre del bianco · b1 cavallo del bianco · c1 alfiere del bianco · d1 donna del bianco · e1 re del bianco · f1 alfiere del bianco · g1 cavallo del bianco · h1 torre del bianco | a8 torre del nero · b8 cavallo del nero · c8 alfiere del nero · d8 donna del nero · e8 re del nero · f8 alfiere del nero · g8 cavallo del nero · h8 torre del nero · a7 pedone del nero · b7 pedone del nero · c7 pedone del nero · d7 pedone del nero · e7 pedone del nero · g7 pedone del nero · h7 pedone del nero · f5 pedone del nero · d4 pedone del bianco · e4 pedone del bianco · a2 pedone del bianco · b2 pedone del bianco · c2 pedone del bianco · f2 pedone del bianco · g2 pedone del bianco · h2 pedone del bianco · a1 torre del bianco · b1 cavallo del bianco · c1 alfiere del bianco · d1 donna del bianco · e1 re del bianco · f1 alfiere del bianco · g1 cavallo del bianco · h1 torre del bianco | a8 torre del nero · b8 cavallo del nero · c8 alfiere del nero · d8 donna del nero · e8 re del nero · f8 alfiere del nero · g8 cavallo del nero · h8 torre del nero · a7 pedone del nero · b7 pedone del nero · c7 pedone del nero · d7 pedone del nero · e7 pedone del nero · g7 pedone del nero · h7 pedone del nero · f5 pedone del nero · d4 pedone del bianco · e4 pedone del bianco · a2 pedone del bianco · b2 pedone del bianco · c2 pedone del bianco · f2 pedone del bianco · g2 pedone del bianco · h2 pedone del bianco · a1 torre del bianco · b1 cavallo del bianco · c1 alfiere del bianco · d1 donna del bianco · e1 re del bianco · f1 alfiere del bianco · g1 cavallo del bianco · h1 torre del bianco | a8 torre del nero · b8 cavallo del nero · c8 alfiere del nero · d8 donna del nero · e8 re del nero · f8 alfiere del nero · g8 cavallo del nero · h8 torre del nero · a7 pedone del nero · b7 pedone del nero · c7 pedone del nero · d7 pedone del nero · e7 pedone del nero · g7 pedone del nero · h7 pedone del nero · f5 pedone del nero · d4 pedone del bianco · e4 pedone del bianco · a2 pedone del bianco · b2 pedone del bianco · c2 pedone del bianco · f2 pedone del bianco · g2 pedone del bianco · h2 pedone del bianco · a1 torre del bianco · b1 cavallo del bianco · c1 alfiere del bianco · d1 donna del bianco · e1 re del bianco · f1 alfiere del bianco · g1 cavallo del bianco · h1 torre del bianco | a8 torre del nero · b8 cavallo del nero · c8 alfiere del nero · d8 donna del nero · e8 re del nero · f8 alfiere del nero · g8 cavallo del nero · h8 torre del nero · a7 pedone del nero · b7 pedone del nero · c7 pedone del nero · d7 pedone del nero · e7 pedone del nero · g7 pedone del nero · h7 pedone del nero · f5 pedone del nero · d4 pedone del bianco · e4 pedone del bianco · a2 pedone del bianco · b2 pedone del bianco · c2 pedone del bianco · f2 pedone del bianco · g2 pedone del bianco · h2 pedone del bianco · a1 torre del bianco · b1 cavallo del bianco · c1 alfiere del bianco · d1 donna del bianco · e1 re del bianco · f1 alfiere del bianco · g1 cavallo del bianco · h1 torre del bianco | 2 |
| 1 | a8 torre del nero · b8 cavallo del nero · c8 alfiere del nero · d8 donna del nero · e8 re del nero · f8 alfiere del nero · g8 cavallo del nero · h8 torre del nero · a7 pedone del nero · b7 pedone del nero · c7 pedone del nero · d7 pedone del nero · e7 pedone del nero · g7 pedone del nero · h7 pedone del nero · f5 pedone del nero · d4 pedone del bianco · e4 pedone del bianco · a2 pedone del bianco · b2 pedone del bianco · c2 pedone del bianco · f2 pedone del bianco · g2 pedone del bianco · h2 pedone del bianco · a1 torre del bianco · b1 cavallo del bianco · c1 alfiere del bianco · d1 donna del bianco · e1 re del bianco · f1 alfiere del bianco · g1 cavallo del bianco · h1 torre del bianco | a8 torre del nero · b8 cavallo del nero · c8 alfiere del nero · d8 donna del nero · e8 re del nero · f8 alfiere del nero · g8 cavallo del nero · h8 torre del nero · a7 pedone del nero · b7 pedone del nero · c7 pedone del nero · d7 pedone del nero · e7 pedone del nero · g7 pedone del nero · h7 pedone del nero · f5 pedone del nero · d4 pedone del bianco · e4 pedone del bianco · a2 pedone del bianco · b2 pedone del bianco · c2 pedone del bianco · f2 pedone del bianco · g2 pedone del bianco · h2 pedone del bianco · a1 torre del bianco · b1 cavallo del bianco · c1 alfiere del bianco · d1 donna del bianco · e1 re del bianco · f1 alfiere del bianco · g1 cavallo del bianco · h1 torre del bianco | a8 torre del nero · b8 cavallo del nero · c8 alfiere del nero · d8 donna del nero · e8 re del nero · f8 alfiere del nero · g8 cavallo del nero · h8 torre del nero · a7 pedone del nero · b7 pedone del nero · c7 pedone del nero · d7 pedone del nero · e7 pedone del nero · g7 pedone del nero · h7 pedone del nero · f5 pedone del nero · d4 pedone del bianco · e4 pedone del bianco · a2 pedone del bianco · b2 pedone del bianco · c2 pedone del bianco · f2 pedone del bianco · g2 pedone del bianco · h2 pedone del bianco · a1 torre del bianco · b1 cavallo del bianco · c1 alfiere del bianco · d1 donna del bianco · e1 re del bianco · f1 alfiere del bianco · g1 cavallo del bianco · h1 torre del bianco | a8 torre del nero · b8 cavallo del nero · c8 alfiere del nero · d8 donna del nero · e8 re del nero · f8 alfiere del nero · g8 cavallo del nero · h8 torre del nero · a7 pedone del nero · b7 pedone del nero · c7 pedone del nero · d7 pedone del nero · e7 pedone del nero · g7 pedone del nero · h7 pedone del nero · f5 pedone del nero · d4 pedone del bianco · e4 pedone del bianco · a2 pedone del bianco · b2 pedone del bianco · c2 pedone del bianco · f2 pedone del bianco · g2 pedone del bianco · h2 pedone del bianco · a1 torre del bianco · b1 cavallo del bianco · c1 alfiere del bianco · d1 donna del bianco · e1 re del bianco · f1 alfiere del bianco · g1 cavallo del bianco · h1 torre del bianco | a8 torre del nero · b8 cavallo del nero · c8 alfiere del nero · d8 donna del nero · e8 re del nero · f8 alfiere del nero · g8 cavallo del nero · h8 torre del nero · a7 pedone del nero · b7 pedone del nero · c7 pedone del nero · d7 pedone del nero · e7 pedone del nero · g7 pedone del nero · h7 pedone del nero · f5 pedone del nero · d4 pedone del bianco · e4 pedone del bianco · a2 pedone del bianco · b2 pedone del bianco · c2 pedone del bianco · f2 pedone del bianco · g2 pedone del bianco · h2 pedone del bianco · a1 torre del bianco · b1 cavallo del bianco · c1 alfiere del bianco · d1 donna del bianco · e1 re del bianco · f1 alfiere del bianco · g1 cavallo del bianco · h1 torre del bianco | a8 torre del nero · b8 cavallo del nero · c8 alfiere del nero · d8 donna del nero · e8 re del nero · f8 alfiere del nero · g8 cavallo del nero · h8 torre del nero · a7 pedone del nero · b7 pedone del nero · c7 pedone del nero · d7 pedone del nero · e7 pedone del nero · g7 pedone del nero · h7 pedone del nero · f5 pedone del nero · d4 pedone del bianco · e4 pedone del bianco · a2 pedone del bianco · b2 pedone del bianco · c2 pedone del bianco · f2 pedone del bianco · g2 pedone del bianco · h2 pedone del bianco · a1 torre del bianco · b1 cavallo del bianco · c1 alfiere del bianco · d1 donna del bianco · e1 re del bianco · f1 alfiere del bianco · g1 cavallo del bianco · h1 torre del bianco | a8 torre del nero · b8 cavallo del nero · c8 alfiere del nero · d8 donna del nero · e8 re del nero · f8 alfiere del nero · g8 cavallo del nero · h8 torre del nero · a7 pedone del nero · b7 pedone del nero · c7 pedone del nero · d7 pedone del nero · e7 pedone del nero · g7 pedone del nero · h7 pedone del nero · f5 pedone del nero · d4 pedone del bianco · e4 pedone del bianco · a2 pedone del bianco · b2 pedone del bianco · c2 pedone del bianco · f2 pedone del bianco · g2 pedone del bianco · h2 pedone del bianco · a1 torre del bianco · b1 cavallo del bianco · c1 alfiere del bianco · d1 donna del bianco · e1 re del bianco · f1 alfiere del bianco · g1 cavallo del bianco · h1 torre del bianco | a8 torre del nero · b8 cavallo del nero · c8 alfiere del nero · d8 donna del nero · e8 re del nero · f8 alfiere del nero · g8 cavallo del nero · h8 torre del nero · a7 pedone del nero · b7 pedone del nero · c7 pedone del nero · d7 pedone del nero · e7 pedone del nero · g7 pedone del nero · h7 pedone del nero · f5 pedone del nero · d4 pedone del bianco · e4 pedone del bianco · a2 pedone del bianco · b2 pedone del bianco · c2 pedone del bianco · f2 pedone del bianco · g2 pedone del bianco · h2 pedone del bianco · a1 torre del bianco · b1 cavallo del bianco · c1 alfiere del bianco · d1 donna del bianco · e1 re del bianco · f1 alfiere del bianco · g1 cavallo del bianco · h1 torre del bianco | 1 |
|   | a | b | c | d | e | f | g | h |   |

Il Bianco prosegue con 2. e4; è un tentativo di risolvere violentemente il problema del centro, ma non è considerato particolarmente pericoloso per il Nero, benché questi debba fare una certa attenzione come in tutti i gambetti. L'idea del Bianco alla base di questo gambetto è di poter evidenziare i punti deboli della prima mossa del Nero, rinunciando sì ad un pedone centrale, ma con l'idea di svilupparsi rapidamente ed iniziare un attacco contro il Re avversario. Normalmente, come nella maggior parte dei gambetti, il Nero dovrebbe restituire il pedone in qualche punto della partita.  in modo da strappare l'iniziativa al Bianco.
Il Nero ha la possibilità di rifiutare questo gambetto con 2...d6, ottenendo la trasposizione nella difesa Balogh. 
Ma nella grande maggioranza delle partite il Nero ritiene più conveniente accettare il gambetto e, così, continua con:

2...fxe4
3.Cc3 Cf6
Per il Bianco vi sono principalmente tre linee da seguire per il prosieguo:

#### 4.f3
|   | a | b | c | d | e | f | g | h |   |
| 8 | a8 torre del nero · b8 cavallo del nero · c8 alfiere del nero · d8 donna del nero · e8 re del nero · f8 alfiere del nero · h8 torre del nero · a7 pedone del nero · b7 pedone del nero · c7 pedone del nero · d7 pedone del nero · e7 pedone del nero · g7 pedone del nero · h7 pedone del nero · f6 cavallo del nero · d4 pedone del bianco · e4 pedone del nero · c3 cavallo del bianco · f3 pedone del bianco · a2 pedone del bianco · b2 pedone del bianco · c2 pedone del bianco · g2 pedone del bianco · h2 pedone del bianco · a1 torre del bianco · c1 alfiere del bianco · d1 donna del bianco · e1 re del bianco · f1 alfiere del bianco · g1 cavallo del bianco · h1 torre del bianco | a8 torre del nero · b8 cavallo del nero · c8 alfiere del nero · d8 donna del nero · e8 re del nero · f8 alfiere del nero · h8 torre del nero · a7 pedone del nero · b7 pedone del nero · c7 pedone del nero · d7 pedone del nero · e7 pedone del nero · g7 pedone del nero · h7 pedone del nero · f6 cavallo del nero · d4 pedone del bianco · e4 pedone del nero · c3 cavallo del bianco · f3 pedone del bianco · a2 pedone del bianco · b2 pedone del bianco · c2 pedone del bianco · g2 pedone del bianco · h2 pedone del bianco · a1 torre del bianco · c1 alfiere del bianco · d1 donna del bianco · e1 re del bianco · f1 alfiere del bianco · g1 cavallo del bianco · h1 torre del bianco | a8 torre del nero · b8 cavallo del nero · c8 alfiere del nero · d8 donna del nero · e8 re del nero · f8 alfiere del nero · h8 torre del nero · a7 pedone del nero · b7 pedone del nero · c7 pedone del nero · d7 pedone del nero · e7 pedone del nero · g7 pedone del nero · h7 pedone del nero · f6 cavallo del nero · d4 pedone del bianco · e4 pedone del nero · c3 cavallo del bianco · f3 pedone del bianco · a2 pedone del bianco · b2 pedone del bianco · c2 pedone del bianco · g2 pedone del bianco · h2 pedone del bianco · a1 torre del bianco · c1 alfiere del bianco · d1 donna del bianco · e1 re del bianco · f1 alfiere del bianco · g1 cavallo del bianco · h1 torre del bianco | a8 torre del nero · b8 cavallo del nero · c8 alfiere del nero · d8 donna del nero · e8 re del nero · f8 alfiere del nero · h8 torre del nero · a7 pedone del nero · b7 pedone del nero · c7 pedone del nero · d7 pedone del nero · e7 pedone del nero · g7 pedone del nero · h7 pedone del nero · f6 cavallo del nero · d4 pedone del bianco · e4 pedone del nero · c3 cavallo del bianco · f3 pedone del bianco · a2 pedone del bianco · b2 pedone del bianco · c2 pedone del bianco · g2 pedone del bianco · h2 pedone del bianco · a1 torre del bianco · c1 alfiere del bianco · d1 donna del bianco · e1 re del bianco · f1 alfiere del bianco · g1 cavallo del bianco · h1 torre del bianco | a8 torre del nero · b8 cavallo del nero · c8 alfiere del nero · d8 donna del nero · e8 re del nero · f8 alfiere del nero · h8 torre del nero · a7 pedone del nero · b7 pedone del nero · c7 pedone del nero · d7 pedone del nero · e7 pedone del nero · g7 pedone del nero · h7 pedone del nero · f6 cavallo del nero · d4 pedone del bianco · e4 pedone del nero · c3 cavallo del bianco · f3 pedone del bianco · a2 pedone del bianco · b2 pedone del bianco · c2 pedone del bianco · g2 pedone del bianco · h2 pedone del bianco · a1 torre del bianco · c1 alfiere del bianco · d1 donna del bianco · e1 re del bianco · f1 alfiere del bianco · g1 cavallo del bianco · h1 torre del bianco | a8 torre del nero · b8 cavallo del nero · c8 alfiere del nero · d8 donna del nero · e8 re del nero · f8 alfiere del nero · h8 torre del nero · a7 pedone del nero · b7 pedone del nero · c7 pedone del nero · d7 pedone del nero · e7 pedone del nero · g7 pedone del nero · h7 pedone del nero · f6 cavallo del nero · d4 pedone del bianco · e4 pedone del nero · c3 cavallo del bianco · f3 pedone del bianco · a2 pedone del bianco · b2 pedone del bianco · c2 pedone del bianco · g2 pedone del bianco · h2 pedone del bianco · a1 torre del bianco · c1 alfiere del bianco · d1 donna del bianco · e1 re del bianco · f1 alfiere del bianco · g1 cavallo del bianco · h1 torre del bianco | a8 torre del nero · b8 cavallo del nero · c8 alfiere del nero · d8 donna del nero · e8 re del nero · f8 alfiere del nero · h8 torre del nero · a7 pedone del nero · b7 pedone del nero · c7 pedone del nero · d7 pedone del nero · e7 pedone del nero · g7 pedone del nero · h7 pedone del nero · f6 cavallo del nero · d4 pedone del bianco · e4 pedone del nero · c3 cavallo del bianco · f3 pedone del bianco · a2 pedone del bianco · b2 pedone del bianco · c2 pedone del bianco · g2 pedone del bianco · h2 pedone del bianco · a1 torre del bianco · c1 alfiere del bianco · d1 donna del bianco · e1 re del bianco · f1 alfiere del bianco · g1 cavallo del bianco · h1 torre del bianco | a8 torre del nero · b8 cavallo del nero · c8 alfiere del nero · d8 donna del nero · e8 re del nero · f8 alfiere del nero · h8 torre del nero · a7 pedone del nero · b7 pedone del nero · c7 pedone del nero · d7 pedone del nero · e7 pedone del nero · g7 pedone del nero · h7 pedone del nero · f6 cavallo del nero · d4 pedone del bianco · e4 pedone del nero · c3 cavallo del bianco · f3 pedone del bianco · a2 pedone del bianco · b2 pedone del bianco · c2 pedone del bianco · g2 pedone del bianco · h2 pedone del bianco · a1 torre del bianco · c1 alfiere del bianco · d1 donna del bianco · e1 re del bianco · f1 alfiere del bianco · g1 cavallo del bianco · h1 torre del bianco | 8 |
| 7 | a8 torre del nero · b8 cavallo del nero · c8 alfiere del nero · d8 donna del nero · e8 re del nero · f8 alfiere del nero · h8 torre del nero · a7 pedone del nero · b7 pedone del nero · c7 pedone del nero · d7 pedone del nero · e7 pedone del nero · g7 pedone del nero · h7 pedone del nero · f6 cavallo del nero · d4 pedone del bianco · e4 pedone del nero · c3 cavallo del bianco · f3 pedone del bianco · a2 pedone del bianco · b2 pedone del bianco · c2 pedone del bianco · g2 pedone del bianco · h2 pedone del bianco · a1 torre del bianco · c1 alfiere del bianco · d1 donna del bianco · e1 re del bianco · f1 alfiere del bianco · g1 cavallo del bianco · h1 torre del bianco | a8 torre del nero · b8 cavallo del nero · c8 alfiere del nero · d8 donna del nero · e8 re del nero · f8 alfiere del nero · h8 torre del nero · a7 pedone del nero · b7 pedone del nero · c7 pedone del nero · d7 pedone del nero · e7 pedone del nero · g7 pedone del nero · h7 pedone del nero · f6 cavallo del nero · d4 pedone del bianco · e4 pedone del nero · c3 cavallo del bianco · f3 pedone del bianco · a2 pedone del bianco · b2 pedone del bianco · c2 pedone del bianco · g2 pedone del bianco · h2 pedone del bianco · a1 torre del bianco · c1 alfiere del bianco · d1 donna del bianco · e1 re del bianco · f1 alfiere del bianco · g1 cavallo del bianco · h1 torre del bianco | a8 torre del nero · b8 cavallo del nero · c8 alfiere del nero · d8 donna del nero · e8 re del nero · f8 alfiere del nero · h8 torre del nero · a7 pedone del nero · b7 pedone del nero · c7 pedone del nero · d7 pedone del nero · e7 pedone del nero · g7 pedone del nero · h7 pedone del nero · f6 cavallo del nero · d4 pedone del bianco · e4 pedone del nero · c3 cavallo del bianco · f3 pedone del bianco · a2 pedone del bianco · b2 pedone del bianco · c2 pedone del bianco · g2 pedone del bianco · h2 pedone del bianco · a1 torre del bianco · c1 alfiere del bianco · d1 donna del bianco · e1 re del bianco · f1 alfiere del bianco · g1 cavallo del bianco · h1 torre del bianco | a8 torre del nero · b8 cavallo del nero · c8 alfiere del nero · d8 donna del nero · e8 re del nero · f8 alfiere del nero · h8 torre del nero · a7 pedone del nero · b7 pedone del nero · c7 pedone del nero · d7 pedone del nero · e7 pedone del nero · g7 pedone del nero · h7 pedone del nero · f6 cavallo del nero · d4 pedone del bianco · e4 pedone del nero · c3 cavallo del bianco · f3 pedone del bianco · a2 pedone del bianco · b2 pedone del bianco · c2 pedone del bianco · g2 pedone del bianco · h2 pedone del bianco · a1 torre del bianco · c1 alfiere del bianco · d1 donna del bianco · e1 re del bianco · f1 alfiere del bianco · g1 cavallo del bianco · h1 torre del bianco | a8 torre del nero · b8 cavallo del nero · c8 alfiere del nero · d8 donna del nero · e8 re del nero · f8 alfiere del nero · h8 torre del nero · a7 pedone del nero · b7 pedone del nero · c7 pedone del nero · d7 pedone del nero · e7 pedone del nero · g7 pedone del nero · h7 pedone del nero · f6 cavallo del nero · d4 pedone del bianco · e4 pedone del nero · c3 cavallo del bianco · f3 pedone del bianco · a2 pedone del bianco · b2 pedone del bianco · c2 pedone del bianco · g2 pedone del bianco · h2 pedone del bianco · a1 torre del bianco · c1 alfiere del bianco · d1 donna del bianco · e1 re del bianco · f1 alfiere del bianco · g1 cavallo del bianco · h1 torre del bianco | a8 torre del nero · b8 cavallo del nero · c8 alfiere del nero · d8 donna del nero · e8 re del nero · f8 alfiere del nero · h8 torre del nero · a7 pedone del nero · b7 pedone del nero · c7 pedone del nero · d7 pedone del nero · e7 pedone del nero · g7 pedone del nero · h7 pedone del nero · f6 cavallo del nero · d4 pedone del bianco · e4 pedone del nero · c3 cavallo del bianco · f3 pedone del bianco · a2 pedone del bianco · b2 pedone del bianco · c2 pedone del bianco · g2 pedone del bianco · h2 pedone del bianco · a1 torre del bianco · c1 alfiere del bianco · d1 donna del bianco · e1 re del bianco · f1 alfiere del bianco · g1 cavallo del bianco · h1 torre del bianco | a8 torre del nero · b8 cavallo del nero · c8 alfiere del nero · d8 donna del nero · e8 re del nero · f8 alfiere del nero · h8 torre del nero · a7 pedone del nero · b7 pedone del nero · c7 pedone del nero · d7 pedone del nero · e7 pedone del nero · g7 pedone del nero · h7 pedone del nero · f6 cavallo del nero · d4 pedone del bianco · e4 pedone del nero · c3 cavallo del bianco · f3 pedone del bianco · a2 pedone del bianco · b2 pedone del bianco · c2 pedone del bianco · g2 pedone del bianco · h2 pedone del bianco · a1 torre del bianco · c1 alfiere del bianco · d1 donna del bianco · e1 re del bianco · f1 alfiere del bianco · g1 cavallo del bianco · h1 torre del bianco | a8 torre del nero · b8 cavallo del nero · c8 alfiere del nero · d8 donna del nero · e8 re del nero · f8 alfiere del nero · h8 torre del nero · a7 pedone del nero · b7 pedone del nero · c7 pedone del nero · d7 pedone del nero · e7 pedone del nero · g7 pedone del nero · h7 pedone del nero · f6 cavallo del nero · d4 pedone del bianco · e4 pedone del nero · c3 cavallo del bianco · f3 pedone del bianco · a2 pedone del bianco · b2 pedone del bianco · c2 pedone del bianco · g2 pedone del bianco · h2 pedone del bianco · a1 torre del bianco · c1 alfiere del bianco · d1 donna del bianco · e1 re del bianco · f1 alfiere del bianco · g1 cavallo del bianco · h1 torre del bianco | 7 |
| 6 | a8 torre del nero · b8 cavallo del nero · c8 alfiere del nero · d8 donna del nero · e8 re del nero · f8 alfiere del nero · h8 torre del nero · a7 pedone del nero · b7 pedone del nero · c7 pedone del nero · d7 pedone del nero · e7 pedone del nero · g7 pedone del nero · h7 pedone del nero · f6 cavallo del nero · d4 pedone del bianco · e4 pedone del nero · c3 cavallo del bianco · f3 pedone del bianco · a2 pedone del bianco · b2 pedone del bianco · c2 pedone del bianco · g2 pedone del bianco · h2 pedone del bianco · a1 torre del bianco · c1 alfiere del bianco · d1 donna del bianco · e1 re del bianco · f1 alfiere del bianco · g1 cavallo del bianco · h1 torre del bianco | a8 torre del nero · b8 cavallo del nero · c8 alfiere del nero · d8 donna del nero · e8 re del nero · f8 alfiere del nero · h8 torre del nero · a7 pedone del nero · b7 pedone del nero · c7 pedone del nero · d7 pedone del nero · e7 pedone del nero · g7 pedone del nero · h7 pedone del nero · f6 cavallo del nero · d4 pedone del bianco · e4 pedone del nero · c3 cavallo del bianco · f3 pedone del bianco · a2 pedone del bianco · b2 pedone del bianco · c2 pedone del bianco · g2 pedone del bianco · h2 pedone del bianco · a1 torre del bianco · c1 alfiere del bianco · d1 donna del bianco · e1 re del bianco · f1 alfiere del bianco · g1 cavallo del bianco · h1 torre del bianco | a8 torre del nero · b8 cavallo del nero · c8 alfiere del nero · d8 donna del nero · e8 re del nero · f8 alfiere del nero · h8 torre del nero · a7 pedone del nero · b7 pedone del nero · c7 pedone del nero · d7 pedone del nero · e7 pedone del nero · g7 pedone del nero · h7 pedone del nero · f6 cavallo del nero · d4 pedone del bianco · e4 pedone del nero · c3 cavallo del bianco · f3 pedone del bianco · a2 pedone del bianco · b2 pedone del bianco · c2 pedone del bianco · g2 pedone del bianco · h2 pedone del bianco · a1 torre del bianco · c1 alfiere del bianco · d1 donna del bianco · e1 re del bianco · f1 alfiere del bianco · g1 cavallo del bianco · h1 torre del bianco | a8 torre del nero · b8 cavallo del nero · c8 alfiere del nero · d8 donna del nero · e8 re del nero · f8 alfiere del nero · h8 torre del nero · a7 pedone del nero · b7 pedone del nero · c7 pedone del nero · d7 pedone del nero · e7 pedone del nero · g7 pedone del nero · h7 pedone del nero · f6 cavallo del nero · d4 pedone del bianco · e4 pedone del nero · c3 cavallo del bianco · f3 pedone del bianco · a2 pedone del bianco · b2 pedone del bianco · c2 pedone del bianco · g2 pedone del bianco · h2 pedone del bianco · a1 torre del bianco · c1 alfiere del bianco · d1 donna del bianco · e1 re del bianco · f1 alfiere del bianco · g1 cavallo del bianco · h1 torre del bianco | a8 torre del nero · b8 cavallo del nero · c8 alfiere del nero · d8 donna del nero · e8 re del nero · f8 alfiere del nero · h8 torre del nero · a7 pedone del nero · b7 pedone del nero · c7 pedone del nero · d7 pedone del nero · e7 pedone del nero · g7 pedone del nero · h7 pedone del nero · f6 cavallo del nero · d4 pedone del bianco · e4 pedone del nero · c3 cavallo del bianco · f3 pedone del bianco · a2 pedone del bianco · b2 pedone del bianco · c2 pedone del bianco · g2 pedone del bianco · h2 pedone del bianco · a1 torre del bianco · c1 alfiere del bianco · d1 donna del bianco · e1 re del bianco · f1 alfiere del bianco · g1 cavallo del bianco · h1 torre del bianco | a8 torre del nero · b8 cavallo del nero · c8 alfiere del nero · d8 donna del nero · e8 re del nero · f8 alfiere del nero · h8 torre del nero · a7 pedone del nero · b7 pedone del nero · c7 pedone del nero · d7 pedone del nero · e7 pedone del nero · g7 pedone del nero · h7 pedone del nero · f6 cavallo del nero · d4 pedone del bianco · e4 pedone del nero · c3 cavallo del bianco · f3 pedone del bianco · a2 pedone del bianco · b2 pedone del bianco · c2 pedone del bianco · g2 pedone del bianco · h2 pedone del bianco · a1 torre del bianco · c1 alfiere del bianco · d1 donna del bianco · e1 re del bianco · f1 alfiere del bianco · g1 cavallo del bianco · h1 torre del bianco | a8 torre del nero · b8 cavallo del nero · c8 alfiere del nero · d8 donna del nero · e8 re del nero · f8 alfiere del nero · h8 torre del nero · a7 pedone del nero · b7 pedone del nero · c7 pedone del nero · d7 pedone del nero · e7 pedone del nero · g7 pedone del nero · h7 pedone del nero · f6 cavallo del nero · d4 pedone del bianco · e4 pedone del nero · c3 cavallo del bianco · f3 pedone del bianco · a2 pedone del bianco · b2 pedone del bianco · c2 pedone del bianco · g2 pedone del bianco · h2 pedone del bianco · a1 torre del bianco · c1 alfiere del bianco · d1 donna del bianco · e1 re del bianco · f1 alfiere del bianco · g1 cavallo del bianco · h1 torre del bianco | a8 torre del nero · b8 cavallo del nero · c8 alfiere del nero · d8 donna del nero · e8 re del nero · f8 alfiere del nero · h8 torre del nero · a7 pedone del nero · b7 pedone del nero · c7 pedone del nero · d7 pedone del nero · e7 pedone del nero · g7 pedone del nero · h7 pedone del nero · f6 cavallo del nero · d4 pedone del bianco · e4 pedone del nero · c3 cavallo del bianco · f3 pedone del bianco · a2 pedone del bianco · b2 pedone del bianco · c2 pedone del bianco · g2 pedone del bianco · h2 pedone del bianco · a1 torre del bianco · c1 alfiere del bianco · d1 donna del bianco · e1 re del bianco · f1 alfiere del bianco · g1 cavallo del bianco · h1 torre del bianco | 6 |
| 5 | a8 torre del nero · b8 cavallo del nero · c8 alfiere del nero · d8 donna del nero · e8 re del nero · f8 alfiere del nero · h8 torre del nero · a7 pedone del nero · b7 pedone del nero · c7 pedone del nero · d7 pedone del nero · e7 pedone del nero · g7 pedone del nero · h7 pedone del nero · f6 cavallo del nero · d4 pedone del bianco · e4 pedone del nero · c3 cavallo del bianco · f3 pedone del bianco · a2 pedone del bianco · b2 pedone del bianco · c2 pedone del bianco · g2 pedone del bianco · h2 pedone del bianco · a1 torre del bianco · c1 alfiere del bianco · d1 donna del bianco · e1 re del bianco · f1 alfiere del bianco · g1 cavallo del bianco · h1 torre del bianco | a8 torre del nero · b8 cavallo del nero · c8 alfiere del nero · d8 donna del nero · e8 re del nero · f8 alfiere del nero · h8 torre del nero · a7 pedone del nero · b7 pedone del nero · c7 pedone del nero · d7 pedone del nero · e7 pedone del nero · g7 pedone del nero · h7 pedone del nero · f6 cavallo del nero · d4 pedone del bianco · e4 pedone del nero · c3 cavallo del bianco · f3 pedone del bianco · a2 pedone del bianco · b2 pedone del bianco · c2 pedone del bianco · g2 pedone del bianco · h2 pedone del bianco · a1 torre del bianco · c1 alfiere del bianco · d1 donna del bianco · e1 re del bianco · f1 alfiere del bianco · g1 cavallo del bianco · h1 torre del bianco | a8 torre del nero · b8 cavallo del nero · c8 alfiere del nero · d8 donna del nero · e8 re del nero · f8 alfiere del nero · h8 torre del nero · a7 pedone del nero · b7 pedone del nero · c7 pedone del nero · d7 pedone del nero · e7 pedone del nero · g7 pedone del nero · h7 pedone del nero · f6 cavallo del nero · d4 pedone del bianco · e4 pedone del nero · c3 cavallo del bianco · f3 pedone del bianco · a2 pedone del bianco · b2 pedone del bianco · c2 pedone del bianco · g2 pedone del bianco · h2 pedone del bianco · a1 torre del bianco · c1 alfiere del bianco · d1 donna del bianco · e1 re del bianco · f1 alfiere del bianco · g1 cavallo del bianco · h1 torre del bianco | a8 torre del nero · b8 cavallo del nero · c8 alfiere del nero · d8 donna del nero · e8 re del nero · f8 alfiere del nero · h8 torre del nero · a7 pedone del nero · b7 pedone del nero · c7 pedone del nero · d7 pedone del nero · e7 pedone del nero · g7 pedone del nero · h7 pedone del nero · f6 cavallo del nero · d4 pedone del bianco · e4 pedone del nero · c3 cavallo del bianco · f3 pedone del bianco · a2 pedone del bianco · b2 pedone del bianco · c2 pedone del bianco · g2 pedone del bianco · h2 pedone del bianco · a1 torre del bianco · c1 alfiere del bianco · d1 donna del bianco · e1 re del bianco · f1 alfiere del bianco · g1 cavallo del bianco · h1 torre del bianco | a8 torre del nero · b8 cavallo del nero · c8 alfiere del nero · d8 donna del nero · e8 re del nero · f8 alfiere del nero · h8 torre del nero · a7 pedone del nero · b7 pedone del nero · c7 pedone del nero · d7 pedone del nero · e7 pedone del nero · g7 pedone del nero · h7 pedone del nero · f6 cavallo del nero · d4 pedone del bianco · e4 pedone del nero · c3 cavallo del bianco · f3 pedone del bianco · a2 pedone del bianco · b2 pedone del bianco · c2 pedone del bianco · g2 pedone del bianco · h2 pedone del bianco · a1 torre del bianco · c1 alfiere del bianco · d1 donna del bianco · e1 re del bianco · f1 alfiere del bianco · g1 cavallo del bianco · h1 torre del bianco | a8 torre del nero · b8 cavallo del nero · c8 alfiere del nero · d8 donna del nero · e8 re del nero · f8 alfiere del nero · h8 torre del nero · a7 pedone del nero · b7 pedone del nero · c7 pedone del nero · d7 pedone del nero · e7 pedone del nero · g7 pedone del nero · h7 pedone del nero · f6 cavallo del nero · d4 pedone del bianco · e4 pedone del nero · c3 cavallo del bianco · f3 pedone del bianco · a2 pedone del bianco · b2 pedone del bianco · c2 pedone del bianco · g2 pedone del bianco · h2 pedone del bianco · a1 torre del bianco · c1 alfiere del bianco · d1 donna del bianco · e1 re del bianco · f1 alfiere del bianco · g1 cavallo del bianco · h1 torre del bianco | a8 torre del nero · b8 cavallo del nero · c8 alfiere del nero · d8 donna del nero · e8 re del nero · f8 alfiere del nero · h8 torre del nero · a7 pedone del nero · b7 pedone del nero · c7 pedone del nero · d7 pedone del nero · e7 pedone del nero · g7 pedone del nero · h7 pedone del nero · f6 cavallo del nero · d4 pedone del bianco · e4 pedone del nero · c3 cavallo del bianco · f3 pedone del bianco · a2 pedone del bianco · b2 pedone del bianco · c2 pedone del bianco · g2 pedone del bianco · h2 pedone del bianco · a1 torre del bianco · c1 alfiere del bianco · d1 donna del bianco · e1 re del bianco · f1 alfiere del bianco · g1 cavallo del bianco · h1 torre del bianco | a8 torre del nero · b8 cavallo del nero · c8 alfiere del nero · d8 donna del nero · e8 re del nero · f8 alfiere del nero · h8 torre del nero · a7 pedone del nero · b7 pedone del nero · c7 pedone del nero · d7 pedone del nero · e7 pedone del nero · g7 pedone del nero · h7 pedone del nero · f6 cavallo del nero · d4 pedone del bianco · e4 pedone del nero · c3 cavallo del bianco · f3 pedone del bianco · a2 pedone del bianco · b2 pedone del bianco · c2 pedone del bianco · g2 pedone del bianco · h2 pedone del bianco · a1 torre del bianco · c1 alfiere del bianco · d1 donna del bianco · e1 re del bianco · f1 alfiere del bianco · g1 cavallo del bianco · h1 torre del bianco | 5 |
| 4 | a8 torre del nero · b8 cavallo del nero · c8 alfiere del nero · d8 donna del nero · e8 re del nero · f8 alfiere del nero · h8 torre del nero · a7 pedone del nero · b7 pedone del nero · c7 pedone del nero · d7 pedone del nero · e7 pedone del nero · g7 pedone del nero · h7 pedone del nero · f6 cavallo del nero · d4 pedone del bianco · e4 pedone del nero · c3 cavallo del bianco · f3 pedone del bianco · a2 pedone del bianco · b2 pedone del bianco · c2 pedone del bianco · g2 pedone del bianco · h2 pedone del bianco · a1 torre del bianco · c1 alfiere del bianco · d1 donna del bianco · e1 re del bianco · f1 alfiere del bianco · g1 cavallo del bianco · h1 torre del bianco | a8 torre del nero · b8 cavallo del nero · c8 alfiere del nero · d8 donna del nero · e8 re del nero · f8 alfiere del nero · h8 torre del nero · a7 pedone del nero · b7 pedone del nero · c7 pedone del nero · d7 pedone del nero · e7 pedone del nero · g7 pedone del nero · h7 pedone del nero · f6 cavallo del nero · d4 pedone del bianco · e4 pedone del nero · c3 cavallo del bianco · f3 pedone del bianco · a2 pedone del bianco · b2 pedone del bianco · c2 pedone del bianco · g2 pedone del bianco · h2 pedone del bianco · a1 torre del bianco · c1 alfiere del bianco · d1 donna del bianco · e1 re del bianco · f1 alfiere del bianco · g1 cavallo del bianco · h1 torre del bianco | a8 torre del nero · b8 cavallo del nero · c8 alfiere del nero · d8 donna del nero · e8 re del nero · f8 alfiere del nero · h8 torre del nero · a7 pedone del nero · b7 pedone del nero · c7 pedone del nero · d7 pedone del nero · e7 pedone del nero · g7 pedone del nero · h7 pedone del nero · f6 cavallo del nero · d4 pedone del bianco · e4 pedone del nero · c3 cavallo del bianco · f3 pedone del bianco · a2 pedone del bianco · b2 pedone del bianco · c2 pedone del bianco · g2 pedone del bianco · h2 pedone del bianco · a1 torre del bianco · c1 alfiere del bianco · d1 donna del bianco · e1 re del bianco · f1 alfiere del bianco · g1 cavallo del bianco · h1 torre del bianco | a8 torre del nero · b8 cavallo del nero · c8 alfiere del nero · d8 donna del nero · e8 re del nero · f8 alfiere del nero · h8 torre del nero · a7 pedone del nero · b7 pedone del nero · c7 pedone del nero · d7 pedone del nero · e7 pedone del nero · g7 pedone del nero · h7 pedone del nero · f6 cavallo del nero · d4 pedone del bianco · e4 pedone del nero · c3 cavallo del bianco · f3 pedone del bianco · a2 pedone del bianco · b2 pedone del bianco · c2 pedone del bianco · g2 pedone del bianco · h2 pedone del bianco · a1 torre del bianco · c1 alfiere del bianco · d1 donna del bianco · e1 re del bianco · f1 alfiere del bianco · g1 cavallo del bianco · h1 torre del bianco | a8 torre del nero · b8 cavallo del nero · c8 alfiere del nero · d8 donna del nero · e8 re del nero · f8 alfiere del nero · h8 torre del nero · a7 pedone del nero · b7 pedone del nero · c7 pedone del nero · d7 pedone del nero · e7 pedone del nero · g7 pedone del nero · h7 pedone del nero · f6 cavallo del nero · d4 pedone del bianco · e4 pedone del nero · c3 cavallo del bianco · f3 pedone del bianco · a2 pedone del bianco · b2 pedone del bianco · c2 pedone del bianco · g2 pedone del bianco · h2 pedone del bianco · a1 torre del bianco · c1 alfiere del bianco · d1 donna del bianco · e1 re del bianco · f1 alfiere del bianco · g1 cavallo del bianco · h1 torre del bianco | a8 torre del nero · b8 cavallo del nero · c8 alfiere del nero · d8 donna del nero · e8 re del nero · f8 alfiere del nero · h8 torre del nero · a7 pedone del nero · b7 pedone del nero · c7 pedone del nero · d7 pedone del nero · e7 pedone del nero · g7 pedone del nero · h7 pedone del nero · f6 cavallo del nero · d4 pedone del bianco · e4 pedone del nero · c3 cavallo del bianco · f3 pedone del bianco · a2 pedone del bianco · b2 pedone del bianco · c2 pedone del bianco · g2 pedone del bianco · h2 pedone del bianco · a1 torre del bianco · c1 alfiere del bianco · d1 donna del bianco · e1 re del bianco · f1 alfiere del bianco · g1 cavallo del bianco · h1 torre del bianco | a8 torre del nero · b8 cavallo del nero · c8 alfiere del nero · d8 donna del nero · e8 re del nero · f8 alfiere del nero · h8 torre del nero · a7 pedone del nero · b7 pedone del nero · c7 pedone del nero · d7 pedone del nero · e7 pedone del nero · g7 pedone del nero · h7 pedone del nero · f6 cavallo del nero · d4 pedone del bianco · e4 pedone del nero · c3 cavallo del bianco · f3 pedone del bianco · a2 pedone del bianco · b2 pedone del bianco · c2 pedone del bianco · g2 pedone del bianco · h2 pedone del bianco · a1 torre del bianco · c1 alfiere del bianco · d1 donna del bianco · e1 re del bianco · f1 alfiere del bianco · g1 cavallo del bianco · h1 torre del bianco | a8 torre del nero · b8 cavallo del nero · c8 alfiere del nero · d8 donna del nero · e8 re del nero · f8 alfiere del nero · h8 torre del nero · a7 pedone del nero · b7 pedone del nero · c7 pedone del nero · d7 pedone del nero · e7 pedone del nero · g7 pedone del nero · h7 pedone del nero · f6 cavallo del nero · d4 pedone del bianco · e4 pedone del nero · c3 cavallo del bianco · f3 pedone del bianco · a2 pedone del bianco · b2 pedone del bianco · c2 pedone del bianco · g2 pedone del bianco · h2 pedone del bianco · a1 torre del bianco · c1 alfiere del bianco · d1 donna del bianco · e1 re del bianco · f1 alfiere del bianco · g1 cavallo del bianco · h1 torre del bianco | 4 |
| 3 | a8 torre del nero · b8 cavallo del nero · c8 alfiere del nero · d8 donna del nero · e8 re del nero · f8 alfiere del nero · h8 torre del nero · a7 pedone del nero · b7 pedone del nero · c7 pedone del nero · d7 pedone del nero · e7 pedone del nero · g7 pedone del nero · h7 pedone del nero · f6 cavallo del nero · d4 pedone del bianco · e4 pedone del nero · c3 cavallo del bianco · f3 pedone del bianco · a2 pedone del bianco · b2 pedone del bianco · c2 pedone del bianco · g2 pedone del bianco · h2 pedone del bianco · a1 torre del bianco · c1 alfiere del bianco · d1 donna del bianco · e1 re del bianco · f1 alfiere del bianco · g1 cavallo del bianco · h1 torre del bianco | a8 torre del nero · b8 cavallo del nero · c8 alfiere del nero · d8 donna del nero · e8 re del nero · f8 alfiere del nero · h8 torre del nero · a7 pedone del nero · b7 pedone del nero · c7 pedone del nero · d7 pedone del nero · e7 pedone del nero · g7 pedone del nero · h7 pedone del nero · f6 cavallo del nero · d4 pedone del bianco · e4 pedone del nero · c3 cavallo del bianco · f3 pedone del bianco · a2 pedone del bianco · b2 pedone del bianco · c2 pedone del bianco · g2 pedone del bianco · h2 pedone del bianco · a1 torre del bianco · c1 alfiere del bianco · d1 donna del bianco · e1 re del bianco · f1 alfiere del bianco · g1 cavallo del bianco · h1 torre del bianco | a8 torre del nero · b8 cavallo del nero · c8 alfiere del nero · d8 donna del nero · e8 re del nero · f8 alfiere del nero · h8 torre del nero · a7 pedone del nero · b7 pedone del nero · c7 pedone del nero · d7 pedone del nero · e7 pedone del nero · g7 pedone del nero · h7 pedone del nero · f6 cavallo del nero · d4 pedone del bianco · e4 pedone del nero · c3 cavallo del bianco · f3 pedone del bianco · a2 pedone del bianco · b2 pedone del bianco · c2 pedone del bianco · g2 pedone del bianco · h2 pedone del bianco · a1 torre del bianco · c1 alfiere del bianco · d1 donna del bianco · e1 re del bianco · f1 alfiere del bianco · g1 cavallo del bianco · h1 torre del bianco | a8 torre del nero · b8 cavallo del nero · c8 alfiere del nero · d8 donna del nero · e8 re del nero · f8 alfiere del nero · h8 torre del nero · a7 pedone del nero · b7 pedone del nero · c7 pedone del nero · d7 pedone del nero · e7 pedone del nero · g7 pedone del nero · h7 pedone del nero · f6 cavallo del nero · d4 pedone del bianco · e4 pedone del nero · c3 cavallo del bianco · f3 pedone del bianco · a2 pedone del bianco · b2 pedone del bianco · c2 pedone del bianco · g2 pedone del bianco · h2 pedone del bianco · a1 torre del bianco · c1 alfiere del bianco · d1 donna del bianco · e1 re del bianco · f1 alfiere del bianco · g1 cavallo del bianco · h1 torre del bianco | a8 torre del nero · b8 cavallo del nero · c8 alfiere del nero · d8 donna del nero · e8 re del nero · f8 alfiere del nero · h8 torre del nero · a7 pedone del nero · b7 pedone del nero · c7 pedone del nero · d7 pedone del nero · e7 pedone del nero · g7 pedone del nero · h7 pedone del nero · f6 cavallo del nero · d4 pedone del bianco · e4 pedone del nero · c3 cavallo del bianco · f3 pedone del bianco · a2 pedone del bianco · b2 pedone del bianco · c2 pedone del bianco · g2 pedone del bianco · h2 pedone del bianco · a1 torre del bianco · c1 alfiere del bianco · d1 donna del bianco · e1 re del bianco · f1 alfiere del bianco · g1 cavallo del bianco · h1 torre del bianco | a8 torre del nero · b8 cavallo del nero · c8 alfiere del nero · d8 donna del nero · e8 re del nero · f8 alfiere del nero · h8 torre del nero · a7 pedone del nero · b7 pedone del nero · c7 pedone del nero · d7 pedone del nero · e7 pedone del nero · g7 pedone del nero · h7 pedone del nero · f6 cavallo del nero · d4 pedone del bianco · e4 pedone del nero · c3 cavallo del bianco · f3 pedone del bianco · a2 pedone del bianco · b2 pedone del bianco · c2 pedone del bianco · g2 pedone del bianco · h2 pedone del bianco · a1 torre del bianco · c1 alfiere del bianco · d1 donna del bianco · e1 re del bianco · f1 alfiere del bianco · g1 cavallo del bianco · h1 torre del bianco | a8 torre del nero · b8 cavallo del nero · c8 alfiere del nero · d8 donna del nero · e8 re del nero · f8 alfiere del nero · h8 torre del nero · a7 pedone del nero · b7 pedone del nero · c7 pedone del nero · d7 pedone del nero · e7 pedone del nero · g7 pedone del nero · h7 pedone del nero · f6 cavallo del nero · d4 pedone del bianco · e4 pedone del nero · c3 cavallo del bianco · f3 pedone del bianco · a2 pedone del bianco · b2 pedone del bianco · c2 pedone del bianco · g2 pedone del bianco · h2 pedone del bianco · a1 torre del bianco · c1 alfiere del bianco · d1 donna del bianco · e1 re del bianco · f1 alfiere del bianco · g1 cavallo del bianco · h1 torre del bianco | a8 torre del nero · b8 cavallo del nero · c8 alfiere del nero · d8 donna del nero · e8 re del nero · f8 alfiere del nero · h8 torre del nero · a7 pedone del nero · b7 pedone del nero · c7 pedone del nero · d7 pedone del nero · e7 pedone del nero · g7 pedone del nero · h7 pedone del nero · f6 cavallo del nero · d4 pedone del bianco · e4 pedone del nero · c3 cavallo del bianco · f3 pedone del bianco · a2 pedone del bianco · b2 pedone del bianco · c2 pedone del bianco · g2 pedone del bianco · h2 pedone del bianco · a1 torre del bianco · c1 alfiere del bianco · d1 donna del bianco · e1 re del bianco · f1 alfiere del bianco · g1 cavallo del bianco · h1 torre del bianco | 3 |
| 2 | a8 torre del nero · b8 cavallo del nero · c8 alfiere del nero · d8 donna del nero · e8 re del nero · f8 alfiere del nero · h8 torre del nero · a7 pedone del nero · b7 pedone del nero · c7 pedone del nero · d7 pedone del nero · e7 pedone del nero · g7 pedone del nero · h7 pedone del nero · f6 cavallo del nero · d4 pedone del bianco · e4 pedone del nero · c3 cavallo del bianco · f3 pedone del bianco · a2 pedone del bianco · b2 pedone del bianco · c2 pedone del bianco · g2 pedone del bianco · h2 pedone del bianco · a1 torre del bianco · c1 alfiere del bianco · d1 donna del bianco · e1 re del bianco · f1 alfiere del bianco · g1 cavallo del bianco · h1 torre del bianco | a8 torre del nero · b8 cavallo del nero · c8 alfiere del nero · d8 donna del nero · e8 re del nero · f8 alfiere del nero · h8 torre del nero · a7 pedone del nero · b7 pedone del nero · c7 pedone del nero · d7 pedone del nero · e7 pedone del nero · g7 pedone del nero · h7 pedone del nero · f6 cavallo del nero · d4 pedone del bianco · e4 pedone del nero · c3 cavallo del bianco · f3 pedone del bianco · a2 pedone del bianco · b2 pedone del bianco · c2 pedone del bianco · g2 pedone del bianco · h2 pedone del bianco · a1 torre del bianco · c1 alfiere del bianco · d1 donna del bianco · e1 re del bianco · f1 alfiere del bianco · g1 cavallo del bianco · h1 torre del bianco | a8 torre del nero · b8 cavallo del nero · c8 alfiere del nero · d8 donna del nero · e8 re del nero · f8 alfiere del nero · h8 torre del nero · a7 pedone del nero · b7 pedone del nero · c7 pedone del nero · d7 pedone del nero · e7 pedone del nero · g7 pedone del nero · h7 pedone del nero · f6 cavallo del nero · d4 pedone del bianco · e4 pedone del nero · c3 cavallo del bianco · f3 pedone del bianco · a2 pedone del bianco · b2 pedone del bianco · c2 pedone del bianco · g2 pedone del bianco · h2 pedone del bianco · a1 torre del bianco · c1 alfiere del bianco · d1 donna del bianco · e1 re del bianco · f1 alfiere del bianco · g1 cavallo del bianco · h1 torre del bianco | a8 torre del nero · b8 cavallo del nero · c8 alfiere del nero · d8 donna del nero · e8 re del nero · f8 alfiere del nero · h8 torre del nero · a7 pedone del nero · b7 pedone del nero · c7 pedone del nero · d7 pedone del nero · e7 pedone del nero · g7 pedone del nero · h7 pedone del nero · f6 cavallo del nero · d4 pedone del bianco · e4 pedone del nero · c3 cavallo del bianco · f3 pedone del bianco · a2 pedone del bianco · b2 pedone del bianco · c2 pedone del bianco · g2 pedone del bianco · h2 pedone del bianco · a1 torre del bianco · c1 alfiere del bianco · d1 donna del bianco · e1 re del bianco · f1 alfiere del bianco · g1 cavallo del bianco · h1 torre del bianco | a8 torre del nero · b8 cavallo del nero · c8 alfiere del nero · d8 donna del nero · e8 re del nero · f8 alfiere del nero · h8 torre del nero · a7 pedone del nero · b7 pedone del nero · c7 pedone del nero · d7 pedone del nero · e7 pedone del nero · g7 pedone del nero · h7 pedone del nero · f6 cavallo del nero · d4 pedone del bianco · e4 pedone del nero · c3 cavallo del bianco · f3 pedone del bianco · a2 pedone del bianco · b2 pedone del bianco · c2 pedone del bianco · g2 pedone del bianco · h2 pedone del bianco · a1 torre del bianco · c1 alfiere del bianco · d1 donna del bianco · e1 re del bianco · f1 alfiere del bianco · g1 cavallo del bianco · h1 torre del bianco | a8 torre del nero · b8 cavallo del nero · c8 alfiere del nero · d8 donna del nero · e8 re del nero · f8 alfiere del nero · h8 torre del nero · a7 pedone del nero · b7 pedone del nero · c7 pedone del nero · d7 pedone del nero · e7 pedone del nero · g7 pedone del nero · h7 pedone del nero · f6 cavallo del nero · d4 pedone del bianco · e4 pedone del nero · c3 cavallo del bianco · f3 pedone del bianco · a2 pedone del bianco · b2 pedone del bianco · c2 pedone del bianco · g2 pedone del bianco · h2 pedone del bianco · a1 torre del bianco · c1 alfiere del bianco · d1 donna del bianco · e1 re del bianco · f1 alfiere del bianco · g1 cavallo del bianco · h1 torre del bianco | a8 torre del nero · b8 cavallo del nero · c8 alfiere del nero · d8 donna del nero · e8 re del nero · f8 alfiere del nero · h8 torre del nero · a7 pedone del nero · b7 pedone del nero · c7 pedone del nero · d7 pedone del nero · e7 pedone del nero · g7 pedone del nero · h7 pedone del nero · f6 cavallo del nero · d4 pedone del bianco · e4 pedone del nero · c3 cavallo del bianco · f3 pedone del bianco · a2 pedone del bianco · b2 pedone del bianco · c2 pedone del bianco · g2 pedone del bianco · h2 pedone del bianco · a1 torre del bianco · c1 alfiere del bianco · d1 donna del bianco · e1 re del bianco · f1 alfiere del bianco · g1 cavallo del bianco · h1 torre del bianco | a8 torre del nero · b8 cavallo del nero · c8 alfiere del nero · d8 donna del nero · e8 re del nero · f8 alfiere del nero · h8 torre del nero · a7 pedone del nero · b7 pedone del nero · c7 pedone del nero · d7 pedone del nero · e7 pedone del nero · g7 pedone del nero · h7 pedone del nero · f6 cavallo del nero · d4 pedone del bianco · e4 pedone del nero · c3 cavallo del bianco · f3 pedone del bianco · a2 pedone del bianco · b2 pedone del bianco · c2 pedone del bianco · g2 pedone del bianco · h2 pedone del bianco · a1 torre del bianco · c1 alfiere del bianco · d1 donna del bianco · e1 re del bianco · f1 alfiere del bianco · g1 cavallo del bianco · h1 torre del bianco | 2 |
| 1 | a8 torre del nero · b8 cavallo del nero · c8 alfiere del nero · d8 donna del nero · e8 re del nero · f8 alfiere del nero · h8 torre del nero · a7 pedone del nero · b7 pedone del nero · c7 pedone del nero · d7 pedone del nero · e7 pedone del nero · g7 pedone del nero · h7 pedone del nero · f6 cavallo del nero · d4 pedone del bianco · e4 pedone del nero · c3 cavallo del bianco · f3 pedone del bianco · a2 pedone del bianco · b2 pedone del bianco · c2 pedone del bianco · g2 pedone del bianco · h2 pedone del bianco · a1 torre del bianco · c1 alfiere del bianco · d1 donna del bianco · e1 re del bianco · f1 alfiere del bianco · g1 cavallo del bianco · h1 torre del bianco | a8 torre del nero · b8 cavallo del nero · c8 alfiere del nero · d8 donna del nero · e8 re del nero · f8 alfiere del nero · h8 torre del nero · a7 pedone del nero · b7 pedone del nero · c7 pedone del nero · d7 pedone del nero · e7 pedone del nero · g7 pedone del nero · h7 pedone del nero · f6 cavallo del nero · d4 pedone del bianco · e4 pedone del nero · c3 cavallo del bianco · f3 pedone del bianco · a2 pedone del bianco · b2 pedone del bianco · c2 pedone del bianco · g2 pedone del bianco · h2 pedone del bianco · a1 torre del bianco · c1 alfiere del bianco · d1 donna del bianco · e1 re del bianco · f1 alfiere del bianco · g1 cavallo del bianco · h1 torre del bianco | a8 torre del nero · b8 cavallo del nero · c8 alfiere del nero · d8 donna del nero · e8 re del nero · f8 alfiere del nero · h8 torre del nero · a7 pedone del nero · b7 pedone del nero · c7 pedone del nero · d7 pedone del nero · e7 pedone del nero · g7 pedone del nero · h7 pedone del nero · f6 cavallo del nero · d4 pedone del bianco · e4 pedone del nero · c3 cavallo del bianco · f3 pedone del bianco · a2 pedone del bianco · b2 pedone del bianco · c2 pedone del bianco · g2 pedone del bianco · h2 pedone del bianco · a1 torre del bianco · c1 alfiere del bianco · d1 donna del bianco · e1 re del bianco · f1 alfiere del bianco · g1 cavallo del bianco · h1 torre del bianco | a8 torre del nero · b8 cavallo del nero · c8 alfiere del nero · d8 donna del nero · e8 re del nero · f8 alfiere del nero · h8 torre del nero · a7 pedone del nero · b7 pedone del nero · c7 pedone del nero · d7 pedone del nero · e7 pedone del nero · g7 pedone del nero · h7 pedone del nero · f6 cavallo del nero · d4 pedone del bianco · e4 pedone del nero · c3 cavallo del bianco · f3 pedone del bianco · a2 pedone del bianco · b2 pedone del bianco · c2 pedone del bianco · g2 pedone del bianco · h2 pedone del bianco · a1 torre del bianco · c1 alfiere del bianco · d1 donna del bianco · e1 re del bianco · f1 alfiere del bianco · g1 cavallo del bianco · h1 torre del bianco | a8 torre del nero · b8 cavallo del nero · c8 alfiere del nero · d8 donna del nero · e8 re del nero · f8 alfiere del nero · h8 torre del nero · a7 pedone del nero · b7 pedone del nero · c7 pedone del nero · d7 pedone del nero · e7 pedone del nero · g7 pedone del nero · h7 pedone del nero · f6 cavallo del nero · d4 pedone del bianco · e4 pedone del nero · c3 cavallo del bianco · f3 pedone del bianco · a2 pedone del bianco · b2 pedone del bianco · c2 pedone del bianco · g2 pedone del bianco · h2 pedone del bianco · a1 torre del bianco · c1 alfiere del bianco · d1 donna del bianco · e1 re del bianco · f1 alfiere del bianco · g1 cavallo del bianco · h1 torre del bianco | a8 torre del nero · b8 cavallo del nero · c8 alfiere del nero · d8 donna del nero · e8 re del nero · f8 alfiere del nero · h8 torre del nero · a7 pedone del nero · b7 pedone del nero · c7 pedone del nero · d7 pedone del nero · e7 pedone del nero · g7 pedone del nero · h7 pedone del nero · f6 cavallo del nero · d4 pedone del bianco · e4 pedone del nero · c3 cavallo del bianco · f3 pedone del bianco · a2 pedone del bianco · b2 pedone del bianco · c2 pedone del bianco · g2 pedone del bianco · h2 pedone del bianco · a1 torre del bianco · c1 alfiere del bianco · d1 donna del bianco · e1 re del bianco · f1 alfiere del bianco · g1 cavallo del bianco · h1 torre del bianco | a8 torre del nero · b8 cavallo del nero · c8 alfiere del nero · d8 donna del nero · e8 re del nero · f8 alfiere del nero · h8 torre del nero · a7 pedone del nero · b7 pedone del nero · c7 pedone del nero · d7 pedone del nero · e7 pedone del nero · g7 pedone del nero · h7 pedone del nero · f6 cavallo del nero · d4 pedone del bianco · e4 pedone del nero · c3 cavallo del bianco · f3 pedone del bianco · a2 pedone del bianco · b2 pedone del bianco · c2 pedone del bianco · g2 pedone del bianco · h2 pedone del bianco · a1 torre del bianco · c1 alfiere del bianco · d1 donna del bianco · e1 re del bianco · f1 alfiere del bianco · g1 cavallo del bianco · h1 torre del bianco | a8 torre del nero · b8 cavallo del nero · c8 alfiere del nero · d8 donna del nero · e8 re del nero · f8 alfiere del nero · h8 torre del nero · a7 pedone del nero · b7 pedone del nero · c7 pedone del nero · d7 pedone del nero · e7 pedone del nero · g7 pedone del nero · h7 pedone del nero · f6 cavallo del nero · d4 pedone del bianco · e4 pedone del nero · c3 cavallo del bianco · f3 pedone del bianco · a2 pedone del bianco · b2 pedone del bianco · c2 pedone del bianco · g2 pedone del bianco · h2 pedone del bianco · a1 torre del bianco · c1 alfiere del bianco · d1 donna del bianco · e1 re del bianco · f1 alfiere del bianco · g1 cavallo del bianco · h1 torre del bianco | 1 |
|   | a | b | c | d | e | f | g | h |   |

A gioco corretto, questa variante è pessima per il Bianco, che vorrebbe che l'avversario mangiasse il pedone offerto, ma per il Nero è più vantaggioso difendere il pedone di vantaggio con 4...d5.
Normalmente a questo punto si cambiano i due pedoni in contatto con 
5 fxe4 dxe4
e già in questa posizione il pedone in e4 contrasta l'ingresso del Bianco nelle fondamentali case f3 e d3.
La principale linea prosegue con 
6.Ag5 Af5
7.Ac4
Quest'ultima mossa rende più dinamico il gioco del Bianco, perché conquista la diagonale a2-g8 e, perciò, puntare alle debolezze dell'avversario, ma non sono sufficienti per la parità a gioco corretto.

#### 4.g4
Questa mossa è la più aggressiva per il Bianco, anche se rende il suo Re più debole, situazione che il Nero potrebbe sfruttare in seguito.

#### 4.Ag5
È la linea più comune usata dal Bianco, a cui il Nero risponde con 
4...Cc6
e la partita prosegue con
5.d5 Ce5
6.Dd4 Cf7
Il Nero ha piazzato il Cavallo nella casa f7 e da lì può attaccare e difendere, perciò il Bianco elimina subito la possibile futura minaccia con
7.Axf6

### Variante Rubinstein
|   | a | b | c | d | e | f | g | h |   |
| 8 | a8 torre del nero · b8 cavallo del nero · c8 alfiere del nero · d8 donna del nero · e8 re del nero · f8 alfiere del nero · h8 torre del nero · a7 pedone del nero · b7 pedone del nero · c7 pedone del nero · d7 pedone del nero · e7 pedone del nero · g7 pedone del nero · h7 pedone del nero · f6 cavallo del nero · f5 pedone del nero · c4 pedone del bianco · d4 pedone del bianco · c3 cavallo del bianco · a2 pedone del bianco · b2 pedone del bianco · e2 pedone del bianco · f2 pedone del bianco · g2 pedone del bianco · h2 pedone del bianco · a1 torre del bianco · c1 alfiere del bianco · d1 donna del bianco · e1 re del bianco · f1 alfiere del bianco · g1 cavallo del bianco · h1 torre del bianco | a8 torre del nero · b8 cavallo del nero · c8 alfiere del nero · d8 donna del nero · e8 re del nero · f8 alfiere del nero · h8 torre del nero · a7 pedone del nero · b7 pedone del nero · c7 pedone del nero · d7 pedone del nero · e7 pedone del nero · g7 pedone del nero · h7 pedone del nero · f6 cavallo del nero · f5 pedone del nero · c4 pedone del bianco · d4 pedone del bianco · c3 cavallo del bianco · a2 pedone del bianco · b2 pedone del bianco · e2 pedone del bianco · f2 pedone del bianco · g2 pedone del bianco · h2 pedone del bianco · a1 torre del bianco · c1 alfiere del bianco · d1 donna del bianco · e1 re del bianco · f1 alfiere del bianco · g1 cavallo del bianco · h1 torre del bianco | a8 torre del nero · b8 cavallo del nero · c8 alfiere del nero · d8 donna del nero · e8 re del nero · f8 alfiere del nero · h8 torre del nero · a7 pedone del nero · b7 pedone del nero · c7 pedone del nero · d7 pedone del nero · e7 pedone del nero · g7 pedone del nero · h7 pedone del nero · f6 cavallo del nero · f5 pedone del nero · c4 pedone del bianco · d4 pedone del bianco · c3 cavallo del bianco · a2 pedone del bianco · b2 pedone del bianco · e2 pedone del bianco · f2 pedone del bianco · g2 pedone del bianco · h2 pedone del bianco · a1 torre del bianco · c1 alfiere del bianco · d1 donna del bianco · e1 re del bianco · f1 alfiere del bianco · g1 cavallo del bianco · h1 torre del bianco | a8 torre del nero · b8 cavallo del nero · c8 alfiere del nero · d8 donna del nero · e8 re del nero · f8 alfiere del nero · h8 torre del nero · a7 pedone del nero · b7 pedone del nero · c7 pedone del nero · d7 pedone del nero · e7 pedone del nero · g7 pedone del nero · h7 pedone del nero · f6 cavallo del nero · f5 pedone del nero · c4 pedone del bianco · d4 pedone del bianco · c3 cavallo del bianco · a2 pedone del bianco · b2 pedone del bianco · e2 pedone del bianco · f2 pedone del bianco · g2 pedone del bianco · h2 pedone del bianco · a1 torre del bianco · c1 alfiere del bianco · d1 donna del bianco · e1 re del bianco · f1 alfiere del bianco · g1 cavallo del bianco · h1 torre del bianco | a8 torre del nero · b8 cavallo del nero · c8 alfiere del nero · d8 donna del nero · e8 re del nero · f8 alfiere del nero · h8 torre del nero · a7 pedone del nero · b7 pedone del nero · c7 pedone del nero · d7 pedone del nero · e7 pedone del nero · g7 pedone del nero · h7 pedone del nero · f6 cavallo del nero · f5 pedone del nero · c4 pedone del bianco · d4 pedone del bianco · c3 cavallo del bianco · a2 pedone del bianco · b2 pedone del bianco · e2 pedone del bianco · f2 pedone del bianco · g2 pedone del bianco · h2 pedone del bianco · a1 torre del bianco · c1 alfiere del bianco · d1 donna del bianco · e1 re del bianco · f1 alfiere del bianco · g1 cavallo del bianco · h1 torre del bianco | a8 torre del nero · b8 cavallo del nero · c8 alfiere del nero · d8 donna del nero · e8 re del nero · f8 alfiere del nero · h8 torre del nero · a7 pedone del nero · b7 pedone del nero · c7 pedone del nero · d7 pedone del nero · e7 pedone del nero · g7 pedone del nero · h7 pedone del nero · f6 cavallo del nero · f5 pedone del nero · c4 pedone del bianco · d4 pedone del bianco · c3 cavallo del bianco · a2 pedone del bianco · b2 pedone del bianco · e2 pedone del bianco · f2 pedone del bianco · g2 pedone del bianco · h2 pedone del bianco · a1 torre del bianco · c1 alfiere del bianco · d1 donna del bianco · e1 re del bianco · f1 alfiere del bianco · g1 cavallo del bianco · h1 torre del bianco | a8 torre del nero · b8 cavallo del nero · c8 alfiere del nero · d8 donna del nero · e8 re del nero · f8 alfiere del nero · h8 torre del nero · a7 pedone del nero · b7 pedone del nero · c7 pedone del nero · d7 pedone del nero · e7 pedone del nero · g7 pedone del nero · h7 pedone del nero · f6 cavallo del nero · f5 pedone del nero · c4 pedone del bianco · d4 pedone del bianco · c3 cavallo del bianco · a2 pedone del bianco · b2 pedone del bianco · e2 pedone del bianco · f2 pedone del bianco · g2 pedone del bianco · h2 pedone del bianco · a1 torre del bianco · c1 alfiere del bianco · d1 donna del bianco · e1 re del bianco · f1 alfiere del bianco · g1 cavallo del bianco · h1 torre del bianco | a8 torre del nero · b8 cavallo del nero · c8 alfiere del nero · d8 donna del nero · e8 re del nero · f8 alfiere del nero · h8 torre del nero · a7 pedone del nero · b7 pedone del nero · c7 pedone del nero · d7 pedone del nero · e7 pedone del nero · g7 pedone del nero · h7 pedone del nero · f6 cavallo del nero · f5 pedone del nero · c4 pedone del bianco · d4 pedone del bianco · c3 cavallo del bianco · a2 pedone del bianco · b2 pedone del bianco · e2 pedone del bianco · f2 pedone del bianco · g2 pedone del bianco · h2 pedone del bianco · a1 torre del bianco · c1 alfiere del bianco · d1 donna del bianco · e1 re del bianco · f1 alfiere del bianco · g1 cavallo del bianco · h1 torre del bianco | 8 |
| 7 | a8 torre del nero · b8 cavallo del nero · c8 alfiere del nero · d8 donna del nero · e8 re del nero · f8 alfiere del nero · h8 torre del nero · a7 pedone del nero · b7 pedone del nero · c7 pedone del nero · d7 pedone del nero · e7 pedone del nero · g7 pedone del nero · h7 pedone del nero · f6 cavallo del nero · f5 pedone del nero · c4 pedone del bianco · d4 pedone del bianco · c3 cavallo del bianco · a2 pedone del bianco · b2 pedone del bianco · e2 pedone del bianco · f2 pedone del bianco · g2 pedone del bianco · h2 pedone del bianco · a1 torre del bianco · c1 alfiere del bianco · d1 donna del bianco · e1 re del bianco · f1 alfiere del bianco · g1 cavallo del bianco · h1 torre del bianco | a8 torre del nero · b8 cavallo del nero · c8 alfiere del nero · d8 donna del nero · e8 re del nero · f8 alfiere del nero · h8 torre del nero · a7 pedone del nero · b7 pedone del nero · c7 pedone del nero · d7 pedone del nero · e7 pedone del nero · g7 pedone del nero · h7 pedone del nero · f6 cavallo del nero · f5 pedone del nero · c4 pedone del bianco · d4 pedone del bianco · c3 cavallo del bianco · a2 pedone del bianco · b2 pedone del bianco · e2 pedone del bianco · f2 pedone del bianco · g2 pedone del bianco · h2 pedone del bianco · a1 torre del bianco · c1 alfiere del bianco · d1 donna del bianco · e1 re del bianco · f1 alfiere del bianco · g1 cavallo del bianco · h1 torre del bianco | a8 torre del nero · b8 cavallo del nero · c8 alfiere del nero · d8 donna del nero · e8 re del nero · f8 alfiere del nero · h8 torre del nero · a7 pedone del nero · b7 pedone del nero · c7 pedone del nero · d7 pedone del nero · e7 pedone del nero · g7 pedone del nero · h7 pedone del nero · f6 cavallo del nero · f5 pedone del nero · c4 pedone del bianco · d4 pedone del bianco · c3 cavallo del bianco · a2 pedone del bianco · b2 pedone del bianco · e2 pedone del bianco · f2 pedone del bianco · g2 pedone del bianco · h2 pedone del bianco · a1 torre del bianco · c1 alfiere del bianco · d1 donna del bianco · e1 re del bianco · f1 alfiere del bianco · g1 cavallo del bianco · h1 torre del bianco | a8 torre del nero · b8 cavallo del nero · c8 alfiere del nero · d8 donna del nero · e8 re del nero · f8 alfiere del nero · h8 torre del nero · a7 pedone del nero · b7 pedone del nero · c7 pedone del nero · d7 pedone del nero · e7 pedone del nero · g7 pedone del nero · h7 pedone del nero · f6 cavallo del nero · f5 pedone del nero · c4 pedone del bianco · d4 pedone del bianco · c3 cavallo del bianco · a2 pedone del bianco · b2 pedone del bianco · e2 pedone del bianco · f2 pedone del bianco · g2 pedone del bianco · h2 pedone del bianco · a1 torre del bianco · c1 alfiere del bianco · d1 donna del bianco · e1 re del bianco · f1 alfiere del bianco · g1 cavallo del bianco · h1 torre del bianco | a8 torre del nero · b8 cavallo del nero · c8 alfiere del nero · d8 donna del nero · e8 re del nero · f8 alfiere del nero · h8 torre del nero · a7 pedone del nero · b7 pedone del nero · c7 pedone del nero · d7 pedone del nero · e7 pedone del nero · g7 pedone del nero · h7 pedone del nero · f6 cavallo del nero · f5 pedone del nero · c4 pedone del bianco · d4 pedone del bianco · c3 cavallo del bianco · a2 pedone del bianco · b2 pedone del bianco · e2 pedone del bianco · f2 pedone del bianco · g2 pedone del bianco · h2 pedone del bianco · a1 torre del bianco · c1 alfiere del bianco · d1 donna del bianco · e1 re del bianco · f1 alfiere del bianco · g1 cavallo del bianco · h1 torre del bianco | a8 torre del nero · b8 cavallo del nero · c8 alfiere del nero · d8 donna del nero · e8 re del nero · f8 alfiere del nero · h8 torre del nero · a7 pedone del nero · b7 pedone del nero · c7 pedone del nero · d7 pedone del nero · e7 pedone del nero · g7 pedone del nero · h7 pedone del nero · f6 cavallo del nero · f5 pedone del nero · c4 pedone del bianco · d4 pedone del bianco · c3 cavallo del bianco · a2 pedone del bianco · b2 pedone del bianco · e2 pedone del bianco · f2 pedone del bianco · g2 pedone del bianco · h2 pedone del bianco · a1 torre del bianco · c1 alfiere del bianco · d1 donna del bianco · e1 re del bianco · f1 alfiere del bianco · g1 cavallo del bianco · h1 torre del bianco | a8 torre del nero · b8 cavallo del nero · c8 alfiere del nero · d8 donna del nero · e8 re del nero · f8 alfiere del nero · h8 torre del nero · a7 pedone del nero · b7 pedone del nero · c7 pedone del nero · d7 pedone del nero · e7 pedone del nero · g7 pedone del nero · h7 pedone del nero · f6 cavallo del nero · f5 pedone del nero · c4 pedone del bianco · d4 pedone del bianco · c3 cavallo del bianco · a2 pedone del bianco · b2 pedone del bianco · e2 pedone del bianco · f2 pedone del bianco · g2 pedone del bianco · h2 pedone del bianco · a1 torre del bianco · c1 alfiere del bianco · d1 donna del bianco · e1 re del bianco · f1 alfiere del bianco · g1 cavallo del bianco · h1 torre del bianco | a8 torre del nero · b8 cavallo del nero · c8 alfiere del nero · d8 donna del nero · e8 re del nero · f8 alfiere del nero · h8 torre del nero · a7 pedone del nero · b7 pedone del nero · c7 pedone del nero · d7 pedone del nero · e7 pedone del nero · g7 pedone del nero · h7 pedone del nero · f6 cavallo del nero · f5 pedone del nero · c4 pedone del bianco · d4 pedone del bianco · c3 cavallo del bianco · a2 pedone del bianco · b2 pedone del bianco · e2 pedone del bianco · f2 pedone del bianco · g2 pedone del bianco · h2 pedone del bianco · a1 torre del bianco · c1 alfiere del bianco · d1 donna del bianco · e1 re del bianco · f1 alfiere del bianco · g1 cavallo del bianco · h1 torre del bianco | 7 |
| 6 | a8 torre del nero · b8 cavallo del nero · c8 alfiere del nero · d8 donna del nero · e8 re del nero · f8 alfiere del nero · h8 torre del nero · a7 pedone del nero · b7 pedone del nero · c7 pedone del nero · d7 pedone del nero · e7 pedone del nero · g7 pedone del nero · h7 pedone del nero · f6 cavallo del nero · f5 pedone del nero · c4 pedone del bianco · d4 pedone del bianco · c3 cavallo del bianco · a2 pedone del bianco · b2 pedone del bianco · e2 pedone del bianco · f2 pedone del bianco · g2 pedone del bianco · h2 pedone del bianco · a1 torre del bianco · c1 alfiere del bianco · d1 donna del bianco · e1 re del bianco · f1 alfiere del bianco · g1 cavallo del bianco · h1 torre del bianco | a8 torre del nero · b8 cavallo del nero · c8 alfiere del nero · d8 donna del nero · e8 re del nero · f8 alfiere del nero · h8 torre del nero · a7 pedone del nero · b7 pedone del nero · c7 pedone del nero · d7 pedone del nero · e7 pedone del nero · g7 pedone del nero · h7 pedone del nero · f6 cavallo del nero · f5 pedone del nero · c4 pedone del bianco · d4 pedone del bianco · c3 cavallo del bianco · a2 pedone del bianco · b2 pedone del bianco · e2 pedone del bianco · f2 pedone del bianco · g2 pedone del bianco · h2 pedone del bianco · a1 torre del bianco · c1 alfiere del bianco · d1 donna del bianco · e1 re del bianco · f1 alfiere del bianco · g1 cavallo del bianco · h1 torre del bianco | a8 torre del nero · b8 cavallo del nero · c8 alfiere del nero · d8 donna del nero · e8 re del nero · f8 alfiere del nero · h8 torre del nero · a7 pedone del nero · b7 pedone del nero · c7 pedone del nero · d7 pedone del nero · e7 pedone del nero · g7 pedone del nero · h7 pedone del nero · f6 cavallo del nero · f5 pedone del nero · c4 pedone del bianco · d4 pedone del bianco · c3 cavallo del bianco · a2 pedone del bianco · b2 pedone del bianco · e2 pedone del bianco · f2 pedone del bianco · g2 pedone del bianco · h2 pedone del bianco · a1 torre del bianco · c1 alfiere del bianco · d1 donna del bianco · e1 re del bianco · f1 alfiere del bianco · g1 cavallo del bianco · h1 torre del bianco | a8 torre del nero · b8 cavallo del nero · c8 alfiere del nero · d8 donna del nero · e8 re del nero · f8 alfiere del nero · h8 torre del nero · a7 pedone del nero · b7 pedone del nero · c7 pedone del nero · d7 pedone del nero · e7 pedone del nero · g7 pedone del nero · h7 pedone del nero · f6 cavallo del nero · f5 pedone del nero · c4 pedone del bianco · d4 pedone del bianco · c3 cavallo del bianco · a2 pedone del bianco · b2 pedone del bianco · e2 pedone del bianco · f2 pedone del bianco · g2 pedone del bianco · h2 pedone del bianco · a1 torre del bianco · c1 alfiere del bianco · d1 donna del bianco · e1 re del bianco · f1 alfiere del bianco · g1 cavallo del bianco · h1 torre del bianco | a8 torre del nero · b8 cavallo del nero · c8 alfiere del nero · d8 donna del nero · e8 re del nero · f8 alfiere del nero · h8 torre del nero · a7 pedone del nero · b7 pedone del nero · c7 pedone del nero · d7 pedone del nero · e7 pedone del nero · g7 pedone del nero · h7 pedone del nero · f6 cavallo del nero · f5 pedone del nero · c4 pedone del bianco · d4 pedone del bianco · c3 cavallo del bianco · a2 pedone del bianco · b2 pedone del bianco · e2 pedone del bianco · f2 pedone del bianco · g2 pedone del bianco · h2 pedone del bianco · a1 torre del bianco · c1 alfiere del bianco · d1 donna del bianco · e1 re del bianco · f1 alfiere del bianco · g1 cavallo del bianco · h1 torre del bianco | a8 torre del nero · b8 cavallo del nero · c8 alfiere del nero · d8 donna del nero · e8 re del nero · f8 alfiere del nero · h8 torre del nero · a7 pedone del nero · b7 pedone del nero · c7 pedone del nero · d7 pedone del nero · e7 pedone del nero · g7 pedone del nero · h7 pedone del nero · f6 cavallo del nero · f5 pedone del nero · c4 pedone del bianco · d4 pedone del bianco · c3 cavallo del bianco · a2 pedone del bianco · b2 pedone del bianco · e2 pedone del bianco · f2 pedone del bianco · g2 pedone del bianco · h2 pedone del bianco · a1 torre del bianco · c1 alfiere del bianco · d1 donna del bianco · e1 re del bianco · f1 alfiere del bianco · g1 cavallo del bianco · h1 torre del bianco | a8 torre del nero · b8 cavallo del nero · c8 alfiere del nero · d8 donna del nero · e8 re del nero · f8 alfiere del nero · h8 torre del nero · a7 pedone del nero · b7 pedone del nero · c7 pedone del nero · d7 pedone del nero · e7 pedone del nero · g7 pedone del nero · h7 pedone del nero · f6 cavallo del nero · f5 pedone del nero · c4 pedone del bianco · d4 pedone del bianco · c3 cavallo del bianco · a2 pedone del bianco · b2 pedone del bianco · e2 pedone del bianco · f2 pedone del bianco · g2 pedone del bianco · h2 pedone del bianco · a1 torre del bianco · c1 alfiere del bianco · d1 donna del bianco · e1 re del bianco · f1 alfiere del bianco · g1 cavallo del bianco · h1 torre del bianco | a8 torre del nero · b8 cavallo del nero · c8 alfiere del nero · d8 donna del nero · e8 re del nero · f8 alfiere del nero · h8 torre del nero · a7 pedone del nero · b7 pedone del nero · c7 pedone del nero · d7 pedone del nero · e7 pedone del nero · g7 pedone del nero · h7 pedone del nero · f6 cavallo del nero · f5 pedone del nero · c4 pedone del bianco · d4 pedone del bianco · c3 cavallo del bianco · a2 pedone del bianco · b2 pedone del bianco · e2 pedone del bianco · f2 pedone del bianco · g2 pedone del bianco · h2 pedone del bianco · a1 torre del bianco · c1 alfiere del bianco · d1 donna del bianco · e1 re del bianco · f1 alfiere del bianco · g1 cavallo del bianco · h1 torre del bianco | 6 |
| 5 | a8 torre del nero · b8 cavallo del nero · c8 alfiere del nero · d8 donna del nero · e8 re del nero · f8 alfiere del nero · h8 torre del nero · a7 pedone del nero · b7 pedone del nero · c7 pedone del nero · d7 pedone del nero · e7 pedone del nero · g7 pedone del nero · h7 pedone del nero · f6 cavallo del nero · f5 pedone del nero · c4 pedone del bianco · d4 pedone del bianco · c3 cavallo del bianco · a2 pedone del bianco · b2 pedone del bianco · e2 pedone del bianco · f2 pedone del bianco · g2 pedone del bianco · h2 pedone del bianco · a1 torre del bianco · c1 alfiere del bianco · d1 donna del bianco · e1 re del bianco · f1 alfiere del bianco · g1 cavallo del bianco · h1 torre del bianco | a8 torre del nero · b8 cavallo del nero · c8 alfiere del nero · d8 donna del nero · e8 re del nero · f8 alfiere del nero · h8 torre del nero · a7 pedone del nero · b7 pedone del nero · c7 pedone del nero · d7 pedone del nero · e7 pedone del nero · g7 pedone del nero · h7 pedone del nero · f6 cavallo del nero · f5 pedone del nero · c4 pedone del bianco · d4 pedone del bianco · c3 cavallo del bianco · a2 pedone del bianco · b2 pedone del bianco · e2 pedone del bianco · f2 pedone del bianco · g2 pedone del bianco · h2 pedone del bianco · a1 torre del bianco · c1 alfiere del bianco · d1 donna del bianco · e1 re del bianco · f1 alfiere del bianco · g1 cavallo del bianco · h1 torre del bianco | a8 torre del nero · b8 cavallo del nero · c8 alfiere del nero · d8 donna del nero · e8 re del nero · f8 alfiere del nero · h8 torre del nero · a7 pedone del nero · b7 pedone del nero · c7 pedone del nero · d7 pedone del nero · e7 pedone del nero · g7 pedone del nero · h7 pedone del nero · f6 cavallo del nero · f5 pedone del nero · c4 pedone del bianco · d4 pedone del bianco · c3 cavallo del bianco · a2 pedone del bianco · b2 pedone del bianco · e2 pedone del bianco · f2 pedone del bianco · g2 pedone del bianco · h2 pedone del bianco · a1 torre del bianco · c1 alfiere del bianco · d1 donna del bianco · e1 re del bianco · f1 alfiere del bianco · g1 cavallo del bianco · h1 torre del bianco | a8 torre del nero · b8 cavallo del nero · c8 alfiere del nero · d8 donna del nero · e8 re del nero · f8 alfiere del nero · h8 torre del nero · a7 pedone del nero · b7 pedone del nero · c7 pedone del nero · d7 pedone del nero · e7 pedone del nero · g7 pedone del nero · h7 pedone del nero · f6 cavallo del nero · f5 pedone del nero · c4 pedone del bianco · d4 pedone del bianco · c3 cavallo del bianco · a2 pedone del bianco · b2 pedone del bianco · e2 pedone del bianco · f2 pedone del bianco · g2 pedone del bianco · h2 pedone del bianco · a1 torre del bianco · c1 alfiere del bianco · d1 donna del bianco · e1 re del bianco · f1 alfiere del bianco · g1 cavallo del bianco · h1 torre del bianco | a8 torre del nero · b8 cavallo del nero · c8 alfiere del nero · d8 donna del nero · e8 re del nero · f8 alfiere del nero · h8 torre del nero · a7 pedone del nero · b7 pedone del nero · c7 pedone del nero · d7 pedone del nero · e7 pedone del nero · g7 pedone del nero · h7 pedone del nero · f6 cavallo del nero · f5 pedone del nero · c4 pedone del bianco · d4 pedone del bianco · c3 cavallo del bianco · a2 pedone del bianco · b2 pedone del bianco · e2 pedone del bianco · f2 pedone del bianco · g2 pedone del bianco · h2 pedone del bianco · a1 torre del bianco · c1 alfiere del bianco · d1 donna del bianco · e1 re del bianco · f1 alfiere del bianco · g1 cavallo del bianco · h1 torre del bianco | a8 torre del nero · b8 cavallo del nero · c8 alfiere del nero · d8 donna del nero · e8 re del nero · f8 alfiere del nero · h8 torre del nero · a7 pedone del nero · b7 pedone del nero · c7 pedone del nero · d7 pedone del nero · e7 pedone del nero · g7 pedone del nero · h7 pedone del nero · f6 cavallo del nero · f5 pedone del nero · c4 pedone del bianco · d4 pedone del bianco · c3 cavallo del bianco · a2 pedone del bianco · b2 pedone del bianco · e2 pedone del bianco · f2 pedone del bianco · g2 pedone del bianco · h2 pedone del bianco · a1 torre del bianco · c1 alfiere del bianco · d1 donna del bianco · e1 re del bianco · f1 alfiere del bianco · g1 cavallo del bianco · h1 torre del bianco | a8 torre del nero · b8 cavallo del nero · c8 alfiere del nero · d8 donna del nero · e8 re del nero · f8 alfiere del nero · h8 torre del nero · a7 pedone del nero · b7 pedone del nero · c7 pedone del nero · d7 pedone del nero · e7 pedone del nero · g7 pedone del nero · h7 pedone del nero · f6 cavallo del nero · f5 pedone del nero · c4 pedone del bianco · d4 pedone del bianco · c3 cavallo del bianco · a2 pedone del bianco · b2 pedone del bianco · e2 pedone del bianco · f2 pedone del bianco · g2 pedone del bianco · h2 pedone del bianco · a1 torre del bianco · c1 alfiere del bianco · d1 donna del bianco · e1 re del bianco · f1 alfiere del bianco · g1 cavallo del bianco · h1 torre del bianco | a8 torre del nero · b8 cavallo del nero · c8 alfiere del nero · d8 donna del nero · e8 re del nero · f8 alfiere del nero · h8 torre del nero · a7 pedone del nero · b7 pedone del nero · c7 pedone del nero · d7 pedone del nero · e7 pedone del nero · g7 pedone del nero · h7 pedone del nero · f6 cavallo del nero · f5 pedone del nero · c4 pedone del bianco · d4 pedone del bianco · c3 cavallo del bianco · a2 pedone del bianco · b2 pedone del bianco · e2 pedone del bianco · f2 pedone del bianco · g2 pedone del bianco · h2 pedone del bianco · a1 torre del bianco · c1 alfiere del bianco · d1 donna del bianco · e1 re del bianco · f1 alfiere del bianco · g1 cavallo del bianco · h1 torre del bianco | 5 |
| 4 | a8 torre del nero · b8 cavallo del nero · c8 alfiere del nero · d8 donna del nero · e8 re del nero · f8 alfiere del nero · h8 torre del nero · a7 pedone del nero · b7 pedone del nero · c7 pedone del nero · d7 pedone del nero · e7 pedone del nero · g7 pedone del nero · h7 pedone del nero · f6 cavallo del nero · f5 pedone del nero · c4 pedone del bianco · d4 pedone del bianco · c3 cavallo del bianco · a2 pedone del bianco · b2 pedone del bianco · e2 pedone del bianco · f2 pedone del bianco · g2 pedone del bianco · h2 pedone del bianco · a1 torre del bianco · c1 alfiere del bianco · d1 donna del bianco · e1 re del bianco · f1 alfiere del bianco · g1 cavallo del bianco · h1 torre del bianco | a8 torre del nero · b8 cavallo del nero · c8 alfiere del nero · d8 donna del nero · e8 re del nero · f8 alfiere del nero · h8 torre del nero · a7 pedone del nero · b7 pedone del nero · c7 pedone del nero · d7 pedone del nero · e7 pedone del nero · g7 pedone del nero · h7 pedone del nero · f6 cavallo del nero · f5 pedone del nero · c4 pedone del bianco · d4 pedone del bianco · c3 cavallo del bianco · a2 pedone del bianco · b2 pedone del bianco · e2 pedone del bianco · f2 pedone del bianco · g2 pedone del bianco · h2 pedone del bianco · a1 torre del bianco · c1 alfiere del bianco · d1 donna del bianco · e1 re del bianco · f1 alfiere del bianco · g1 cavallo del bianco · h1 torre del bianco | a8 torre del nero · b8 cavallo del nero · c8 alfiere del nero · d8 donna del nero · e8 re del nero · f8 alfiere del nero · h8 torre del nero · a7 pedone del nero · b7 pedone del nero · c7 pedone del nero · d7 pedone del nero · e7 pedone del nero · g7 pedone del nero · h7 pedone del nero · f6 cavallo del nero · f5 pedone del nero · c4 pedone del bianco · d4 pedone del bianco · c3 cavallo del bianco · a2 pedone del bianco · b2 pedone del bianco · e2 pedone del bianco · f2 pedone del bianco · g2 pedone del bianco · h2 pedone del bianco · a1 torre del bianco · c1 alfiere del bianco · d1 donna del bianco · e1 re del bianco · f1 alfiere del bianco · g1 cavallo del bianco · h1 torre del bianco | a8 torre del nero · b8 cavallo del nero · c8 alfiere del nero · d8 donna del nero · e8 re del nero · f8 alfiere del nero · h8 torre del nero · a7 pedone del nero · b7 pedone del nero · c7 pedone del nero · d7 pedone del nero · e7 pedone del nero · g7 pedone del nero · h7 pedone del nero · f6 cavallo del nero · f5 pedone del nero · c4 pedone del bianco · d4 pedone del bianco · c3 cavallo del bianco · a2 pedone del bianco · b2 pedone del bianco · e2 pedone del bianco · f2 pedone del bianco · g2 pedone del bianco · h2 pedone del bianco · a1 torre del bianco · c1 alfiere del bianco · d1 donna del bianco · e1 re del bianco · f1 alfiere del bianco · g1 cavallo del bianco · h1 torre del bianco | a8 torre del nero · b8 cavallo del nero · c8 alfiere del nero · d8 donna del nero · e8 re del nero · f8 alfiere del nero · h8 torre del nero · a7 pedone del nero · b7 pedone del nero · c7 pedone del nero · d7 pedone del nero · e7 pedone del nero · g7 pedone del nero · h7 pedone del nero · f6 cavallo del nero · f5 pedone del nero · c4 pedone del bianco · d4 pedone del bianco · c3 cavallo del bianco · a2 pedone del bianco · b2 pedone del bianco · e2 pedone del bianco · f2 pedone del bianco · g2 pedone del bianco · h2 pedone del bianco · a1 torre del bianco · c1 alfiere del bianco · d1 donna del bianco · e1 re del bianco · f1 alfiere del bianco · g1 cavallo del bianco · h1 torre del bianco | a8 torre del nero · b8 cavallo del nero · c8 alfiere del nero · d8 donna del nero · e8 re del nero · f8 alfiere del nero · h8 torre del nero · a7 pedone del nero · b7 pedone del nero · c7 pedone del nero · d7 pedone del nero · e7 pedone del nero · g7 pedone del nero · h7 pedone del nero · f6 cavallo del nero · f5 pedone del nero · c4 pedone del bianco · d4 pedone del bianco · c3 cavallo del bianco · a2 pedone del bianco · b2 pedone del bianco · e2 pedone del bianco · f2 pedone del bianco · g2 pedone del bianco · h2 pedone del bianco · a1 torre del bianco · c1 alfiere del bianco · d1 donna del bianco · e1 re del bianco · f1 alfiere del bianco · g1 cavallo del bianco · h1 torre del bianco | a8 torre del nero · b8 cavallo del nero · c8 alfiere del nero · d8 donna del nero · e8 re del nero · f8 alfiere del nero · h8 torre del nero · a7 pedone del nero · b7 pedone del nero · c7 pedone del nero · d7 pedone del nero · e7 pedone del nero · g7 pedone del nero · h7 pedone del nero · f6 cavallo del nero · f5 pedone del nero · c4 pedone del bianco · d4 pedone del bianco · c3 cavallo del bianco · a2 pedone del bianco · b2 pedone del bianco · e2 pedone del bianco · f2 pedone del bianco · g2 pedone del bianco · h2 pedone del bianco · a1 torre del bianco · c1 alfiere del bianco · d1 donna del bianco · e1 re del bianco · f1 alfiere del bianco · g1 cavallo del bianco · h1 torre del bianco | a8 torre del nero · b8 cavallo del nero · c8 alfiere del nero · d8 donna del nero · e8 re del nero · f8 alfiere del nero · h8 torre del nero · a7 pedone del nero · b7 pedone del nero · c7 pedone del nero · d7 pedone del nero · e7 pedone del nero · g7 pedone del nero · h7 pedone del nero · f6 cavallo del nero · f5 pedone del nero · c4 pedone del bianco · d4 pedone del bianco · c3 cavallo del bianco · a2 pedone del bianco · b2 pedone del bianco · e2 pedone del bianco · f2 pedone del bianco · g2 pedone del bianco · h2 pedone del bianco · a1 torre del bianco · c1 alfiere del bianco · d1 donna del bianco · e1 re del bianco · f1 alfiere del bianco · g1 cavallo del bianco · h1 torre del bianco | 4 |
| 3 | a8 torre del nero · b8 cavallo del nero · c8 alfiere del nero · d8 donna del nero · e8 re del nero · f8 alfiere del nero · h8 torre del nero · a7 pedone del nero · b7 pedone del nero · c7 pedone del nero · d7 pedone del nero · e7 pedone del nero · g7 pedone del nero · h7 pedone del nero · f6 cavallo del nero · f5 pedone del nero · c4 pedone del bianco · d4 pedone del bianco · c3 cavallo del bianco · a2 pedone del bianco · b2 pedone del bianco · e2 pedone del bianco · f2 pedone del bianco · g2 pedone del bianco · h2 pedone del bianco · a1 torre del bianco · c1 alfiere del bianco · d1 donna del bianco · e1 re del bianco · f1 alfiere del bianco · g1 cavallo del bianco · h1 torre del bianco | a8 torre del nero · b8 cavallo del nero · c8 alfiere del nero · d8 donna del nero · e8 re del nero · f8 alfiere del nero · h8 torre del nero · a7 pedone del nero · b7 pedone del nero · c7 pedone del nero · d7 pedone del nero · e7 pedone del nero · g7 pedone del nero · h7 pedone del nero · f6 cavallo del nero · f5 pedone del nero · c4 pedone del bianco · d4 pedone del bianco · c3 cavallo del bianco · a2 pedone del bianco · b2 pedone del bianco · e2 pedone del bianco · f2 pedone del bianco · g2 pedone del bianco · h2 pedone del bianco · a1 torre del bianco · c1 alfiere del bianco · d1 donna del bianco · e1 re del bianco · f1 alfiere del bianco · g1 cavallo del bianco · h1 torre del bianco | a8 torre del nero · b8 cavallo del nero · c8 alfiere del nero · d8 donna del nero · e8 re del nero · f8 alfiere del nero · h8 torre del nero · a7 pedone del nero · b7 pedone del nero · c7 pedone del nero · d7 pedone del nero · e7 pedone del nero · g7 pedone del nero · h7 pedone del nero · f6 cavallo del nero · f5 pedone del nero · c4 pedone del bianco · d4 pedone del bianco · c3 cavallo del bianco · a2 pedone del bianco · b2 pedone del bianco · e2 pedone del bianco · f2 pedone del bianco · g2 pedone del bianco · h2 pedone del bianco · a1 torre del bianco · c1 alfiere del bianco · d1 donna del bianco · e1 re del bianco · f1 alfiere del bianco · g1 cavallo del bianco · h1 torre del bianco | a8 torre del nero · b8 cavallo del nero · c8 alfiere del nero · d8 donna del nero · e8 re del nero · f8 alfiere del nero · h8 torre del nero · a7 pedone del nero · b7 pedone del nero · c7 pedone del nero · d7 pedone del nero · e7 pedone del nero · g7 pedone del nero · h7 pedone del nero · f6 cavallo del nero · f5 pedone del nero · c4 pedone del bianco · d4 pedone del bianco · c3 cavallo del bianco · a2 pedone del bianco · b2 pedone del bianco · e2 pedone del bianco · f2 pedone del bianco · g2 pedone del bianco · h2 pedone del bianco · a1 torre del bianco · c1 alfiere del bianco · d1 donna del bianco · e1 re del bianco · f1 alfiere del bianco · g1 cavallo del bianco · h1 torre del bianco | a8 torre del nero · b8 cavallo del nero · c8 alfiere del nero · d8 donna del nero · e8 re del nero · f8 alfiere del nero · h8 torre del nero · a7 pedone del nero · b7 pedone del nero · c7 pedone del nero · d7 pedone del nero · e7 pedone del nero · g7 pedone del nero · h7 pedone del nero · f6 cavallo del nero · f5 pedone del nero · c4 pedone del bianco · d4 pedone del bianco · c3 cavallo del bianco · a2 pedone del bianco · b2 pedone del bianco · e2 pedone del bianco · f2 pedone del bianco · g2 pedone del bianco · h2 pedone del bianco · a1 torre del bianco · c1 alfiere del bianco · d1 donna del bianco · e1 re del bianco · f1 alfiere del bianco · g1 cavallo del bianco · h1 torre del bianco | a8 torre del nero · b8 cavallo del nero · c8 alfiere del nero · d8 donna del nero · e8 re del nero · f8 alfiere del nero · h8 torre del nero · a7 pedone del nero · b7 pedone del nero · c7 pedone del nero · d7 pedone del nero · e7 pedone del nero · g7 pedone del nero · h7 pedone del nero · f6 cavallo del nero · f5 pedone del nero · c4 pedone del bianco · d4 pedone del bianco · c3 cavallo del bianco · a2 pedone del bianco · b2 pedone del bianco · e2 pedone del bianco · f2 pedone del bianco · g2 pedone del bianco · h2 pedone del bianco · a1 torre del bianco · c1 alfiere del bianco · d1 donna del bianco · e1 re del bianco · f1 alfiere del bianco · g1 cavallo del bianco · h1 torre del bianco | a8 torre del nero · b8 cavallo del nero · c8 alfiere del nero · d8 donna del nero · e8 re del nero · f8 alfiere del nero · h8 torre del nero · a7 pedone del nero · b7 pedone del nero · c7 pedone del nero · d7 pedone del nero · e7 pedone del nero · g7 pedone del nero · h7 pedone del nero · f6 cavallo del nero · f5 pedone del nero · c4 pedone del bianco · d4 pedone del bianco · c3 cavallo del bianco · a2 pedone del bianco · b2 pedone del bianco · e2 pedone del bianco · f2 pedone del bianco · g2 pedone del bianco · h2 pedone del bianco · a1 torre del bianco · c1 alfiere del bianco · d1 donna del bianco · e1 re del bianco · f1 alfiere del bianco · g1 cavallo del bianco · h1 torre del bianco | a8 torre del nero · b8 cavallo del nero · c8 alfiere del nero · d8 donna del nero · e8 re del nero · f8 alfiere del nero · h8 torre del nero · a7 pedone del nero · b7 pedone del nero · c7 pedone del nero · d7 pedone del nero · e7 pedone del nero · g7 pedone del nero · h7 pedone del nero · f6 cavallo del nero · f5 pedone del nero · c4 pedone del bianco · d4 pedone del bianco · c3 cavallo del bianco · a2 pedone del bianco · b2 pedone del bianco · e2 pedone del bianco · f2 pedone del bianco · g2 pedone del bianco · h2 pedone del bianco · a1 torre del bianco · c1 alfiere del bianco · d1 donna del bianco · e1 re del bianco · f1 alfiere del bianco · g1 cavallo del bianco · h1 torre del bianco | 3 |
| 2 | a8 torre del nero · b8 cavallo del nero · c8 alfiere del nero · d8 donna del nero · e8 re del nero · f8 alfiere del nero · h8 torre del nero · a7 pedone del nero · b7 pedone del nero · c7 pedone del nero · d7 pedone del nero · e7 pedone del nero · g7 pedone del nero · h7 pedone del nero · f6 cavallo del nero · f5 pedone del nero · c4 pedone del bianco · d4 pedone del bianco · c3 cavallo del bianco · a2 pedone del bianco · b2 pedone del bianco · e2 pedone del bianco · f2 pedone del bianco · g2 pedone del bianco · h2 pedone del bianco · a1 torre del bianco · c1 alfiere del bianco · d1 donna del bianco · e1 re del bianco · f1 alfiere del bianco · g1 cavallo del bianco · h1 torre del bianco | a8 torre del nero · b8 cavallo del nero · c8 alfiere del nero · d8 donna del nero · e8 re del nero · f8 alfiere del nero · h8 torre del nero · a7 pedone del nero · b7 pedone del nero · c7 pedone del nero · d7 pedone del nero · e7 pedone del nero · g7 pedone del nero · h7 pedone del nero · f6 cavallo del nero · f5 pedone del nero · c4 pedone del bianco · d4 pedone del bianco · c3 cavallo del bianco · a2 pedone del bianco · b2 pedone del bianco · e2 pedone del bianco · f2 pedone del bianco · g2 pedone del bianco · h2 pedone del bianco · a1 torre del bianco · c1 alfiere del bianco · d1 donna del bianco · e1 re del bianco · f1 alfiere del bianco · g1 cavallo del bianco · h1 torre del bianco | a8 torre del nero · b8 cavallo del nero · c8 alfiere del nero · d8 donna del nero · e8 re del nero · f8 alfiere del nero · h8 torre del nero · a7 pedone del nero · b7 pedone del nero · c7 pedone del nero · d7 pedone del nero · e7 pedone del nero · g7 pedone del nero · h7 pedone del nero · f6 cavallo del nero · f5 pedone del nero · c4 pedone del bianco · d4 pedone del bianco · c3 cavallo del bianco · a2 pedone del bianco · b2 pedone del bianco · e2 pedone del bianco · f2 pedone del bianco · g2 pedone del bianco · h2 pedone del bianco · a1 torre del bianco · c1 alfiere del bianco · d1 donna del bianco · e1 re del bianco · f1 alfiere del bianco · g1 cavallo del bianco · h1 torre del bianco | a8 torre del nero · b8 cavallo del nero · c8 alfiere del nero · d8 donna del nero · e8 re del nero · f8 alfiere del nero · h8 torre del nero · a7 pedone del nero · b7 pedone del nero · c7 pedone del nero · d7 pedone del nero · e7 pedone del nero · g7 pedone del nero · h7 pedone del nero · f6 cavallo del nero · f5 pedone del nero · c4 pedone del bianco · d4 pedone del bianco · c3 cavallo del bianco · a2 pedone del bianco · b2 pedone del bianco · e2 pedone del bianco · f2 pedone del bianco · g2 pedone del bianco · h2 pedone del bianco · a1 torre del bianco · c1 alfiere del bianco · d1 donna del bianco · e1 re del bianco · f1 alfiere del bianco · g1 cavallo del bianco · h1 torre del bianco | a8 torre del nero · b8 cavallo del nero · c8 alfiere del nero · d8 donna del nero · e8 re del nero · f8 alfiere del nero · h8 torre del nero · a7 pedone del nero · b7 pedone del nero · c7 pedone del nero · d7 pedone del nero · e7 pedone del nero · g7 pedone del nero · h7 pedone del nero · f6 cavallo del nero · f5 pedone del nero · c4 pedone del bianco · d4 pedone del bianco · c3 cavallo del bianco · a2 pedone del bianco · b2 pedone del bianco · e2 pedone del bianco · f2 pedone del bianco · g2 pedone del bianco · h2 pedone del bianco · a1 torre del bianco · c1 alfiere del bianco · d1 donna del bianco · e1 re del bianco · f1 alfiere del bianco · g1 cavallo del bianco · h1 torre del bianco | a8 torre del nero · b8 cavallo del nero · c8 alfiere del nero · d8 donna del nero · e8 re del nero · f8 alfiere del nero · h8 torre del nero · a7 pedone del nero · b7 pedone del nero · c7 pedone del nero · d7 pedone del nero · e7 pedone del nero · g7 pedone del nero · h7 pedone del nero · f6 cavallo del nero · f5 pedone del nero · c4 pedone del bianco · d4 pedone del bianco · c3 cavallo del bianco · a2 pedone del bianco · b2 pedone del bianco · e2 pedone del bianco · f2 pedone del bianco · g2 pedone del bianco · h2 pedone del bianco · a1 torre del bianco · c1 alfiere del bianco · d1 donna del bianco · e1 re del bianco · f1 alfiere del bianco · g1 cavallo del bianco · h1 torre del bianco | a8 torre del nero · b8 cavallo del nero · c8 alfiere del nero · d8 donna del nero · e8 re del nero · f8 alfiere del nero · h8 torre del nero · a7 pedone del nero · b7 pedone del nero · c7 pedone del nero · d7 pedone del nero · e7 pedone del nero · g7 pedone del nero · h7 pedone del nero · f6 cavallo del nero · f5 pedone del nero · c4 pedone del bianco · d4 pedone del bianco · c3 cavallo del bianco · a2 pedone del bianco · b2 pedone del bianco · e2 pedone del bianco · f2 pedone del bianco · g2 pedone del bianco · h2 pedone del bianco · a1 torre del bianco · c1 alfiere del bianco · d1 donna del bianco · e1 re del bianco · f1 alfiere del bianco · g1 cavallo del bianco · h1 torre del bianco | a8 torre del nero · b8 cavallo del nero · c8 alfiere del nero · d8 donna del nero · e8 re del nero · f8 alfiere del nero · h8 torre del nero · a7 pedone del nero · b7 pedone del nero · c7 pedone del nero · d7 pedone del nero · e7 pedone del nero · g7 pedone del nero · h7 pedone del nero · f6 cavallo del nero · f5 pedone del nero · c4 pedone del bianco · d4 pedone del bianco · c3 cavallo del bianco · a2 pedone del bianco · b2 pedone del bianco · e2 pedone del bianco · f2 pedone del bianco · g2 pedone del bianco · h2 pedone del bianco · a1 torre del bianco · c1 alfiere del bianco · d1 donna del bianco · e1 re del bianco · f1 alfiere del bianco · g1 cavallo del bianco · h1 torre del bianco | 2 |
| 1 | a8 torre del nero · b8 cavallo del nero · c8 alfiere del nero · d8 donna del nero · e8 re del nero · f8 alfiere del nero · h8 torre del nero · a7 pedone del nero · b7 pedone del nero · c7 pedone del nero · d7 pedone del nero · e7 pedone del nero · g7 pedone del nero · h7 pedone del nero · f6 cavallo del nero · f5 pedone del nero · c4 pedone del bianco · d4 pedone del bianco · c3 cavallo del bianco · a2 pedone del bianco · b2 pedone del bianco · e2 pedone del bianco · f2 pedone del bianco · g2 pedone del bianco · h2 pedone del bianco · a1 torre del bianco · c1 alfiere del bianco · d1 donna del bianco · e1 re del bianco · f1 alfiere del bianco · g1 cavallo del bianco · h1 torre del bianco | a8 torre del nero · b8 cavallo del nero · c8 alfiere del nero · d8 donna del nero · e8 re del nero · f8 alfiere del nero · h8 torre del nero · a7 pedone del nero · b7 pedone del nero · c7 pedone del nero · d7 pedone del nero · e7 pedone del nero · g7 pedone del nero · h7 pedone del nero · f6 cavallo del nero · f5 pedone del nero · c4 pedone del bianco · d4 pedone del bianco · c3 cavallo del bianco · a2 pedone del bianco · b2 pedone del bianco · e2 pedone del bianco · f2 pedone del bianco · g2 pedone del bianco · h2 pedone del bianco · a1 torre del bianco · c1 alfiere del bianco · d1 donna del bianco · e1 re del bianco · f1 alfiere del bianco · g1 cavallo del bianco · h1 torre del bianco | a8 torre del nero · b8 cavallo del nero · c8 alfiere del nero · d8 donna del nero · e8 re del nero · f8 alfiere del nero · h8 torre del nero · a7 pedone del nero · b7 pedone del nero · c7 pedone del nero · d7 pedone del nero · e7 pedone del nero · g7 pedone del nero · h7 pedone del nero · f6 cavallo del nero · f5 pedone del nero · c4 pedone del bianco · d4 pedone del bianco · c3 cavallo del bianco · a2 pedone del bianco · b2 pedone del bianco · e2 pedone del bianco · f2 pedone del bianco · g2 pedone del bianco · h2 pedone del bianco · a1 torre del bianco · c1 alfiere del bianco · d1 donna del bianco · e1 re del bianco · f1 alfiere del bianco · g1 cavallo del bianco · h1 torre del bianco | a8 torre del nero · b8 cavallo del nero · c8 alfiere del nero · d8 donna del nero · e8 re del nero · f8 alfiere del nero · h8 torre del nero · a7 pedone del nero · b7 pedone del nero · c7 pedone del nero · d7 pedone del nero · e7 pedone del nero · g7 pedone del nero · h7 pedone del nero · f6 cavallo del nero · f5 pedone del nero · c4 pedone del bianco · d4 pedone del bianco · c3 cavallo del bianco · a2 pedone del bianco · b2 pedone del bianco · e2 pedone del bianco · f2 pedone del bianco · g2 pedone del bianco · h2 pedone del bianco · a1 torre del bianco · c1 alfiere del bianco · d1 donna del bianco · e1 re del bianco · f1 alfiere del bianco · g1 cavallo del bianco · h1 torre del bianco | a8 torre del nero · b8 cavallo del nero · c8 alfiere del nero · d8 donna del nero · e8 re del nero · f8 alfiere del nero · h8 torre del nero · a7 pedone del nero · b7 pedone del nero · c7 pedone del nero · d7 pedone del nero · e7 pedone del nero · g7 pedone del nero · h7 pedone del nero · f6 cavallo del nero · f5 pedone del nero · c4 pedone del bianco · d4 pedone del bianco · c3 cavallo del bianco · a2 pedone del bianco · b2 pedone del bianco · e2 pedone del bianco · f2 pedone del bianco · g2 pedone del bianco · h2 pedone del bianco · a1 torre del bianco · c1 alfiere del bianco · d1 donna del bianco · e1 re del bianco · f1 alfiere del bianco · g1 cavallo del bianco · h1 torre del bianco | a8 torre del nero · b8 cavallo del nero · c8 alfiere del nero · d8 donna del nero · e8 re del nero · f8 alfiere del nero · h8 torre del nero · a7 pedone del nero · b7 pedone del nero · c7 pedone del nero · d7 pedone del nero · e7 pedone del nero · g7 pedone del nero · h7 pedone del nero · f6 cavallo del nero · f5 pedone del nero · c4 pedone del bianco · d4 pedone del bianco · c3 cavallo del bianco · a2 pedone del bianco · b2 pedone del bianco · e2 pedone del bianco · f2 pedone del bianco · g2 pedone del bianco · h2 pedone del bianco · a1 torre del bianco · c1 alfiere del bianco · d1 donna del bianco · e1 re del bianco · f1 alfiere del bianco · g1 cavallo del bianco · h1 torre del bianco | a8 torre del nero · b8 cavallo del nero · c8 alfiere del nero · d8 donna del nero · e8 re del nero · f8 alfiere del nero · h8 torre del nero · a7 pedone del nero · b7 pedone del nero · c7 pedone del nero · d7 pedone del nero · e7 pedone del nero · g7 pedone del nero · h7 pedone del nero · f6 cavallo del nero · f5 pedone del nero · c4 pedone del bianco · d4 pedone del bianco · c3 cavallo del bianco · a2 pedone del bianco · b2 pedone del bianco · e2 pedone del bianco · f2 pedone del bianco · g2 pedone del bianco · h2 pedone del bianco · a1 torre del bianco · c1 alfiere del bianco · d1 donna del bianco · e1 re del bianco · f1 alfiere del bianco · g1 cavallo del bianco · h1 torre del bianco | a8 torre del nero · b8 cavallo del nero · c8 alfiere del nero · d8 donna del nero · e8 re del nero · f8 alfiere del nero · h8 torre del nero · a7 pedone del nero · b7 pedone del nero · c7 pedone del nero · d7 pedone del nero · e7 pedone del nero · g7 pedone del nero · h7 pedone del nero · f6 cavallo del nero · f5 pedone del nero · c4 pedone del bianco · d4 pedone del bianco · c3 cavallo del bianco · a2 pedone del bianco · b2 pedone del bianco · e2 pedone del bianco · f2 pedone del bianco · g2 pedone del bianco · h2 pedone del bianco · a1 torre del bianco · c1 alfiere del bianco · d1 donna del bianco · e1 re del bianco · f1 alfiere del bianco · g1 cavallo del bianco · h1 torre del bianco | 1 |
|   | a | b | c | d | e | f | g | h |   |

1.d4 f5 2.c4 Cf6 3.Cc3 (variante Rubinstein)

### Variante Botvinnik
|   | a | b | c | d | e | f | g | h |   |
| 8 | a8 torre del nero · b8 cavallo del nero · c8 alfiere del nero · d8 donna del nero · f8 torre del nero · g8 re del nero · a7 pedone del nero · b7 pedone del nero · c7 pedone del nero · e7 alfiere del nero · g7 pedone del nero · h7 pedone del nero · e6 pedone del nero · f6 cavallo del nero · d5 pedone del nero · f5 pedone del nero · c4 pedone del bianco · d4 pedone del bianco · b3 pedone del bianco · f3 cavallo del bianco · g3 pedone del bianco · a2 pedone del bianco · e2 pedone del bianco · f2 pedone del bianco · g2 alfiere del bianco · h2 pedone del bianco · a1 torre del bianco · b1 cavallo del bianco · c1 alfiere del bianco · d1 donna del bianco · f1 torre del bianco · g1 re del bianco | a8 torre del nero · b8 cavallo del nero · c8 alfiere del nero · d8 donna del nero · f8 torre del nero · g8 re del nero · a7 pedone del nero · b7 pedone del nero · c7 pedone del nero · e7 alfiere del nero · g7 pedone del nero · h7 pedone del nero · e6 pedone del nero · f6 cavallo del nero · d5 pedone del nero · f5 pedone del nero · c4 pedone del bianco · d4 pedone del bianco · b3 pedone del bianco · f3 cavallo del bianco · g3 pedone del bianco · a2 pedone del bianco · e2 pedone del bianco · f2 pedone del bianco · g2 alfiere del bianco · h2 pedone del bianco · a1 torre del bianco · b1 cavallo del bianco · c1 alfiere del bianco · d1 donna del bianco · f1 torre del bianco · g1 re del bianco | a8 torre del nero · b8 cavallo del nero · c8 alfiere del nero · d8 donna del nero · f8 torre del nero · g8 re del nero · a7 pedone del nero · b7 pedone del nero · c7 pedone del nero · e7 alfiere del nero · g7 pedone del nero · h7 pedone del nero · e6 pedone del nero · f6 cavallo del nero · d5 pedone del nero · f5 pedone del nero · c4 pedone del bianco · d4 pedone del bianco · b3 pedone del bianco · f3 cavallo del bianco · g3 pedone del bianco · a2 pedone del bianco · e2 pedone del bianco · f2 pedone del bianco · g2 alfiere del bianco · h2 pedone del bianco · a1 torre del bianco · b1 cavallo del bianco · c1 alfiere del bianco · d1 donna del bianco · f1 torre del bianco · g1 re del bianco | a8 torre del nero · b8 cavallo del nero · c8 alfiere del nero · d8 donna del nero · f8 torre del nero · g8 re del nero · a7 pedone del nero · b7 pedone del nero · c7 pedone del nero · e7 alfiere del nero · g7 pedone del nero · h7 pedone del nero · e6 pedone del nero · f6 cavallo del nero · d5 pedone del nero · f5 pedone del nero · c4 pedone del bianco · d4 pedone del bianco · b3 pedone del bianco · f3 cavallo del bianco · g3 pedone del bianco · a2 pedone del bianco · e2 pedone del bianco · f2 pedone del bianco · g2 alfiere del bianco · h2 pedone del bianco · a1 torre del bianco · b1 cavallo del bianco · c1 alfiere del bianco · d1 donna del bianco · f1 torre del bianco · g1 re del bianco | a8 torre del nero · b8 cavallo del nero · c8 alfiere del nero · d8 donna del nero · f8 torre del nero · g8 re del nero · a7 pedone del nero · b7 pedone del nero · c7 pedone del nero · e7 alfiere del nero · g7 pedone del nero · h7 pedone del nero · e6 pedone del nero · f6 cavallo del nero · d5 pedone del nero · f5 pedone del nero · c4 pedone del bianco · d4 pedone del bianco · b3 pedone del bianco · f3 cavallo del bianco · g3 pedone del bianco · a2 pedone del bianco · e2 pedone del bianco · f2 pedone del bianco · g2 alfiere del bianco · h2 pedone del bianco · a1 torre del bianco · b1 cavallo del bianco · c1 alfiere del bianco · d1 donna del bianco · f1 torre del bianco · g1 re del bianco | a8 torre del nero · b8 cavallo del nero · c8 alfiere del nero · d8 donna del nero · f8 torre del nero · g8 re del nero · a7 pedone del nero · b7 pedone del nero · c7 pedone del nero · e7 alfiere del nero · g7 pedone del nero · h7 pedone del nero · e6 pedone del nero · f6 cavallo del nero · d5 pedone del nero · f5 pedone del nero · c4 pedone del bianco · d4 pedone del bianco · b3 pedone del bianco · f3 cavallo del bianco · g3 pedone del bianco · a2 pedone del bianco · e2 pedone del bianco · f2 pedone del bianco · g2 alfiere del bianco · h2 pedone del bianco · a1 torre del bianco · b1 cavallo del bianco · c1 alfiere del bianco · d1 donna del bianco · f1 torre del bianco · g1 re del bianco | a8 torre del nero · b8 cavallo del nero · c8 alfiere del nero · d8 donna del nero · f8 torre del nero · g8 re del nero · a7 pedone del nero · b7 pedone del nero · c7 pedone del nero · e7 alfiere del nero · g7 pedone del nero · h7 pedone del nero · e6 pedone del nero · f6 cavallo del nero · d5 pedone del nero · f5 pedone del nero · c4 pedone del bianco · d4 pedone del bianco · b3 pedone del bianco · f3 cavallo del bianco · g3 pedone del bianco · a2 pedone del bianco · e2 pedone del bianco · f2 pedone del bianco · g2 alfiere del bianco · h2 pedone del bianco · a1 torre del bianco · b1 cavallo del bianco · c1 alfiere del bianco · d1 donna del bianco · f1 torre del bianco · g1 re del bianco | a8 torre del nero · b8 cavallo del nero · c8 alfiere del nero · d8 donna del nero · f8 torre del nero · g8 re del nero · a7 pedone del nero · b7 pedone del nero · c7 pedone del nero · e7 alfiere del nero · g7 pedone del nero · h7 pedone del nero · e6 pedone del nero · f6 cavallo del nero · d5 pedone del nero · f5 pedone del nero · c4 pedone del bianco · d4 pedone del bianco · b3 pedone del bianco · f3 cavallo del bianco · g3 pedone del bianco · a2 pedone del bianco · e2 pedone del bianco · f2 pedone del bianco · g2 alfiere del bianco · h2 pedone del bianco · a1 torre del bianco · b1 cavallo del bianco · c1 alfiere del bianco · d1 donna del bianco · f1 torre del bianco · g1 re del bianco | 8 |
| 7 | a8 torre del nero · b8 cavallo del nero · c8 alfiere del nero · d8 donna del nero · f8 torre del nero · g8 re del nero · a7 pedone del nero · b7 pedone del nero · c7 pedone del nero · e7 alfiere del nero · g7 pedone del nero · h7 pedone del nero · e6 pedone del nero · f6 cavallo del nero · d5 pedone del nero · f5 pedone del nero · c4 pedone del bianco · d4 pedone del bianco · b3 pedone del bianco · f3 cavallo del bianco · g3 pedone del bianco · a2 pedone del bianco · e2 pedone del bianco · f2 pedone del bianco · g2 alfiere del bianco · h2 pedone del bianco · a1 torre del bianco · b1 cavallo del bianco · c1 alfiere del bianco · d1 donna del bianco · f1 torre del bianco · g1 re del bianco | a8 torre del nero · b8 cavallo del nero · c8 alfiere del nero · d8 donna del nero · f8 torre del nero · g8 re del nero · a7 pedone del nero · b7 pedone del nero · c7 pedone del nero · e7 alfiere del nero · g7 pedone del nero · h7 pedone del nero · e6 pedone del nero · f6 cavallo del nero · d5 pedone del nero · f5 pedone del nero · c4 pedone del bianco · d4 pedone del bianco · b3 pedone del bianco · f3 cavallo del bianco · g3 pedone del bianco · a2 pedone del bianco · e2 pedone del bianco · f2 pedone del bianco · g2 alfiere del bianco · h2 pedone del bianco · a1 torre del bianco · b1 cavallo del bianco · c1 alfiere del bianco · d1 donna del bianco · f1 torre del bianco · g1 re del bianco | a8 torre del nero · b8 cavallo del nero · c8 alfiere del nero · d8 donna del nero · f8 torre del nero · g8 re del nero · a7 pedone del nero · b7 pedone del nero · c7 pedone del nero · e7 alfiere del nero · g7 pedone del nero · h7 pedone del nero · e6 pedone del nero · f6 cavallo del nero · d5 pedone del nero · f5 pedone del nero · c4 pedone del bianco · d4 pedone del bianco · b3 pedone del bianco · f3 cavallo del bianco · g3 pedone del bianco · a2 pedone del bianco · e2 pedone del bianco · f2 pedone del bianco · g2 alfiere del bianco · h2 pedone del bianco · a1 torre del bianco · b1 cavallo del bianco · c1 alfiere del bianco · d1 donna del bianco · f1 torre del bianco · g1 re del bianco | a8 torre del nero · b8 cavallo del nero · c8 alfiere del nero · d8 donna del nero · f8 torre del nero · g8 re del nero · a7 pedone del nero · b7 pedone del nero · c7 pedone del nero · e7 alfiere del nero · g7 pedone del nero · h7 pedone del nero · e6 pedone del nero · f6 cavallo del nero · d5 pedone del nero · f5 pedone del nero · c4 pedone del bianco · d4 pedone del bianco · b3 pedone del bianco · f3 cavallo del bianco · g3 pedone del bianco · a2 pedone del bianco · e2 pedone del bianco · f2 pedone del bianco · g2 alfiere del bianco · h2 pedone del bianco · a1 torre del bianco · b1 cavallo del bianco · c1 alfiere del bianco · d1 donna del bianco · f1 torre del bianco · g1 re del bianco | a8 torre del nero · b8 cavallo del nero · c8 alfiere del nero · d8 donna del nero · f8 torre del nero · g8 re del nero · a7 pedone del nero · b7 pedone del nero · c7 pedone del nero · e7 alfiere del nero · g7 pedone del nero · h7 pedone del nero · e6 pedone del nero · f6 cavallo del nero · d5 pedone del nero · f5 pedone del nero · c4 pedone del bianco · d4 pedone del bianco · b3 pedone del bianco · f3 cavallo del bianco · g3 pedone del bianco · a2 pedone del bianco · e2 pedone del bianco · f2 pedone del bianco · g2 alfiere del bianco · h2 pedone del bianco · a1 torre del bianco · b1 cavallo del bianco · c1 alfiere del bianco · d1 donna del bianco · f1 torre del bianco · g1 re del bianco | a8 torre del nero · b8 cavallo del nero · c8 alfiere del nero · d8 donna del nero · f8 torre del nero · g8 re del nero · a7 pedone del nero · b7 pedone del nero · c7 pedone del nero · e7 alfiere del nero · g7 pedone del nero · h7 pedone del nero · e6 pedone del nero · f6 cavallo del nero · d5 pedone del nero · f5 pedone del nero · c4 pedone del bianco · d4 pedone del bianco · b3 pedone del bianco · f3 cavallo del bianco · g3 pedone del bianco · a2 pedone del bianco · e2 pedone del bianco · f2 pedone del bianco · g2 alfiere del bianco · h2 pedone del bianco · a1 torre del bianco · b1 cavallo del bianco · c1 alfiere del bianco · d1 donna del bianco · f1 torre del bianco · g1 re del bianco | a8 torre del nero · b8 cavallo del nero · c8 alfiere del nero · d8 donna del nero · f8 torre del nero · g8 re del nero · a7 pedone del nero · b7 pedone del nero · c7 pedone del nero · e7 alfiere del nero · g7 pedone del nero · h7 pedone del nero · e6 pedone del nero · f6 cavallo del nero · d5 pedone del nero · f5 pedone del nero · c4 pedone del bianco · d4 pedone del bianco · b3 pedone del bianco · f3 cavallo del bianco · g3 pedone del bianco · a2 pedone del bianco · e2 pedone del bianco · f2 pedone del bianco · g2 alfiere del bianco · h2 pedone del bianco · a1 torre del bianco · b1 cavallo del bianco · c1 alfiere del bianco · d1 donna del bianco · f1 torre del bianco · g1 re del bianco | a8 torre del nero · b8 cavallo del nero · c8 alfiere del nero · d8 donna del nero · f8 torre del nero · g8 re del nero · a7 pedone del nero · b7 pedone del nero · c7 pedone del nero · e7 alfiere del nero · g7 pedone del nero · h7 pedone del nero · e6 pedone del nero · f6 cavallo del nero · d5 pedone del nero · f5 pedone del nero · c4 pedone del bianco · d4 pedone del bianco · b3 pedone del bianco · f3 cavallo del bianco · g3 pedone del bianco · a2 pedone del bianco · e2 pedone del bianco · f2 pedone del bianco · g2 alfiere del bianco · h2 pedone del bianco · a1 torre del bianco · b1 cavallo del bianco · c1 alfiere del bianco · d1 donna del bianco · f1 torre del bianco · g1 re del bianco | 7 |
| 6 | a8 torre del nero · b8 cavallo del nero · c8 alfiere del nero · d8 donna del nero · f8 torre del nero · g8 re del nero · a7 pedone del nero · b7 pedone del nero · c7 pedone del nero · e7 alfiere del nero · g7 pedone del nero · h7 pedone del nero · e6 pedone del nero · f6 cavallo del nero · d5 pedone del nero · f5 pedone del nero · c4 pedone del bianco · d4 pedone del bianco · b3 pedone del bianco · f3 cavallo del bianco · g3 pedone del bianco · a2 pedone del bianco · e2 pedone del bianco · f2 pedone del bianco · g2 alfiere del bianco · h2 pedone del bianco · a1 torre del bianco · b1 cavallo del bianco · c1 alfiere del bianco · d1 donna del bianco · f1 torre del bianco · g1 re del bianco | a8 torre del nero · b8 cavallo del nero · c8 alfiere del nero · d8 donna del nero · f8 torre del nero · g8 re del nero · a7 pedone del nero · b7 pedone del nero · c7 pedone del nero · e7 alfiere del nero · g7 pedone del nero · h7 pedone del nero · e6 pedone del nero · f6 cavallo del nero · d5 pedone del nero · f5 pedone del nero · c4 pedone del bianco · d4 pedone del bianco · b3 pedone del bianco · f3 cavallo del bianco · g3 pedone del bianco · a2 pedone del bianco · e2 pedone del bianco · f2 pedone del bianco · g2 alfiere del bianco · h2 pedone del bianco · a1 torre del bianco · b1 cavallo del bianco · c1 alfiere del bianco · d1 donna del bianco · f1 torre del bianco · g1 re del bianco | a8 torre del nero · b8 cavallo del nero · c8 alfiere del nero · d8 donna del nero · f8 torre del nero · g8 re del nero · a7 pedone del nero · b7 pedone del nero · c7 pedone del nero · e7 alfiere del nero · g7 pedone del nero · h7 pedone del nero · e6 pedone del nero · f6 cavallo del nero · d5 pedone del nero · f5 pedone del nero · c4 pedone del bianco · d4 pedone del bianco · b3 pedone del bianco · f3 cavallo del bianco · g3 pedone del bianco · a2 pedone del bianco · e2 pedone del bianco · f2 pedone del bianco · g2 alfiere del bianco · h2 pedone del bianco · a1 torre del bianco · b1 cavallo del bianco · c1 alfiere del bianco · d1 donna del bianco · f1 torre del bianco · g1 re del bianco | a8 torre del nero · b8 cavallo del nero · c8 alfiere del nero · d8 donna del nero · f8 torre del nero · g8 re del nero · a7 pedone del nero · b7 pedone del nero · c7 pedone del nero · e7 alfiere del nero · g7 pedone del nero · h7 pedone del nero · e6 pedone del nero · f6 cavallo del nero · d5 pedone del nero · f5 pedone del nero · c4 pedone del bianco · d4 pedone del bianco · b3 pedone del bianco · f3 cavallo del bianco · g3 pedone del bianco · a2 pedone del bianco · e2 pedone del bianco · f2 pedone del bianco · g2 alfiere del bianco · h2 pedone del bianco · a1 torre del bianco · b1 cavallo del bianco · c1 alfiere del bianco · d1 donna del bianco · f1 torre del bianco · g1 re del bianco | a8 torre del nero · b8 cavallo del nero · c8 alfiere del nero · d8 donna del nero · f8 torre del nero · g8 re del nero · a7 pedone del nero · b7 pedone del nero · c7 pedone del nero · e7 alfiere del nero · g7 pedone del nero · h7 pedone del nero · e6 pedone del nero · f6 cavallo del nero · d5 pedone del nero · f5 pedone del nero · c4 pedone del bianco · d4 pedone del bianco · b3 pedone del bianco · f3 cavallo del bianco · g3 pedone del bianco · a2 pedone del bianco · e2 pedone del bianco · f2 pedone del bianco · g2 alfiere del bianco · h2 pedone del bianco · a1 torre del bianco · b1 cavallo del bianco · c1 alfiere del bianco · d1 donna del bianco · f1 torre del bianco · g1 re del bianco | a8 torre del nero · b8 cavallo del nero · c8 alfiere del nero · d8 donna del nero · f8 torre del nero · g8 re del nero · a7 pedone del nero · b7 pedone del nero · c7 pedone del nero · e7 alfiere del nero · g7 pedone del nero · h7 pedone del nero · e6 pedone del nero · f6 cavallo del nero · d5 pedone del nero · f5 pedone del nero · c4 pedone del bianco · d4 pedone del bianco · b3 pedone del bianco · f3 cavallo del bianco · g3 pedone del bianco · a2 pedone del bianco · e2 pedone del bianco · f2 pedone del bianco · g2 alfiere del bianco · h2 pedone del bianco · a1 torre del bianco · b1 cavallo del bianco · c1 alfiere del bianco · d1 donna del bianco · f1 torre del bianco · g1 re del bianco | a8 torre del nero · b8 cavallo del nero · c8 alfiere del nero · d8 donna del nero · f8 torre del nero · g8 re del nero · a7 pedone del nero · b7 pedone del nero · c7 pedone del nero · e7 alfiere del nero · g7 pedone del nero · h7 pedone del nero · e6 pedone del nero · f6 cavallo del nero · d5 pedone del nero · f5 pedone del nero · c4 pedone del bianco · d4 pedone del bianco · b3 pedone del bianco · f3 cavallo del bianco · g3 pedone del bianco · a2 pedone del bianco · e2 pedone del bianco · f2 pedone del bianco · g2 alfiere del bianco · h2 pedone del bianco · a1 torre del bianco · b1 cavallo del bianco · c1 alfiere del bianco · d1 donna del bianco · f1 torre del bianco · g1 re del bianco | a8 torre del nero · b8 cavallo del nero · c8 alfiere del nero · d8 donna del nero · f8 torre del nero · g8 re del nero · a7 pedone del nero · b7 pedone del nero · c7 pedone del nero · e7 alfiere del nero · g7 pedone del nero · h7 pedone del nero · e6 pedone del nero · f6 cavallo del nero · d5 pedone del nero · f5 pedone del nero · c4 pedone del bianco · d4 pedone del bianco · b3 pedone del bianco · f3 cavallo del bianco · g3 pedone del bianco · a2 pedone del bianco · e2 pedone del bianco · f2 pedone del bianco · g2 alfiere del bianco · h2 pedone del bianco · a1 torre del bianco · b1 cavallo del bianco · c1 alfiere del bianco · d1 donna del bianco · f1 torre del bianco · g1 re del bianco | 6 |
| 5 | a8 torre del nero · b8 cavallo del nero · c8 alfiere del nero · d8 donna del nero · f8 torre del nero · g8 re del nero · a7 pedone del nero · b7 pedone del nero · c7 pedone del nero · e7 alfiere del nero · g7 pedone del nero · h7 pedone del nero · e6 pedone del nero · f6 cavallo del nero · d5 pedone del nero · f5 pedone del nero · c4 pedone del bianco · d4 pedone del bianco · b3 pedone del bianco · f3 cavallo del bianco · g3 pedone del bianco · a2 pedone del bianco · e2 pedone del bianco · f2 pedone del bianco · g2 alfiere del bianco · h2 pedone del bianco · a1 torre del bianco · b1 cavallo del bianco · c1 alfiere del bianco · d1 donna del bianco · f1 torre del bianco · g1 re del bianco | a8 torre del nero · b8 cavallo del nero · c8 alfiere del nero · d8 donna del nero · f8 torre del nero · g8 re del nero · a7 pedone del nero · b7 pedone del nero · c7 pedone del nero · e7 alfiere del nero · g7 pedone del nero · h7 pedone del nero · e6 pedone del nero · f6 cavallo del nero · d5 pedone del nero · f5 pedone del nero · c4 pedone del bianco · d4 pedone del bianco · b3 pedone del bianco · f3 cavallo del bianco · g3 pedone del bianco · a2 pedone del bianco · e2 pedone del bianco · f2 pedone del bianco · g2 alfiere del bianco · h2 pedone del bianco · a1 torre del bianco · b1 cavallo del bianco · c1 alfiere del bianco · d1 donna del bianco · f1 torre del bianco · g1 re del bianco | a8 torre del nero · b8 cavallo del nero · c8 alfiere del nero · d8 donna del nero · f8 torre del nero · g8 re del nero · a7 pedone del nero · b7 pedone del nero · c7 pedone del nero · e7 alfiere del nero · g7 pedone del nero · h7 pedone del nero · e6 pedone del nero · f6 cavallo del nero · d5 pedone del nero · f5 pedone del nero · c4 pedone del bianco · d4 pedone del bianco · b3 pedone del bianco · f3 cavallo del bianco · g3 pedone del bianco · a2 pedone del bianco · e2 pedone del bianco · f2 pedone del bianco · g2 alfiere del bianco · h2 pedone del bianco · a1 torre del bianco · b1 cavallo del bianco · c1 alfiere del bianco · d1 donna del bianco · f1 torre del bianco · g1 re del bianco | a8 torre del nero · b8 cavallo del nero · c8 alfiere del nero · d8 donna del nero · f8 torre del nero · g8 re del nero · a7 pedone del nero · b7 pedone del nero · c7 pedone del nero · e7 alfiere del nero · g7 pedone del nero · h7 pedone del nero · e6 pedone del nero · f6 cavallo del nero · d5 pedone del nero · f5 pedone del nero · c4 pedone del bianco · d4 pedone del bianco · b3 pedone del bianco · f3 cavallo del bianco · g3 pedone del bianco · a2 pedone del bianco · e2 pedone del bianco · f2 pedone del bianco · g2 alfiere del bianco · h2 pedone del bianco · a1 torre del bianco · b1 cavallo del bianco · c1 alfiere del bianco · d1 donna del bianco · f1 torre del bianco · g1 re del bianco | a8 torre del nero · b8 cavallo del nero · c8 alfiere del nero · d8 donna del nero · f8 torre del nero · g8 re del nero · a7 pedone del nero · b7 pedone del nero · c7 pedone del nero · e7 alfiere del nero · g7 pedone del nero · h7 pedone del nero · e6 pedone del nero · f6 cavallo del nero · d5 pedone del nero · f5 pedone del nero · c4 pedone del bianco · d4 pedone del bianco · b3 pedone del bianco · f3 cavallo del bianco · g3 pedone del bianco · a2 pedone del bianco · e2 pedone del bianco · f2 pedone del bianco · g2 alfiere del bianco · h2 pedone del bianco · a1 torre del bianco · b1 cavallo del bianco · c1 alfiere del bianco · d1 donna del bianco · f1 torre del bianco · g1 re del bianco | a8 torre del nero · b8 cavallo del nero · c8 alfiere del nero · d8 donna del nero · f8 torre del nero · g8 re del nero · a7 pedone del nero · b7 pedone del nero · c7 pedone del nero · e7 alfiere del nero · g7 pedone del nero · h7 pedone del nero · e6 pedone del nero · f6 cavallo del nero · d5 pedone del nero · f5 pedone del nero · c4 pedone del bianco · d4 pedone del bianco · b3 pedone del bianco · f3 cavallo del bianco · g3 pedone del bianco · a2 pedone del bianco · e2 pedone del bianco · f2 pedone del bianco · g2 alfiere del bianco · h2 pedone del bianco · a1 torre del bianco · b1 cavallo del bianco · c1 alfiere del bianco · d1 donna del bianco · f1 torre del bianco · g1 re del bianco | a8 torre del nero · b8 cavallo del nero · c8 alfiere del nero · d8 donna del nero · f8 torre del nero · g8 re del nero · a7 pedone del nero · b7 pedone del nero · c7 pedone del nero · e7 alfiere del nero · g7 pedone del nero · h7 pedone del nero · e6 pedone del nero · f6 cavallo del nero · d5 pedone del nero · f5 pedone del nero · c4 pedone del bianco · d4 pedone del bianco · b3 pedone del bianco · f3 cavallo del bianco · g3 pedone del bianco · a2 pedone del bianco · e2 pedone del bianco · f2 pedone del bianco · g2 alfiere del bianco · h2 pedone del bianco · a1 torre del bianco · b1 cavallo del bianco · c1 alfiere del bianco · d1 donna del bianco · f1 torre del bianco · g1 re del bianco | a8 torre del nero · b8 cavallo del nero · c8 alfiere del nero · d8 donna del nero · f8 torre del nero · g8 re del nero · a7 pedone del nero · b7 pedone del nero · c7 pedone del nero · e7 alfiere del nero · g7 pedone del nero · h7 pedone del nero · e6 pedone del nero · f6 cavallo del nero · d5 pedone del nero · f5 pedone del nero · c4 pedone del bianco · d4 pedone del bianco · b3 pedone del bianco · f3 cavallo del bianco · g3 pedone del bianco · a2 pedone del bianco · e2 pedone del bianco · f2 pedone del bianco · g2 alfiere del bianco · h2 pedone del bianco · a1 torre del bianco · b1 cavallo del bianco · c1 alfiere del bianco · d1 donna del bianco · f1 torre del bianco · g1 re del bianco | 5 |
| 4 | a8 torre del nero · b8 cavallo del nero · c8 alfiere del nero · d8 donna del nero · f8 torre del nero · g8 re del nero · a7 pedone del nero · b7 pedone del nero · c7 pedone del nero · e7 alfiere del nero · g7 pedone del nero · h7 pedone del nero · e6 pedone del nero · f6 cavallo del nero · d5 pedone del nero · f5 pedone del nero · c4 pedone del bianco · d4 pedone del bianco · b3 pedone del bianco · f3 cavallo del bianco · g3 pedone del bianco · a2 pedone del bianco · e2 pedone del bianco · f2 pedone del bianco · g2 alfiere del bianco · h2 pedone del bianco · a1 torre del bianco · b1 cavallo del bianco · c1 alfiere del bianco · d1 donna del bianco · f1 torre del bianco · g1 re del bianco | a8 torre del nero · b8 cavallo del nero · c8 alfiere del nero · d8 donna del nero · f8 torre del nero · g8 re del nero · a7 pedone del nero · b7 pedone del nero · c7 pedone del nero · e7 alfiere del nero · g7 pedone del nero · h7 pedone del nero · e6 pedone del nero · f6 cavallo del nero · d5 pedone del nero · f5 pedone del nero · c4 pedone del bianco · d4 pedone del bianco · b3 pedone del bianco · f3 cavallo del bianco · g3 pedone del bianco · a2 pedone del bianco · e2 pedone del bianco · f2 pedone del bianco · g2 alfiere del bianco · h2 pedone del bianco · a1 torre del bianco · b1 cavallo del bianco · c1 alfiere del bianco · d1 donna del bianco · f1 torre del bianco · g1 re del bianco | a8 torre del nero · b8 cavallo del nero · c8 alfiere del nero · d8 donna del nero · f8 torre del nero · g8 re del nero · a7 pedone del nero · b7 pedone del nero · c7 pedone del nero · e7 alfiere del nero · g7 pedone del nero · h7 pedone del nero · e6 pedone del nero · f6 cavallo del nero · d5 pedone del nero · f5 pedone del nero · c4 pedone del bianco · d4 pedone del bianco · b3 pedone del bianco · f3 cavallo del bianco · g3 pedone del bianco · a2 pedone del bianco · e2 pedone del bianco · f2 pedone del bianco · g2 alfiere del bianco · h2 pedone del bianco · a1 torre del bianco · b1 cavallo del bianco · c1 alfiere del bianco · d1 donna del bianco · f1 torre del bianco · g1 re del bianco | a8 torre del nero · b8 cavallo del nero · c8 alfiere del nero · d8 donna del nero · f8 torre del nero · g8 re del nero · a7 pedone del nero · b7 pedone del nero · c7 pedone del nero · e7 alfiere del nero · g7 pedone del nero · h7 pedone del nero · e6 pedone del nero · f6 cavallo del nero · d5 pedone del nero · f5 pedone del nero · c4 pedone del bianco · d4 pedone del bianco · b3 pedone del bianco · f3 cavallo del bianco · g3 pedone del bianco · a2 pedone del bianco · e2 pedone del bianco · f2 pedone del bianco · g2 alfiere del bianco · h2 pedone del bianco · a1 torre del bianco · b1 cavallo del bianco · c1 alfiere del bianco · d1 donna del bianco · f1 torre del bianco · g1 re del bianco | a8 torre del nero · b8 cavallo del nero · c8 alfiere del nero · d8 donna del nero · f8 torre del nero · g8 re del nero · a7 pedone del nero · b7 pedone del nero · c7 pedone del nero · e7 alfiere del nero · g7 pedone del nero · h7 pedone del nero · e6 pedone del nero · f6 cavallo del nero · d5 pedone del nero · f5 pedone del nero · c4 pedone del bianco · d4 pedone del bianco · b3 pedone del bianco · f3 cavallo del bianco · g3 pedone del bianco · a2 pedone del bianco · e2 pedone del bianco · f2 pedone del bianco · g2 alfiere del bianco · h2 pedone del bianco · a1 torre del bianco · b1 cavallo del bianco · c1 alfiere del bianco · d1 donna del bianco · f1 torre del bianco · g1 re del bianco | a8 torre del nero · b8 cavallo del nero · c8 alfiere del nero · d8 donna del nero · f8 torre del nero · g8 re del nero · a7 pedone del nero · b7 pedone del nero · c7 pedone del nero · e7 alfiere del nero · g7 pedone del nero · h7 pedone del nero · e6 pedone del nero · f6 cavallo del nero · d5 pedone del nero · f5 pedone del nero · c4 pedone del bianco · d4 pedone del bianco · b3 pedone del bianco · f3 cavallo del bianco · g3 pedone del bianco · a2 pedone del bianco · e2 pedone del bianco · f2 pedone del bianco · g2 alfiere del bianco · h2 pedone del bianco · a1 torre del bianco · b1 cavallo del bianco · c1 alfiere del bianco · d1 donna del bianco · f1 torre del bianco · g1 re del bianco | a8 torre del nero · b8 cavallo del nero · c8 alfiere del nero · d8 donna del nero · f8 torre del nero · g8 re del nero · a7 pedone del nero · b7 pedone del nero · c7 pedone del nero · e7 alfiere del nero · g7 pedone del nero · h7 pedone del nero · e6 pedone del nero · f6 cavallo del nero · d5 pedone del nero · f5 pedone del nero · c4 pedone del bianco · d4 pedone del bianco · b3 pedone del bianco · f3 cavallo del bianco · g3 pedone del bianco · a2 pedone del bianco · e2 pedone del bianco · f2 pedone del bianco · g2 alfiere del bianco · h2 pedone del bianco · a1 torre del bianco · b1 cavallo del bianco · c1 alfiere del bianco · d1 donna del bianco · f1 torre del bianco · g1 re del bianco | a8 torre del nero · b8 cavallo del nero · c8 alfiere del nero · d8 donna del nero · f8 torre del nero · g8 re del nero · a7 pedone del nero · b7 pedone del nero · c7 pedone del nero · e7 alfiere del nero · g7 pedone del nero · h7 pedone del nero · e6 pedone del nero · f6 cavallo del nero · d5 pedone del nero · f5 pedone del nero · c4 pedone del bianco · d4 pedone del bianco · b3 pedone del bianco · f3 cavallo del bianco · g3 pedone del bianco · a2 pedone del bianco · e2 pedone del bianco · f2 pedone del bianco · g2 alfiere del bianco · h2 pedone del bianco · a1 torre del bianco · b1 cavallo del bianco · c1 alfiere del bianco · d1 donna del bianco · f1 torre del bianco · g1 re del bianco | 4 |
| 3 | a8 torre del nero · b8 cavallo del nero · c8 alfiere del nero · d8 donna del nero · f8 torre del nero · g8 re del nero · a7 pedone del nero · b7 pedone del nero · c7 pedone del nero · e7 alfiere del nero · g7 pedone del nero · h7 pedone del nero · e6 pedone del nero · f6 cavallo del nero · d5 pedone del nero · f5 pedone del nero · c4 pedone del bianco · d4 pedone del bianco · b3 pedone del bianco · f3 cavallo del bianco · g3 pedone del bianco · a2 pedone del bianco · e2 pedone del bianco · f2 pedone del bianco · g2 alfiere del bianco · h2 pedone del bianco · a1 torre del bianco · b1 cavallo del bianco · c1 alfiere del bianco · d1 donna del bianco · f1 torre del bianco · g1 re del bianco | a8 torre del nero · b8 cavallo del nero · c8 alfiere del nero · d8 donna del nero · f8 torre del nero · g8 re del nero · a7 pedone del nero · b7 pedone del nero · c7 pedone del nero · e7 alfiere del nero · g7 pedone del nero · h7 pedone del nero · e6 pedone del nero · f6 cavallo del nero · d5 pedone del nero · f5 pedone del nero · c4 pedone del bianco · d4 pedone del bianco · b3 pedone del bianco · f3 cavallo del bianco · g3 pedone del bianco · a2 pedone del bianco · e2 pedone del bianco · f2 pedone del bianco · g2 alfiere del bianco · h2 pedone del bianco · a1 torre del bianco · b1 cavallo del bianco · c1 alfiere del bianco · d1 donna del bianco · f1 torre del bianco · g1 re del bianco | a8 torre del nero · b8 cavallo del nero · c8 alfiere del nero · d8 donna del nero · f8 torre del nero · g8 re del nero · a7 pedone del nero · b7 pedone del nero · c7 pedone del nero · e7 alfiere del nero · g7 pedone del nero · h7 pedone del nero · e6 pedone del nero · f6 cavallo del nero · d5 pedone del nero · f5 pedone del nero · c4 pedone del bianco · d4 pedone del bianco · b3 pedone del bianco · f3 cavallo del bianco · g3 pedone del bianco · a2 pedone del bianco · e2 pedone del bianco · f2 pedone del bianco · g2 alfiere del bianco · h2 pedone del bianco · a1 torre del bianco · b1 cavallo del bianco · c1 alfiere del bianco · d1 donna del bianco · f1 torre del bianco · g1 re del bianco | a8 torre del nero · b8 cavallo del nero · c8 alfiere del nero · d8 donna del nero · f8 torre del nero · g8 re del nero · a7 pedone del nero · b7 pedone del nero · c7 pedone del nero · e7 alfiere del nero · g7 pedone del nero · h7 pedone del nero · e6 pedone del nero · f6 cavallo del nero · d5 pedone del nero · f5 pedone del nero · c4 pedone del bianco · d4 pedone del bianco · b3 pedone del bianco · f3 cavallo del bianco · g3 pedone del bianco · a2 pedone del bianco · e2 pedone del bianco · f2 pedone del bianco · g2 alfiere del bianco · h2 pedone del bianco · a1 torre del bianco · b1 cavallo del bianco · c1 alfiere del bianco · d1 donna del bianco · f1 torre del bianco · g1 re del bianco | a8 torre del nero · b8 cavallo del nero · c8 alfiere del nero · d8 donna del nero · f8 torre del nero · g8 re del nero · a7 pedone del nero · b7 pedone del nero · c7 pedone del nero · e7 alfiere del nero · g7 pedone del nero · h7 pedone del nero · e6 pedone del nero · f6 cavallo del nero · d5 pedone del nero · f5 pedone del nero · c4 pedone del bianco · d4 pedone del bianco · b3 pedone del bianco · f3 cavallo del bianco · g3 pedone del bianco · a2 pedone del bianco · e2 pedone del bianco · f2 pedone del bianco · g2 alfiere del bianco · h2 pedone del bianco · a1 torre del bianco · b1 cavallo del bianco · c1 alfiere del bianco · d1 donna del bianco · f1 torre del bianco · g1 re del bianco | a8 torre del nero · b8 cavallo del nero · c8 alfiere del nero · d8 donna del nero · f8 torre del nero · g8 re del nero · a7 pedone del nero · b7 pedone del nero · c7 pedone del nero · e7 alfiere del nero · g7 pedone del nero · h7 pedone del nero · e6 pedone del nero · f6 cavallo del nero · d5 pedone del nero · f5 pedone del nero · c4 pedone del bianco · d4 pedone del bianco · b3 pedone del bianco · f3 cavallo del bianco · g3 pedone del bianco · a2 pedone del bianco · e2 pedone del bianco · f2 pedone del bianco · g2 alfiere del bianco · h2 pedone del bianco · a1 torre del bianco · b1 cavallo del bianco · c1 alfiere del bianco · d1 donna del bianco · f1 torre del bianco · g1 re del bianco | a8 torre del nero · b8 cavallo del nero · c8 alfiere del nero · d8 donna del nero · f8 torre del nero · g8 re del nero · a7 pedone del nero · b7 pedone del nero · c7 pedone del nero · e7 alfiere del nero · g7 pedone del nero · h7 pedone del nero · e6 pedone del nero · f6 cavallo del nero · d5 pedone del nero · f5 pedone del nero · c4 pedone del bianco · d4 pedone del bianco · b3 pedone del bianco · f3 cavallo del bianco · g3 pedone del bianco · a2 pedone del bianco · e2 pedone del bianco · f2 pedone del bianco · g2 alfiere del bianco · h2 pedone del bianco · a1 torre del bianco · b1 cavallo del bianco · c1 alfiere del bianco · d1 donna del bianco · f1 torre del bianco · g1 re del bianco | a8 torre del nero · b8 cavallo del nero · c8 alfiere del nero · d8 donna del nero · f8 torre del nero · g8 re del nero · a7 pedone del nero · b7 pedone del nero · c7 pedone del nero · e7 alfiere del nero · g7 pedone del nero · h7 pedone del nero · e6 pedone del nero · f6 cavallo del nero · d5 pedone del nero · f5 pedone del nero · c4 pedone del bianco · d4 pedone del bianco · b3 pedone del bianco · f3 cavallo del bianco · g3 pedone del bianco · a2 pedone del bianco · e2 pedone del bianco · f2 pedone del bianco · g2 alfiere del bianco · h2 pedone del bianco · a1 torre del bianco · b1 cavallo del bianco · c1 alfiere del bianco · d1 donna del bianco · f1 torre del bianco · g1 re del bianco | 3 |
| 2 | a8 torre del nero · b8 cavallo del nero · c8 alfiere del nero · d8 donna del nero · f8 torre del nero · g8 re del nero · a7 pedone del nero · b7 pedone del nero · c7 pedone del nero · e7 alfiere del nero · g7 pedone del nero · h7 pedone del nero · e6 pedone del nero · f6 cavallo del nero · d5 pedone del nero · f5 pedone del nero · c4 pedone del bianco · d4 pedone del bianco · b3 pedone del bianco · f3 cavallo del bianco · g3 pedone del bianco · a2 pedone del bianco · e2 pedone del bianco · f2 pedone del bianco · g2 alfiere del bianco · h2 pedone del bianco · a1 torre del bianco · b1 cavallo del bianco · c1 alfiere del bianco · d1 donna del bianco · f1 torre del bianco · g1 re del bianco | a8 torre del nero · b8 cavallo del nero · c8 alfiere del nero · d8 donna del nero · f8 torre del nero · g8 re del nero · a7 pedone del nero · b7 pedone del nero · c7 pedone del nero · e7 alfiere del nero · g7 pedone del nero · h7 pedone del nero · e6 pedone del nero · f6 cavallo del nero · d5 pedone del nero · f5 pedone del nero · c4 pedone del bianco · d4 pedone del bianco · b3 pedone del bianco · f3 cavallo del bianco · g3 pedone del bianco · a2 pedone del bianco · e2 pedone del bianco · f2 pedone del bianco · g2 alfiere del bianco · h2 pedone del bianco · a1 torre del bianco · b1 cavallo del bianco · c1 alfiere del bianco · d1 donna del bianco · f1 torre del bianco · g1 re del bianco | a8 torre del nero · b8 cavallo del nero · c8 alfiere del nero · d8 donna del nero · f8 torre del nero · g8 re del nero · a7 pedone del nero · b7 pedone del nero · c7 pedone del nero · e7 alfiere del nero · g7 pedone del nero · h7 pedone del nero · e6 pedone del nero · f6 cavallo del nero · d5 pedone del nero · f5 pedone del nero · c4 pedone del bianco · d4 pedone del bianco · b3 pedone del bianco · f3 cavallo del bianco · g3 pedone del bianco · a2 pedone del bianco · e2 pedone del bianco · f2 pedone del bianco · g2 alfiere del bianco · h2 pedone del bianco · a1 torre del bianco · b1 cavallo del bianco · c1 alfiere del bianco · d1 donna del bianco · f1 torre del bianco · g1 re del bianco | a8 torre del nero · b8 cavallo del nero · c8 alfiere del nero · d8 donna del nero · f8 torre del nero · g8 re del nero · a7 pedone del nero · b7 pedone del nero · c7 pedone del nero · e7 alfiere del nero · g7 pedone del nero · h7 pedone del nero · e6 pedone del nero · f6 cavallo del nero · d5 pedone del nero · f5 pedone del nero · c4 pedone del bianco · d4 pedone del bianco · b3 pedone del bianco · f3 cavallo del bianco · g3 pedone del bianco · a2 pedone del bianco · e2 pedone del bianco · f2 pedone del bianco · g2 alfiere del bianco · h2 pedone del bianco · a1 torre del bianco · b1 cavallo del bianco · c1 alfiere del bianco · d1 donna del bianco · f1 torre del bianco · g1 re del bianco | a8 torre del nero · b8 cavallo del nero · c8 alfiere del nero · d8 donna del nero · f8 torre del nero · g8 re del nero · a7 pedone del nero · b7 pedone del nero · c7 pedone del nero · e7 alfiere del nero · g7 pedone del nero · h7 pedone del nero · e6 pedone del nero · f6 cavallo del nero · d5 pedone del nero · f5 pedone del nero · c4 pedone del bianco · d4 pedone del bianco · b3 pedone del bianco · f3 cavallo del bianco · g3 pedone del bianco · a2 pedone del bianco · e2 pedone del bianco · f2 pedone del bianco · g2 alfiere del bianco · h2 pedone del bianco · a1 torre del bianco · b1 cavallo del bianco · c1 alfiere del bianco · d1 donna del bianco · f1 torre del bianco · g1 re del bianco | a8 torre del nero · b8 cavallo del nero · c8 alfiere del nero · d8 donna del nero · f8 torre del nero · g8 re del nero · a7 pedone del nero · b7 pedone del nero · c7 pedone del nero · e7 alfiere del nero · g7 pedone del nero · h7 pedone del nero · e6 pedone del nero · f6 cavallo del nero · d5 pedone del nero · f5 pedone del nero · c4 pedone del bianco · d4 pedone del bianco · b3 pedone del bianco · f3 cavallo del bianco · g3 pedone del bianco · a2 pedone del bianco · e2 pedone del bianco · f2 pedone del bianco · g2 alfiere del bianco · h2 pedone del bianco · a1 torre del bianco · b1 cavallo del bianco · c1 alfiere del bianco · d1 donna del bianco · f1 torre del bianco · g1 re del bianco | a8 torre del nero · b8 cavallo del nero · c8 alfiere del nero · d8 donna del nero · f8 torre del nero · g8 re del nero · a7 pedone del nero · b7 pedone del nero · c7 pedone del nero · e7 alfiere del nero · g7 pedone del nero · h7 pedone del nero · e6 pedone del nero · f6 cavallo del nero · d5 pedone del nero · f5 pedone del nero · c4 pedone del bianco · d4 pedone del bianco · b3 pedone del bianco · f3 cavallo del bianco · g3 pedone del bianco · a2 pedone del bianco · e2 pedone del bianco · f2 pedone del bianco · g2 alfiere del bianco · h2 pedone del bianco · a1 torre del bianco · b1 cavallo del bianco · c1 alfiere del bianco · d1 donna del bianco · f1 torre del bianco · g1 re del bianco | a8 torre del nero · b8 cavallo del nero · c8 alfiere del nero · d8 donna del nero · f8 torre del nero · g8 re del nero · a7 pedone del nero · b7 pedone del nero · c7 pedone del nero · e7 alfiere del nero · g7 pedone del nero · h7 pedone del nero · e6 pedone del nero · f6 cavallo del nero · d5 pedone del nero · f5 pedone del nero · c4 pedone del bianco · d4 pedone del bianco · b3 pedone del bianco · f3 cavallo del bianco · g3 pedone del bianco · a2 pedone del bianco · e2 pedone del bianco · f2 pedone del bianco · g2 alfiere del bianco · h2 pedone del bianco · a1 torre del bianco · b1 cavallo del bianco · c1 alfiere del bianco · d1 donna del bianco · f1 torre del bianco · g1 re del bianco | 2 |
| 1 | a8 torre del nero · b8 cavallo del nero · c8 alfiere del nero · d8 donna del nero · f8 torre del nero · g8 re del nero · a7 pedone del nero · b7 pedone del nero · c7 pedone del nero · e7 alfiere del nero · g7 pedone del nero · h7 pedone del nero · e6 pedone del nero · f6 cavallo del nero · d5 pedone del nero · f5 pedone del nero · c4 pedone del bianco · d4 pedone del bianco · b3 pedone del bianco · f3 cavallo del bianco · g3 pedone del bianco · a2 pedone del bianco · e2 pedone del bianco · f2 pedone del bianco · g2 alfiere del bianco · h2 pedone del bianco · a1 torre del bianco · b1 cavallo del bianco · c1 alfiere del bianco · d1 donna del bianco · f1 torre del bianco · g1 re del bianco | a8 torre del nero · b8 cavallo del nero · c8 alfiere del nero · d8 donna del nero · f8 torre del nero · g8 re del nero · a7 pedone del nero · b7 pedone del nero · c7 pedone del nero · e7 alfiere del nero · g7 pedone del nero · h7 pedone del nero · e6 pedone del nero · f6 cavallo del nero · d5 pedone del nero · f5 pedone del nero · c4 pedone del bianco · d4 pedone del bianco · b3 pedone del bianco · f3 cavallo del bianco · g3 pedone del bianco · a2 pedone del bianco · e2 pedone del bianco · f2 pedone del bianco · g2 alfiere del bianco · h2 pedone del bianco · a1 torre del bianco · b1 cavallo del bianco · c1 alfiere del bianco · d1 donna del bianco · f1 torre del bianco · g1 re del bianco | a8 torre del nero · b8 cavallo del nero · c8 alfiere del nero · d8 donna del nero · f8 torre del nero · g8 re del nero · a7 pedone del nero · b7 pedone del nero · c7 pedone del nero · e7 alfiere del nero · g7 pedone del nero · h7 pedone del nero · e6 pedone del nero · f6 cavallo del nero · d5 pedone del nero · f5 pedone del nero · c4 pedone del bianco · d4 pedone del bianco · b3 pedone del bianco · f3 cavallo del bianco · g3 pedone del bianco · a2 pedone del bianco · e2 pedone del bianco · f2 pedone del bianco · g2 alfiere del bianco · h2 pedone del bianco · a1 torre del bianco · b1 cavallo del bianco · c1 alfiere del bianco · d1 donna del bianco · f1 torre del bianco · g1 re del bianco | a8 torre del nero · b8 cavallo del nero · c8 alfiere del nero · d8 donna del nero · f8 torre del nero · g8 re del nero · a7 pedone del nero · b7 pedone del nero · c7 pedone del nero · e7 alfiere del nero · g7 pedone del nero · h7 pedone del nero · e6 pedone del nero · f6 cavallo del nero · d5 pedone del nero · f5 pedone del nero · c4 pedone del bianco · d4 pedone del bianco · b3 pedone del bianco · f3 cavallo del bianco · g3 pedone del bianco · a2 pedone del bianco · e2 pedone del bianco · f2 pedone del bianco · g2 alfiere del bianco · h2 pedone del bianco · a1 torre del bianco · b1 cavallo del bianco · c1 alfiere del bianco · d1 donna del bianco · f1 torre del bianco · g1 re del bianco | a8 torre del nero · b8 cavallo del nero · c8 alfiere del nero · d8 donna del nero · f8 torre del nero · g8 re del nero · a7 pedone del nero · b7 pedone del nero · c7 pedone del nero · e7 alfiere del nero · g7 pedone del nero · h7 pedone del nero · e6 pedone del nero · f6 cavallo del nero · d5 pedone del nero · f5 pedone del nero · c4 pedone del bianco · d4 pedone del bianco · b3 pedone del bianco · f3 cavallo del bianco · g3 pedone del bianco · a2 pedone del bianco · e2 pedone del bianco · f2 pedone del bianco · g2 alfiere del bianco · h2 pedone del bianco · a1 torre del bianco · b1 cavallo del bianco · c1 alfiere del bianco · d1 donna del bianco · f1 torre del bianco · g1 re del bianco | a8 torre del nero · b8 cavallo del nero · c8 alfiere del nero · d8 donna del nero · f8 torre del nero · g8 re del nero · a7 pedone del nero · b7 pedone del nero · c7 pedone del nero · e7 alfiere del nero · g7 pedone del nero · h7 pedone del nero · e6 pedone del nero · f6 cavallo del nero · d5 pedone del nero · f5 pedone del nero · c4 pedone del bianco · d4 pedone del bianco · b3 pedone del bianco · f3 cavallo del bianco · g3 pedone del bianco · a2 pedone del bianco · e2 pedone del bianco · f2 pedone del bianco · g2 alfiere del bianco · h2 pedone del bianco · a1 torre del bianco · b1 cavallo del bianco · c1 alfiere del bianco · d1 donna del bianco · f1 torre del bianco · g1 re del bianco | a8 torre del nero · b8 cavallo del nero · c8 alfiere del nero · d8 donna del nero · f8 torre del nero · g8 re del nero · a7 pedone del nero · b7 pedone del nero · c7 pedone del nero · e7 alfiere del nero · g7 pedone del nero · h7 pedone del nero · e6 pedone del nero · f6 cavallo del nero · d5 pedone del nero · f5 pedone del nero · c4 pedone del bianco · d4 pedone del bianco · b3 pedone del bianco · f3 cavallo del bianco · g3 pedone del bianco · a2 pedone del bianco · e2 pedone del bianco · f2 pedone del bianco · g2 alfiere del bianco · h2 pedone del bianco · a1 torre del bianco · b1 cavallo del bianco · c1 alfiere del bianco · d1 donna del bianco · f1 torre del bianco · g1 re del bianco | a8 torre del nero · b8 cavallo del nero · c8 alfiere del nero · d8 donna del nero · f8 torre del nero · g8 re del nero · a7 pedone del nero · b7 pedone del nero · c7 pedone del nero · e7 alfiere del nero · g7 pedone del nero · h7 pedone del nero · e6 pedone del nero · f6 cavallo del nero · d5 pedone del nero · f5 pedone del nero · c4 pedone del bianco · d4 pedone del bianco · b3 pedone del bianco · f3 cavallo del bianco · g3 pedone del bianco · a2 pedone del bianco · e2 pedone del bianco · f2 pedone del bianco · g2 alfiere del bianco · h2 pedone del bianco · a1 torre del bianco · b1 cavallo del bianco · c1 alfiere del bianco · d1 donna del bianco · f1 torre del bianco · g1 re del bianco | 1 |
|   | a | b | c | d | e | f | g | h |   |

1.d4 f5 2.c4 Cf6 3.g3 e6 4.Ag2 Ae7 5.Cf3 0-0 6.0-0 d5 7.b3 (variante Botvinnik)

### Attacco Hopton
|   | a | b | c | d | e | f | g | h |   |
| 8 | a8 torre del nero · b8 cavallo del nero · c8 alfiere del nero · d8 donna del nero · e8 re del nero · f8 alfiere del nero · g8 cavallo del nero · h8 torre del nero · a7 pedone del nero · b7 pedone del nero · c7 pedone del nero · d7 pedone del nero · e7 pedone del nero · g7 pedone del nero · h7 pedone del nero · f5 pedone del nero · g5 alfiere del bianco · d4 pedone del bianco · a2 pedone del bianco · b2 pedone del bianco · c2 pedone del bianco · e2 pedone del bianco · f2 pedone del bianco · g2 pedone del bianco · h2 pedone del bianco · a1 torre del bianco · b1 cavallo del bianco · d1 donna del bianco · e1 re del bianco · f1 alfiere del bianco · g1 cavallo del bianco · h1 torre del bianco | a8 torre del nero · b8 cavallo del nero · c8 alfiere del nero · d8 donna del nero · e8 re del nero · f8 alfiere del nero · g8 cavallo del nero · h8 torre del nero · a7 pedone del nero · b7 pedone del nero · c7 pedone del nero · d7 pedone del nero · e7 pedone del nero · g7 pedone del nero · h7 pedone del nero · f5 pedone del nero · g5 alfiere del bianco · d4 pedone del bianco · a2 pedone del bianco · b2 pedone del bianco · c2 pedone del bianco · e2 pedone del bianco · f2 pedone del bianco · g2 pedone del bianco · h2 pedone del bianco · a1 torre del bianco · b1 cavallo del bianco · d1 donna del bianco · e1 re del bianco · f1 alfiere del bianco · g1 cavallo del bianco · h1 torre del bianco | a8 torre del nero · b8 cavallo del nero · c8 alfiere del nero · d8 donna del nero · e8 re del nero · f8 alfiere del nero · g8 cavallo del nero · h8 torre del nero · a7 pedone del nero · b7 pedone del nero · c7 pedone del nero · d7 pedone del nero · e7 pedone del nero · g7 pedone del nero · h7 pedone del nero · f5 pedone del nero · g5 alfiere del bianco · d4 pedone del bianco · a2 pedone del bianco · b2 pedone del bianco · c2 pedone del bianco · e2 pedone del bianco · f2 pedone del bianco · g2 pedone del bianco · h2 pedone del bianco · a1 torre del bianco · b1 cavallo del bianco · d1 donna del bianco · e1 re del bianco · f1 alfiere del bianco · g1 cavallo del bianco · h1 torre del bianco | a8 torre del nero · b8 cavallo del nero · c8 alfiere del nero · d8 donna del nero · e8 re del nero · f8 alfiere del nero · g8 cavallo del nero · h8 torre del nero · a7 pedone del nero · b7 pedone del nero · c7 pedone del nero · d7 pedone del nero · e7 pedone del nero · g7 pedone del nero · h7 pedone del nero · f5 pedone del nero · g5 alfiere del bianco · d4 pedone del bianco · a2 pedone del bianco · b2 pedone del bianco · c2 pedone del bianco · e2 pedone del bianco · f2 pedone del bianco · g2 pedone del bianco · h2 pedone del bianco · a1 torre del bianco · b1 cavallo del bianco · d1 donna del bianco · e1 re del bianco · f1 alfiere del bianco · g1 cavallo del bianco · h1 torre del bianco | a8 torre del nero · b8 cavallo del nero · c8 alfiere del nero · d8 donna del nero · e8 re del nero · f8 alfiere del nero · g8 cavallo del nero · h8 torre del nero · a7 pedone del nero · b7 pedone del nero · c7 pedone del nero · d7 pedone del nero · e7 pedone del nero · g7 pedone del nero · h7 pedone del nero · f5 pedone del nero · g5 alfiere del bianco · d4 pedone del bianco · a2 pedone del bianco · b2 pedone del bianco · c2 pedone del bianco · e2 pedone del bianco · f2 pedone del bianco · g2 pedone del bianco · h2 pedone del bianco · a1 torre del bianco · b1 cavallo del bianco · d1 donna del bianco · e1 re del bianco · f1 alfiere del bianco · g1 cavallo del bianco · h1 torre del bianco | a8 torre del nero · b8 cavallo del nero · c8 alfiere del nero · d8 donna del nero · e8 re del nero · f8 alfiere del nero · g8 cavallo del nero · h8 torre del nero · a7 pedone del nero · b7 pedone del nero · c7 pedone del nero · d7 pedone del nero · e7 pedone del nero · g7 pedone del nero · h7 pedone del nero · f5 pedone del nero · g5 alfiere del bianco · d4 pedone del bianco · a2 pedone del bianco · b2 pedone del bianco · c2 pedone del bianco · e2 pedone del bianco · f2 pedone del bianco · g2 pedone del bianco · h2 pedone del bianco · a1 torre del bianco · b1 cavallo del bianco · d1 donna del bianco · e1 re del bianco · f1 alfiere del bianco · g1 cavallo del bianco · h1 torre del bianco | a8 torre del nero · b8 cavallo del nero · c8 alfiere del nero · d8 donna del nero · e8 re del nero · f8 alfiere del nero · g8 cavallo del nero · h8 torre del nero · a7 pedone del nero · b7 pedone del nero · c7 pedone del nero · d7 pedone del nero · e7 pedone del nero · g7 pedone del nero · h7 pedone del nero · f5 pedone del nero · g5 alfiere del bianco · d4 pedone del bianco · a2 pedone del bianco · b2 pedone del bianco · c2 pedone del bianco · e2 pedone del bianco · f2 pedone del bianco · g2 pedone del bianco · h2 pedone del bianco · a1 torre del bianco · b1 cavallo del bianco · d1 donna del bianco · e1 re del bianco · f1 alfiere del bianco · g1 cavallo del bianco · h1 torre del bianco | a8 torre del nero · b8 cavallo del nero · c8 alfiere del nero · d8 donna del nero · e8 re del nero · f8 alfiere del nero · g8 cavallo del nero · h8 torre del nero · a7 pedone del nero · b7 pedone del nero · c7 pedone del nero · d7 pedone del nero · e7 pedone del nero · g7 pedone del nero · h7 pedone del nero · f5 pedone del nero · g5 alfiere del bianco · d4 pedone del bianco · a2 pedone del bianco · b2 pedone del bianco · c2 pedone del bianco · e2 pedone del bianco · f2 pedone del bianco · g2 pedone del bianco · h2 pedone del bianco · a1 torre del bianco · b1 cavallo del bianco · d1 donna del bianco · e1 re del bianco · f1 alfiere del bianco · g1 cavallo del bianco · h1 torre del bianco | 8 |
| 7 | a8 torre del nero · b8 cavallo del nero · c8 alfiere del nero · d8 donna del nero · e8 re del nero · f8 alfiere del nero · g8 cavallo del nero · h8 torre del nero · a7 pedone del nero · b7 pedone del nero · c7 pedone del nero · d7 pedone del nero · e7 pedone del nero · g7 pedone del nero · h7 pedone del nero · f5 pedone del nero · g5 alfiere del bianco · d4 pedone del bianco · a2 pedone del bianco · b2 pedone del bianco · c2 pedone del bianco · e2 pedone del bianco · f2 pedone del bianco · g2 pedone del bianco · h2 pedone del bianco · a1 torre del bianco · b1 cavallo del bianco · d1 donna del bianco · e1 re del bianco · f1 alfiere del bianco · g1 cavallo del bianco · h1 torre del bianco | a8 torre del nero · b8 cavallo del nero · c8 alfiere del nero · d8 donna del nero · e8 re del nero · f8 alfiere del nero · g8 cavallo del nero · h8 torre del nero · a7 pedone del nero · b7 pedone del nero · c7 pedone del nero · d7 pedone del nero · e7 pedone del nero · g7 pedone del nero · h7 pedone del nero · f5 pedone del nero · g5 alfiere del bianco · d4 pedone del bianco · a2 pedone del bianco · b2 pedone del bianco · c2 pedone del bianco · e2 pedone del bianco · f2 pedone del bianco · g2 pedone del bianco · h2 pedone del bianco · a1 torre del bianco · b1 cavallo del bianco · d1 donna del bianco · e1 re del bianco · f1 alfiere del bianco · g1 cavallo del bianco · h1 torre del bianco | a8 torre del nero · b8 cavallo del nero · c8 alfiere del nero · d8 donna del nero · e8 re del nero · f8 alfiere del nero · g8 cavallo del nero · h8 torre del nero · a7 pedone del nero · b7 pedone del nero · c7 pedone del nero · d7 pedone del nero · e7 pedone del nero · g7 pedone del nero · h7 pedone del nero · f5 pedone del nero · g5 alfiere del bianco · d4 pedone del bianco · a2 pedone del bianco · b2 pedone del bianco · c2 pedone del bianco · e2 pedone del bianco · f2 pedone del bianco · g2 pedone del bianco · h2 pedone del bianco · a1 torre del bianco · b1 cavallo del bianco · d1 donna del bianco · e1 re del bianco · f1 alfiere del bianco · g1 cavallo del bianco · h1 torre del bianco | a8 torre del nero · b8 cavallo del nero · c8 alfiere del nero · d8 donna del nero · e8 re del nero · f8 alfiere del nero · g8 cavallo del nero · h8 torre del nero · a7 pedone del nero · b7 pedone del nero · c7 pedone del nero · d7 pedone del nero · e7 pedone del nero · g7 pedone del nero · h7 pedone del nero · f5 pedone del nero · g5 alfiere del bianco · d4 pedone del bianco · a2 pedone del bianco · b2 pedone del bianco · c2 pedone del bianco · e2 pedone del bianco · f2 pedone del bianco · g2 pedone del bianco · h2 pedone del bianco · a1 torre del bianco · b1 cavallo del bianco · d1 donna del bianco · e1 re del bianco · f1 alfiere del bianco · g1 cavallo del bianco · h1 torre del bianco | a8 torre del nero · b8 cavallo del nero · c8 alfiere del nero · d8 donna del nero · e8 re del nero · f8 alfiere del nero · g8 cavallo del nero · h8 torre del nero · a7 pedone del nero · b7 pedone del nero · c7 pedone del nero · d7 pedone del nero · e7 pedone del nero · g7 pedone del nero · h7 pedone del nero · f5 pedone del nero · g5 alfiere del bianco · d4 pedone del bianco · a2 pedone del bianco · b2 pedone del bianco · c2 pedone del bianco · e2 pedone del bianco · f2 pedone del bianco · g2 pedone del bianco · h2 pedone del bianco · a1 torre del bianco · b1 cavallo del bianco · d1 donna del bianco · e1 re del bianco · f1 alfiere del bianco · g1 cavallo del bianco · h1 torre del bianco | a8 torre del nero · b8 cavallo del nero · c8 alfiere del nero · d8 donna del nero · e8 re del nero · f8 alfiere del nero · g8 cavallo del nero · h8 torre del nero · a7 pedone del nero · b7 pedone del nero · c7 pedone del nero · d7 pedone del nero · e7 pedone del nero · g7 pedone del nero · h7 pedone del nero · f5 pedone del nero · g5 alfiere del bianco · d4 pedone del bianco · a2 pedone del bianco · b2 pedone del bianco · c2 pedone del bianco · e2 pedone del bianco · f2 pedone del bianco · g2 pedone del bianco · h2 pedone del bianco · a1 torre del bianco · b1 cavallo del bianco · d1 donna del bianco · e1 re del bianco · f1 alfiere del bianco · g1 cavallo del bianco · h1 torre del bianco | a8 torre del nero · b8 cavallo del nero · c8 alfiere del nero · d8 donna del nero · e8 re del nero · f8 alfiere del nero · g8 cavallo del nero · h8 torre del nero · a7 pedone del nero · b7 pedone del nero · c7 pedone del nero · d7 pedone del nero · e7 pedone del nero · g7 pedone del nero · h7 pedone del nero · f5 pedone del nero · g5 alfiere del bianco · d4 pedone del bianco · a2 pedone del bianco · b2 pedone del bianco · c2 pedone del bianco · e2 pedone del bianco · f2 pedone del bianco · g2 pedone del bianco · h2 pedone del bianco · a1 torre del bianco · b1 cavallo del bianco · d1 donna del bianco · e1 re del bianco · f1 alfiere del bianco · g1 cavallo del bianco · h1 torre del bianco | a8 torre del nero · b8 cavallo del nero · c8 alfiere del nero · d8 donna del nero · e8 re del nero · f8 alfiere del nero · g8 cavallo del nero · h8 torre del nero · a7 pedone del nero · b7 pedone del nero · c7 pedone del nero · d7 pedone del nero · e7 pedone del nero · g7 pedone del nero · h7 pedone del nero · f5 pedone del nero · g5 alfiere del bianco · d4 pedone del bianco · a2 pedone del bianco · b2 pedone del bianco · c2 pedone del bianco · e2 pedone del bianco · f2 pedone del bianco · g2 pedone del bianco · h2 pedone del bianco · a1 torre del bianco · b1 cavallo del bianco · d1 donna del bianco · e1 re del bianco · f1 alfiere del bianco · g1 cavallo del bianco · h1 torre del bianco | 7 |
| 6 | a8 torre del nero · b8 cavallo del nero · c8 alfiere del nero · d8 donna del nero · e8 re del nero · f8 alfiere del nero · g8 cavallo del nero · h8 torre del nero · a7 pedone del nero · b7 pedone del nero · c7 pedone del nero · d7 pedone del nero · e7 pedone del nero · g7 pedone del nero · h7 pedone del nero · f5 pedone del nero · g5 alfiere del bianco · d4 pedone del bianco · a2 pedone del bianco · b2 pedone del bianco · c2 pedone del bianco · e2 pedone del bianco · f2 pedone del bianco · g2 pedone del bianco · h2 pedone del bianco · a1 torre del bianco · b1 cavallo del bianco · d1 donna del bianco · e1 re del bianco · f1 alfiere del bianco · g1 cavallo del bianco · h1 torre del bianco | a8 torre del nero · b8 cavallo del nero · c8 alfiere del nero · d8 donna del nero · e8 re del nero · f8 alfiere del nero · g8 cavallo del nero · h8 torre del nero · a7 pedone del nero · b7 pedone del nero · c7 pedone del nero · d7 pedone del nero · e7 pedone del nero · g7 pedone del nero · h7 pedone del nero · f5 pedone del nero · g5 alfiere del bianco · d4 pedone del bianco · a2 pedone del bianco · b2 pedone del bianco · c2 pedone del bianco · e2 pedone del bianco · f2 pedone del bianco · g2 pedone del bianco · h2 pedone del bianco · a1 torre del bianco · b1 cavallo del bianco · d1 donna del bianco · e1 re del bianco · f1 alfiere del bianco · g1 cavallo del bianco · h1 torre del bianco | a8 torre del nero · b8 cavallo del nero · c8 alfiere del nero · d8 donna del nero · e8 re del nero · f8 alfiere del nero · g8 cavallo del nero · h8 torre del nero · a7 pedone del nero · b7 pedone del nero · c7 pedone del nero · d7 pedone del nero · e7 pedone del nero · g7 pedone del nero · h7 pedone del nero · f5 pedone del nero · g5 alfiere del bianco · d4 pedone del bianco · a2 pedone del bianco · b2 pedone del bianco · c2 pedone del bianco · e2 pedone del bianco · f2 pedone del bianco · g2 pedone del bianco · h2 pedone del bianco · a1 torre del bianco · b1 cavallo del bianco · d1 donna del bianco · e1 re del bianco · f1 alfiere del bianco · g1 cavallo del bianco · h1 torre del bianco | a8 torre del nero · b8 cavallo del nero · c8 alfiere del nero · d8 donna del nero · e8 re del nero · f8 alfiere del nero · g8 cavallo del nero · h8 torre del nero · a7 pedone del nero · b7 pedone del nero · c7 pedone del nero · d7 pedone del nero · e7 pedone del nero · g7 pedone del nero · h7 pedone del nero · f5 pedone del nero · g5 alfiere del bianco · d4 pedone del bianco · a2 pedone del bianco · b2 pedone del bianco · c2 pedone del bianco · e2 pedone del bianco · f2 pedone del bianco · g2 pedone del bianco · h2 pedone del bianco · a1 torre del bianco · b1 cavallo del bianco · d1 donna del bianco · e1 re del bianco · f1 alfiere del bianco · g1 cavallo del bianco · h1 torre del bianco | a8 torre del nero · b8 cavallo del nero · c8 alfiere del nero · d8 donna del nero · e8 re del nero · f8 alfiere del nero · g8 cavallo del nero · h8 torre del nero · a7 pedone del nero · b7 pedone del nero · c7 pedone del nero · d7 pedone del nero · e7 pedone del nero · g7 pedone del nero · h7 pedone del nero · f5 pedone del nero · g5 alfiere del bianco · d4 pedone del bianco · a2 pedone del bianco · b2 pedone del bianco · c2 pedone del bianco · e2 pedone del bianco · f2 pedone del bianco · g2 pedone del bianco · h2 pedone del bianco · a1 torre del bianco · b1 cavallo del bianco · d1 donna del bianco · e1 re del bianco · f1 alfiere del bianco · g1 cavallo del bianco · h1 torre del bianco | a8 torre del nero · b8 cavallo del nero · c8 alfiere del nero · d8 donna del nero · e8 re del nero · f8 alfiere del nero · g8 cavallo del nero · h8 torre del nero · a7 pedone del nero · b7 pedone del nero · c7 pedone del nero · d7 pedone del nero · e7 pedone del nero · g7 pedone del nero · h7 pedone del nero · f5 pedone del nero · g5 alfiere del bianco · d4 pedone del bianco · a2 pedone del bianco · b2 pedone del bianco · c2 pedone del bianco · e2 pedone del bianco · f2 pedone del bianco · g2 pedone del bianco · h2 pedone del bianco · a1 torre del bianco · b1 cavallo del bianco · d1 donna del bianco · e1 re del bianco · f1 alfiere del bianco · g1 cavallo del bianco · h1 torre del bianco | a8 torre del nero · b8 cavallo del nero · c8 alfiere del nero · d8 donna del nero · e8 re del nero · f8 alfiere del nero · g8 cavallo del nero · h8 torre del nero · a7 pedone del nero · b7 pedone del nero · c7 pedone del nero · d7 pedone del nero · e7 pedone del nero · g7 pedone del nero · h7 pedone del nero · f5 pedone del nero · g5 alfiere del bianco · d4 pedone del bianco · a2 pedone del bianco · b2 pedone del bianco · c2 pedone del bianco · e2 pedone del bianco · f2 pedone del bianco · g2 pedone del bianco · h2 pedone del bianco · a1 torre del bianco · b1 cavallo del bianco · d1 donna del bianco · e1 re del bianco · f1 alfiere del bianco · g1 cavallo del bianco · h1 torre del bianco | a8 torre del nero · b8 cavallo del nero · c8 alfiere del nero · d8 donna del nero · e8 re del nero · f8 alfiere del nero · g8 cavallo del nero · h8 torre del nero · a7 pedone del nero · b7 pedone del nero · c7 pedone del nero · d7 pedone del nero · e7 pedone del nero · g7 pedone del nero · h7 pedone del nero · f5 pedone del nero · g5 alfiere del bianco · d4 pedone del bianco · a2 pedone del bianco · b2 pedone del bianco · c2 pedone del bianco · e2 pedone del bianco · f2 pedone del bianco · g2 pedone del bianco · h2 pedone del bianco · a1 torre del bianco · b1 cavallo del bianco · d1 donna del bianco · e1 re del bianco · f1 alfiere del bianco · g1 cavallo del bianco · h1 torre del bianco | 6 |
| 5 | a8 torre del nero · b8 cavallo del nero · c8 alfiere del nero · d8 donna del nero · e8 re del nero · f8 alfiere del nero · g8 cavallo del nero · h8 torre del nero · a7 pedone del nero · b7 pedone del nero · c7 pedone del nero · d7 pedone del nero · e7 pedone del nero · g7 pedone del nero · h7 pedone del nero · f5 pedone del nero · g5 alfiere del bianco · d4 pedone del bianco · a2 pedone del bianco · b2 pedone del bianco · c2 pedone del bianco · e2 pedone del bianco · f2 pedone del bianco · g2 pedone del bianco · h2 pedone del bianco · a1 torre del bianco · b1 cavallo del bianco · d1 donna del bianco · e1 re del bianco · f1 alfiere del bianco · g1 cavallo del bianco · h1 torre del bianco | a8 torre del nero · b8 cavallo del nero · c8 alfiere del nero · d8 donna del nero · e8 re del nero · f8 alfiere del nero · g8 cavallo del nero · h8 torre del nero · a7 pedone del nero · b7 pedone del nero · c7 pedone del nero · d7 pedone del nero · e7 pedone del nero · g7 pedone del nero · h7 pedone del nero · f5 pedone del nero · g5 alfiere del bianco · d4 pedone del bianco · a2 pedone del bianco · b2 pedone del bianco · c2 pedone del bianco · e2 pedone del bianco · f2 pedone del bianco · g2 pedone del bianco · h2 pedone del bianco · a1 torre del bianco · b1 cavallo del bianco · d1 donna del bianco · e1 re del bianco · f1 alfiere del bianco · g1 cavallo del bianco · h1 torre del bianco | a8 torre del nero · b8 cavallo del nero · c8 alfiere del nero · d8 donna del nero · e8 re del nero · f8 alfiere del nero · g8 cavallo del nero · h8 torre del nero · a7 pedone del nero · b7 pedone del nero · c7 pedone del nero · d7 pedone del nero · e7 pedone del nero · g7 pedone del nero · h7 pedone del nero · f5 pedone del nero · g5 alfiere del bianco · d4 pedone del bianco · a2 pedone del bianco · b2 pedone del bianco · c2 pedone del bianco · e2 pedone del bianco · f2 pedone del bianco · g2 pedone del bianco · h2 pedone del bianco · a1 torre del bianco · b1 cavallo del bianco · d1 donna del bianco · e1 re del bianco · f1 alfiere del bianco · g1 cavallo del bianco · h1 torre del bianco | a8 torre del nero · b8 cavallo del nero · c8 alfiere del nero · d8 donna del nero · e8 re del nero · f8 alfiere del nero · g8 cavallo del nero · h8 torre del nero · a7 pedone del nero · b7 pedone del nero · c7 pedone del nero · d7 pedone del nero · e7 pedone del nero · g7 pedone del nero · h7 pedone del nero · f5 pedone del nero · g5 alfiere del bianco · d4 pedone del bianco · a2 pedone del bianco · b2 pedone del bianco · c2 pedone del bianco · e2 pedone del bianco · f2 pedone del bianco · g2 pedone del bianco · h2 pedone del bianco · a1 torre del bianco · b1 cavallo del bianco · d1 donna del bianco · e1 re del bianco · f1 alfiere del bianco · g1 cavallo del bianco · h1 torre del bianco | a8 torre del nero · b8 cavallo del nero · c8 alfiere del nero · d8 donna del nero · e8 re del nero · f8 alfiere del nero · g8 cavallo del nero · h8 torre del nero · a7 pedone del nero · b7 pedone del nero · c7 pedone del nero · d7 pedone del nero · e7 pedone del nero · g7 pedone del nero · h7 pedone del nero · f5 pedone del nero · g5 alfiere del bianco · d4 pedone del bianco · a2 pedone del bianco · b2 pedone del bianco · c2 pedone del bianco · e2 pedone del bianco · f2 pedone del bianco · g2 pedone del bianco · h2 pedone del bianco · a1 torre del bianco · b1 cavallo del bianco · d1 donna del bianco · e1 re del bianco · f1 alfiere del bianco · g1 cavallo del bianco · h1 torre del bianco | a8 torre del nero · b8 cavallo del nero · c8 alfiere del nero · d8 donna del nero · e8 re del nero · f8 alfiere del nero · g8 cavallo del nero · h8 torre del nero · a7 pedone del nero · b7 pedone del nero · c7 pedone del nero · d7 pedone del nero · e7 pedone del nero · g7 pedone del nero · h7 pedone del nero · f5 pedone del nero · g5 alfiere del bianco · d4 pedone del bianco · a2 pedone del bianco · b2 pedone del bianco · c2 pedone del bianco · e2 pedone del bianco · f2 pedone del bianco · g2 pedone del bianco · h2 pedone del bianco · a1 torre del bianco · b1 cavallo del bianco · d1 donna del bianco · e1 re del bianco · f1 alfiere del bianco · g1 cavallo del bianco · h1 torre del bianco | a8 torre del nero · b8 cavallo del nero · c8 alfiere del nero · d8 donna del nero · e8 re del nero · f8 alfiere del nero · g8 cavallo del nero · h8 torre del nero · a7 pedone del nero · b7 pedone del nero · c7 pedone del nero · d7 pedone del nero · e7 pedone del nero · g7 pedone del nero · h7 pedone del nero · f5 pedone del nero · g5 alfiere del bianco · d4 pedone del bianco · a2 pedone del bianco · b2 pedone del bianco · c2 pedone del bianco · e2 pedone del bianco · f2 pedone del bianco · g2 pedone del bianco · h2 pedone del bianco · a1 torre del bianco · b1 cavallo del bianco · d1 donna del bianco · e1 re del bianco · f1 alfiere del bianco · g1 cavallo del bianco · h1 torre del bianco | a8 torre del nero · b8 cavallo del nero · c8 alfiere del nero · d8 donna del nero · e8 re del nero · f8 alfiere del nero · g8 cavallo del nero · h8 torre del nero · a7 pedone del nero · b7 pedone del nero · c7 pedone del nero · d7 pedone del nero · e7 pedone del nero · g7 pedone del nero · h7 pedone del nero · f5 pedone del nero · g5 alfiere del bianco · d4 pedone del bianco · a2 pedone del bianco · b2 pedone del bianco · c2 pedone del bianco · e2 pedone del bianco · f2 pedone del bianco · g2 pedone del bianco · h2 pedone del bianco · a1 torre del bianco · b1 cavallo del bianco · d1 donna del bianco · e1 re del bianco · f1 alfiere del bianco · g1 cavallo del bianco · h1 torre del bianco | 5 |
| 4 | a8 torre del nero · b8 cavallo del nero · c8 alfiere del nero · d8 donna del nero · e8 re del nero · f8 alfiere del nero · g8 cavallo del nero · h8 torre del nero · a7 pedone del nero · b7 pedone del nero · c7 pedone del nero · d7 pedone del nero · e7 pedone del nero · g7 pedone del nero · h7 pedone del nero · f5 pedone del nero · g5 alfiere del bianco · d4 pedone del bianco · a2 pedone del bianco · b2 pedone del bianco · c2 pedone del bianco · e2 pedone del bianco · f2 pedone del bianco · g2 pedone del bianco · h2 pedone del bianco · a1 torre del bianco · b1 cavallo del bianco · d1 donna del bianco · e1 re del bianco · f1 alfiere del bianco · g1 cavallo del bianco · h1 torre del bianco | a8 torre del nero · b8 cavallo del nero · c8 alfiere del nero · d8 donna del nero · e8 re del nero · f8 alfiere del nero · g8 cavallo del nero · h8 torre del nero · a7 pedone del nero · b7 pedone del nero · c7 pedone del nero · d7 pedone del nero · e7 pedone del nero · g7 pedone del nero · h7 pedone del nero · f5 pedone del nero · g5 alfiere del bianco · d4 pedone del bianco · a2 pedone del bianco · b2 pedone del bianco · c2 pedone del bianco · e2 pedone del bianco · f2 pedone del bianco · g2 pedone del bianco · h2 pedone del bianco · a1 torre del bianco · b1 cavallo del bianco · d1 donna del bianco · e1 re del bianco · f1 alfiere del bianco · g1 cavallo del bianco · h1 torre del bianco | a8 torre del nero · b8 cavallo del nero · c8 alfiere del nero · d8 donna del nero · e8 re del nero · f8 alfiere del nero · g8 cavallo del nero · h8 torre del nero · a7 pedone del nero · b7 pedone del nero · c7 pedone del nero · d7 pedone del nero · e7 pedone del nero · g7 pedone del nero · h7 pedone del nero · f5 pedone del nero · g5 alfiere del bianco · d4 pedone del bianco · a2 pedone del bianco · b2 pedone del bianco · c2 pedone del bianco · e2 pedone del bianco · f2 pedone del bianco · g2 pedone del bianco · h2 pedone del bianco · a1 torre del bianco · b1 cavallo del bianco · d1 donna del bianco · e1 re del bianco · f1 alfiere del bianco · g1 cavallo del bianco · h1 torre del bianco | a8 torre del nero · b8 cavallo del nero · c8 alfiere del nero · d8 donna del nero · e8 re del nero · f8 alfiere del nero · g8 cavallo del nero · h8 torre del nero · a7 pedone del nero · b7 pedone del nero · c7 pedone del nero · d7 pedone del nero · e7 pedone del nero · g7 pedone del nero · h7 pedone del nero · f5 pedone del nero · g5 alfiere del bianco · d4 pedone del bianco · a2 pedone del bianco · b2 pedone del bianco · c2 pedone del bianco · e2 pedone del bianco · f2 pedone del bianco · g2 pedone del bianco · h2 pedone del bianco · a1 torre del bianco · b1 cavallo del bianco · d1 donna del bianco · e1 re del bianco · f1 alfiere del bianco · g1 cavallo del bianco · h1 torre del bianco | a8 torre del nero · b8 cavallo del nero · c8 alfiere del nero · d8 donna del nero · e8 re del nero · f8 alfiere del nero · g8 cavallo del nero · h8 torre del nero · a7 pedone del nero · b7 pedone del nero · c7 pedone del nero · d7 pedone del nero · e7 pedone del nero · g7 pedone del nero · h7 pedone del nero · f5 pedone del nero · g5 alfiere del bianco · d4 pedone del bianco · a2 pedone del bianco · b2 pedone del bianco · c2 pedone del bianco · e2 pedone del bianco · f2 pedone del bianco · g2 pedone del bianco · h2 pedone del bianco · a1 torre del bianco · b1 cavallo del bianco · d1 donna del bianco · e1 re del bianco · f1 alfiere del bianco · g1 cavallo del bianco · h1 torre del bianco | a8 torre del nero · b8 cavallo del nero · c8 alfiere del nero · d8 donna del nero · e8 re del nero · f8 alfiere del nero · g8 cavallo del nero · h8 torre del nero · a7 pedone del nero · b7 pedone del nero · c7 pedone del nero · d7 pedone del nero · e7 pedone del nero · g7 pedone del nero · h7 pedone del nero · f5 pedone del nero · g5 alfiere del bianco · d4 pedone del bianco · a2 pedone del bianco · b2 pedone del bianco · c2 pedone del bianco · e2 pedone del bianco · f2 pedone del bianco · g2 pedone del bianco · h2 pedone del bianco · a1 torre del bianco · b1 cavallo del bianco · d1 donna del bianco · e1 re del bianco · f1 alfiere del bianco · g1 cavallo del bianco · h1 torre del bianco | a8 torre del nero · b8 cavallo del nero · c8 alfiere del nero · d8 donna del nero · e8 re del nero · f8 alfiere del nero · g8 cavallo del nero · h8 torre del nero · a7 pedone del nero · b7 pedone del nero · c7 pedone del nero · d7 pedone del nero · e7 pedone del nero · g7 pedone del nero · h7 pedone del nero · f5 pedone del nero · g5 alfiere del bianco · d4 pedone del bianco · a2 pedone del bianco · b2 pedone del bianco · c2 pedone del bianco · e2 pedone del bianco · f2 pedone del bianco · g2 pedone del bianco · h2 pedone del bianco · a1 torre del bianco · b1 cavallo del bianco · d1 donna del bianco · e1 re del bianco · f1 alfiere del bianco · g1 cavallo del bianco · h1 torre del bianco | a8 torre del nero · b8 cavallo del nero · c8 alfiere del nero · d8 donna del nero · e8 re del nero · f8 alfiere del nero · g8 cavallo del nero · h8 torre del nero · a7 pedone del nero · b7 pedone del nero · c7 pedone del nero · d7 pedone del nero · e7 pedone del nero · g7 pedone del nero · h7 pedone del nero · f5 pedone del nero · g5 alfiere del bianco · d4 pedone del bianco · a2 pedone del bianco · b2 pedone del bianco · c2 pedone del bianco · e2 pedone del bianco · f2 pedone del bianco · g2 pedone del bianco · h2 pedone del bianco · a1 torre del bianco · b1 cavallo del bianco · d1 donna del bianco · e1 re del bianco · f1 alfiere del bianco · g1 cavallo del bianco · h1 torre del bianco | 4 |
| 3 | a8 torre del nero · b8 cavallo del nero · c8 alfiere del nero · d8 donna del nero · e8 re del nero · f8 alfiere del nero · g8 cavallo del nero · h8 torre del nero · a7 pedone del nero · b7 pedone del nero · c7 pedone del nero · d7 pedone del nero · e7 pedone del nero · g7 pedone del nero · h7 pedone del nero · f5 pedone del nero · g5 alfiere del bianco · d4 pedone del bianco · a2 pedone del bianco · b2 pedone del bianco · c2 pedone del bianco · e2 pedone del bianco · f2 pedone del bianco · g2 pedone del bianco · h2 pedone del bianco · a1 torre del bianco · b1 cavallo del bianco · d1 donna del bianco · e1 re del bianco · f1 alfiere del bianco · g1 cavallo del bianco · h1 torre del bianco | a8 torre del nero · b8 cavallo del nero · c8 alfiere del nero · d8 donna del nero · e8 re del nero · f8 alfiere del nero · g8 cavallo del nero · h8 torre del nero · a7 pedone del nero · b7 pedone del nero · c7 pedone del nero · d7 pedone del nero · e7 pedone del nero · g7 pedone del nero · h7 pedone del nero · f5 pedone del nero · g5 alfiere del bianco · d4 pedone del bianco · a2 pedone del bianco · b2 pedone del bianco · c2 pedone del bianco · e2 pedone del bianco · f2 pedone del bianco · g2 pedone del bianco · h2 pedone del bianco · a1 torre del bianco · b1 cavallo del bianco · d1 donna del bianco · e1 re del bianco · f1 alfiere del bianco · g1 cavallo del bianco · h1 torre del bianco | a8 torre del nero · b8 cavallo del nero · c8 alfiere del nero · d8 donna del nero · e8 re del nero · f8 alfiere del nero · g8 cavallo del nero · h8 torre del nero · a7 pedone del nero · b7 pedone del nero · c7 pedone del nero · d7 pedone del nero · e7 pedone del nero · g7 pedone del nero · h7 pedone del nero · f5 pedone del nero · g5 alfiere del bianco · d4 pedone del bianco · a2 pedone del bianco · b2 pedone del bianco · c2 pedone del bianco · e2 pedone del bianco · f2 pedone del bianco · g2 pedone del bianco · h2 pedone del bianco · a1 torre del bianco · b1 cavallo del bianco · d1 donna del bianco · e1 re del bianco · f1 alfiere del bianco · g1 cavallo del bianco · h1 torre del bianco | a8 torre del nero · b8 cavallo del nero · c8 alfiere del nero · d8 donna del nero · e8 re del nero · f8 alfiere del nero · g8 cavallo del nero · h8 torre del nero · a7 pedone del nero · b7 pedone del nero · c7 pedone del nero · d7 pedone del nero · e7 pedone del nero · g7 pedone del nero · h7 pedone del nero · f5 pedone del nero · g5 alfiere del bianco · d4 pedone del bianco · a2 pedone del bianco · b2 pedone del bianco · c2 pedone del bianco · e2 pedone del bianco · f2 pedone del bianco · g2 pedone del bianco · h2 pedone del bianco · a1 torre del bianco · b1 cavallo del bianco · d1 donna del bianco · e1 re del bianco · f1 alfiere del bianco · g1 cavallo del bianco · h1 torre del bianco | a8 torre del nero · b8 cavallo del nero · c8 alfiere del nero · d8 donna del nero · e8 re del nero · f8 alfiere del nero · g8 cavallo del nero · h8 torre del nero · a7 pedone del nero · b7 pedone del nero · c7 pedone del nero · d7 pedone del nero · e7 pedone del nero · g7 pedone del nero · h7 pedone del nero · f5 pedone del nero · g5 alfiere del bianco · d4 pedone del bianco · a2 pedone del bianco · b2 pedone del bianco · c2 pedone del bianco · e2 pedone del bianco · f2 pedone del bianco · g2 pedone del bianco · h2 pedone del bianco · a1 torre del bianco · b1 cavallo del bianco · d1 donna del bianco · e1 re del bianco · f1 alfiere del bianco · g1 cavallo del bianco · h1 torre del bianco | a8 torre del nero · b8 cavallo del nero · c8 alfiere del nero · d8 donna del nero · e8 re del nero · f8 alfiere del nero · g8 cavallo del nero · h8 torre del nero · a7 pedone del nero · b7 pedone del nero · c7 pedone del nero · d7 pedone del nero · e7 pedone del nero · g7 pedone del nero · h7 pedone del nero · f5 pedone del nero · g5 alfiere del bianco · d4 pedone del bianco · a2 pedone del bianco · b2 pedone del bianco · c2 pedone del bianco · e2 pedone del bianco · f2 pedone del bianco · g2 pedone del bianco · h2 pedone del bianco · a1 torre del bianco · b1 cavallo del bianco · d1 donna del bianco · e1 re del bianco · f1 alfiere del bianco · g1 cavallo del bianco · h1 torre del bianco | a8 torre del nero · b8 cavallo del nero · c8 alfiere del nero · d8 donna del nero · e8 re del nero · f8 alfiere del nero · g8 cavallo del nero · h8 torre del nero · a7 pedone del nero · b7 pedone del nero · c7 pedone del nero · d7 pedone del nero · e7 pedone del nero · g7 pedone del nero · h7 pedone del nero · f5 pedone del nero · g5 alfiere del bianco · d4 pedone del bianco · a2 pedone del bianco · b2 pedone del bianco · c2 pedone del bianco · e2 pedone del bianco · f2 pedone del bianco · g2 pedone del bianco · h2 pedone del bianco · a1 torre del bianco · b1 cavallo del bianco · d1 donna del bianco · e1 re del bianco · f1 alfiere del bianco · g1 cavallo del bianco · h1 torre del bianco | a8 torre del nero · b8 cavallo del nero · c8 alfiere del nero · d8 donna del nero · e8 re del nero · f8 alfiere del nero · g8 cavallo del nero · h8 torre del nero · a7 pedone del nero · b7 pedone del nero · c7 pedone del nero · d7 pedone del nero · e7 pedone del nero · g7 pedone del nero · h7 pedone del nero · f5 pedone del nero · g5 alfiere del bianco · d4 pedone del bianco · a2 pedone del bianco · b2 pedone del bianco · c2 pedone del bianco · e2 pedone del bianco · f2 pedone del bianco · g2 pedone del bianco · h2 pedone del bianco · a1 torre del bianco · b1 cavallo del bianco · d1 donna del bianco · e1 re del bianco · f1 alfiere del bianco · g1 cavallo del bianco · h1 torre del bianco | 3 |
| 2 | a8 torre del nero · b8 cavallo del nero · c8 alfiere del nero · d8 donna del nero · e8 re del nero · f8 alfiere del nero · g8 cavallo del nero · h8 torre del nero · a7 pedone del nero · b7 pedone del nero · c7 pedone del nero · d7 pedone del nero · e7 pedone del nero · g7 pedone del nero · h7 pedone del nero · f5 pedone del nero · g5 alfiere del bianco · d4 pedone del bianco · a2 pedone del bianco · b2 pedone del bianco · c2 pedone del bianco · e2 pedone del bianco · f2 pedone del bianco · g2 pedone del bianco · h2 pedone del bianco · a1 torre del bianco · b1 cavallo del bianco · d1 donna del bianco · e1 re del bianco · f1 alfiere del bianco · g1 cavallo del bianco · h1 torre del bianco | a8 torre del nero · b8 cavallo del nero · c8 alfiere del nero · d8 donna del nero · e8 re del nero · f8 alfiere del nero · g8 cavallo del nero · h8 torre del nero · a7 pedone del nero · b7 pedone del nero · c7 pedone del nero · d7 pedone del nero · e7 pedone del nero · g7 pedone del nero · h7 pedone del nero · f5 pedone del nero · g5 alfiere del bianco · d4 pedone del bianco · a2 pedone del bianco · b2 pedone del bianco · c2 pedone del bianco · e2 pedone del bianco · f2 pedone del bianco · g2 pedone del bianco · h2 pedone del bianco · a1 torre del bianco · b1 cavallo del bianco · d1 donna del bianco · e1 re del bianco · f1 alfiere del bianco · g1 cavallo del bianco · h1 torre del bianco | a8 torre del nero · b8 cavallo del nero · c8 alfiere del nero · d8 donna del nero · e8 re del nero · f8 alfiere del nero · g8 cavallo del nero · h8 torre del nero · a7 pedone del nero · b7 pedone del nero · c7 pedone del nero · d7 pedone del nero · e7 pedone del nero · g7 pedone del nero · h7 pedone del nero · f5 pedone del nero · g5 alfiere del bianco · d4 pedone del bianco · a2 pedone del bianco · b2 pedone del bianco · c2 pedone del bianco · e2 pedone del bianco · f2 pedone del bianco · g2 pedone del bianco · h2 pedone del bianco · a1 torre del bianco · b1 cavallo del bianco · d1 donna del bianco · e1 re del bianco · f1 alfiere del bianco · g1 cavallo del bianco · h1 torre del bianco | a8 torre del nero · b8 cavallo del nero · c8 alfiere del nero · d8 donna del nero · e8 re del nero · f8 alfiere del nero · g8 cavallo del nero · h8 torre del nero · a7 pedone del nero · b7 pedone del nero · c7 pedone del nero · d7 pedone del nero · e7 pedone del nero · g7 pedone del nero · h7 pedone del nero · f5 pedone del nero · g5 alfiere del bianco · d4 pedone del bianco · a2 pedone del bianco · b2 pedone del bianco · c2 pedone del bianco · e2 pedone del bianco · f2 pedone del bianco · g2 pedone del bianco · h2 pedone del bianco · a1 torre del bianco · b1 cavallo del bianco · d1 donna del bianco · e1 re del bianco · f1 alfiere del bianco · g1 cavallo del bianco · h1 torre del bianco | a8 torre del nero · b8 cavallo del nero · c8 alfiere del nero · d8 donna del nero · e8 re del nero · f8 alfiere del nero · g8 cavallo del nero · h8 torre del nero · a7 pedone del nero · b7 pedone del nero · c7 pedone del nero · d7 pedone del nero · e7 pedone del nero · g7 pedone del nero · h7 pedone del nero · f5 pedone del nero · g5 alfiere del bianco · d4 pedone del bianco · a2 pedone del bianco · b2 pedone del bianco · c2 pedone del bianco · e2 pedone del bianco · f2 pedone del bianco · g2 pedone del bianco · h2 pedone del bianco · a1 torre del bianco · b1 cavallo del bianco · d1 donna del bianco · e1 re del bianco · f1 alfiere del bianco · g1 cavallo del bianco · h1 torre del bianco | a8 torre del nero · b8 cavallo del nero · c8 alfiere del nero · d8 donna del nero · e8 re del nero · f8 alfiere del nero · g8 cavallo del nero · h8 torre del nero · a7 pedone del nero · b7 pedone del nero · c7 pedone del nero · d7 pedone del nero · e7 pedone del nero · g7 pedone del nero · h7 pedone del nero · f5 pedone del nero · g5 alfiere del bianco · d4 pedone del bianco · a2 pedone del bianco · b2 pedone del bianco · c2 pedone del bianco · e2 pedone del bianco · f2 pedone del bianco · g2 pedone del bianco · h2 pedone del bianco · a1 torre del bianco · b1 cavallo del bianco · d1 donna del bianco · e1 re del bianco · f1 alfiere del bianco · g1 cavallo del bianco · h1 torre del bianco | a8 torre del nero · b8 cavallo del nero · c8 alfiere del nero · d8 donna del nero · e8 re del nero · f8 alfiere del nero · g8 cavallo del nero · h8 torre del nero · a7 pedone del nero · b7 pedone del nero · c7 pedone del nero · d7 pedone del nero · e7 pedone del nero · g7 pedone del nero · h7 pedone del nero · f5 pedone del nero · g5 alfiere del bianco · d4 pedone del bianco · a2 pedone del bianco · b2 pedone del bianco · c2 pedone del bianco · e2 pedone del bianco · f2 pedone del bianco · g2 pedone del bianco · h2 pedone del bianco · a1 torre del bianco · b1 cavallo del bianco · d1 donna del bianco · e1 re del bianco · f1 alfiere del bianco · g1 cavallo del bianco · h1 torre del bianco | a8 torre del nero · b8 cavallo del nero · c8 alfiere del nero · d8 donna del nero · e8 re del nero · f8 alfiere del nero · g8 cavallo del nero · h8 torre del nero · a7 pedone del nero · b7 pedone del nero · c7 pedone del nero · d7 pedone del nero · e7 pedone del nero · g7 pedone del nero · h7 pedone del nero · f5 pedone del nero · g5 alfiere del bianco · d4 pedone del bianco · a2 pedone del bianco · b2 pedone del bianco · c2 pedone del bianco · e2 pedone del bianco · f2 pedone del bianco · g2 pedone del bianco · h2 pedone del bianco · a1 torre del bianco · b1 cavallo del bianco · d1 donna del bianco · e1 re del bianco · f1 alfiere del bianco · g1 cavallo del bianco · h1 torre del bianco | 2 |
| 1 | a8 torre del nero · b8 cavallo del nero · c8 alfiere del nero · d8 donna del nero · e8 re del nero · f8 alfiere del nero · g8 cavallo del nero · h8 torre del nero · a7 pedone del nero · b7 pedone del nero · c7 pedone del nero · d7 pedone del nero · e7 pedone del nero · g7 pedone del nero · h7 pedone del nero · f5 pedone del nero · g5 alfiere del bianco · d4 pedone del bianco · a2 pedone del bianco · b2 pedone del bianco · c2 pedone del bianco · e2 pedone del bianco · f2 pedone del bianco · g2 pedone del bianco · h2 pedone del bianco · a1 torre del bianco · b1 cavallo del bianco · d1 donna del bianco · e1 re del bianco · f1 alfiere del bianco · g1 cavallo del bianco · h1 torre del bianco | a8 torre del nero · b8 cavallo del nero · c8 alfiere del nero · d8 donna del nero · e8 re del nero · f8 alfiere del nero · g8 cavallo del nero · h8 torre del nero · a7 pedone del nero · b7 pedone del nero · c7 pedone del nero · d7 pedone del nero · e7 pedone del nero · g7 pedone del nero · h7 pedone del nero · f5 pedone del nero · g5 alfiere del bianco · d4 pedone del bianco · a2 pedone del bianco · b2 pedone del bianco · c2 pedone del bianco · e2 pedone del bianco · f2 pedone del bianco · g2 pedone del bianco · h2 pedone del bianco · a1 torre del bianco · b1 cavallo del bianco · d1 donna del bianco · e1 re del bianco · f1 alfiere del bianco · g1 cavallo del bianco · h1 torre del bianco | a8 torre del nero · b8 cavallo del nero · c8 alfiere del nero · d8 donna del nero · e8 re del nero · f8 alfiere del nero · g8 cavallo del nero · h8 torre del nero · a7 pedone del nero · b7 pedone del nero · c7 pedone del nero · d7 pedone del nero · e7 pedone del nero · g7 pedone del nero · h7 pedone del nero · f5 pedone del nero · g5 alfiere del bianco · d4 pedone del bianco · a2 pedone del bianco · b2 pedone del bianco · c2 pedone del bianco · e2 pedone del bianco · f2 pedone del bianco · g2 pedone del bianco · h2 pedone del bianco · a1 torre del bianco · b1 cavallo del bianco · d1 donna del bianco · e1 re del bianco · f1 alfiere del bianco · g1 cavallo del bianco · h1 torre del bianco | a8 torre del nero · b8 cavallo del nero · c8 alfiere del nero · d8 donna del nero · e8 re del nero · f8 alfiere del nero · g8 cavallo del nero · h8 torre del nero · a7 pedone del nero · b7 pedone del nero · c7 pedone del nero · d7 pedone del nero · e7 pedone del nero · g7 pedone del nero · h7 pedone del nero · f5 pedone del nero · g5 alfiere del bianco · d4 pedone del bianco · a2 pedone del bianco · b2 pedone del bianco · c2 pedone del bianco · e2 pedone del bianco · f2 pedone del bianco · g2 pedone del bianco · h2 pedone del bianco · a1 torre del bianco · b1 cavallo del bianco · d1 donna del bianco · e1 re del bianco · f1 alfiere del bianco · g1 cavallo del bianco · h1 torre del bianco | a8 torre del nero · b8 cavallo del nero · c8 alfiere del nero · d8 donna del nero · e8 re del nero · f8 alfiere del nero · g8 cavallo del nero · h8 torre del nero · a7 pedone del nero · b7 pedone del nero · c7 pedone del nero · d7 pedone del nero · e7 pedone del nero · g7 pedone del nero · h7 pedone del nero · f5 pedone del nero · g5 alfiere del bianco · d4 pedone del bianco · a2 pedone del bianco · b2 pedone del bianco · c2 pedone del bianco · e2 pedone del bianco · f2 pedone del bianco · g2 pedone del bianco · h2 pedone del bianco · a1 torre del bianco · b1 cavallo del bianco · d1 donna del bianco · e1 re del bianco · f1 alfiere del bianco · g1 cavallo del bianco · h1 torre del bianco | a8 torre del nero · b8 cavallo del nero · c8 alfiere del nero · d8 donna del nero · e8 re del nero · f8 alfiere del nero · g8 cavallo del nero · h8 torre del nero · a7 pedone del nero · b7 pedone del nero · c7 pedone del nero · d7 pedone del nero · e7 pedone del nero · g7 pedone del nero · h7 pedone del nero · f5 pedone del nero · g5 alfiere del bianco · d4 pedone del bianco · a2 pedone del bianco · b2 pedone del bianco · c2 pedone del bianco · e2 pedone del bianco · f2 pedone del bianco · g2 pedone del bianco · h2 pedone del bianco · a1 torre del bianco · b1 cavallo del bianco · d1 donna del bianco · e1 re del bianco · f1 alfiere del bianco · g1 cavallo del bianco · h1 torre del bianco | a8 torre del nero · b8 cavallo del nero · c8 alfiere del nero · d8 donna del nero · e8 re del nero · f8 alfiere del nero · g8 cavallo del nero · h8 torre del nero · a7 pedone del nero · b7 pedone del nero · c7 pedone del nero · d7 pedone del nero · e7 pedone del nero · g7 pedone del nero · h7 pedone del nero · f5 pedone del nero · g5 alfiere del bianco · d4 pedone del bianco · a2 pedone del bianco · b2 pedone del bianco · c2 pedone del bianco · e2 pedone del bianco · f2 pedone del bianco · g2 pedone del bianco · h2 pedone del bianco · a1 torre del bianco · b1 cavallo del bianco · d1 donna del bianco · e1 re del bianco · f1 alfiere del bianco · g1 cavallo del bianco · h1 torre del bianco | a8 torre del nero · b8 cavallo del nero · c8 alfiere del nero · d8 donna del nero · e8 re del nero · f8 alfiere del nero · g8 cavallo del nero · h8 torre del nero · a7 pedone del nero · b7 pedone del nero · c7 pedone del nero · d7 pedone del nero · e7 pedone del nero · g7 pedone del nero · h7 pedone del nero · f5 pedone del nero · g5 alfiere del bianco · d4 pedone del bianco · a2 pedone del bianco · b2 pedone del bianco · c2 pedone del bianco · e2 pedone del bianco · f2 pedone del bianco · g2 pedone del bianco · h2 pedone del bianco · a1 torre del bianco · b1 cavallo del bianco · d1 donna del bianco · e1 re del bianco · f1 alfiere del bianco · g1 cavallo del bianco · h1 torre del bianco | 1 |
|   | a | b | c | d | e | f | g | h |   |

Il Bianco risponde alla seconda mossa con 2.Ag5; in questo modo il Bianco sviluppa l'Alfiere così da ostacolare il normale sviluppo sul lato del Re, bloccando il pedone e4. Il Nero ora deve scegliere se scacciare l'Alfiere o tentare di svilupparsi normalmente, senza l'aiuto di ...e6. Al solito ...Cf6 delle formazioni olandesi il Bianco può rispondere con Axf6, sventando la configurazione standard. Se il Nero gioca h6, indebolisce però il suo lato di Re. Quest'ultima mossa del Nero èpiena di trucchi, contro la quale molti giocatori possono trovare qualche difficoltà.
Questo attacco è temibile anche perché, in caso di grave disattenzione del Nero, permette di vincere in solo cinque mosse con una trappola micidiale. La sequenza di mosse è la seguente:
1.d4 f5
2.Ag5 h6
3.Ah4 g5
4.e3 (e4) gxh4??
5.Dh5#

### Gambetto Krejcik
|   | a | b | c | d | e | f | g | h |   |
| 8 | a8 torre del nero · b8 cavallo del nero · c8 alfiere del nero · d8 donna del nero · e8 re del nero · f8 alfiere del nero · g8 cavallo del nero · h8 torre del nero · a7 pedone del nero · b7 pedone del nero · c7 pedone del nero · d7 pedone del nero · e7 pedone del nero · g7 pedone del nero · h7 pedone del nero · f5 pedone del nero · d4 pedone del bianco · g4 pedone del bianco · a2 pedone del bianco · b2 pedone del bianco · c2 pedone del bianco · e2 pedone del bianco · f2 pedone del bianco · h2 pedone del bianco · a1 torre del bianco · b1 cavallo del bianco · c1 alfiere del bianco · d1 donna del bianco · e1 re del bianco · f1 alfiere del bianco · g1 cavallo del bianco · h1 torre del bianco | a8 torre del nero · b8 cavallo del nero · c8 alfiere del nero · d8 donna del nero · e8 re del nero · f8 alfiere del nero · g8 cavallo del nero · h8 torre del nero · a7 pedone del nero · b7 pedone del nero · c7 pedone del nero · d7 pedone del nero · e7 pedone del nero · g7 pedone del nero · h7 pedone del nero · f5 pedone del nero · d4 pedone del bianco · g4 pedone del bianco · a2 pedone del bianco · b2 pedone del bianco · c2 pedone del bianco · e2 pedone del bianco · f2 pedone del bianco · h2 pedone del bianco · a1 torre del bianco · b1 cavallo del bianco · c1 alfiere del bianco · d1 donna del bianco · e1 re del bianco · f1 alfiere del bianco · g1 cavallo del bianco · h1 torre del bianco | a8 torre del nero · b8 cavallo del nero · c8 alfiere del nero · d8 donna del nero · e8 re del nero · f8 alfiere del nero · g8 cavallo del nero · h8 torre del nero · a7 pedone del nero · b7 pedone del nero · c7 pedone del nero · d7 pedone del nero · e7 pedone del nero · g7 pedone del nero · h7 pedone del nero · f5 pedone del nero · d4 pedone del bianco · g4 pedone del bianco · a2 pedone del bianco · b2 pedone del bianco · c2 pedone del bianco · e2 pedone del bianco · f2 pedone del bianco · h2 pedone del bianco · a1 torre del bianco · b1 cavallo del bianco · c1 alfiere del bianco · d1 donna del bianco · e1 re del bianco · f1 alfiere del bianco · g1 cavallo del bianco · h1 torre del bianco | a8 torre del nero · b8 cavallo del nero · c8 alfiere del nero · d8 donna del nero · e8 re del nero · f8 alfiere del nero · g8 cavallo del nero · h8 torre del nero · a7 pedone del nero · b7 pedone del nero · c7 pedone del nero · d7 pedone del nero · e7 pedone del nero · g7 pedone del nero · h7 pedone del nero · f5 pedone del nero · d4 pedone del bianco · g4 pedone del bianco · a2 pedone del bianco · b2 pedone del bianco · c2 pedone del bianco · e2 pedone del bianco · f2 pedone del bianco · h2 pedone del bianco · a1 torre del bianco · b1 cavallo del bianco · c1 alfiere del bianco · d1 donna del bianco · e1 re del bianco · f1 alfiere del bianco · g1 cavallo del bianco · h1 torre del bianco | a8 torre del nero · b8 cavallo del nero · c8 alfiere del nero · d8 donna del nero · e8 re del nero · f8 alfiere del nero · g8 cavallo del nero · h8 torre del nero · a7 pedone del nero · b7 pedone del nero · c7 pedone del nero · d7 pedone del nero · e7 pedone del nero · g7 pedone del nero · h7 pedone del nero · f5 pedone del nero · d4 pedone del bianco · g4 pedone del bianco · a2 pedone del bianco · b2 pedone del bianco · c2 pedone del bianco · e2 pedone del bianco · f2 pedone del bianco · h2 pedone del bianco · a1 torre del bianco · b1 cavallo del bianco · c1 alfiere del bianco · d1 donna del bianco · e1 re del bianco · f1 alfiere del bianco · g1 cavallo del bianco · h1 torre del bianco | a8 torre del nero · b8 cavallo del nero · c8 alfiere del nero · d8 donna del nero · e8 re del nero · f8 alfiere del nero · g8 cavallo del nero · h8 torre del nero · a7 pedone del nero · b7 pedone del nero · c7 pedone del nero · d7 pedone del nero · e7 pedone del nero · g7 pedone del nero · h7 pedone del nero · f5 pedone del nero · d4 pedone del bianco · g4 pedone del bianco · a2 pedone del bianco · b2 pedone del bianco · c2 pedone del bianco · e2 pedone del bianco · f2 pedone del bianco · h2 pedone del bianco · a1 torre del bianco · b1 cavallo del bianco · c1 alfiere del bianco · d1 donna del bianco · e1 re del bianco · f1 alfiere del bianco · g1 cavallo del bianco · h1 torre del bianco | a8 torre del nero · b8 cavallo del nero · c8 alfiere del nero · d8 donna del nero · e8 re del nero · f8 alfiere del nero · g8 cavallo del nero · h8 torre del nero · a7 pedone del nero · b7 pedone del nero · c7 pedone del nero · d7 pedone del nero · e7 pedone del nero · g7 pedone del nero · h7 pedone del nero · f5 pedone del nero · d4 pedone del bianco · g4 pedone del bianco · a2 pedone del bianco · b2 pedone del bianco · c2 pedone del bianco · e2 pedone del bianco · f2 pedone del bianco · h2 pedone del bianco · a1 torre del bianco · b1 cavallo del bianco · c1 alfiere del bianco · d1 donna del bianco · e1 re del bianco · f1 alfiere del bianco · g1 cavallo del bianco · h1 torre del bianco | a8 torre del nero · b8 cavallo del nero · c8 alfiere del nero · d8 donna del nero · e8 re del nero · f8 alfiere del nero · g8 cavallo del nero · h8 torre del nero · a7 pedone del nero · b7 pedone del nero · c7 pedone del nero · d7 pedone del nero · e7 pedone del nero · g7 pedone del nero · h7 pedone del nero · f5 pedone del nero · d4 pedone del bianco · g4 pedone del bianco · a2 pedone del bianco · b2 pedone del bianco · c2 pedone del bianco · e2 pedone del bianco · f2 pedone del bianco · h2 pedone del bianco · a1 torre del bianco · b1 cavallo del bianco · c1 alfiere del bianco · d1 donna del bianco · e1 re del bianco · f1 alfiere del bianco · g1 cavallo del bianco · h1 torre del bianco | 8 |
| 7 | a8 torre del nero · b8 cavallo del nero · c8 alfiere del nero · d8 donna del nero · e8 re del nero · f8 alfiere del nero · g8 cavallo del nero · h8 torre del nero · a7 pedone del nero · b7 pedone del nero · c7 pedone del nero · d7 pedone del nero · e7 pedone del nero · g7 pedone del nero · h7 pedone del nero · f5 pedone del nero · d4 pedone del bianco · g4 pedone del bianco · a2 pedone del bianco · b2 pedone del bianco · c2 pedone del bianco · e2 pedone del bianco · f2 pedone del bianco · h2 pedone del bianco · a1 torre del bianco · b1 cavallo del bianco · c1 alfiere del bianco · d1 donna del bianco · e1 re del bianco · f1 alfiere del bianco · g1 cavallo del bianco · h1 torre del bianco | a8 torre del nero · b8 cavallo del nero · c8 alfiere del nero · d8 donna del nero · e8 re del nero · f8 alfiere del nero · g8 cavallo del nero · h8 torre del nero · a7 pedone del nero · b7 pedone del nero · c7 pedone del nero · d7 pedone del nero · e7 pedone del nero · g7 pedone del nero · h7 pedone del nero · f5 pedone del nero · d4 pedone del bianco · g4 pedone del bianco · a2 pedone del bianco · b2 pedone del bianco · c2 pedone del bianco · e2 pedone del bianco · f2 pedone del bianco · h2 pedone del bianco · a1 torre del bianco · b1 cavallo del bianco · c1 alfiere del bianco · d1 donna del bianco · e1 re del bianco · f1 alfiere del bianco · g1 cavallo del bianco · h1 torre del bianco | a8 torre del nero · b8 cavallo del nero · c8 alfiere del nero · d8 donna del nero · e8 re del nero · f8 alfiere del nero · g8 cavallo del nero · h8 torre del nero · a7 pedone del nero · b7 pedone del nero · c7 pedone del nero · d7 pedone del nero · e7 pedone del nero · g7 pedone del nero · h7 pedone del nero · f5 pedone del nero · d4 pedone del bianco · g4 pedone del bianco · a2 pedone del bianco · b2 pedone del bianco · c2 pedone del bianco · e2 pedone del bianco · f2 pedone del bianco · h2 pedone del bianco · a1 torre del bianco · b1 cavallo del bianco · c1 alfiere del bianco · d1 donna del bianco · e1 re del bianco · f1 alfiere del bianco · g1 cavallo del bianco · h1 torre del bianco | a8 torre del nero · b8 cavallo del nero · c8 alfiere del nero · d8 donna del nero · e8 re del nero · f8 alfiere del nero · g8 cavallo del nero · h8 torre del nero · a7 pedone del nero · b7 pedone del nero · c7 pedone del nero · d7 pedone del nero · e7 pedone del nero · g7 pedone del nero · h7 pedone del nero · f5 pedone del nero · d4 pedone del bianco · g4 pedone del bianco · a2 pedone del bianco · b2 pedone del bianco · c2 pedone del bianco · e2 pedone del bianco · f2 pedone del bianco · h2 pedone del bianco · a1 torre del bianco · b1 cavallo del bianco · c1 alfiere del bianco · d1 donna del bianco · e1 re del bianco · f1 alfiere del bianco · g1 cavallo del bianco · h1 torre del bianco | a8 torre del nero · b8 cavallo del nero · c8 alfiere del nero · d8 donna del nero · e8 re del nero · f8 alfiere del nero · g8 cavallo del nero · h8 torre del nero · a7 pedone del nero · b7 pedone del nero · c7 pedone del nero · d7 pedone del nero · e7 pedone del nero · g7 pedone del nero · h7 pedone del nero · f5 pedone del nero · d4 pedone del bianco · g4 pedone del bianco · a2 pedone del bianco · b2 pedone del bianco · c2 pedone del bianco · e2 pedone del bianco · f2 pedone del bianco · h2 pedone del bianco · a1 torre del bianco · b1 cavallo del bianco · c1 alfiere del bianco · d1 donna del bianco · e1 re del bianco · f1 alfiere del bianco · g1 cavallo del bianco · h1 torre del bianco | a8 torre del nero · b8 cavallo del nero · c8 alfiere del nero · d8 donna del nero · e8 re del nero · f8 alfiere del nero · g8 cavallo del nero · h8 torre del nero · a7 pedone del nero · b7 pedone del nero · c7 pedone del nero · d7 pedone del nero · e7 pedone del nero · g7 pedone del nero · h7 pedone del nero · f5 pedone del nero · d4 pedone del bianco · g4 pedone del bianco · a2 pedone del bianco · b2 pedone del bianco · c2 pedone del bianco · e2 pedone del bianco · f2 pedone del bianco · h2 pedone del bianco · a1 torre del bianco · b1 cavallo del bianco · c1 alfiere del bianco · d1 donna del bianco · e1 re del bianco · f1 alfiere del bianco · g1 cavallo del bianco · h1 torre del bianco | a8 torre del nero · b8 cavallo del nero · c8 alfiere del nero · d8 donna del nero · e8 re del nero · f8 alfiere del nero · g8 cavallo del nero · h8 torre del nero · a7 pedone del nero · b7 pedone del nero · c7 pedone del nero · d7 pedone del nero · e7 pedone del nero · g7 pedone del nero · h7 pedone del nero · f5 pedone del nero · d4 pedone del bianco · g4 pedone del bianco · a2 pedone del bianco · b2 pedone del bianco · c2 pedone del bianco · e2 pedone del bianco · f2 pedone del bianco · h2 pedone del bianco · a1 torre del bianco · b1 cavallo del bianco · c1 alfiere del bianco · d1 donna del bianco · e1 re del bianco · f1 alfiere del bianco · g1 cavallo del bianco · h1 torre del bianco | a8 torre del nero · b8 cavallo del nero · c8 alfiere del nero · d8 donna del nero · e8 re del nero · f8 alfiere del nero · g8 cavallo del nero · h8 torre del nero · a7 pedone del nero · b7 pedone del nero · c7 pedone del nero · d7 pedone del nero · e7 pedone del nero · g7 pedone del nero · h7 pedone del nero · f5 pedone del nero · d4 pedone del bianco · g4 pedone del bianco · a2 pedone del bianco · b2 pedone del bianco · c2 pedone del bianco · e2 pedone del bianco · f2 pedone del bianco · h2 pedone del bianco · a1 torre del bianco · b1 cavallo del bianco · c1 alfiere del bianco · d1 donna del bianco · e1 re del bianco · f1 alfiere del bianco · g1 cavallo del bianco · h1 torre del bianco | 7 |
| 6 | a8 torre del nero · b8 cavallo del nero · c8 alfiere del nero · d8 donna del nero · e8 re del nero · f8 alfiere del nero · g8 cavallo del nero · h8 torre del nero · a7 pedone del nero · b7 pedone del nero · c7 pedone del nero · d7 pedone del nero · e7 pedone del nero · g7 pedone del nero · h7 pedone del nero · f5 pedone del nero · d4 pedone del bianco · g4 pedone del bianco · a2 pedone del bianco · b2 pedone del bianco · c2 pedone del bianco · e2 pedone del bianco · f2 pedone del bianco · h2 pedone del bianco · a1 torre del bianco · b1 cavallo del bianco · c1 alfiere del bianco · d1 donna del bianco · e1 re del bianco · f1 alfiere del bianco · g1 cavallo del bianco · h1 torre del bianco | a8 torre del nero · b8 cavallo del nero · c8 alfiere del nero · d8 donna del nero · e8 re del nero · f8 alfiere del nero · g8 cavallo del nero · h8 torre del nero · a7 pedone del nero · b7 pedone del nero · c7 pedone del nero · d7 pedone del nero · e7 pedone del nero · g7 pedone del nero · h7 pedone del nero · f5 pedone del nero · d4 pedone del bianco · g4 pedone del bianco · a2 pedone del bianco · b2 pedone del bianco · c2 pedone del bianco · e2 pedone del bianco · f2 pedone del bianco · h2 pedone del bianco · a1 torre del bianco · b1 cavallo del bianco · c1 alfiere del bianco · d1 donna del bianco · e1 re del bianco · f1 alfiere del bianco · g1 cavallo del bianco · h1 torre del bianco | a8 torre del nero · b8 cavallo del nero · c8 alfiere del nero · d8 donna del nero · e8 re del nero · f8 alfiere del nero · g8 cavallo del nero · h8 torre del nero · a7 pedone del nero · b7 pedone del nero · c7 pedone del nero · d7 pedone del nero · e7 pedone del nero · g7 pedone del nero · h7 pedone del nero · f5 pedone del nero · d4 pedone del bianco · g4 pedone del bianco · a2 pedone del bianco · b2 pedone del bianco · c2 pedone del bianco · e2 pedone del bianco · f2 pedone del bianco · h2 pedone del bianco · a1 torre del bianco · b1 cavallo del bianco · c1 alfiere del bianco · d1 donna del bianco · e1 re del bianco · f1 alfiere del bianco · g1 cavallo del bianco · h1 torre del bianco | a8 torre del nero · b8 cavallo del nero · c8 alfiere del nero · d8 donna del nero · e8 re del nero · f8 alfiere del nero · g8 cavallo del nero · h8 torre del nero · a7 pedone del nero · b7 pedone del nero · c7 pedone del nero · d7 pedone del nero · e7 pedone del nero · g7 pedone del nero · h7 pedone del nero · f5 pedone del nero · d4 pedone del bianco · g4 pedone del bianco · a2 pedone del bianco · b2 pedone del bianco · c2 pedone del bianco · e2 pedone del bianco · f2 pedone del bianco · h2 pedone del bianco · a1 torre del bianco · b1 cavallo del bianco · c1 alfiere del bianco · d1 donna del bianco · e1 re del bianco · f1 alfiere del bianco · g1 cavallo del bianco · h1 torre del bianco | a8 torre del nero · b8 cavallo del nero · c8 alfiere del nero · d8 donna del nero · e8 re del nero · f8 alfiere del nero · g8 cavallo del nero · h8 torre del nero · a7 pedone del nero · b7 pedone del nero · c7 pedone del nero · d7 pedone del nero · e7 pedone del nero · g7 pedone del nero · h7 pedone del nero · f5 pedone del nero · d4 pedone del bianco · g4 pedone del bianco · a2 pedone del bianco · b2 pedone del bianco · c2 pedone del bianco · e2 pedone del bianco · f2 pedone del bianco · h2 pedone del bianco · a1 torre del bianco · b1 cavallo del bianco · c1 alfiere del bianco · d1 donna del bianco · e1 re del bianco · f1 alfiere del bianco · g1 cavallo del bianco · h1 torre del bianco | a8 torre del nero · b8 cavallo del nero · c8 alfiere del nero · d8 donna del nero · e8 re del nero · f8 alfiere del nero · g8 cavallo del nero · h8 torre del nero · a7 pedone del nero · b7 pedone del nero · c7 pedone del nero · d7 pedone del nero · e7 pedone del nero · g7 pedone del nero · h7 pedone del nero · f5 pedone del nero · d4 pedone del bianco · g4 pedone del bianco · a2 pedone del bianco · b2 pedone del bianco · c2 pedone del bianco · e2 pedone del bianco · f2 pedone del bianco · h2 pedone del bianco · a1 torre del bianco · b1 cavallo del bianco · c1 alfiere del bianco · d1 donna del bianco · e1 re del bianco · f1 alfiere del bianco · g1 cavallo del bianco · h1 torre del bianco | a8 torre del nero · b8 cavallo del nero · c8 alfiere del nero · d8 donna del nero · e8 re del nero · f8 alfiere del nero · g8 cavallo del nero · h8 torre del nero · a7 pedone del nero · b7 pedone del nero · c7 pedone del nero · d7 pedone del nero · e7 pedone del nero · g7 pedone del nero · h7 pedone del nero · f5 pedone del nero · d4 pedone del bianco · g4 pedone del bianco · a2 pedone del bianco · b2 pedone del bianco · c2 pedone del bianco · e2 pedone del bianco · f2 pedone del bianco · h2 pedone del bianco · a1 torre del bianco · b1 cavallo del bianco · c1 alfiere del bianco · d1 donna del bianco · e1 re del bianco · f1 alfiere del bianco · g1 cavallo del bianco · h1 torre del bianco | a8 torre del nero · b8 cavallo del nero · c8 alfiere del nero · d8 donna del nero · e8 re del nero · f8 alfiere del nero · g8 cavallo del nero · h8 torre del nero · a7 pedone del nero · b7 pedone del nero · c7 pedone del nero · d7 pedone del nero · e7 pedone del nero · g7 pedone del nero · h7 pedone del nero · f5 pedone del nero · d4 pedone del bianco · g4 pedone del bianco · a2 pedone del bianco · b2 pedone del bianco · c2 pedone del bianco · e2 pedone del bianco · f2 pedone del bianco · h2 pedone del bianco · a1 torre del bianco · b1 cavallo del bianco · c1 alfiere del bianco · d1 donna del bianco · e1 re del bianco · f1 alfiere del bianco · g1 cavallo del bianco · h1 torre del bianco | 6 |
| 5 | a8 torre del nero · b8 cavallo del nero · c8 alfiere del nero · d8 donna del nero · e8 re del nero · f8 alfiere del nero · g8 cavallo del nero · h8 torre del nero · a7 pedone del nero · b7 pedone del nero · c7 pedone del nero · d7 pedone del nero · e7 pedone del nero · g7 pedone del nero · h7 pedone del nero · f5 pedone del nero · d4 pedone del bianco · g4 pedone del bianco · a2 pedone del bianco · b2 pedone del bianco · c2 pedone del bianco · e2 pedone del bianco · f2 pedone del bianco · h2 pedone del bianco · a1 torre del bianco · b1 cavallo del bianco · c1 alfiere del bianco · d1 donna del bianco · e1 re del bianco · f1 alfiere del bianco · g1 cavallo del bianco · h1 torre del bianco | a8 torre del nero · b8 cavallo del nero · c8 alfiere del nero · d8 donna del nero · e8 re del nero · f8 alfiere del nero · g8 cavallo del nero · h8 torre del nero · a7 pedone del nero · b7 pedone del nero · c7 pedone del nero · d7 pedone del nero · e7 pedone del nero · g7 pedone del nero · h7 pedone del nero · f5 pedone del nero · d4 pedone del bianco · g4 pedone del bianco · a2 pedone del bianco · b2 pedone del bianco · c2 pedone del bianco · e2 pedone del bianco · f2 pedone del bianco · h2 pedone del bianco · a1 torre del bianco · b1 cavallo del bianco · c1 alfiere del bianco · d1 donna del bianco · e1 re del bianco · f1 alfiere del bianco · g1 cavallo del bianco · h1 torre del bianco | a8 torre del nero · b8 cavallo del nero · c8 alfiere del nero · d8 donna del nero · e8 re del nero · f8 alfiere del nero · g8 cavallo del nero · h8 torre del nero · a7 pedone del nero · b7 pedone del nero · c7 pedone del nero · d7 pedone del nero · e7 pedone del nero · g7 pedone del nero · h7 pedone del nero · f5 pedone del nero · d4 pedone del bianco · g4 pedone del bianco · a2 pedone del bianco · b2 pedone del bianco · c2 pedone del bianco · e2 pedone del bianco · f2 pedone del bianco · h2 pedone del bianco · a1 torre del bianco · b1 cavallo del bianco · c1 alfiere del bianco · d1 donna del bianco · e1 re del bianco · f1 alfiere del bianco · g1 cavallo del bianco · h1 torre del bianco | a8 torre del nero · b8 cavallo del nero · c8 alfiere del nero · d8 donna del nero · e8 re del nero · f8 alfiere del nero · g8 cavallo del nero · h8 torre del nero · a7 pedone del nero · b7 pedone del nero · c7 pedone del nero · d7 pedone del nero · e7 pedone del nero · g7 pedone del nero · h7 pedone del nero · f5 pedone del nero · d4 pedone del bianco · g4 pedone del bianco · a2 pedone del bianco · b2 pedone del bianco · c2 pedone del bianco · e2 pedone del bianco · f2 pedone del bianco · h2 pedone del bianco · a1 torre del bianco · b1 cavallo del bianco · c1 alfiere del bianco · d1 donna del bianco · e1 re del bianco · f1 alfiere del bianco · g1 cavallo del bianco · h1 torre del bianco | a8 torre del nero · b8 cavallo del nero · c8 alfiere del nero · d8 donna del nero · e8 re del nero · f8 alfiere del nero · g8 cavallo del nero · h8 torre del nero · a7 pedone del nero · b7 pedone del nero · c7 pedone del nero · d7 pedone del nero · e7 pedone del nero · g7 pedone del nero · h7 pedone del nero · f5 pedone del nero · d4 pedone del bianco · g4 pedone del bianco · a2 pedone del bianco · b2 pedone del bianco · c2 pedone del bianco · e2 pedone del bianco · f2 pedone del bianco · h2 pedone del bianco · a1 torre del bianco · b1 cavallo del bianco · c1 alfiere del bianco · d1 donna del bianco · e1 re del bianco · f1 alfiere del bianco · g1 cavallo del bianco · h1 torre del bianco | a8 torre del nero · b8 cavallo del nero · c8 alfiere del nero · d8 donna del nero · e8 re del nero · f8 alfiere del nero · g8 cavallo del nero · h8 torre del nero · a7 pedone del nero · b7 pedone del nero · c7 pedone del nero · d7 pedone del nero · e7 pedone del nero · g7 pedone del nero · h7 pedone del nero · f5 pedone del nero · d4 pedone del bianco · g4 pedone del bianco · a2 pedone del bianco · b2 pedone del bianco · c2 pedone del bianco · e2 pedone del bianco · f2 pedone del bianco · h2 pedone del bianco · a1 torre del bianco · b1 cavallo del bianco · c1 alfiere del bianco · d1 donna del bianco · e1 re del bianco · f1 alfiere del bianco · g1 cavallo del bianco · h1 torre del bianco | a8 torre del nero · b8 cavallo del nero · c8 alfiere del nero · d8 donna del nero · e8 re del nero · f8 alfiere del nero · g8 cavallo del nero · h8 torre del nero · a7 pedone del nero · b7 pedone del nero · c7 pedone del nero · d7 pedone del nero · e7 pedone del nero · g7 pedone del nero · h7 pedone del nero · f5 pedone del nero · d4 pedone del bianco · g4 pedone del bianco · a2 pedone del bianco · b2 pedone del bianco · c2 pedone del bianco · e2 pedone del bianco · f2 pedone del bianco · h2 pedone del bianco · a1 torre del bianco · b1 cavallo del bianco · c1 alfiere del bianco · d1 donna del bianco · e1 re del bianco · f1 alfiere del bianco · g1 cavallo del bianco · h1 torre del bianco | a8 torre del nero · b8 cavallo del nero · c8 alfiere del nero · d8 donna del nero · e8 re del nero · f8 alfiere del nero · g8 cavallo del nero · h8 torre del nero · a7 pedone del nero · b7 pedone del nero · c7 pedone del nero · d7 pedone del nero · e7 pedone del nero · g7 pedone del nero · h7 pedone del nero · f5 pedone del nero · d4 pedone del bianco · g4 pedone del bianco · a2 pedone del bianco · b2 pedone del bianco · c2 pedone del bianco · e2 pedone del bianco · f2 pedone del bianco · h2 pedone del bianco · a1 torre del bianco · b1 cavallo del bianco · c1 alfiere del bianco · d1 donna del bianco · e1 re del bianco · f1 alfiere del bianco · g1 cavallo del bianco · h1 torre del bianco | 5 |
| 4 | a8 torre del nero · b8 cavallo del nero · c8 alfiere del nero · d8 donna del nero · e8 re del nero · f8 alfiere del nero · g8 cavallo del nero · h8 torre del nero · a7 pedone del nero · b7 pedone del nero · c7 pedone del nero · d7 pedone del nero · e7 pedone del nero · g7 pedone del nero · h7 pedone del nero · f5 pedone del nero · d4 pedone del bianco · g4 pedone del bianco · a2 pedone del bianco · b2 pedone del bianco · c2 pedone del bianco · e2 pedone del bianco · f2 pedone del bianco · h2 pedone del bianco · a1 torre del bianco · b1 cavallo del bianco · c1 alfiere del bianco · d1 donna del bianco · e1 re del bianco · f1 alfiere del bianco · g1 cavallo del bianco · h1 torre del bianco | a8 torre del nero · b8 cavallo del nero · c8 alfiere del nero · d8 donna del nero · e8 re del nero · f8 alfiere del nero · g8 cavallo del nero · h8 torre del nero · a7 pedone del nero · b7 pedone del nero · c7 pedone del nero · d7 pedone del nero · e7 pedone del nero · g7 pedone del nero · h7 pedone del nero · f5 pedone del nero · d4 pedone del bianco · g4 pedone del bianco · a2 pedone del bianco · b2 pedone del bianco · c2 pedone del bianco · e2 pedone del bianco · f2 pedone del bianco · h2 pedone del bianco · a1 torre del bianco · b1 cavallo del bianco · c1 alfiere del bianco · d1 donna del bianco · e1 re del bianco · f1 alfiere del bianco · g1 cavallo del bianco · h1 torre del bianco | a8 torre del nero · b8 cavallo del nero · c8 alfiere del nero · d8 donna del nero · e8 re del nero · f8 alfiere del nero · g8 cavallo del nero · h8 torre del nero · a7 pedone del nero · b7 pedone del nero · c7 pedone del nero · d7 pedone del nero · e7 pedone del nero · g7 pedone del nero · h7 pedone del nero · f5 pedone del nero · d4 pedone del bianco · g4 pedone del bianco · a2 pedone del bianco · b2 pedone del bianco · c2 pedone del bianco · e2 pedone del bianco · f2 pedone del bianco · h2 pedone del bianco · a1 torre del bianco · b1 cavallo del bianco · c1 alfiere del bianco · d1 donna del bianco · e1 re del bianco · f1 alfiere del bianco · g1 cavallo del bianco · h1 torre del bianco | a8 torre del nero · b8 cavallo del nero · c8 alfiere del nero · d8 donna del nero · e8 re del nero · f8 alfiere del nero · g8 cavallo del nero · h8 torre del nero · a7 pedone del nero · b7 pedone del nero · c7 pedone del nero · d7 pedone del nero · e7 pedone del nero · g7 pedone del nero · h7 pedone del nero · f5 pedone del nero · d4 pedone del bianco · g4 pedone del bianco · a2 pedone del bianco · b2 pedone del bianco · c2 pedone del bianco · e2 pedone del bianco · f2 pedone del bianco · h2 pedone del bianco · a1 torre del bianco · b1 cavallo del bianco · c1 alfiere del bianco · d1 donna del bianco · e1 re del bianco · f1 alfiere del bianco · g1 cavallo del bianco · h1 torre del bianco | a8 torre del nero · b8 cavallo del nero · c8 alfiere del nero · d8 donna del nero · e8 re del nero · f8 alfiere del nero · g8 cavallo del nero · h8 torre del nero · a7 pedone del nero · b7 pedone del nero · c7 pedone del nero · d7 pedone del nero · e7 pedone del nero · g7 pedone del nero · h7 pedone del nero · f5 pedone del nero · d4 pedone del bianco · g4 pedone del bianco · a2 pedone del bianco · b2 pedone del bianco · c2 pedone del bianco · e2 pedone del bianco · f2 pedone del bianco · h2 pedone del bianco · a1 torre del bianco · b1 cavallo del bianco · c1 alfiere del bianco · d1 donna del bianco · e1 re del bianco · f1 alfiere del bianco · g1 cavallo del bianco · h1 torre del bianco | a8 torre del nero · b8 cavallo del nero · c8 alfiere del nero · d8 donna del nero · e8 re del nero · f8 alfiere del nero · g8 cavallo del nero · h8 torre del nero · a7 pedone del nero · b7 pedone del nero · c7 pedone del nero · d7 pedone del nero · e7 pedone del nero · g7 pedone del nero · h7 pedone del nero · f5 pedone del nero · d4 pedone del bianco · g4 pedone del bianco · a2 pedone del bianco · b2 pedone del bianco · c2 pedone del bianco · e2 pedone del bianco · f2 pedone del bianco · h2 pedone del bianco · a1 torre del bianco · b1 cavallo del bianco · c1 alfiere del bianco · d1 donna del bianco · e1 re del bianco · f1 alfiere del bianco · g1 cavallo del bianco · h1 torre del bianco | a8 torre del nero · b8 cavallo del nero · c8 alfiere del nero · d8 donna del nero · e8 re del nero · f8 alfiere del nero · g8 cavallo del nero · h8 torre del nero · a7 pedone del nero · b7 pedone del nero · c7 pedone del nero · d7 pedone del nero · e7 pedone del nero · g7 pedone del nero · h7 pedone del nero · f5 pedone del nero · d4 pedone del bianco · g4 pedone del bianco · a2 pedone del bianco · b2 pedone del bianco · c2 pedone del bianco · e2 pedone del bianco · f2 pedone del bianco · h2 pedone del bianco · a1 torre del bianco · b1 cavallo del bianco · c1 alfiere del bianco · d1 donna del bianco · e1 re del bianco · f1 alfiere del bianco · g1 cavallo del bianco · h1 torre del bianco | a8 torre del nero · b8 cavallo del nero · c8 alfiere del nero · d8 donna del nero · e8 re del nero · f8 alfiere del nero · g8 cavallo del nero · h8 torre del nero · a7 pedone del nero · b7 pedone del nero · c7 pedone del nero · d7 pedone del nero · e7 pedone del nero · g7 pedone del nero · h7 pedone del nero · f5 pedone del nero · d4 pedone del bianco · g4 pedone del bianco · a2 pedone del bianco · b2 pedone del bianco · c2 pedone del bianco · e2 pedone del bianco · f2 pedone del bianco · h2 pedone del bianco · a1 torre del bianco · b1 cavallo del bianco · c1 alfiere del bianco · d1 donna del bianco · e1 re del bianco · f1 alfiere del bianco · g1 cavallo del bianco · h1 torre del bianco | 4 |
| 3 | a8 torre del nero · b8 cavallo del nero · c8 alfiere del nero · d8 donna del nero · e8 re del nero · f8 alfiere del nero · g8 cavallo del nero · h8 torre del nero · a7 pedone del nero · b7 pedone del nero · c7 pedone del nero · d7 pedone del nero · e7 pedone del nero · g7 pedone del nero · h7 pedone del nero · f5 pedone del nero · d4 pedone del bianco · g4 pedone del bianco · a2 pedone del bianco · b2 pedone del bianco · c2 pedone del bianco · e2 pedone del bianco · f2 pedone del bianco · h2 pedone del bianco · a1 torre del bianco · b1 cavallo del bianco · c1 alfiere del bianco · d1 donna del bianco · e1 re del bianco · f1 alfiere del bianco · g1 cavallo del bianco · h1 torre del bianco | a8 torre del nero · b8 cavallo del nero · c8 alfiere del nero · d8 donna del nero · e8 re del nero · f8 alfiere del nero · g8 cavallo del nero · h8 torre del nero · a7 pedone del nero · b7 pedone del nero · c7 pedone del nero · d7 pedone del nero · e7 pedone del nero · g7 pedone del nero · h7 pedone del nero · f5 pedone del nero · d4 pedone del bianco · g4 pedone del bianco · a2 pedone del bianco · b2 pedone del bianco · c2 pedone del bianco · e2 pedone del bianco · f2 pedone del bianco · h2 pedone del bianco · a1 torre del bianco · b1 cavallo del bianco · c1 alfiere del bianco · d1 donna del bianco · e1 re del bianco · f1 alfiere del bianco · g1 cavallo del bianco · h1 torre del bianco | a8 torre del nero · b8 cavallo del nero · c8 alfiere del nero · d8 donna del nero · e8 re del nero · f8 alfiere del nero · g8 cavallo del nero · h8 torre del nero · a7 pedone del nero · b7 pedone del nero · c7 pedone del nero · d7 pedone del nero · e7 pedone del nero · g7 pedone del nero · h7 pedone del nero · f5 pedone del nero · d4 pedone del bianco · g4 pedone del bianco · a2 pedone del bianco · b2 pedone del bianco · c2 pedone del bianco · e2 pedone del bianco · f2 pedone del bianco · h2 pedone del bianco · a1 torre del bianco · b1 cavallo del bianco · c1 alfiere del bianco · d1 donna del bianco · e1 re del bianco · f1 alfiere del bianco · g1 cavallo del bianco · h1 torre del bianco | a8 torre del nero · b8 cavallo del nero · c8 alfiere del nero · d8 donna del nero · e8 re del nero · f8 alfiere del nero · g8 cavallo del nero · h8 torre del nero · a7 pedone del nero · b7 pedone del nero · c7 pedone del nero · d7 pedone del nero · e7 pedone del nero · g7 pedone del nero · h7 pedone del nero · f5 pedone del nero · d4 pedone del bianco · g4 pedone del bianco · a2 pedone del bianco · b2 pedone del bianco · c2 pedone del bianco · e2 pedone del bianco · f2 pedone del bianco · h2 pedone del bianco · a1 torre del bianco · b1 cavallo del bianco · c1 alfiere del bianco · d1 donna del bianco · e1 re del bianco · f1 alfiere del bianco · g1 cavallo del bianco · h1 torre del bianco | a8 torre del nero · b8 cavallo del nero · c8 alfiere del nero · d8 donna del nero · e8 re del nero · f8 alfiere del nero · g8 cavallo del nero · h8 torre del nero · a7 pedone del nero · b7 pedone del nero · c7 pedone del nero · d7 pedone del nero · e7 pedone del nero · g7 pedone del nero · h7 pedone del nero · f5 pedone del nero · d4 pedone del bianco · g4 pedone del bianco · a2 pedone del bianco · b2 pedone del bianco · c2 pedone del bianco · e2 pedone del bianco · f2 pedone del bianco · h2 pedone del bianco · a1 torre del bianco · b1 cavallo del bianco · c1 alfiere del bianco · d1 donna del bianco · e1 re del bianco · f1 alfiere del bianco · g1 cavallo del bianco · h1 torre del bianco | a8 torre del nero · b8 cavallo del nero · c8 alfiere del nero · d8 donna del nero · e8 re del nero · f8 alfiere del nero · g8 cavallo del nero · h8 torre del nero · a7 pedone del nero · b7 pedone del nero · c7 pedone del nero · d7 pedone del nero · e7 pedone del nero · g7 pedone del nero · h7 pedone del nero · f5 pedone del nero · d4 pedone del bianco · g4 pedone del bianco · a2 pedone del bianco · b2 pedone del bianco · c2 pedone del bianco · e2 pedone del bianco · f2 pedone del bianco · h2 pedone del bianco · a1 torre del bianco · b1 cavallo del bianco · c1 alfiere del bianco · d1 donna del bianco · e1 re del bianco · f1 alfiere del bianco · g1 cavallo del bianco · h1 torre del bianco | a8 torre del nero · b8 cavallo del nero · c8 alfiere del nero · d8 donna del nero · e8 re del nero · f8 alfiere del nero · g8 cavallo del nero · h8 torre del nero · a7 pedone del nero · b7 pedone del nero · c7 pedone del nero · d7 pedone del nero · e7 pedone del nero · g7 pedone del nero · h7 pedone del nero · f5 pedone del nero · d4 pedone del bianco · g4 pedone del bianco · a2 pedone del bianco · b2 pedone del bianco · c2 pedone del bianco · e2 pedone del bianco · f2 pedone del bianco · h2 pedone del bianco · a1 torre del bianco · b1 cavallo del bianco · c1 alfiere del bianco · d1 donna del bianco · e1 re del bianco · f1 alfiere del bianco · g1 cavallo del bianco · h1 torre del bianco | a8 torre del nero · b8 cavallo del nero · c8 alfiere del nero · d8 donna del nero · e8 re del nero · f8 alfiere del nero · g8 cavallo del nero · h8 torre del nero · a7 pedone del nero · b7 pedone del nero · c7 pedone del nero · d7 pedone del nero · e7 pedone del nero · g7 pedone del nero · h7 pedone del nero · f5 pedone del nero · d4 pedone del bianco · g4 pedone del bianco · a2 pedone del bianco · b2 pedone del bianco · c2 pedone del bianco · e2 pedone del bianco · f2 pedone del bianco · h2 pedone del bianco · a1 torre del bianco · b1 cavallo del bianco · c1 alfiere del bianco · d1 donna del bianco · e1 re del bianco · f1 alfiere del bianco · g1 cavallo del bianco · h1 torre del bianco | 3 |
| 2 | a8 torre del nero · b8 cavallo del nero · c8 alfiere del nero · d8 donna del nero · e8 re del nero · f8 alfiere del nero · g8 cavallo del nero · h8 torre del nero · a7 pedone del nero · b7 pedone del nero · c7 pedone del nero · d7 pedone del nero · e7 pedone del nero · g7 pedone del nero · h7 pedone del nero · f5 pedone del nero · d4 pedone del bianco · g4 pedone del bianco · a2 pedone del bianco · b2 pedone del bianco · c2 pedone del bianco · e2 pedone del bianco · f2 pedone del bianco · h2 pedone del bianco · a1 torre del bianco · b1 cavallo del bianco · c1 alfiere del bianco · d1 donna del bianco · e1 re del bianco · f1 alfiere del bianco · g1 cavallo del bianco · h1 torre del bianco | a8 torre del nero · b8 cavallo del nero · c8 alfiere del nero · d8 donna del nero · e8 re del nero · f8 alfiere del nero · g8 cavallo del nero · h8 torre del nero · a7 pedone del nero · b7 pedone del nero · c7 pedone del nero · d7 pedone del nero · e7 pedone del nero · g7 pedone del nero · h7 pedone del nero · f5 pedone del nero · d4 pedone del bianco · g4 pedone del bianco · a2 pedone del bianco · b2 pedone del bianco · c2 pedone del bianco · e2 pedone del bianco · f2 pedone del bianco · h2 pedone del bianco · a1 torre del bianco · b1 cavallo del bianco · c1 alfiere del bianco · d1 donna del bianco · e1 re del bianco · f1 alfiere del bianco · g1 cavallo del bianco · h1 torre del bianco | a8 torre del nero · b8 cavallo del nero · c8 alfiere del nero · d8 donna del nero · e8 re del nero · f8 alfiere del nero · g8 cavallo del nero · h8 torre del nero · a7 pedone del nero · b7 pedone del nero · c7 pedone del nero · d7 pedone del nero · e7 pedone del nero · g7 pedone del nero · h7 pedone del nero · f5 pedone del nero · d4 pedone del bianco · g4 pedone del bianco · a2 pedone del bianco · b2 pedone del bianco · c2 pedone del bianco · e2 pedone del bianco · f2 pedone del bianco · h2 pedone del bianco · a1 torre del bianco · b1 cavallo del bianco · c1 alfiere del bianco · d1 donna del bianco · e1 re del bianco · f1 alfiere del bianco · g1 cavallo del bianco · h1 torre del bianco | a8 torre del nero · b8 cavallo del nero · c8 alfiere del nero · d8 donna del nero · e8 re del nero · f8 alfiere del nero · g8 cavallo del nero · h8 torre del nero · a7 pedone del nero · b7 pedone del nero · c7 pedone del nero · d7 pedone del nero · e7 pedone del nero · g7 pedone del nero · h7 pedone del nero · f5 pedone del nero · d4 pedone del bianco · g4 pedone del bianco · a2 pedone del bianco · b2 pedone del bianco · c2 pedone del bianco · e2 pedone del bianco · f2 pedone del bianco · h2 pedone del bianco · a1 torre del bianco · b1 cavallo del bianco · c1 alfiere del bianco · d1 donna del bianco · e1 re del bianco · f1 alfiere del bianco · g1 cavallo del bianco · h1 torre del bianco | a8 torre del nero · b8 cavallo del nero · c8 alfiere del nero · d8 donna del nero · e8 re del nero · f8 alfiere del nero · g8 cavallo del nero · h8 torre del nero · a7 pedone del nero · b7 pedone del nero · c7 pedone del nero · d7 pedone del nero · e7 pedone del nero · g7 pedone del nero · h7 pedone del nero · f5 pedone del nero · d4 pedone del bianco · g4 pedone del bianco · a2 pedone del bianco · b2 pedone del bianco · c2 pedone del bianco · e2 pedone del bianco · f2 pedone del bianco · h2 pedone del bianco · a1 torre del bianco · b1 cavallo del bianco · c1 alfiere del bianco · d1 donna del bianco · e1 re del bianco · f1 alfiere del bianco · g1 cavallo del bianco · h1 torre del bianco | a8 torre del nero · b8 cavallo del nero · c8 alfiere del nero · d8 donna del nero · e8 re del nero · f8 alfiere del nero · g8 cavallo del nero · h8 torre del nero · a7 pedone del nero · b7 pedone del nero · c7 pedone del nero · d7 pedone del nero · e7 pedone del nero · g7 pedone del nero · h7 pedone del nero · f5 pedone del nero · d4 pedone del bianco · g4 pedone del bianco · a2 pedone del bianco · b2 pedone del bianco · c2 pedone del bianco · e2 pedone del bianco · f2 pedone del bianco · h2 pedone del bianco · a1 torre del bianco · b1 cavallo del bianco · c1 alfiere del bianco · d1 donna del bianco · e1 re del bianco · f1 alfiere del bianco · g1 cavallo del bianco · h1 torre del bianco | a8 torre del nero · b8 cavallo del nero · c8 alfiere del nero · d8 donna del nero · e8 re del nero · f8 alfiere del nero · g8 cavallo del nero · h8 torre del nero · a7 pedone del nero · b7 pedone del nero · c7 pedone del nero · d7 pedone del nero · e7 pedone del nero · g7 pedone del nero · h7 pedone del nero · f5 pedone del nero · d4 pedone del bianco · g4 pedone del bianco · a2 pedone del bianco · b2 pedone del bianco · c2 pedone del bianco · e2 pedone del bianco · f2 pedone del bianco · h2 pedone del bianco · a1 torre del bianco · b1 cavallo del bianco · c1 alfiere del bianco · d1 donna del bianco · e1 re del bianco · f1 alfiere del bianco · g1 cavallo del bianco · h1 torre del bianco | a8 torre del nero · b8 cavallo del nero · c8 alfiere del nero · d8 donna del nero · e8 re del nero · f8 alfiere del nero · g8 cavallo del nero · h8 torre del nero · a7 pedone del nero · b7 pedone del nero · c7 pedone del nero · d7 pedone del nero · e7 pedone del nero · g7 pedone del nero · h7 pedone del nero · f5 pedone del nero · d4 pedone del bianco · g4 pedone del bianco · a2 pedone del bianco · b2 pedone del bianco · c2 pedone del bianco · e2 pedone del bianco · f2 pedone del bianco · h2 pedone del bianco · a1 torre del bianco · b1 cavallo del bianco · c1 alfiere del bianco · d1 donna del bianco · e1 re del bianco · f1 alfiere del bianco · g1 cavallo del bianco · h1 torre del bianco | 2 |
| 1 | a8 torre del nero · b8 cavallo del nero · c8 alfiere del nero · d8 donna del nero · e8 re del nero · f8 alfiere del nero · g8 cavallo del nero · h8 torre del nero · a7 pedone del nero · b7 pedone del nero · c7 pedone del nero · d7 pedone del nero · e7 pedone del nero · g7 pedone del nero · h7 pedone del nero · f5 pedone del nero · d4 pedone del bianco · g4 pedone del bianco · a2 pedone del bianco · b2 pedone del bianco · c2 pedone del bianco · e2 pedone del bianco · f2 pedone del bianco · h2 pedone del bianco · a1 torre del bianco · b1 cavallo del bianco · c1 alfiere del bianco · d1 donna del bianco · e1 re del bianco · f1 alfiere del bianco · g1 cavallo del bianco · h1 torre del bianco | a8 torre del nero · b8 cavallo del nero · c8 alfiere del nero · d8 donna del nero · e8 re del nero · f8 alfiere del nero · g8 cavallo del nero · h8 torre del nero · a7 pedone del nero · b7 pedone del nero · c7 pedone del nero · d7 pedone del nero · e7 pedone del nero · g7 pedone del nero · h7 pedone del nero · f5 pedone del nero · d4 pedone del bianco · g4 pedone del bianco · a2 pedone del bianco · b2 pedone del bianco · c2 pedone del bianco · e2 pedone del bianco · f2 pedone del bianco · h2 pedone del bianco · a1 torre del bianco · b1 cavallo del bianco · c1 alfiere del bianco · d1 donna del bianco · e1 re del bianco · f1 alfiere del bianco · g1 cavallo del bianco · h1 torre del bianco | a8 torre del nero · b8 cavallo del nero · c8 alfiere del nero · d8 donna del nero · e8 re del nero · f8 alfiere del nero · g8 cavallo del nero · h8 torre del nero · a7 pedone del nero · b7 pedone del nero · c7 pedone del nero · d7 pedone del nero · e7 pedone del nero · g7 pedone del nero · h7 pedone del nero · f5 pedone del nero · d4 pedone del bianco · g4 pedone del bianco · a2 pedone del bianco · b2 pedone del bianco · c2 pedone del bianco · e2 pedone del bianco · f2 pedone del bianco · h2 pedone del bianco · a1 torre del bianco · b1 cavallo del bianco · c1 alfiere del bianco · d1 donna del bianco · e1 re del bianco · f1 alfiere del bianco · g1 cavallo del bianco · h1 torre del bianco | a8 torre del nero · b8 cavallo del nero · c8 alfiere del nero · d8 donna del nero · e8 re del nero · f8 alfiere del nero · g8 cavallo del nero · h8 torre del nero · a7 pedone del nero · b7 pedone del nero · c7 pedone del nero · d7 pedone del nero · e7 pedone del nero · g7 pedone del nero · h7 pedone del nero · f5 pedone del nero · d4 pedone del bianco · g4 pedone del bianco · a2 pedone del bianco · b2 pedone del bianco · c2 pedone del bianco · e2 pedone del bianco · f2 pedone del bianco · h2 pedone del bianco · a1 torre del bianco · b1 cavallo del bianco · c1 alfiere del bianco · d1 donna del bianco · e1 re del bianco · f1 alfiere del bianco · g1 cavallo del bianco · h1 torre del bianco | a8 torre del nero · b8 cavallo del nero · c8 alfiere del nero · d8 donna del nero · e8 re del nero · f8 alfiere del nero · g8 cavallo del nero · h8 torre del nero · a7 pedone del nero · b7 pedone del nero · c7 pedone del nero · d7 pedone del nero · e7 pedone del nero · g7 pedone del nero · h7 pedone del nero · f5 pedone del nero · d4 pedone del bianco · g4 pedone del bianco · a2 pedone del bianco · b2 pedone del bianco · c2 pedone del bianco · e2 pedone del bianco · f2 pedone del bianco · h2 pedone del bianco · a1 torre del bianco · b1 cavallo del bianco · c1 alfiere del bianco · d1 donna del bianco · e1 re del bianco · f1 alfiere del bianco · g1 cavallo del bianco · h1 torre del bianco | a8 torre del nero · b8 cavallo del nero · c8 alfiere del nero · d8 donna del nero · e8 re del nero · f8 alfiere del nero · g8 cavallo del nero · h8 torre del nero · a7 pedone del nero · b7 pedone del nero · c7 pedone del nero · d7 pedone del nero · e7 pedone del nero · g7 pedone del nero · h7 pedone del nero · f5 pedone del nero · d4 pedone del bianco · g4 pedone del bianco · a2 pedone del bianco · b2 pedone del bianco · c2 pedone del bianco · e2 pedone del bianco · f2 pedone del bianco · h2 pedone del bianco · a1 torre del bianco · b1 cavallo del bianco · c1 alfiere del bianco · d1 donna del bianco · e1 re del bianco · f1 alfiere del bianco · g1 cavallo del bianco · h1 torre del bianco | a8 torre del nero · b8 cavallo del nero · c8 alfiere del nero · d8 donna del nero · e8 re del nero · f8 alfiere del nero · g8 cavallo del nero · h8 torre del nero · a7 pedone del nero · b7 pedone del nero · c7 pedone del nero · d7 pedone del nero · e7 pedone del nero · g7 pedone del nero · h7 pedone del nero · f5 pedone del nero · d4 pedone del bianco · g4 pedone del bianco · a2 pedone del bianco · b2 pedone del bianco · c2 pedone del bianco · e2 pedone del bianco · f2 pedone del bianco · h2 pedone del bianco · a1 torre del bianco · b1 cavallo del bianco · c1 alfiere del bianco · d1 donna del bianco · e1 re del bianco · f1 alfiere del bianco · g1 cavallo del bianco · h1 torre del bianco | a8 torre del nero · b8 cavallo del nero · c8 alfiere del nero · d8 donna del nero · e8 re del nero · f8 alfiere del nero · g8 cavallo del nero · h8 torre del nero · a7 pedone del nero · b7 pedone del nero · c7 pedone del nero · d7 pedone del nero · e7 pedone del nero · g7 pedone del nero · h7 pedone del nero · f5 pedone del nero · d4 pedone del bianco · g4 pedone del bianco · a2 pedone del bianco · b2 pedone del bianco · c2 pedone del bianco · e2 pedone del bianco · f2 pedone del bianco · h2 pedone del bianco · a1 torre del bianco · b1 cavallo del bianco · c1 alfiere del bianco · d1 donna del bianco · e1 re del bianco · f1 alfiere del bianco · g1 cavallo del bianco · h1 torre del bianco | 1 |
|   | a | b | c | d | e | f | g | h |   |

Alla seconda mossa il Bianco con 2.g4 indebolisce il suo lato di Re ed apre la colonna f per il Nero; in compenso migliora la posizione per il suo Alfiere delle case chiare e migliora il controllo del centro, anche se veramente minimo. Tutto questo, però, al costo di un intero pedone.

## Codici ECO
- A80: 1.d4 f5 (varianti minori)
  - A80: 1.d4 f5 2. g4  (gambetto Krejcik)
  - A80: 1.d4 f5 2.Ag5 (attacco Hopton)
  - A80: 1.d4 f5 2.Cc3 Cf6 3.g4 (gambetto Spielmann)
  - A80: 1.d4 f5 2.Dd3  (variante Alapin (Manhattan, Ulvestad))
  - A80: 1.d4 f5 2.Dd3 e6 3.g4 (gambetto Von Pretzel)
  - A80: 1.d4 f5 2.h3 (attacco Korchnoi)
  - A80: 1.d4 f5 2.Ag5 (variante 2.Ag5)
  - A81: 1.d4 f5 2.g3 (attacco di fianchetto)
    - A81: 1. d4 f5 2. g3 Cf6 3. Ag2 e6 4. Ch3 (variante Blackburne)
    - A81: 1. d4 f5 2. g3 Cf6 3. Ag2 g6
    - A81: 1. d4 f5 2. g3 g6 3. Ag2 Ag7 4. Cf3 c6 5. O-O Ch6  (variante di Leningrado, sistema Basman)
    - A81: 1. d4 f5 2. g3 g6 3. Ag2 Ag7 4. Ch3 (variante di Leningrado, variante Karlsbad)

  - A82: 1.d4 f5 2.e4 (gambetto Staunton)
    - A83: 1.d4 f5 2.e4 fxe4 3.Cc3 Cf6 4.Ag5

  - A84: 1.d4 f5 2.c4 
    - A85: 1.d4 f5 2.c4 Cf6 3.Cc3 (variante Rubinstein)
    - A86: 1.d4 f5 2.c4 Cf6 3.g3 
      - A87: 1.d4 f5 2.c4 Cf6 3.g3 g6 4.Ag2 Ag7 5.Cf3 (variante di Leningrado)
        - A88: 1.d4 f5 2.c4 Cf6 3.g3 g6 4.Ag2 Ag7 5.Cf3 0-0 6.0-0 d6 7.Cc3 c6
        - A89: 1.d4 f5 2.c4 Cf6 3.g3 g6 4.Ag2 Ag7 5.Cf3 0-0 6.0-0 d6 7.Cc3 Cc6

      - A90: 1.d4 f5 2.c4 Cf6 3.g3 e6 4.Ag2
      - A91: 1.d4 f5 2.c4 Cf6 3.g3 e6 4.Ag2 Ae7 
        - A92: 1.d4 f5 2.c4 Cf6 3.g3 e6 4.Ag2 Ae7 5.Cf3 0-0 
          - A93: 1.d4 f5 2.c4 Cf6 3.g3 e6 4.Ag2 Ae7 5.Cf3 0-0 6.0-0 d5 7.b3 (variante Botvinnik)
            - A94: 1.d4 f5 2.c4 Cf6 3.g3 e6 4.Ag2 Ae7 5.Cf3 0-0 6.0-0 d5 7.b3 c6 8.Aa3 (Stonewall)

          - A95: 1.d4 f5 2.c4 Cf6 3.g3 e6 4.Ag2 Ae7 5.Cf3 0-0 6.0-0 d5 7.Cc3 c6 (Stonewall)
          - A96: 1.d4 f5 2.c4 Cf6 3.g3 e6 4.Ag2 Ae7 5.Cf3 0-0 6.0-0 d6
            - A97: 1.d4 f5 2.c4 Cf6 3.g3 e6 4.Ag2 Ae7 5.Cf3 0-0 6.0-0 d6 7.Cc3 De8 (variante Ilyin-Genevsky)
              - A98: 1.d4 f5 2.c4 Cf6 3.g3 e6 4.Ag2 Ae7 5.Cf3 0-0 6.0-0 d6 7.Cc3 De8 8.Dc2
              - A99: 1.d4 f5 2.c4 Cf6 3.g3 e6 4.Ag2 Ae7 5.Cf3 0-0 6.0-0 d6 7.Cc3 De8 8.b3